# Algérie
Cet article concerne l'Algérie. Pour les autres significations, voir Algérie (homonymie).
Cette page contient des caractères tifinaghs. En cas de problème, consultez Aide:Unicode ou testez votre navigateur.
République algérienne démocratique et populaire
(ar) الجمهورية الجزائرية الديمقراطية الشعبية 
(ber) ⵜⴰⴳⴷⵓⴷⴰ ⵜⴰⵣⵣⴰⵢⵔⵉⵜ ⵜⴰⵎⴰⴳⴷⴰⵢⵜ ⵜⴰⵖⴻⵔⴼⴰⵏⵜ 
(ber) Tagduda tazzayrit tamagdayt taɣerfant 
L'Algérie (/al.ʒe.ʁi/  ; arabe : الجزائر (al-Jazā'ir), ; en arabe algérien : دزاير (Dzayer) ou الجزاير (El Djazaïr) ; en tamazight ⴷⵣⴰⵢⵔ (Dzayer)), en forme longue la République algérienne démocratique populaire ou République algérienne démocratique et populaire (en abrégé RADP ; en arabe الجمهورية الجزائرية الديمقراطية الشعبية ; en tamazight ⵜⴰⴳⴷⵓⴷⴰ ⵜⴰⵣⵣⴰⵢⵔⵉⵜ ⵜⴰⵎⴰⴳⴷⴰⵢⵜ ⵜⴰⵖⴻⵔⴼⴰⵏⵜ (Tagduda tazzayrit tamagdayt taɣerfant)), est un État souverain  d’Afrique du Nord faisant partie du Maghreb. Sa capitale est Alger, la ville la plus peuplée du pays, dans le Nord, sur la côte méditerranéenne. L'Algérie partage plus de 6 343 kilomètres de frontières terrestres avec la Tunisie au nord-est, la Libye à l'est, le Niger au sud-est, le Mali au sud-ouest, la Mauritanie et le Sahara occidental à l'ouest, et enfin le Maroc au nord-ouest.
L'Algérie a, depuis la promulgation de sa constitution en 1963, un régime présidentiel. Sa population résidente est au 1er juillet 2025 de 47 millions d’habitants
Avec une superficie de 2 381 741 km2, c'est le dixième plus grand pays au monde et le plus grand pays d'Afrique, du monde arabe et du bassin méditerranéen.
Des sites archéologiques ont révélé des traces d’hominidés datant de près de deux millions d’années.
Dans l'Antiquité, le territoire algérien connaît la formation des royaumes numides avant de passer sous la domination partielle des Romains, des Vandales, des Byzantins et des principautés berbères indépendantes. Le VIIe siècle marque le début de l'islamisation puis l'arabisation partielle de la population. Le Maghreb central connaît alors plusieurs dynasties locales : Rostémides, Fatimides,, Zirides, Hammadides, Zianides, et des périodes d'intégration dans des groupements impériaux plus larges. L'Algérie contemporaine commence à se constituer territorialement au début de la Régence d'Alger, au XVIe siècle. À partir de 1830, prenant prétexte de la détérioration de ses relations avec le dey d’Alger, le gouvernement de Charles X, désireux de consolider l’autorité royale et l’image de la France à l’étranger, entreprend la conquête, violente, méthodique et poursuivie de l’ensemble du territoire algérien jusqu'à aboutir sous la Deuxième République, en 1848, à la mise en place de trois départements français. Après plus d'un siècle de colonisation française, à l'issue d'une guerre d'indépendance longue et meurtrière et à la suite du référendum d'autodétermination du 1er juillet 1962, l'Algérie proclame son indépendance le 5 juillet 1962.
L'Algérie est membre de l'Organisation des Nations unies (ONU), de l’Union africaine (UA), du Mouvement des non-alignés et de la Ligue arabe pratiquement depuis son indépendance. Elle a en outre intégré l'Organisation des pays exportateurs de pétrole (OPEP) en 1969 et figure parmi les membres fondateurs de l'Organisation de la coopération islamique la même année. En février 1989, l'Algérie a pris part, avec les autres États maghrébins, à la création de l'organisation de l'Union du Maghreb arabe (UMA). Le pays a également rejoint l'Union pour la Méditerranée en 2008.
La Constitution algérienne définit « l'islam, l'arabité et l’amazighité » comme « composantes fondamentales » de l'identité du peuple algérien et le pays comme « terre d'Islam, partie intégrante du Maghreb, pays arabe, méditerranéen et africain ». Depuis 2011, l'Algérie est selon le PNUD le pays ayant l'indice le plus élevé de développement humain d'Afrique continentale.

## Toponymie et étymologie
L'appelation "Algérie" est issue de la déformation du nom arabe de l'Algérie, Djazaïr.
Le nom « Alger » résulterait de la déformation catalane "Aljer", lui-même tiré de Djezaïr, nom donné par Bologhine ibn Ziri, fils de Ziri ibn Menad fondateur de la dynastie berbère des Zirides, lorsqu'il bâtit la ville en 960 sur les ruines de l'ancienne ville au nom romain Icosium, Djaza'ir Beni Mezghenna. En français, Alger désignait la ville comme le pays, appelé aussi « royaume d'Alger » ou « république d'Alger ».
L'étymologie d'Algérie reprend le nom de la ville qui en est la capitale « Al-Djaza'ir » (الجزائر), qui signifie en arabe « les îles » (pluriel d'Al Jazira), soit un ensemble d'ilots avec lesquels a été constitué le port d'Alger ou sa jetée actuelle,, contré dont « la ville ayant été celle des Beni Mezghenna, qui la peuplaient », Djezaïr Beni Mezghanna, du nom Djezaïr orthographié en arabe pour la première fois au XIe siècle par le polygraphe cordouan Al-Bakri, sous la forme de جزاير بني مزغنة, Djezaïr Beni Mezghenna. Le terme d'îles viendrait des géographes musulmans médiévaux pour désigner la côte fertile du Maghreb, entre l'Ifriqiya et Tanger, coincée entre le vaste Sahara et la mer Méditerranée, apparaissant alors comme un chapelet d'îles montagneuses, Al-Jaza’ir fertiles. Cependant, El-Bekri distingue dans son ouvrage le nom Djezaïr de El-Djezaïr pour « îles », ce dernier terme désignant une localité située dans le désert libyen.
Une autre hypothèse lierait le nom « Dzayer » au nom de Tiziri (ou Dziri) ibn Menad, père de Bologhin ibn Ziri et fondateur de la dynastie berbère Ziride. Bolghin investit le site des Mezghenna à la demande de son père pour y établir un port. La forme berbère Tiziri du prénom de Ibn Menad, signifie « clair de lune ». Les Algérois se désignent eux-mêmes sous le vocable de Dziri,. la ville elle-même étant dite en arabe maghrébin ou berbère, Dzayer ou Lezzayer, pour désigner aussi bien la ville Alger que le pays qui en a pris le nom.
L'appellation française « Algérie », provenant du nom de la ville d'Alger, fut officialisée en français sur initiative du maréchal Soult en 1837 dans le but de remplacer l’appellation « possessions françaises du Nord de l'Afrique ».
Le mot « algérien » est attesté par écrit en français dès 1613 et ses emplois sont constants depuis cette date, constate Guy Turbet-Delof qui ajoute : « Ainsi le témoignage de la lexicologie est indubitable. Aux XVIIe et XVIIIe siècles, Algérien n'était pas synonyme d'Algérois (qui n'existait pas) et se rapportait à l'entité politique qu'était la future Algérie ».
Si le mot « Algérie » est inconnu en français à l'époque ottomane (de l'an 1587 jusqu’à 1830), il avait son équivalent en arabe et dans d'autres langues européennes.
Le terme arabe al Jaza'ir est utilisé depuis l'établissement des trois régences ottomanes au Maghreb (Alger, Tunis et Tripoli), pour désigner le pays qu'Alger commandait. Cependant le terme Dzayer a continué d'être employé dans la langue courante pour désigner la ville du Dey, autrement dit Alger. al Jaza'ir. Le nom que prit cette nouvelle entité politique recouvre pour l'essentiel ce qu'on entendait auparavant par al-maghrib al-awsat. Le territoire était appelé à l'époque qotr al-jaza'ir (qotr : territoire, province), watan al-jaza'ir (watan : patrie, pays) et al-jaza'ir tout court. Par une lettre célèbre aux oulémas de Fès, l'Abdelkader ibn Muhieddine parlait de watan al Jaza'ir (la patrie d'Algérie/Alger). En outre un poète tlemcénien du XIXe siècle chante : « Mon Dieu, veille sur al Jaza'ir », pour désigner le territoire dont Alger est la ville capitale.
Ibn Khaldoun dans sa Muqaddima (1377) désigne Alger et le pays alentour comme Bilâd Al-Djaza'ir, c'est-à-dire, à son époque, la région contrôlée par le pouvoir d'Alger ou la zone géographique étroitement liée à la ville d'Alger. Selon une tradition, on désigne une province ou le territoire d'un État par le nom de sa capitale. Maroc vient de Marrakech, comme Tunisie de Tunis et Algérie d'Alger. Il veillait à distinguer le Maghreb el-Aoussat (l'Occident central), dont il plaçait la capitale à Tlemcen, en y intégrant les villes d'Oran (Ouhran) et d'Alger (El-Djezaïr).
D'Al-Djaza'ir dérivent différentes appellations dans les langues européennes. Dans les plus anciens documents cartographiques, Alger s'est écrit de différentes façons : Alguer (1275), Algezira (1300), Zizera (1318), Zizeria (1367) Zizara (1409), et Aurger (1339) chez Angelino Dulcert. Cependant, dans ces mêmes documents se trouve le nom d'Alger (dès le XIVe siècle) qui était prononcée Aldjère, voire « Algir » sur la mappemonde de Martin Behaim (à la fin du XVe siècle), et enfin, Alger chez Sébastien Cabot (au milieu du XVIe siècle). Tous ces noms proviennent de la racine Djezaïr Beni Mezghenna mentionnée par écrit pour la première fois par Al-Bakri.
Chez les auteurs anglais de l'époque, une distinction se fait progressivement entre Algiers qui désigne généralement la ville et parfois le pays et Algeria qui finit par désigner exclusivement le pays. Le nom en français, Algérie, est donc une reprise de l'arabe par le biais du catalan Alguere usité en 1686 par Fontenelle dans Entretiens sur la pluralité des mondes pour qualifier la régence d'Alger[réf. souhaitée]. Le nom Algérie sera officiellement adopté le 14 octobre 1839 par Virgile Schneider afin de désigner ce territoire faisant partie de la côte des Barbaresques et publié la même année dans les décrets royaux (Louis-Philippe).
La « République algérienne démocratique et populaire », forme longue, a été proclamée par l'Assemblée nationale constituante le 25 septembre 1962 à Alger.

## Géographie

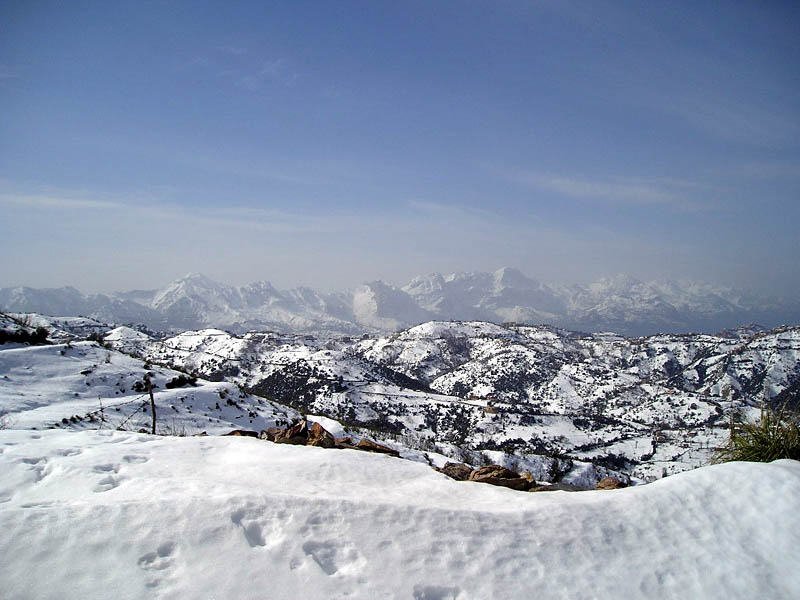
Kabylie
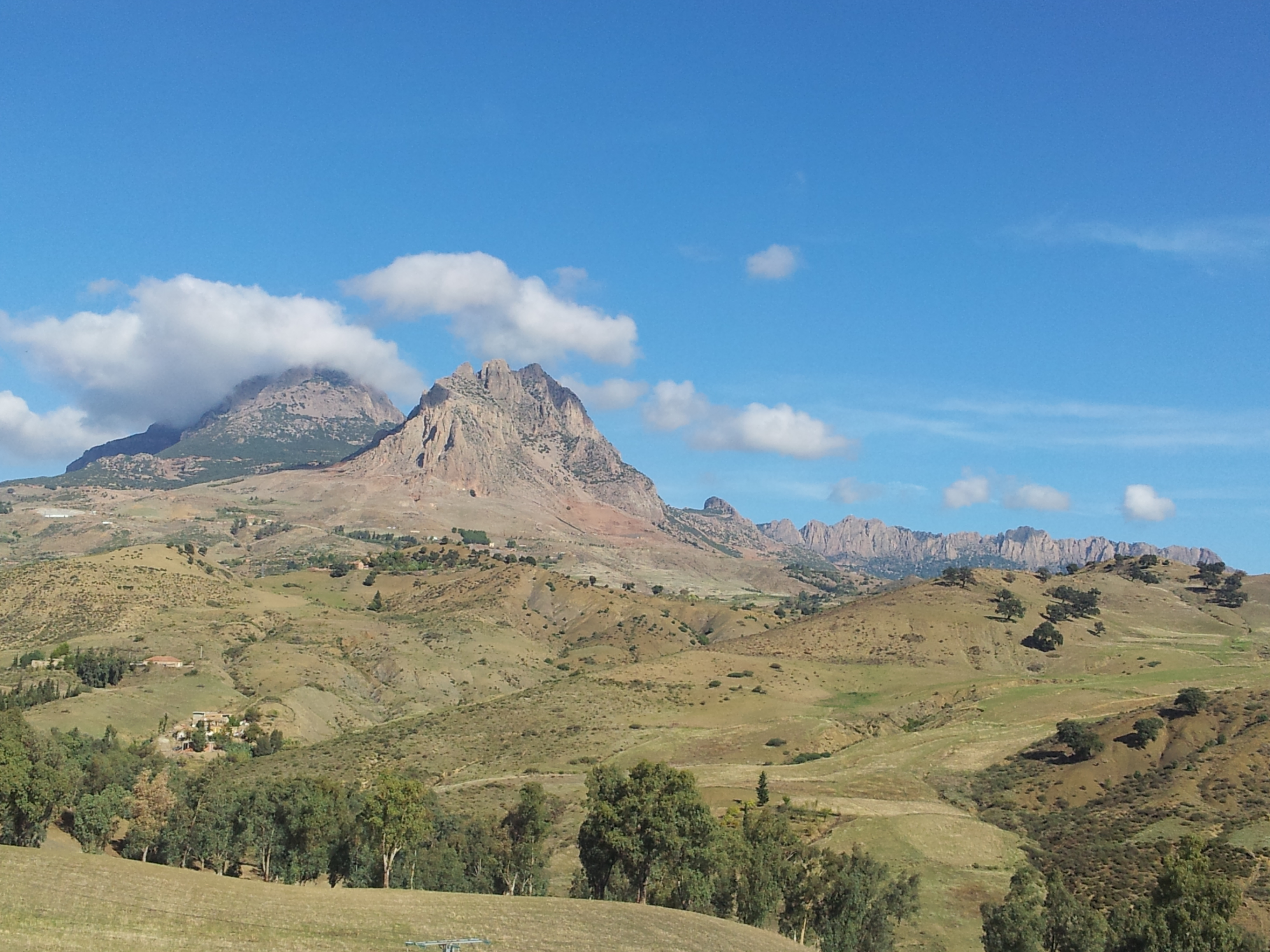
Ouarsenis
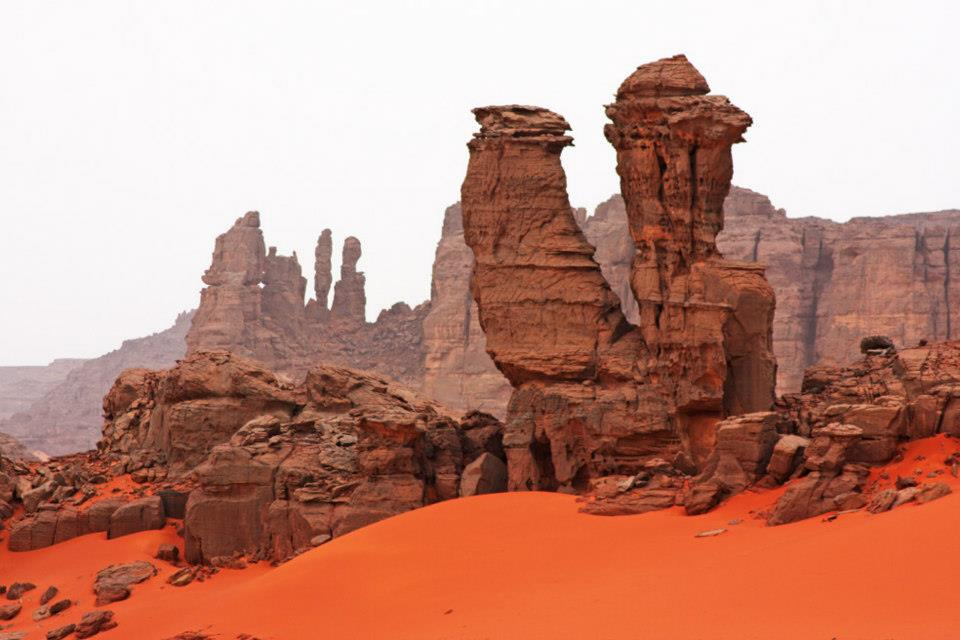
Tadrart Rouge
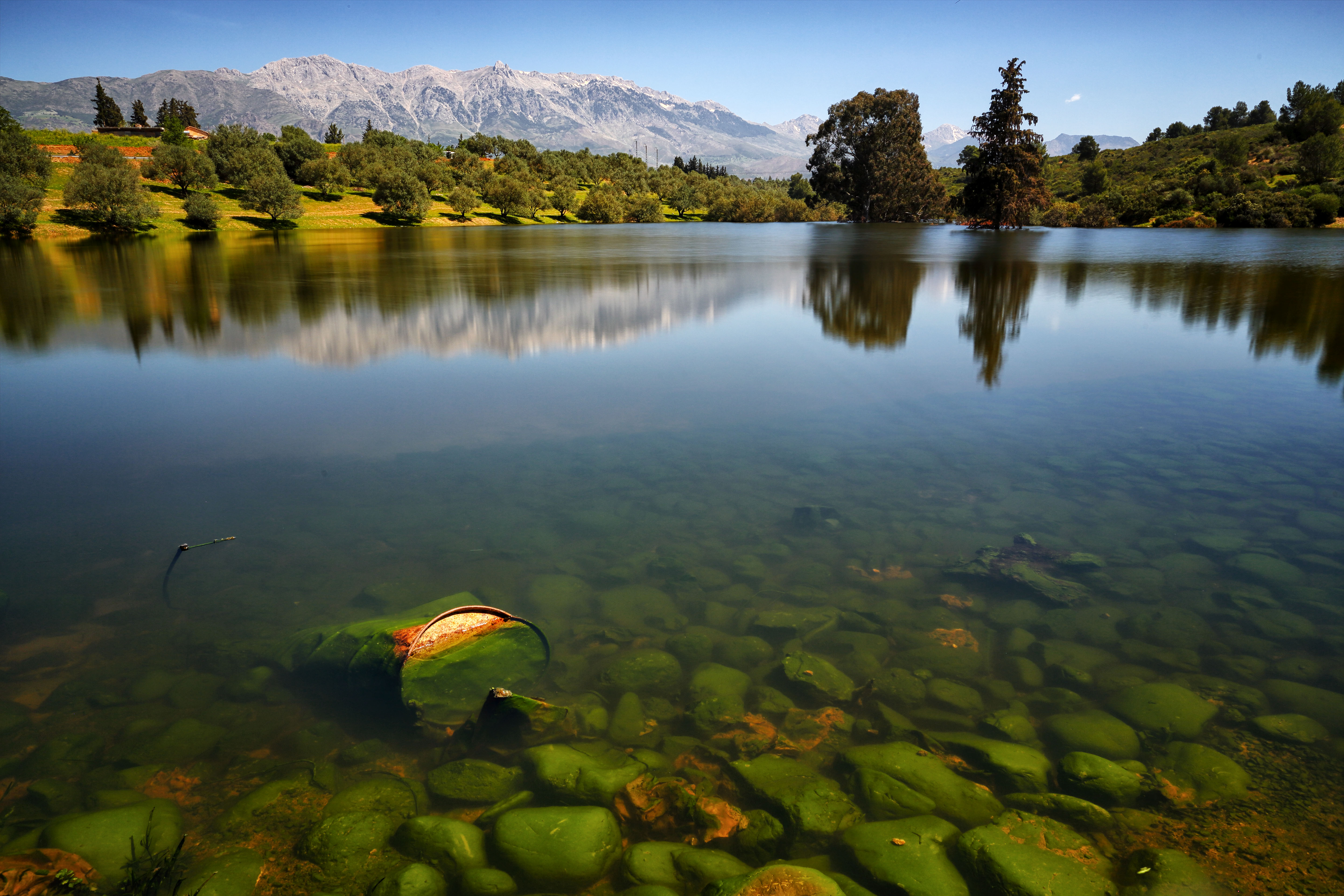
Bouira
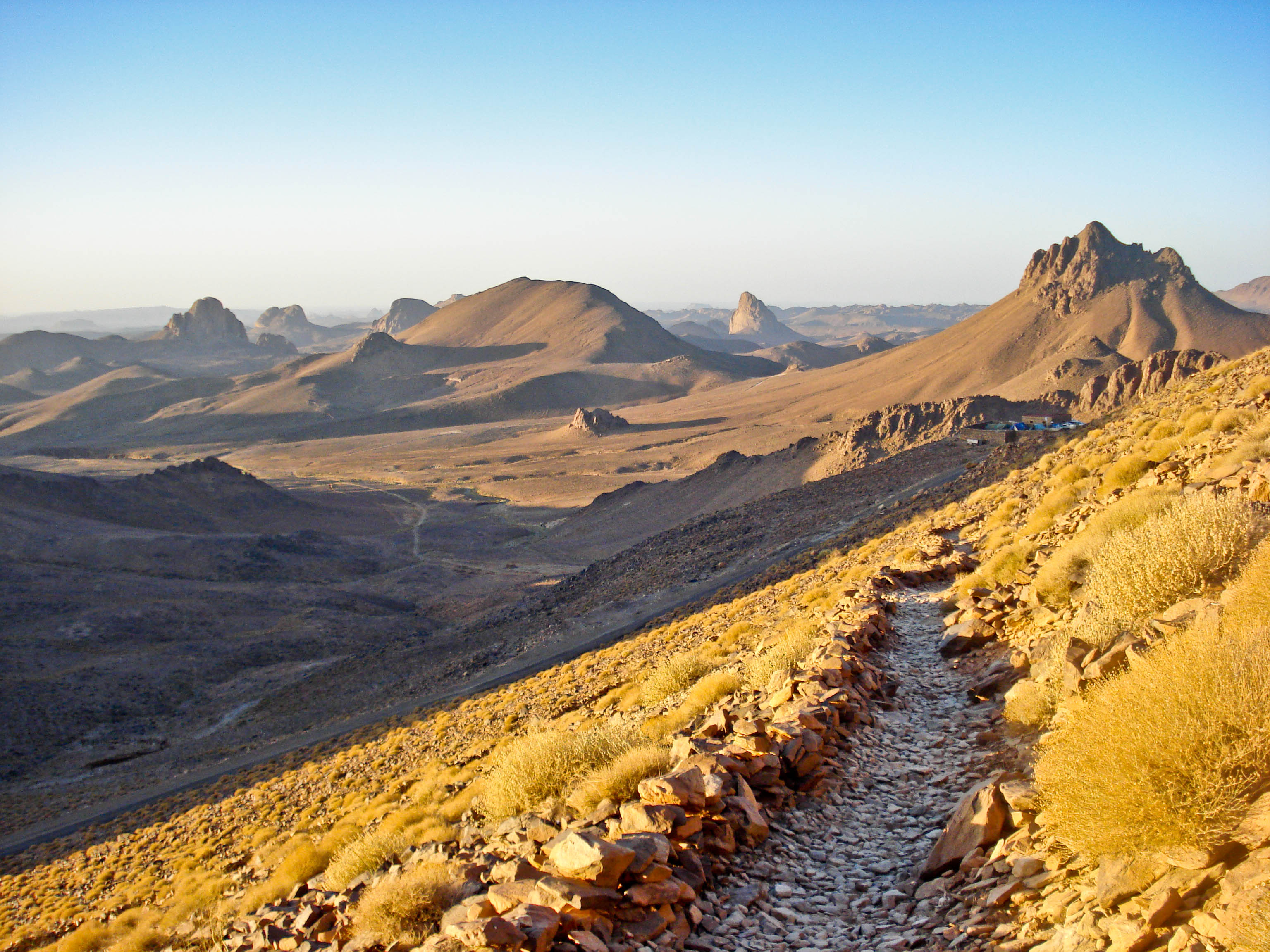
Assekrem
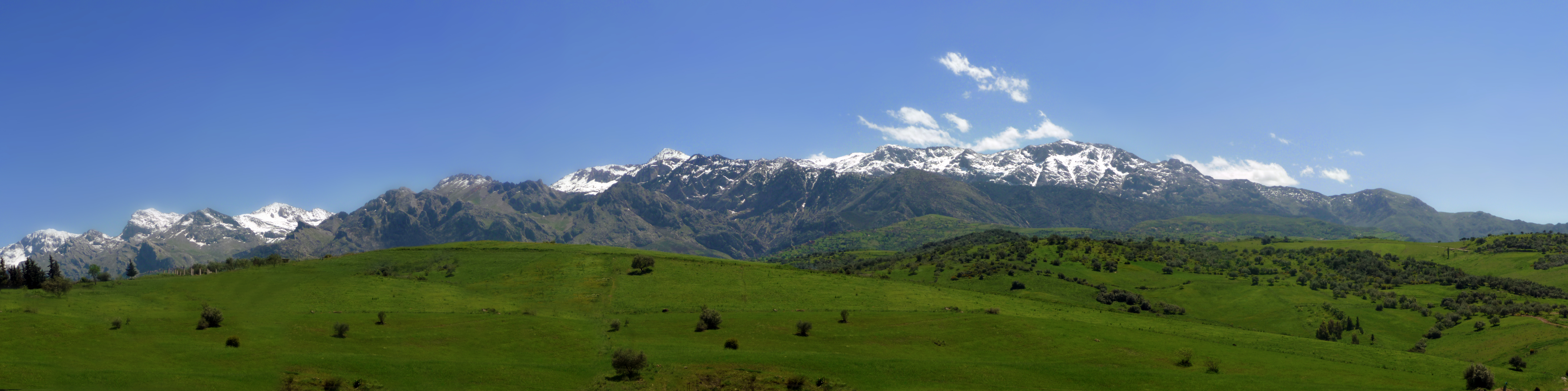
Djurdjura
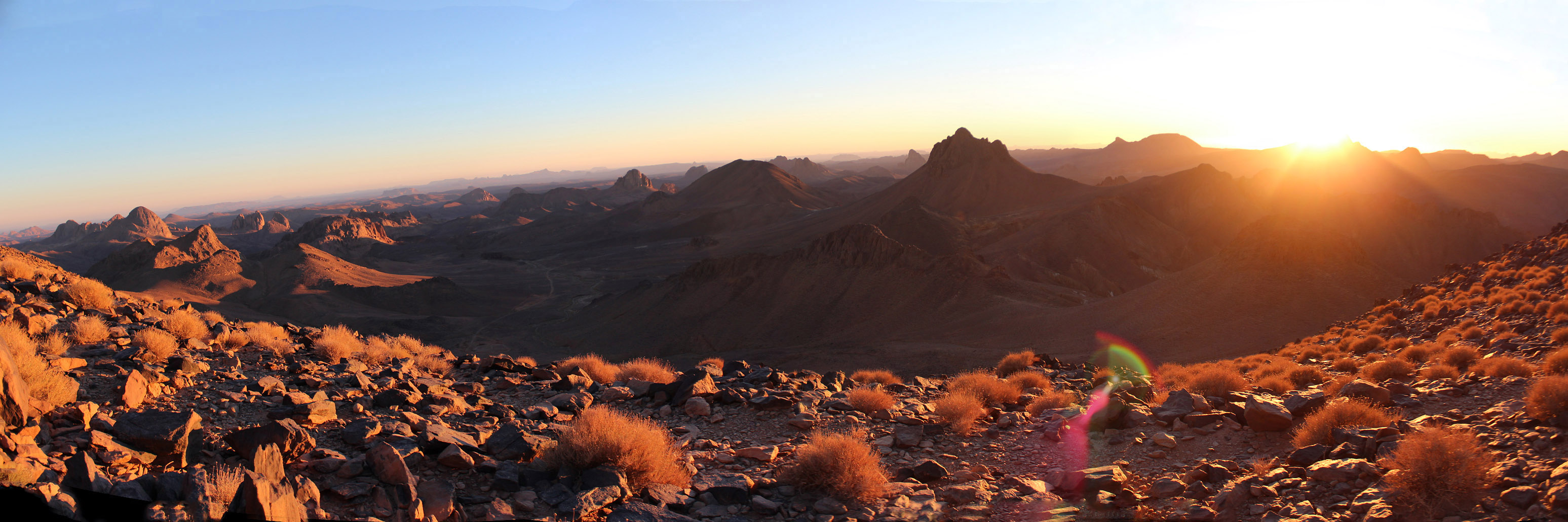
Hoggar
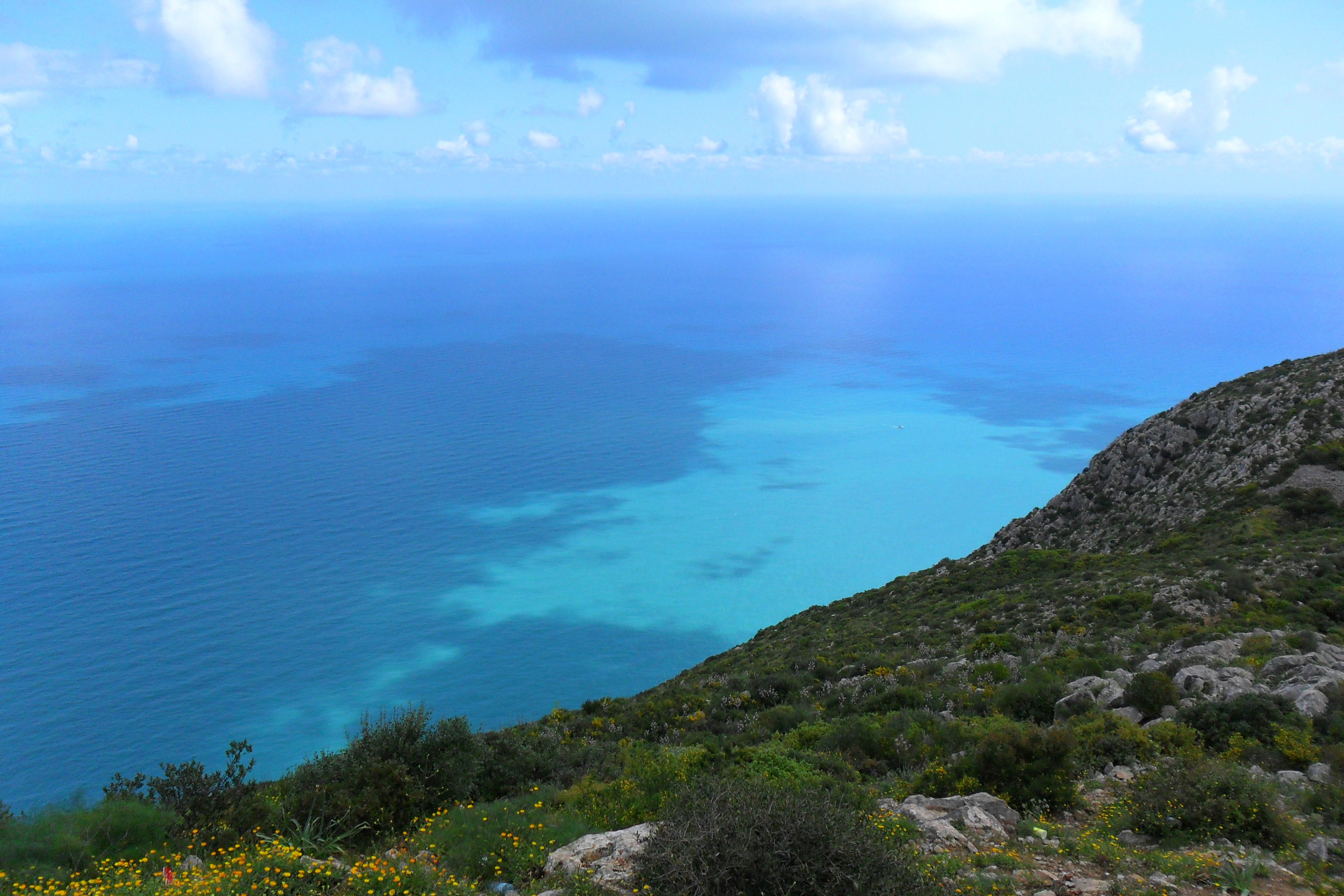
Béjaïa
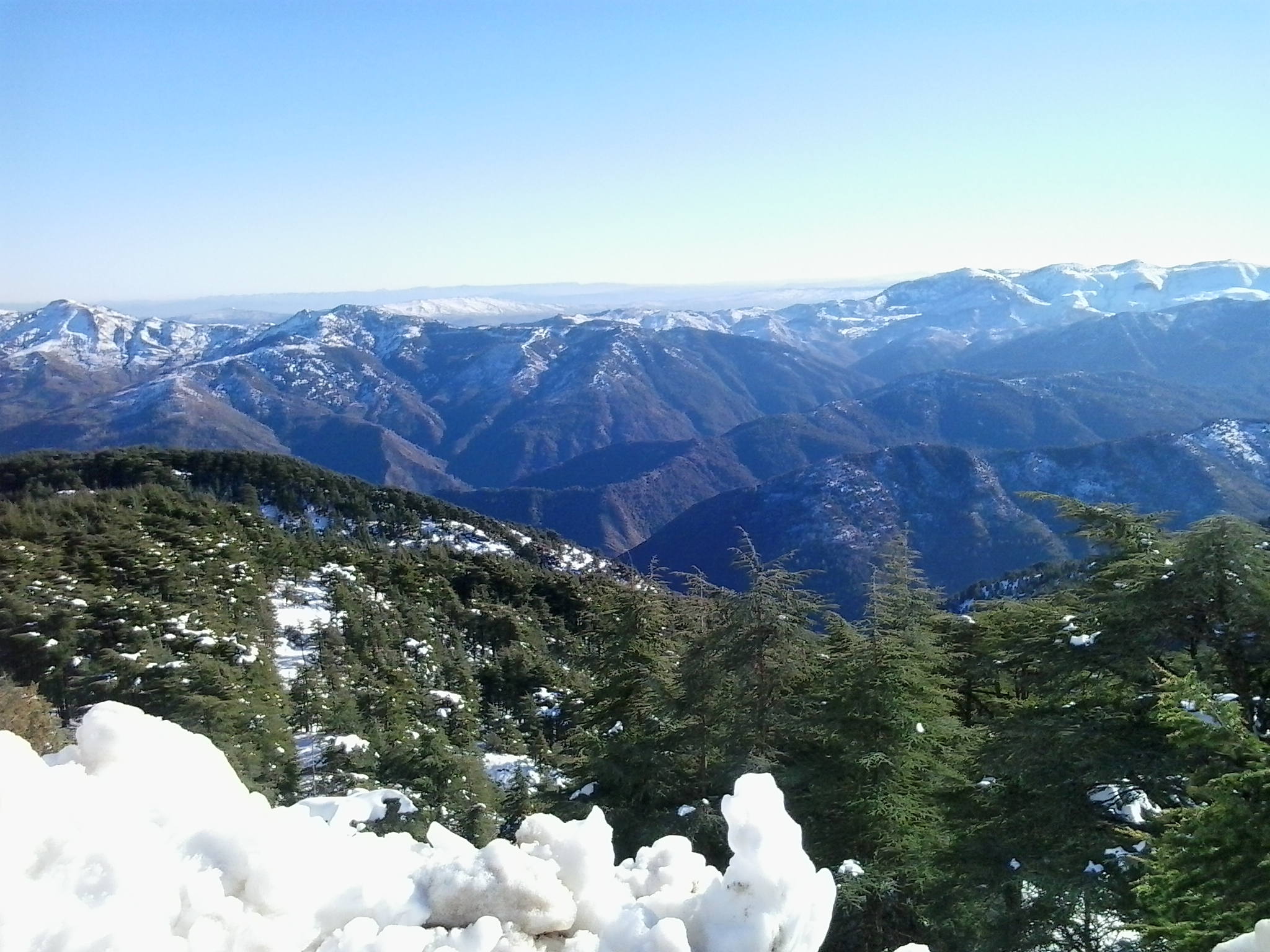
Parc national de Chréa
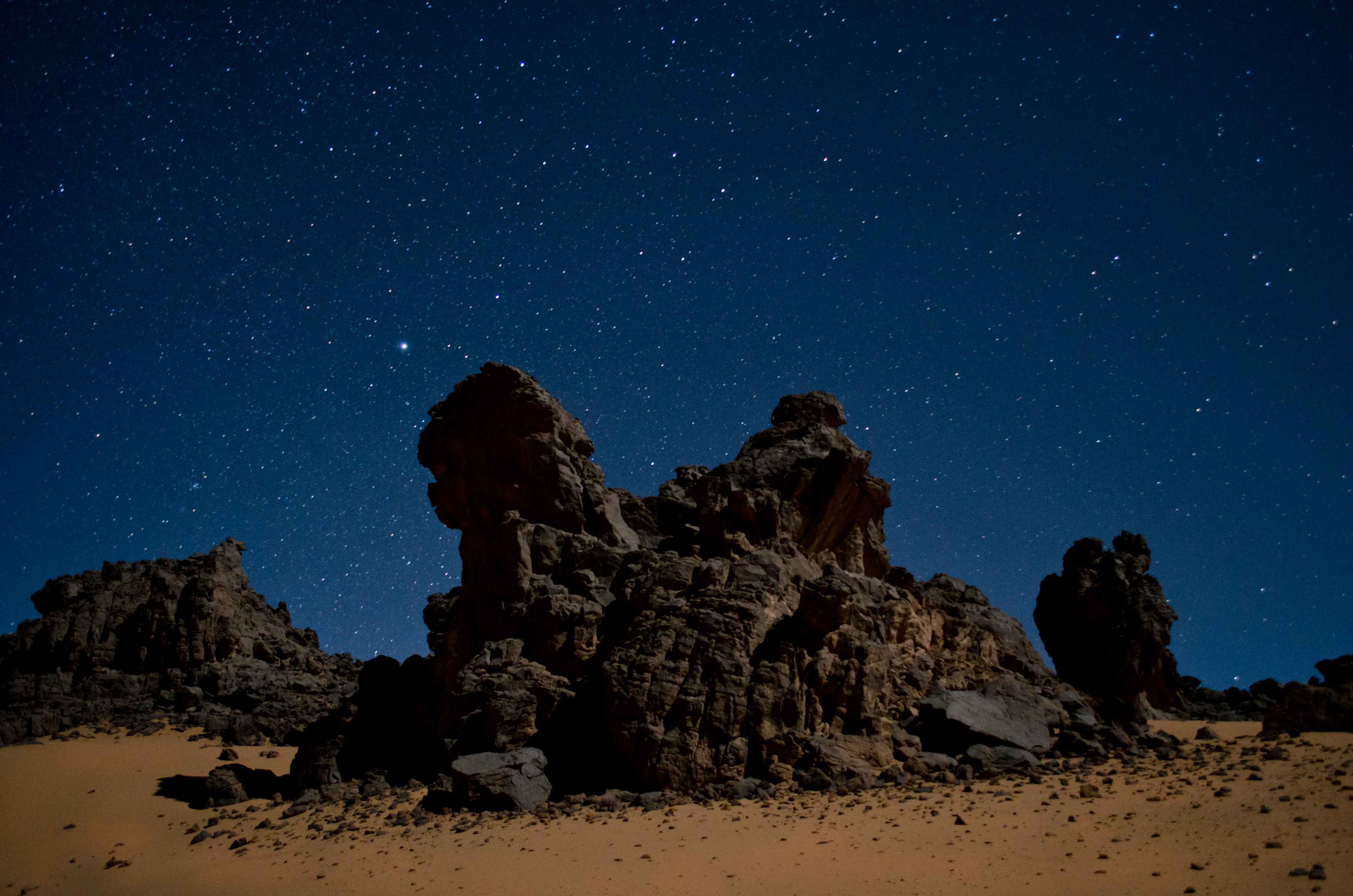
Djanet
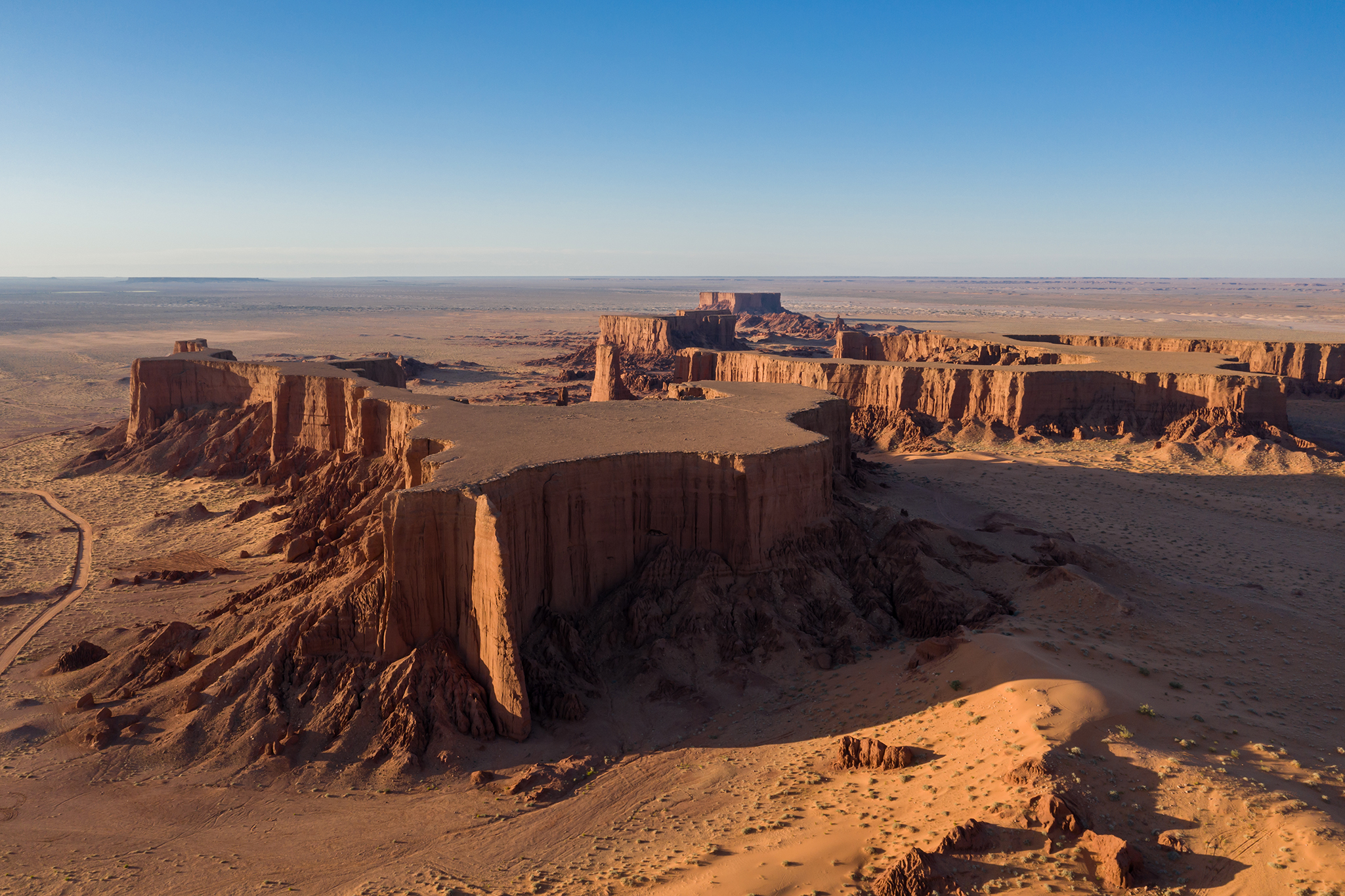
Sahara algérien
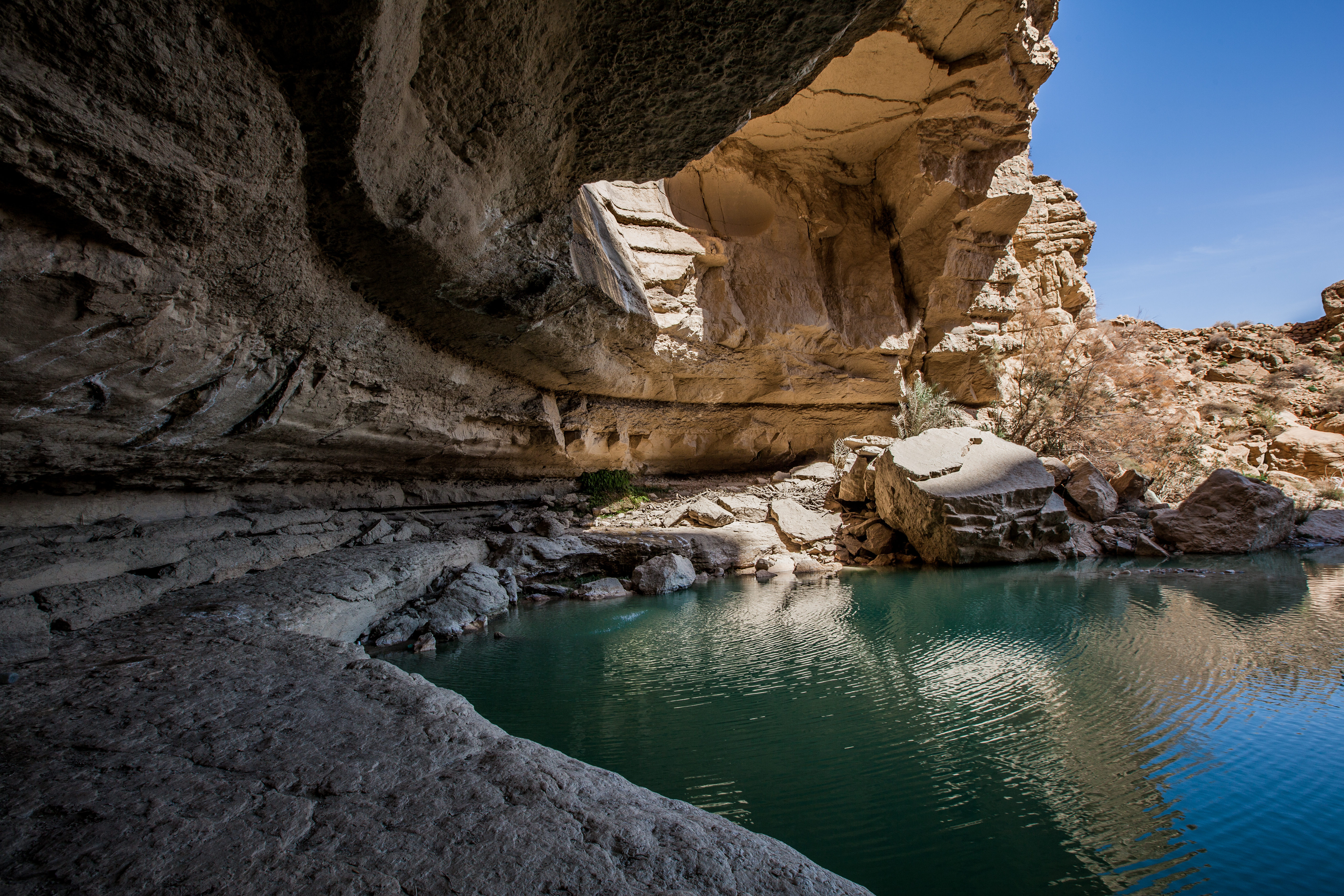
Biskra
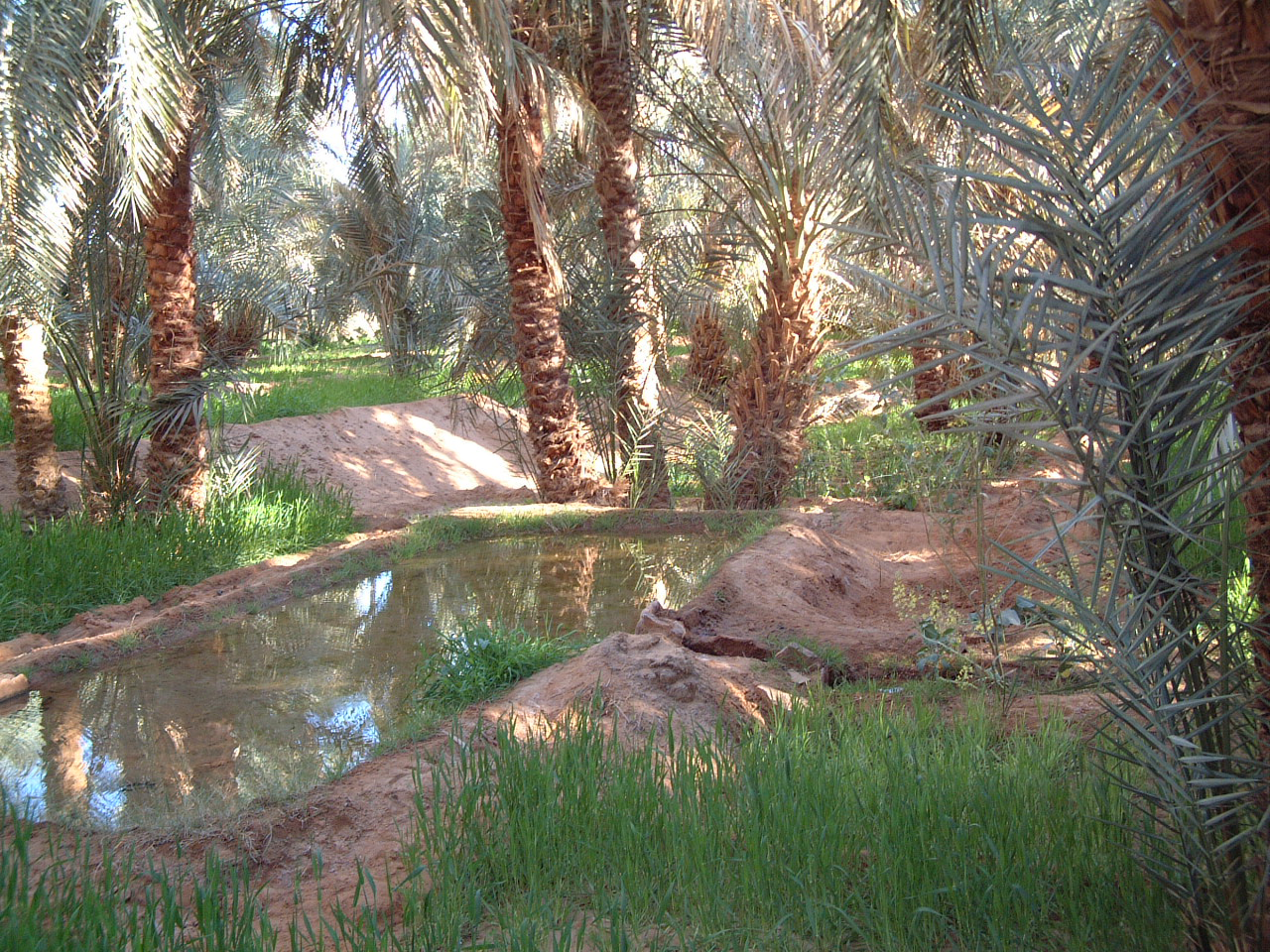
Timimoun
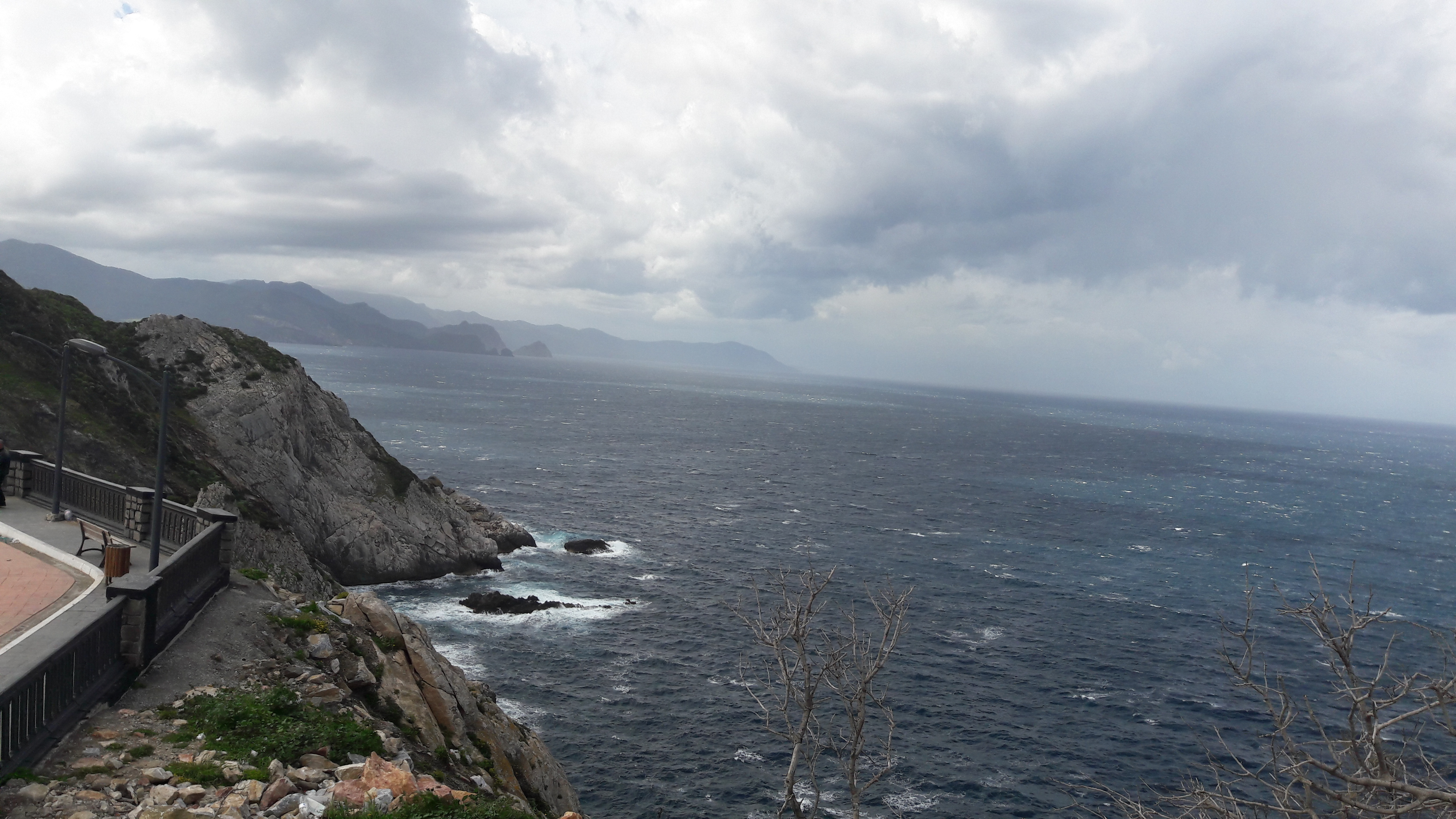
Annaba
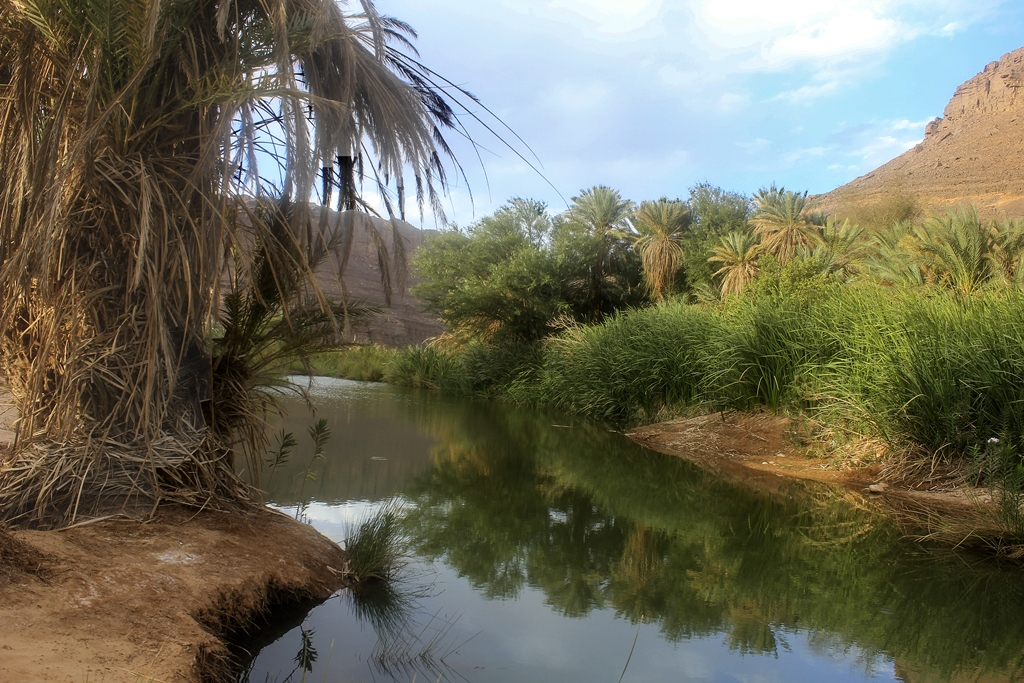
Iherir
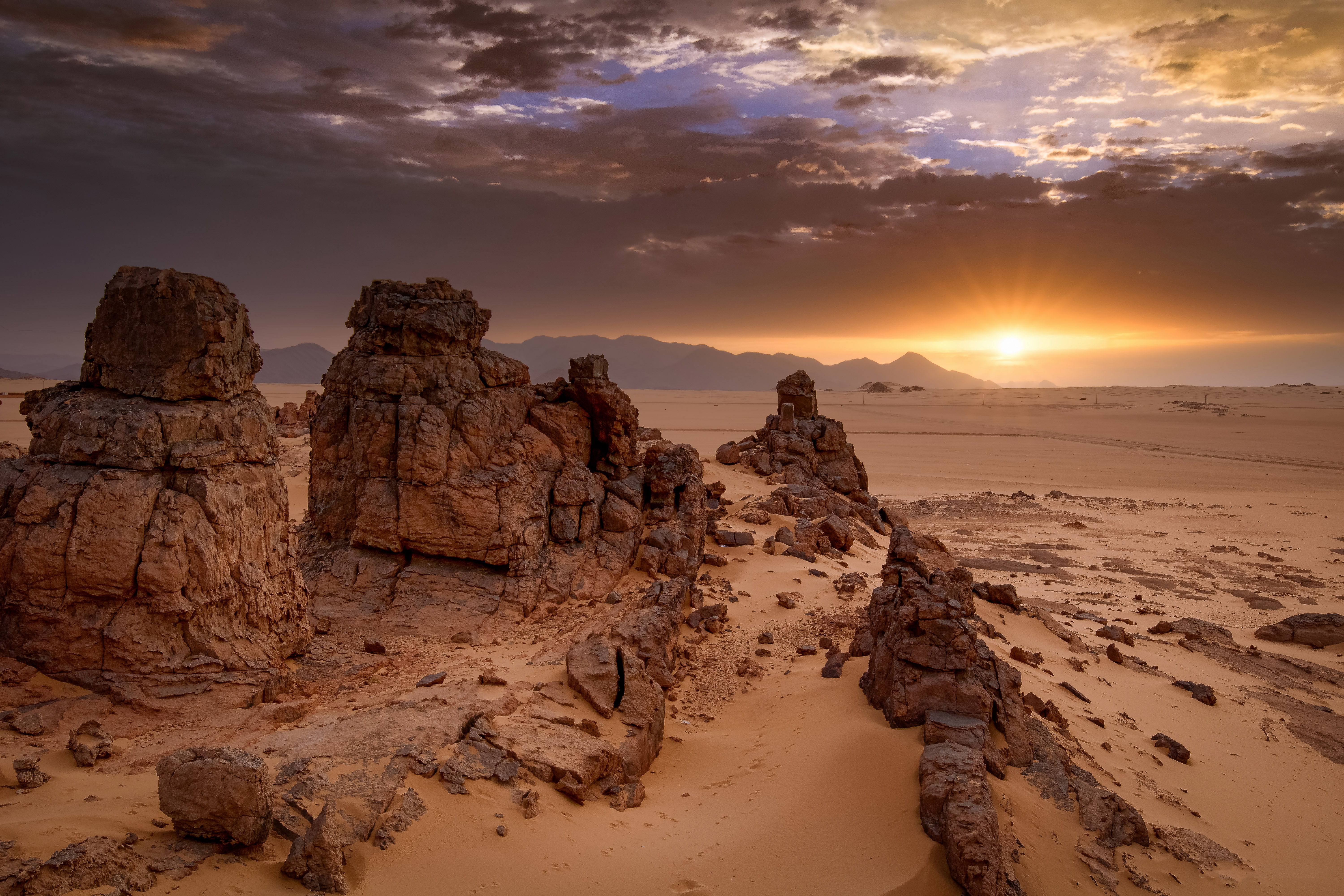
Parc culturel du Tassili
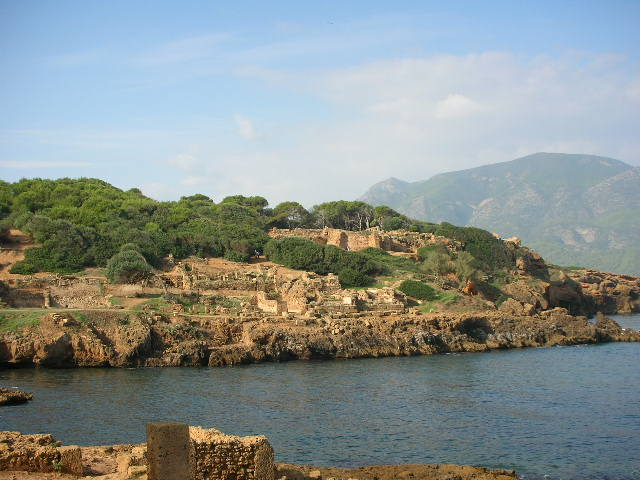
Tipaza

L’Algérie est le pays le plus étendu du continent africain, mais aussi du monde arabe et du pourtour méditerranéen, sa partie sud représentant une fraction notable du Sahara.

### Relief et paysages

#### Tell: plaines littorales et chaînes côtières

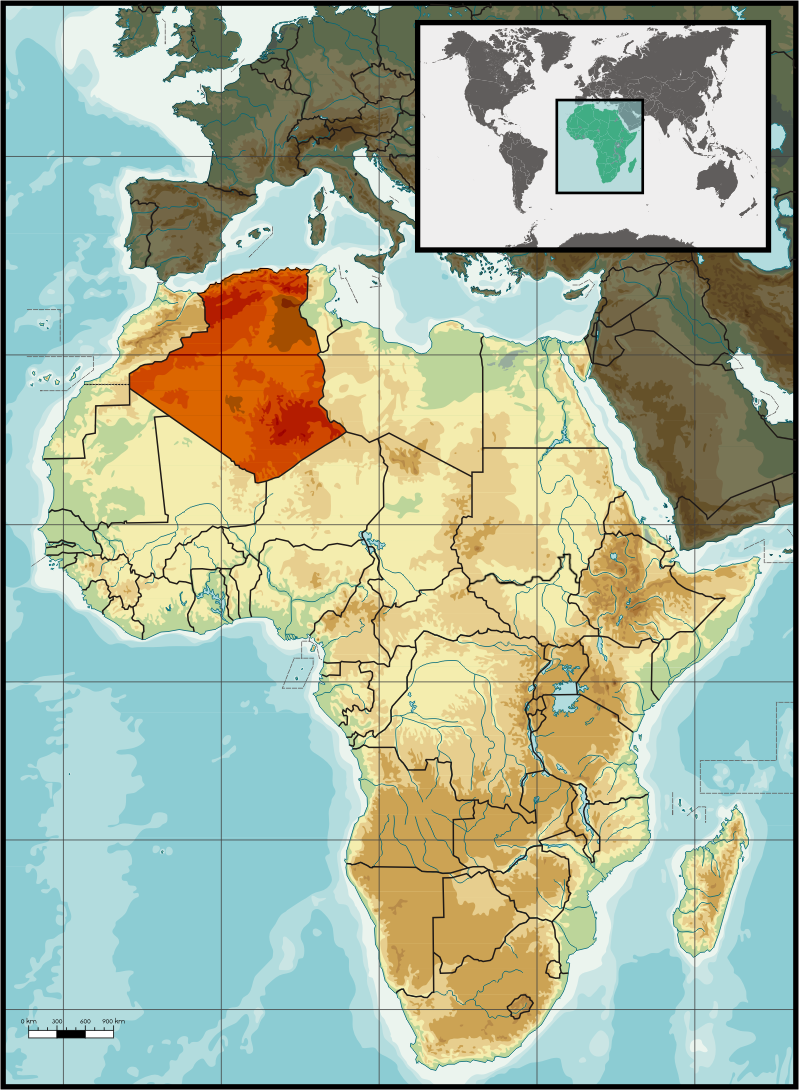
Localisation géographique de l'Algérie sur le continent africain.

Dans le Nord du pays et le long du littoral méditerranéen, s'étend la bande du Tell sur environ 1 600 km, large de 80 à 190 km. Elle est formée de petites chaînes de montagnes : le massif des Traras, les monts du Tessala, le Dahra, le Djurdjura, l'Atlas blidéen, les Babors, le massif de Collo, enfin le djebel Edough. Ces montagnes constituent la partie la plus septentrionale de l'Atlas tellien. Le point culminant de cet ensemble est le mont Lalla Khedidja, dans le sud du Djurdjura. Ce sommet atteint 2 308 mètres d'altitude et est recouvert de neige en hiver.
L'incidence de ce relief a pour effet la constitution de falaises rocheuses, interrompues dans les baies d'Arzew-Mostaganem, de Tipaza, d'Alger, de Skikda et d'Annaba.
Les montagnes sont séparées par des vallées, riches par leur flore et leur faune, arrosées par des cours d'eau dont les principaux sont le Chelif et la Soummam et par des cuvettes (Sebkha d'Oran, Mitidja). Les plaines et vallées du Tell abritent la plus grande partie des terres fertiles du pays.

#### Atlas tellien central et Hauts Plateaux

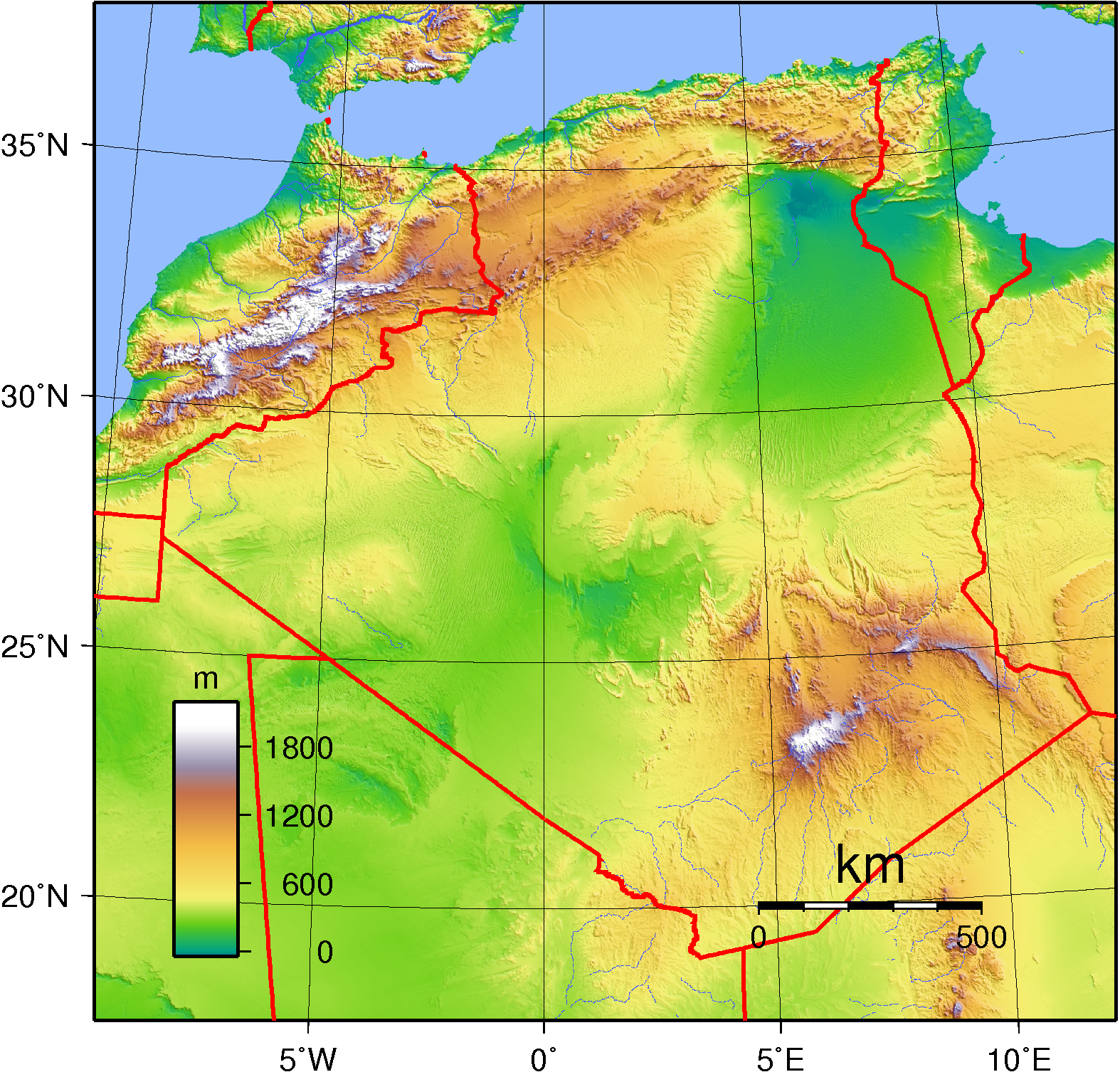
Carte topographique de l’Algérie.

Entre le Tell et le Sahara s'élèvent l'Atlas tellien et l'Atlas saharien, deux ensembles montagneux parallèles orientés sud-ouest/nord-est, se rapprochant à leur extrémité est, entre lesquels s'intercalent des plaines et hauts plateaux.
L'Atlas tellien méridional englobe, d'ouest en est, les monts de Tlemcen (1 843 m au djebel Tenouchfi), de Daïa (1 300 à 1 400 m), de Saïda (1 200 m), de Frenda (1 220 m), le massif de l'Ouarsenis (1 985 m au pic Sidi Amar), le massif du Titteri, les monts Bibans (1 862 m au djebel Mansourah) et les monts de Constantine.
Entre l'Atlas tellien et l'Atlas saharien, un vaste ensemble de hauts plateaux et de plaines semi-arides s'étend de la frontière marocaine à la cuvette du Hodna. Cette zone est caractérisée par la présence de chotts, étendues d'eau salée asséchées à certaines saisons.

#### Atlas saharien
L’Atlas saharien prolonge le Haut Atlas marocain par les monts des Ksour (2 236 m au djebel Aïssa), le djebel Amour (1 977 m au Touilet Makna), les monts des Ouled Naïl (1 577 m au djebel Senalfa), les monts du Zab
(1 313 m au djebel Mimouna), puis par les monts du Hodna (1 890 m au djebel Afghane), ce dernier massif reliant l'Atlas tellien aux monts de Belezma (2 178 m au djebel Refaa). Au sud de l'Atlas saharien plusieurs oasis constituent ce qui est appelé « la porte du désert ».
Au-delà de la jonction des deux Atlas, l'Atlas saharien se poursuit avec le massif de l'Aurès, lui-même prolongé en Tunisie par les monts de Tébessa. Le point culminant de l'Aurès est le mont Chélia (2 328 mètres). L'Aurès est bordé au sud-est par les monts des Nemencha qui culminent à 1 420 m d'altitude.

#### Sahara

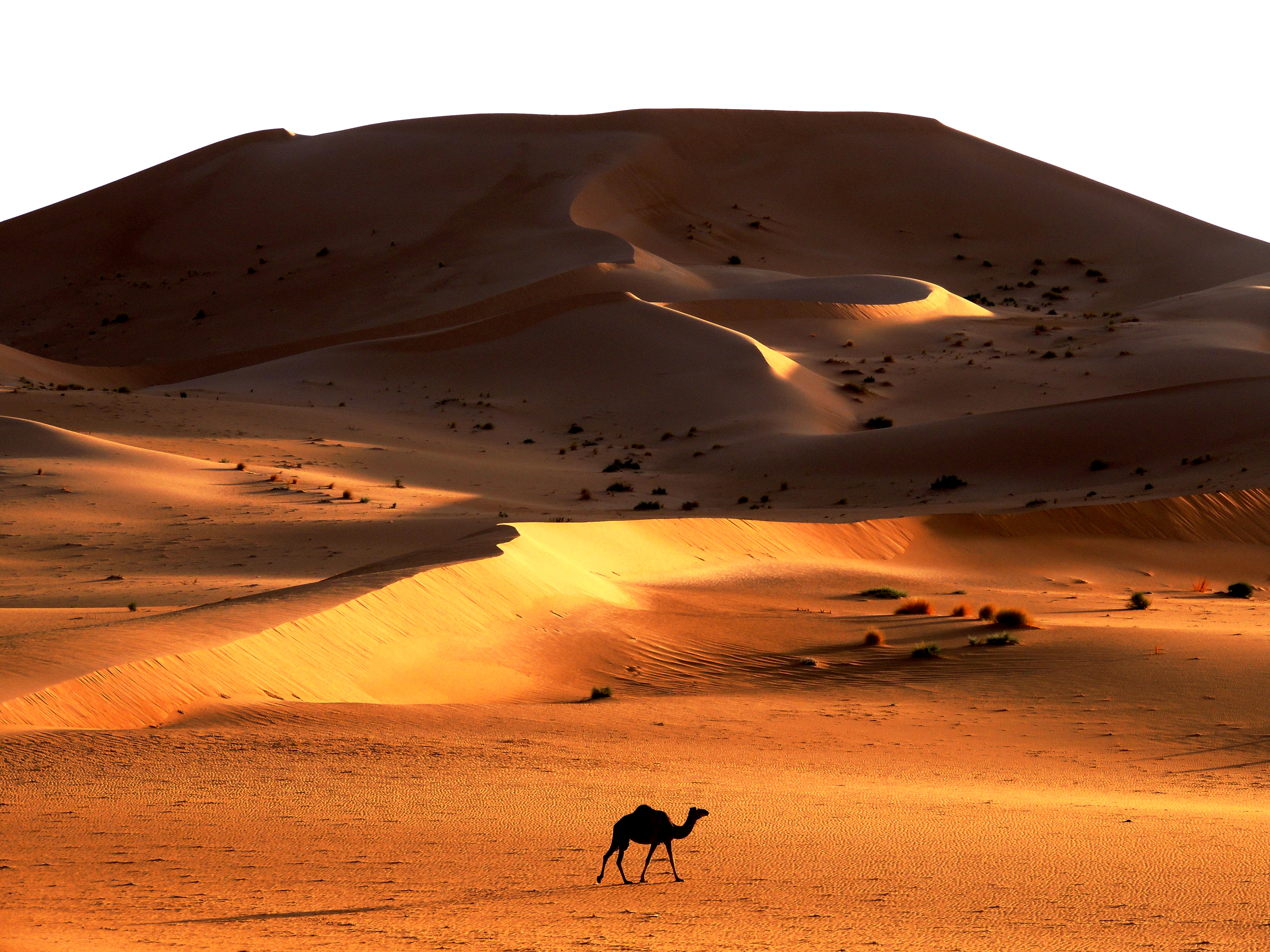
Sahara algérien.

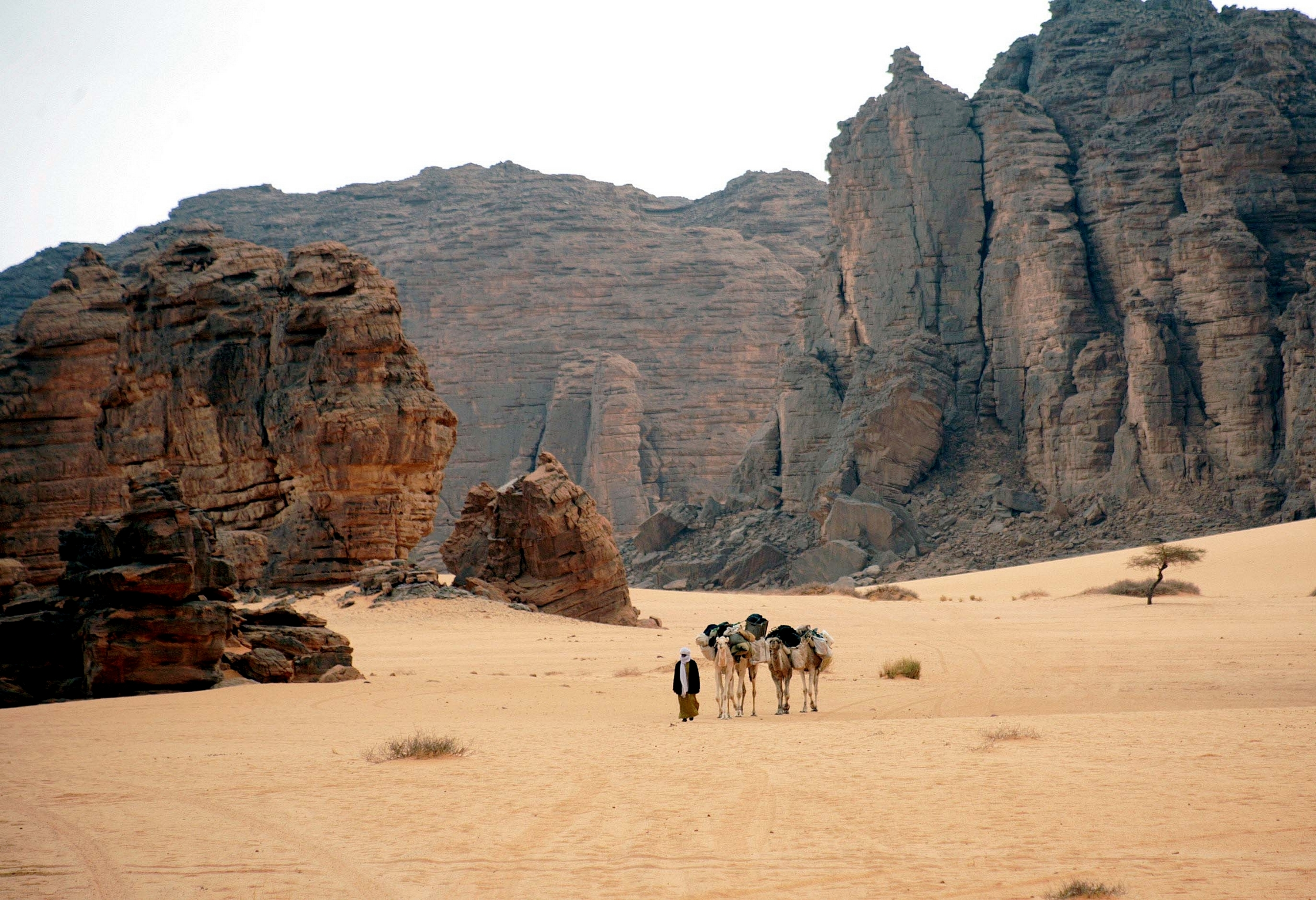
Parc culturel du Tassili dans la wilaya d'Illizi.

La partie saharienne représente plus de 80 % de la superficie de l’Algérie (environ deux millions de kilomètres carrés) ; les principales formes de relief sont les regs (étendues pierreuses) et les ergs (dunes), avec au sud le massif du Hoggar et le plateau du Tassili. L'aridité ne laisse la place qu'à quelques oasis.
Au sud de l'Atlas saharien se trouvent de grands plateaux rocheux d'une largeur variable. Au-delà, vers l'ouest et à environ 210 km de l'Atlas saharien occidental, s'étend le Grand Erg occidental, tandis qu'à l'est se développe le Grand Erg oriental. À environ 250 km au nord-ouest de ce dernier, une dépression est occupée par des chotts, dont le Chott Melrhir (au sud-est de Biskra), où se trouve le point le plus bas d'Algérie (-40 m). Les ergs constituent d'immenses mers de sable ponctuées d'oasis dont certaines sont d'importantes palmeraies. Ces ensembles de dunes sont séparés l'un de l'autre par un plateau, le Mzab puis, plus au sud, par une suite de collines rocheuses orientée nord-sud. Le plateau de Tademaït est bordé au nord par le Grand Erg occidental et à l'ouest par le Grand Erg oriental.
Au sud-ouest, s’étendent les ergs Iguidi et Chech, immensité de dunes sableuses linéaires largement espacées les unes des autres. Plus au sud-est, se situe le plateau du Tanezrouft, vaste reg aride se poursuivant jusqu'au Mali et constituant l'une des zones les plus désertiques au monde.
Dans le Sahara méridional, au sud-est du Tademaït, s'étend le massif du Hoggar, dont le point culminant est le mont Tahat (2 918 mètres), en même temps que celui de l'Algérie. Certaines sources font état d'une altitude de 3 003 m. Il est constitué de roches magmatiques formant des pics, des « aiguilles volcaniques » et de hauts plateaux désertiques. Plusieurs cônes et cratères témoignant d'une activité volcanique jadis intense parsèment le paysage. Cette activité remonte à l'ère Cénozoïque, plus précisément du Pliocène final au Pléistocène initial. À l'est, dans le tassili n'Ajjer, haut plateau aride perché à plus de mille mètres d'altitude, se dressent des formations rocheuses fortement érodées émergeant des dunes, donnant parfois au relief un aspect de paysage lunaire.

### Climat
| Mois                              | jan. | fév. | mars | avril | mai  | juin | jui. | août | sep. | oct. | nov. | déc. | année |
| --------------------------------- | ---- | ---- | ---- | ----- | ---- | ---- | ---- | ---- | ---- | ---- | ---- | ---- | ----- |
| Température minimale moyenne (°C) | 0,1  | 3    | 5    | 9     | 12   | 15   | 17   | 19   | 14   | 11   | 6    | −1,3 | 11,5  |
| Température maximale moyenne (°C) | 12   | 13   | 16   | 18    | 23   | 26   | 27   | 29   | 26   | 23   | 16   | 10   | 17,2  |
| Record de froid (°C)              | −11  | −8   | −5   | 3,8   | 3,8  | 9,4  | 13,4 | 13,8 | 11,6 | 7,2  | −4   | −10  | −9    |
| Record de chaleur (°C)            | 24,4 | 30   | 28,8 | 37,2  | 38,8 | 41,6 | 41,1 | 47,2 | 44,4 | 37,7 | 31,1 | 24,4 | 47,2  |
| Précipitations (mm)               | 112  | 84   | 74   | 41    | 46   | 15   | 1    | 5    | 41   | 79   | 130  | 137  | 764   |

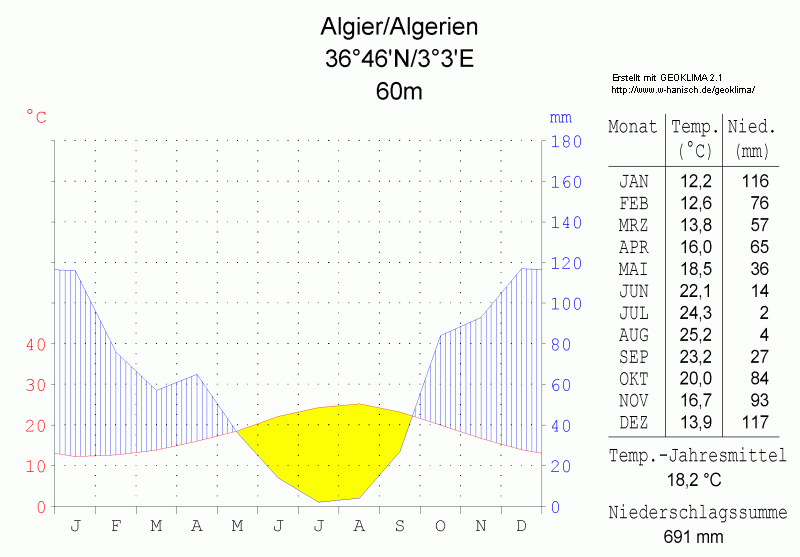
Température et précipitations de l'année.

Le centre de climatologie de l'Algérie est sous la responsabilité de l'Office national de météorologie.
Un climat méditerranéen couvre le Nord, tandis qu’un climat désertique règne sur le Sud. À Alger, le mois le plus chaud de l’été est août.
Le Sahara est une région très ventée et aride. Les amplitudes thermiques sont généralement considérables à cause de la sécheresse de l'air.
En Algérie, le temps est généralement ensoleillé, il avoisine 3 650 heures de soleil par an.
Les vents sont très variables, autant dans le Nord que dans le Sud. Les forces éoliennes ne dépassent pas les 120 km/h. Dans le Sud, ils déplacent chaque année entre soixante et deux cents millions de tonnes de poussières dans l'air. Ils soulèvent de dix à vingt millions de tonnes de sable.
En été, le Sirocco, un vent très sec et très chaud (dit le Chehili ou chili), se dirige du sud vers le nord.

#### Températures

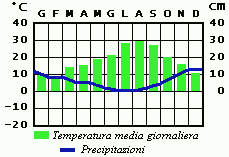
Diagramme des températures au Nord.

Les températures sont très variables entre le jour et la nuit dans les différentes régions du Sahara. Le thermomètre indique des variations entre 40 °C le jour et 5 °C la nuit. Par contre, le Nord a un climat méditerranéen. En été, les températures sont élevées.
Les températures moyennes estivales et hivernales se situent entre 25 °C et 11 °C.
Dans le Nord, dans les villes côtières, les températures hivernales varient entre 8 °C et 15 °C. Elles s'élèvent à 25 °C au mois de mai pour atteindre une moyenne de 28 à 30 °C en juillet et août (28 °C à Skikda, 29,5 °C à Alger). Toujours dans le Nord, dans les montagnes de Kabylie, la température avoisine les 3 °C voire −7 °C en hiver. La neige y est fréquente en hiver. La région de la Kabylie comporte plusieurs zones climatiques. Le littoral et la Kabylie maritime sont de climat méditerranéen. L'hiver y est plutôt doux comparé au reste de la région, avec une température de 15 °C en moyenne. La période estivale, rafraîchie par les vents marins, présente une température moyenne de 35 °C environ. Sur les hauteurs le climat est beaucoup plus rude, avec parfois des températures au-dessous de zéro et une neige abondante l'hiver ; et des étés très chauds, très secs, notamment dans le Sud où la pluviométrie est moindre. Cependant dans les parties les plus hautes la température estivale est modérée par l'altitude.
Sur les plateaux et dans les vallées intérieures, l'hiver est sensiblement identique à celui des hauteurs. Mais en été, du fait de l'enclavement et de l'exposition aux vents du sud, les températures sont particulièrement élevées : c'est le cas à Medjana, sur les hauts plateaux, comme à Akbou, dans la vallée de la Soummam, couloir idéal pour le passage du sirocco. Dans la ville de Tizi Ouzou la température peut atteindre les 46 °C quand elle est de 35 °C à Dellys.
Dans le centre et dans l'Ouest, dans les hauts plateaux de la région de Djelfa, la température estivale varie de 30 à 38 °C.
Dans l'Est comme dans la région environnant l'Aurès, les hivers sont très froids, la température atteint parfois les −18 °C sans facteur humidex.
Les étés sont très chauds. Le thermomètre affiche parfois 50 °C à l'ombre. Les variations de température sont très importantes dans cette région. La température estivale varie de 30 à 38 °C.
Le Nord-Ouest, comme Oran, Tlemcen, Mostaganem, etc., bénéficie d'un climat méditerranéen classique marqué par une sécheresse estivale, des hivers doux, un ciel lumineux et dégagé.
Quant au Sahara, la température y est de 15 à 28 °C en hiver, pour atteindre 40 à 45 °C, voire plus en été.

#### Précipitations

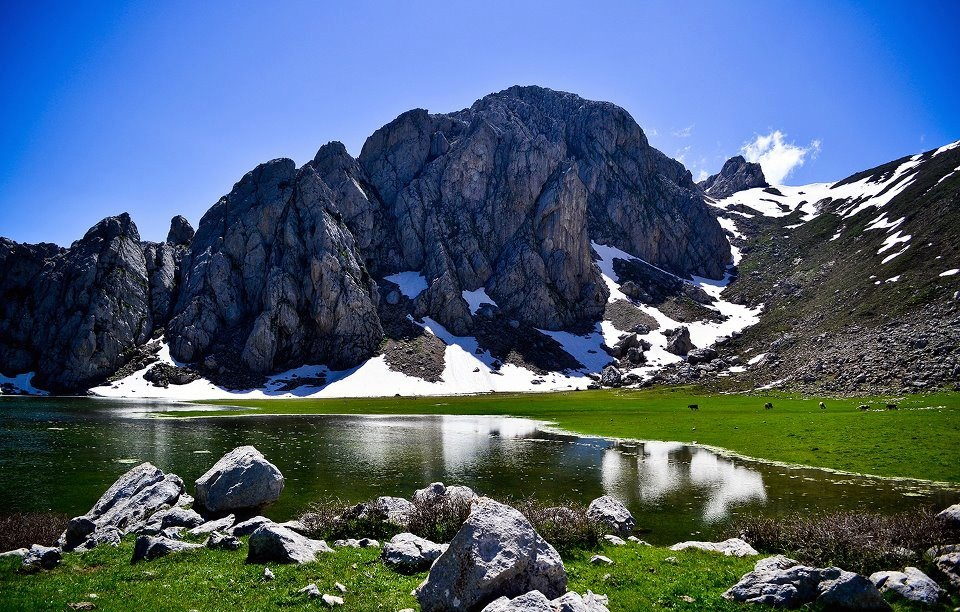
Le lac Agoulmime de Tikjda du département de Bouira en Algérie, situé à 1 700 m d'altitude.
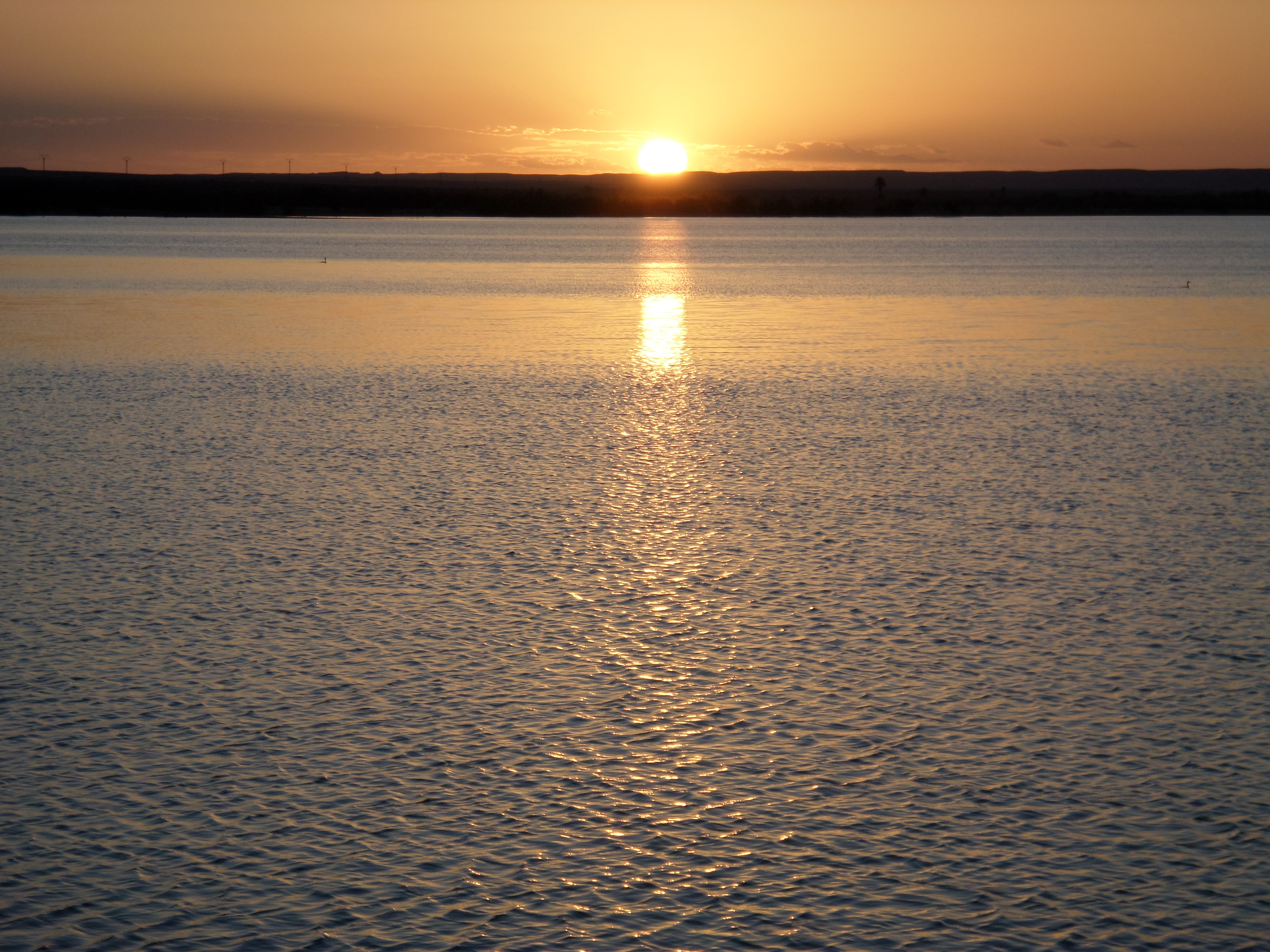
Barrage de Kenadsa près de Béchar.
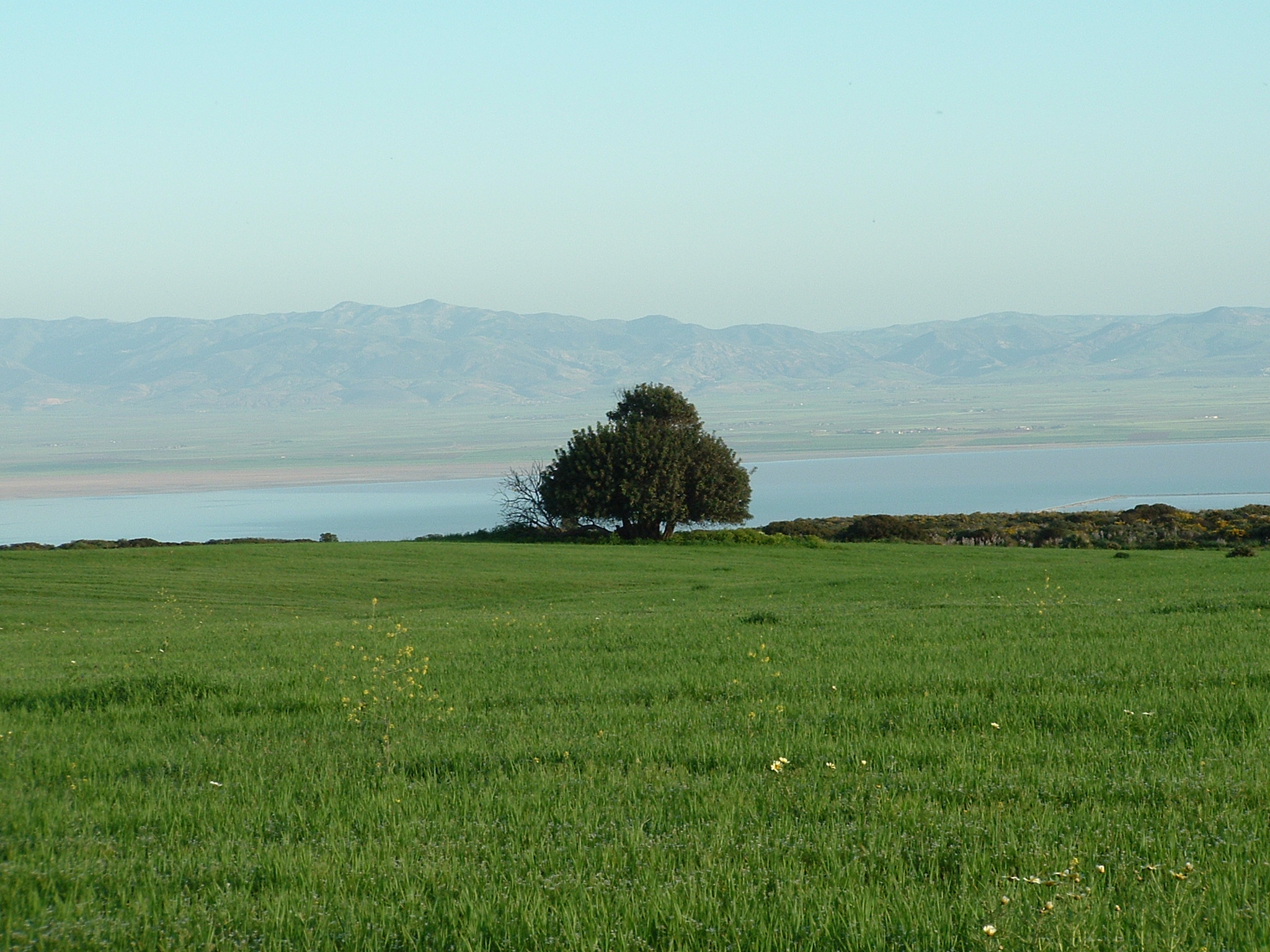
La Sebkha d'Oran près de Hassi el Ghella.
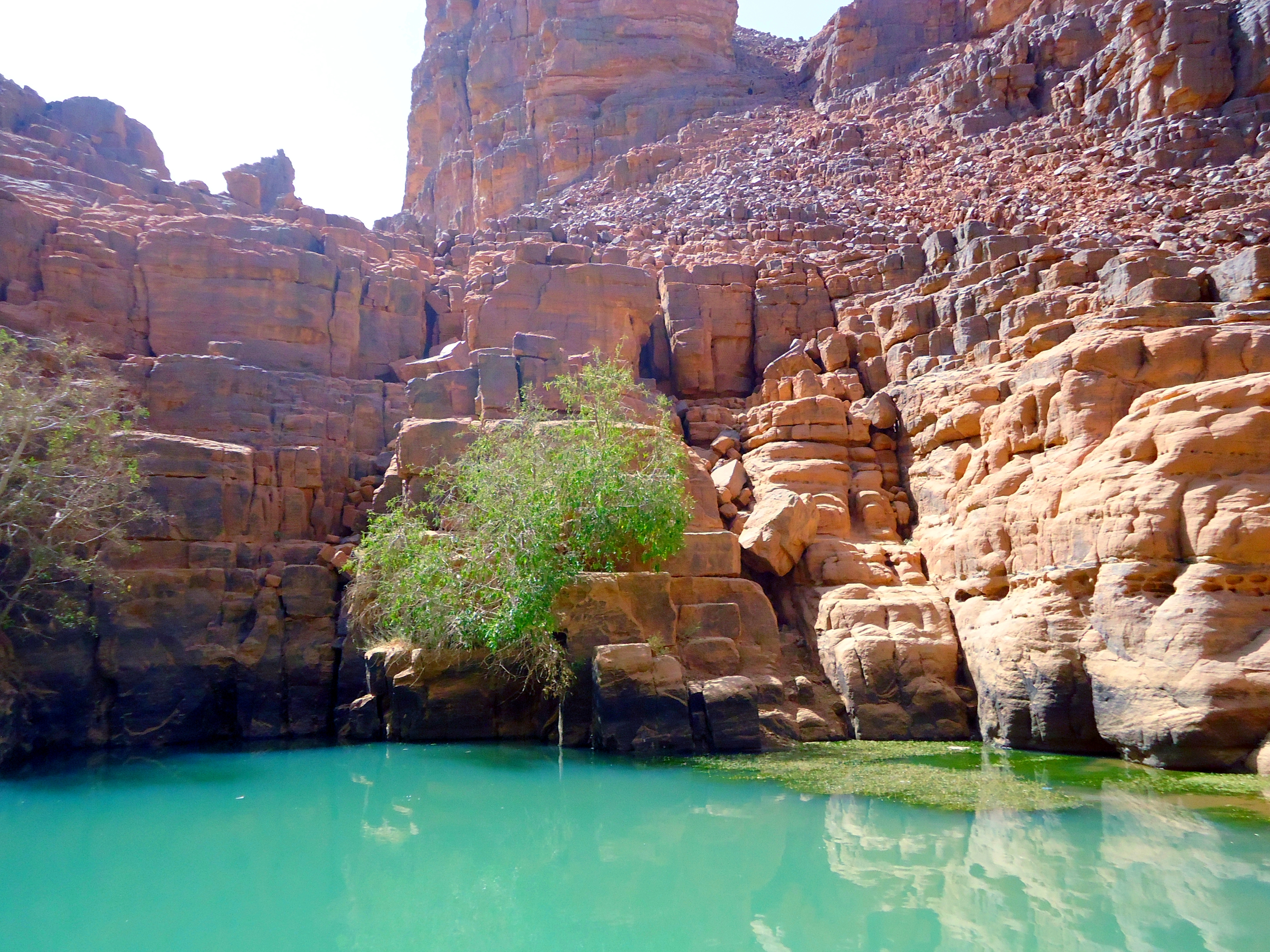
Vue de la guelta de Tikoubaouine dans le Tassili n'Ajjer.
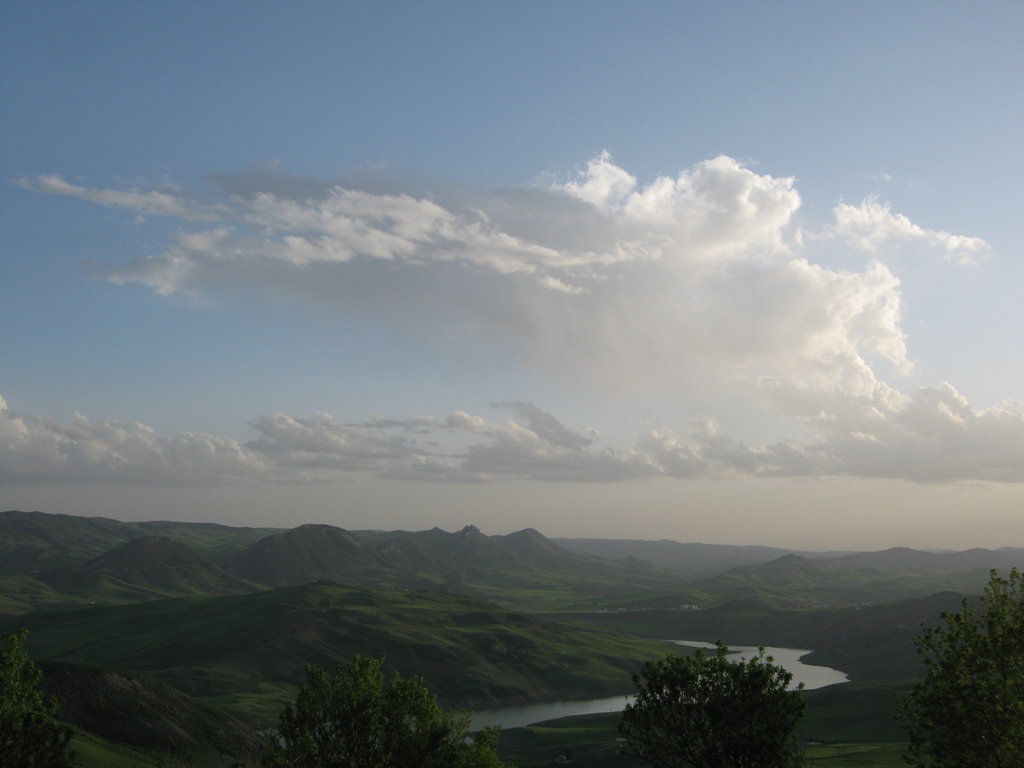
L'Oued Medjerda, le plus long du Maghreb avec 460 km, prend source dans les montagnes de Souk Ahras.
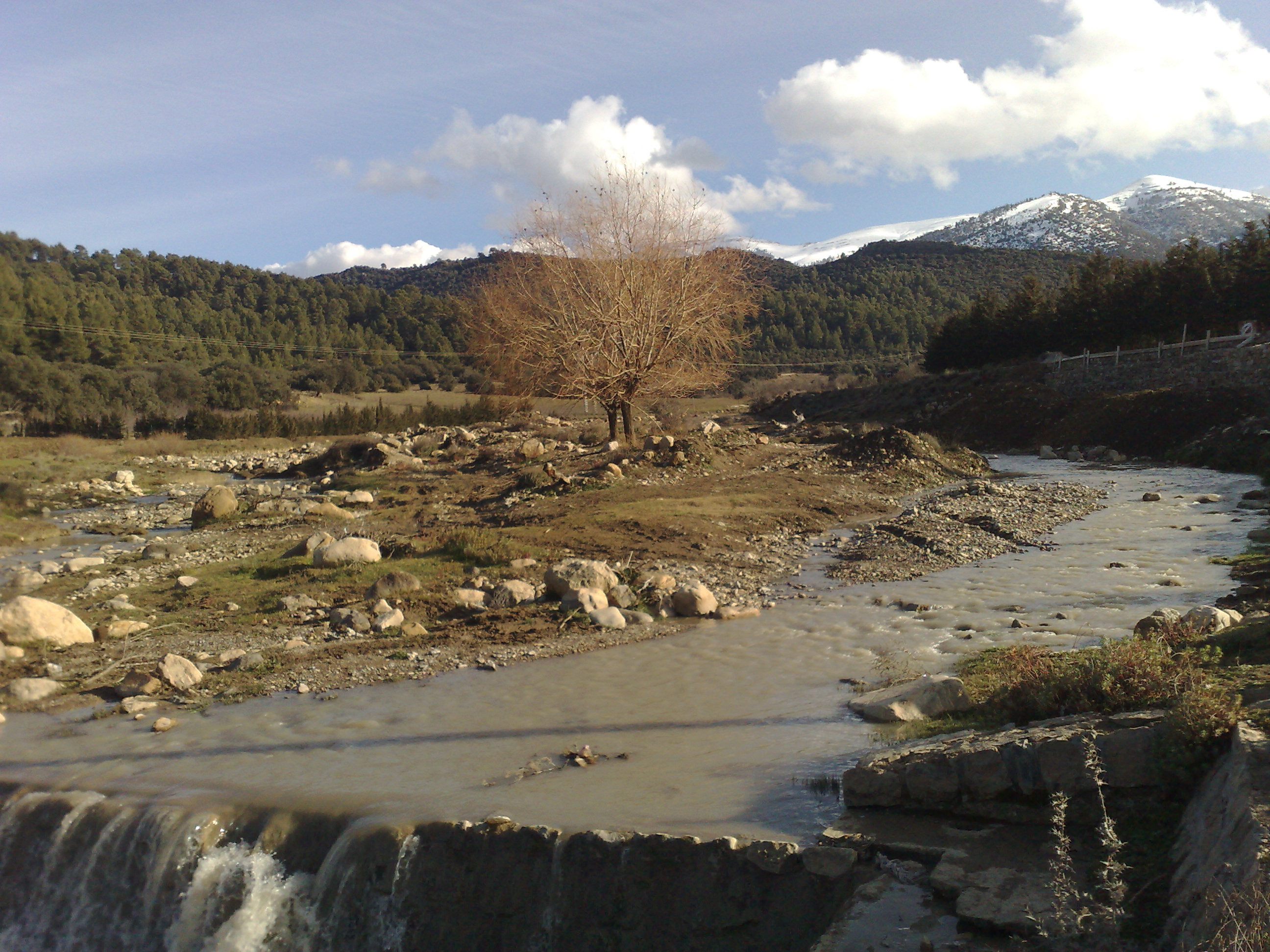
La forêt de Bouhmama (Chélia), Aurès.

Le Tell, dans le Nord du pays, possède un climat méditerranéen, les étés sont chauds et secs et les hivers sont doux et pluvieux et parfois enneigés. Cette zone est la plus humide d'Algérie, elle est caractérisée par des précipitations annuelles qui varient entre 400 et 1 000 mm d'eau.
La Kabylie bénéficie d'une pluviométrie relativement abondante qui a facilité le développement d'une agriculture typique. En Grande Kabylie, les régions intérieures sont plus arrosées en raison de l'ascension et de la décompression des vents humides : ainsi à Larbaâ Nath Irathen, la pluviométrie est de 1 059 mm contre 833 mm à Tizi Ouzou.
Une ligne de crête qui traverse la région en joignant l'Atlas blidéen, le Djurdjura, les Babors, le massif de Collo et l'Edough, sépare une zone nord très pluvieuse (plus de 800 mm de précipitations par an) et une zone sud moins arrosée. Cette différence de pluviosité aurait eu pour conséquence une végétation naturelle plus ou moins dense : aux versants nord, initialement couverts d'une forêt peu hospitalière, devenus plus tard terres de vergers, s'opposeraient ainsi des versants sud plus facilement et sans doute plus précocement peuplés, car plus immédiatement propices à la culture et à l'élevage. Ce facteur introduit un élément supplémentaire de distinction entre Grande Kabylie et Petite Kabylie. En effet la première, si l'on en exclut le versant sud du Djurdjura (comme le fait d'ailleurs le tracé de l'actuelle wilaya de Tizi Ouzou), se trouve entièrement en zone de forte pluviosité. Au contraire, en Petite Kabylie les orientations combinées du littoral et du relief ne laissent que peu de profondeur aux versants nord. Elles font plus de place aux zones moins humides, comme le Guergour et le Ferdjioua qui s'étendent entre Babors et Hauts-Plateaux[source insuffisante].
Dans l'Aurès, la quantité de pluie indique 100 mm de moyenne annuelle.
Cependant, des pluies diluviennes sont constatées dans la région de l'Aurès. Les dégâts causés par des crues peuvent être considérables surtout dans la wilaya de Batna.
Dans le Nord-Ouest de l'Algérie, pendant les mois d'été, les précipitations deviennent rares voire inexistantes, et le ciel est lumineux et dégagé. L'anticyclone subtropical recouvre la région oranaise pendant près de quatre mois. En revanche la région est bien arrosée pendant l'hiver. Les faibles précipitations (294 mm de pluie) et leur fréquence (72,9 jours par an) sont aussi caractéristiques de ce climat.
Les régions du Sahara sont caractérisées par un climat aride et sec. Dans le Nord, la quantité de pluie indique 100 mm de moyenne annuelle et dans le Sud, elle est de 20 mm. Dans les régions côtières, la moyenne annuelle est 200 mm. Cependant, des pluies diluviennes sont constatées en Algérie dans plusieurs villes, avec parfois des dégâts considérables. En 2008, la ville de Ghardaïa, qui fait partie du patrimoine mondial, a été inondée par une grande quantité de pluie. Alger a subi aussi une grande inondation en 2001.
Les précipitations annuelles enregistrées dans les Hauts Plateaux et dans l'Atlas saharien ne dépassent pas la quantité 200 à 400 mm de pluie. Mais, la hauteur des pluies annuelles est souvent inférieure à 130 mm dans l'ensemble du Sahara algérien.

### Faune et flore

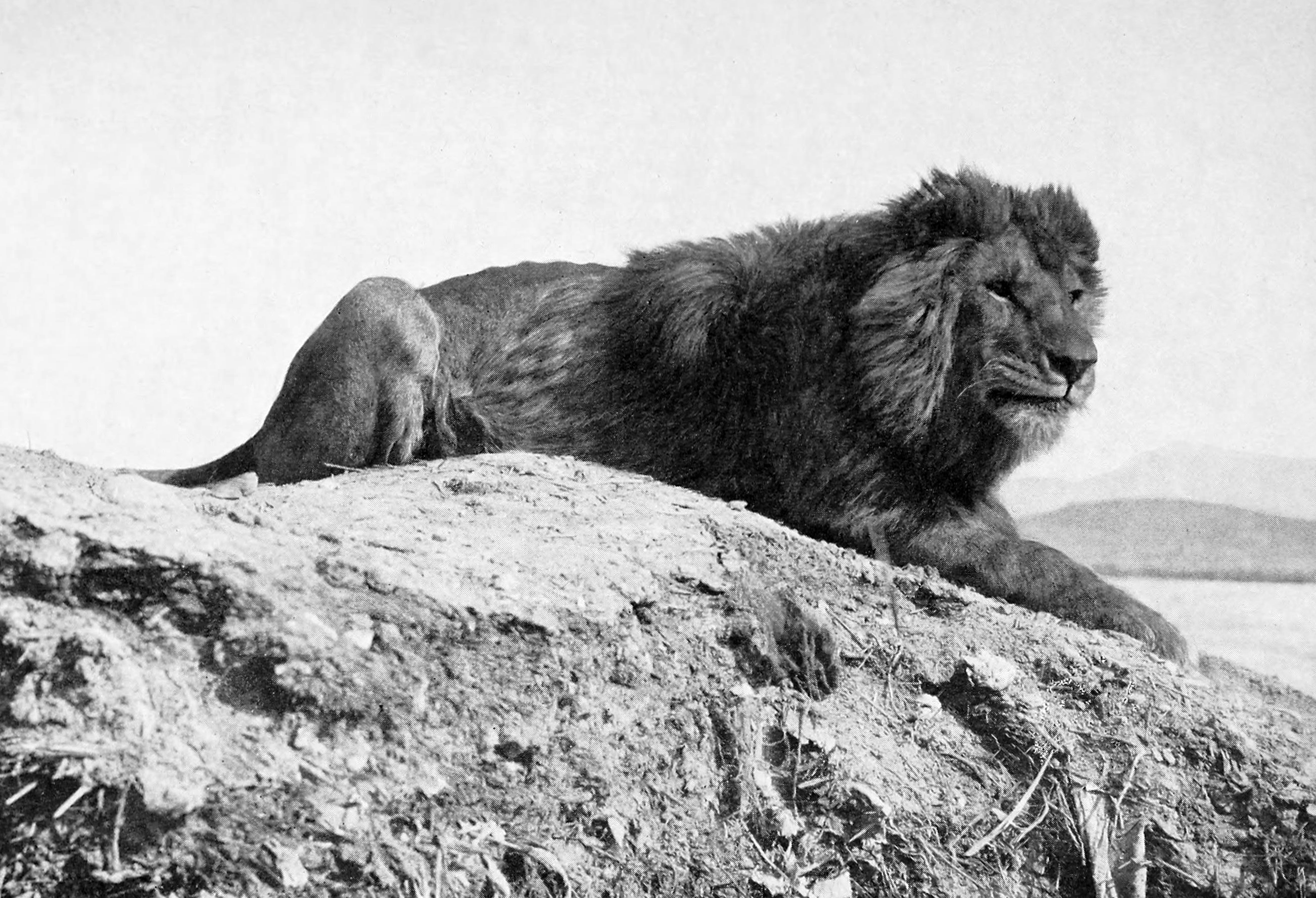
Lion de Barbarie (aussi surnommé lion de l'Atlas) photographié en Algérie en 1893.

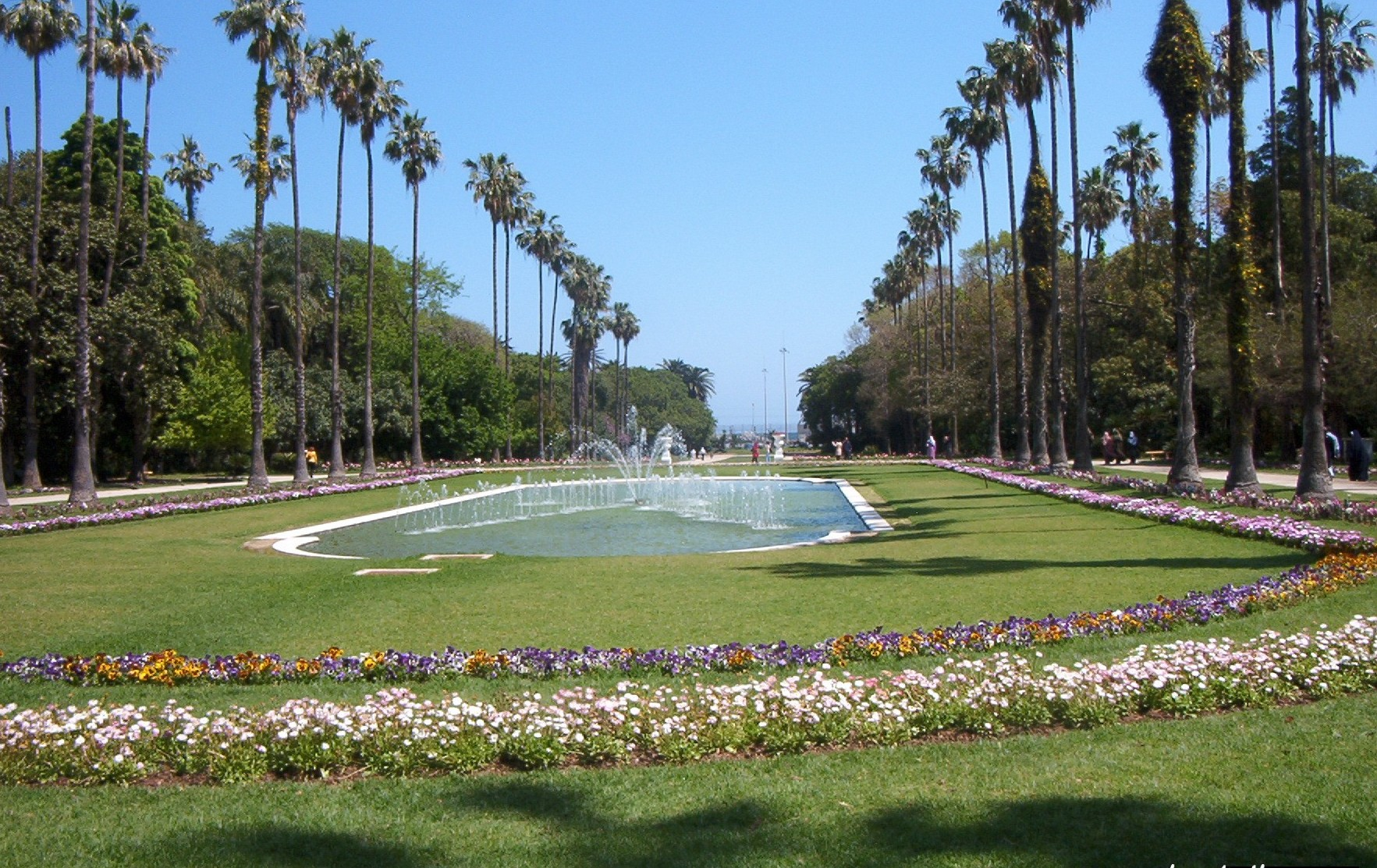
Le Jardin d'essai d'Alger regroupe plus de 3000 espèces végétales dont certaines sont considérées comme des espèces rares.

L'Algérie dispose d’énormes variétés animales et végétales qui se répartissent au niveau des différents parcs protégés que compte le pays et dont les plus notables sont : le parc national de Belezma, le parc culturel de l'Ahaggar, le parc national de Chréa, le parc culturel du Tassili, le Jardin d'essai d'Alger, le parc national de Gouraya ainsi que le parc national du Djurdjura et enfin la réserve naturelle du lac des oiseaux d'El Tarf.
L'espèce végétale est formée de plusieurs catégories dont 314 genres assez rares, 30 rares, 330 très rares et 600 endémiques, dont 64 se trouvent au Sahara. En tout, 226 espèces sont menacées d’extinction.
L’Algérie compte 107 espèces de mammifères dont 47 sont protégées et 30 menacées de disparition. Elle dénombre aussi 336 espèces d'oiseaux dont 107 sont protégés, et une est endémique du pays : la Sittelle kabyle (Sitta ledanti).
Le Sud algérien abrite une faune composée pour l'essentiel de fennecs, gazelles, gerboises, poisson de sable (cherchmana), chats des sables, guépards, porcs-épics et lézards. Sur les hauteurs, dans les escarpements du Hoggar, on peut retrouver le mouflon à manchette. Au Nord du pays, les campagnes sont peuplées de hyènes rayées, de renards, de belettes, de chats sauvages, de lièvres, de chacals et de sangliers. Le singe macaque préfère quant à lui les zones forestières. En hiver, l'Algérie devient la terre d'accueil de certains oiseaux migrateurs européens, dont les cigognes. Enfin, les animaux que l'on croise le plus souvent en Algérie sont le dromadaire, localement appelé baâir ou maheri, le mouton, la chèvre et le cheval.
Plusieurs animaux sauvages sont menacés d'extinction en Algérie, à cause du braconnage et des perturbations de leurs écosystèmes ; on peut citer : la genette, le mouflon à manchettes saharien, trois espèces de gazelles et le léopard de l’Atlas.

### Ressources hydriques artificielles

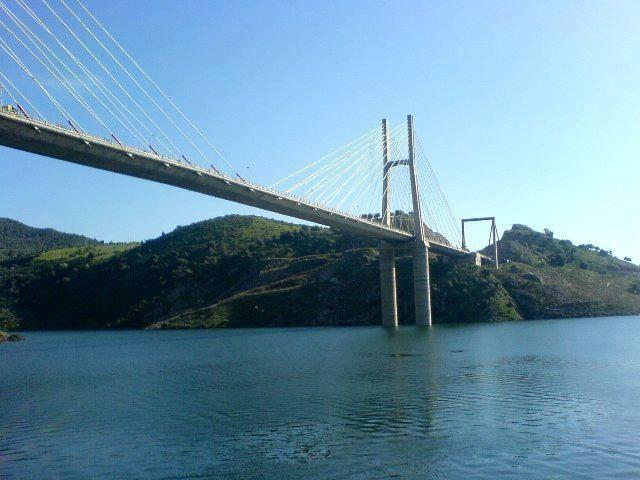
Viaduc enjambant le barrage de Beni Haroun dans la wilaya de Mila.

Selon les données du ministère des Ressources en eau, en 2021, l’Algérie compte 80 barrages en exploitation, 5 en cours de réalisation et d'autres barrages à l’étude.
Devant le stress hydrique subit par le pays depuis quelques années, le dessalement d'eau de mer est favorisé par l'État, ainsi en plus des stations de dessalement déjà en activité, le gouvernement prévoit de nouveaux projets de dessalement dans les 14 wilayas côtières (la majorité de la population vit à une centaine de kilomètres des côtes).
Les principaux barrages en Algérie sont ceux d'El Hamiz, Béni Haroun, Timgad, Gasba, Tichy-Haf, Tilesdit, Koudiat Acerdoun, Ourkis et Kherrata.
Dans l'Ouest, de nombreux barrages alimentent les villes comme Beni Bahdel, Sikkak Bekkhedda, Dahmouni, Bentaïba, Ghrib, Bougara, barrage de Sidi M’Hamed Bénaouda. Il existe aussi des stations d'épuration d'eau, telle celle d'El Kerma.

### Géographie humaine et administrative

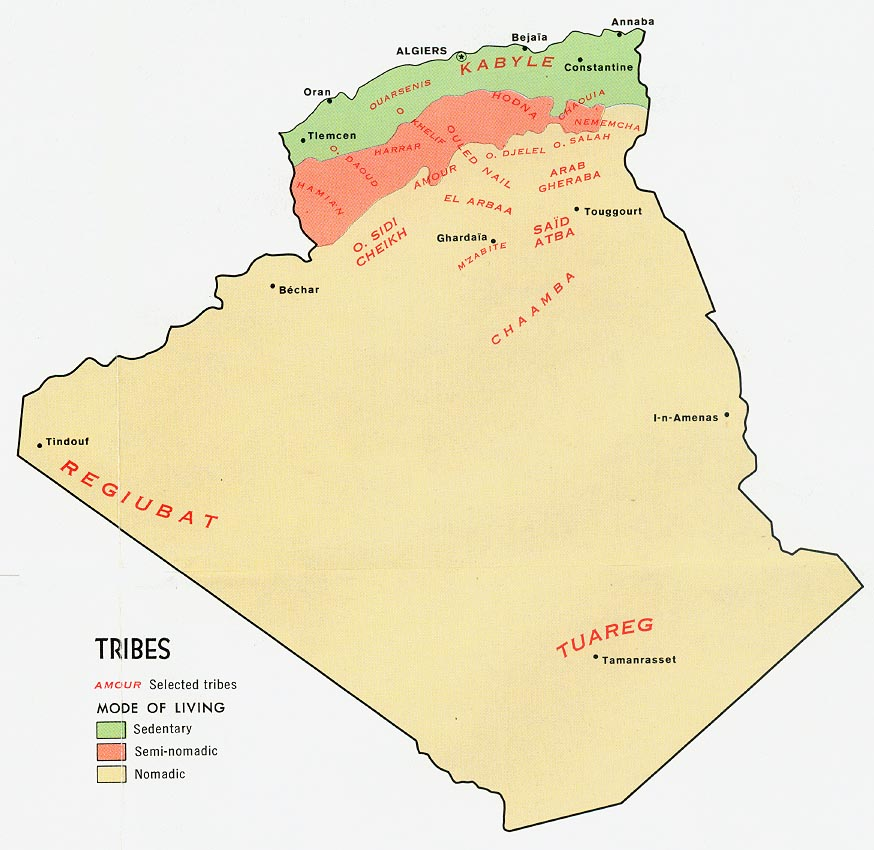
Carte des peuplades d'Algérie.

Carte des wilayas d'Algérie.

Sur le plan administratif, l'Algérie est divisée en 58 wilayas. La wilaya constitue une circonscription administrative, sorte de préfecture, dotée d'une assemblée élue, l'Assemblée populaire de wilaya (APW), et placée sous l'autorité d'un wali (préfet) nommé par le président de la République. Elles sont divisées en daïras, lesquelles sont divisées à leur tour en communes (au nombre de 1 541). Chaque commune possède sa propre instance délibérante, l'Assemblée populaire communale (APC), qui élit elle-même son président, faisant office de maire. Chaque wilaya et daïra porte le nom de son chef-lieu et a un budget indépendant, collecté au niveau local.
Avec 2 947 446 habitants en 2008, la wilaya d'Alger est la wilaya la plus peuplée d'Algérie.
Les wilayas du Sud attirent de plus en plus les habitants du Nord, surtout dans les villes d'industrie pétrolière et gazière, comme Hassi Messaoud et Hassi R'Mel. Il existe aussi une population nomade, généralement installée au Sud : les Sahari dans le Nord du Sahara, les Touaregs dans le Sud. Leur recensement est difficile à réaliser en raison de leur déplacement saisonnier et de la complexité de leur situation géographique.

### Villes principales
Le taux d'urbanisation de l'Algérie est estimé à 73 % en 2018, et continue d'augmenter (avec une croissance plus soutenue dans le Sud algérien) en dépit des efforts de l'État pour freiner la migration vers les villes. L'Algérie compte plus d'une trentaine d'agglomérations urbaines de plus de cent mille habitants, presque toutes concentrées dans le Nord du pays. La plus grande ville est Alger, mégapole de plus de six millions d'habitants, soit plus du dixième de la population globale, ce qui en fait la première agglomération du Maghreb.
Les autres grandes villes algériennes, au regard de la population, de l'influence culturelle ou de l'importance économique sont : Oran, Constantine, Annaba, Batna, Sétif, Béjaïa, Tlemcen, Biskra, Tamanrasset, et Ghardaïa, Béchar, Ouargla.

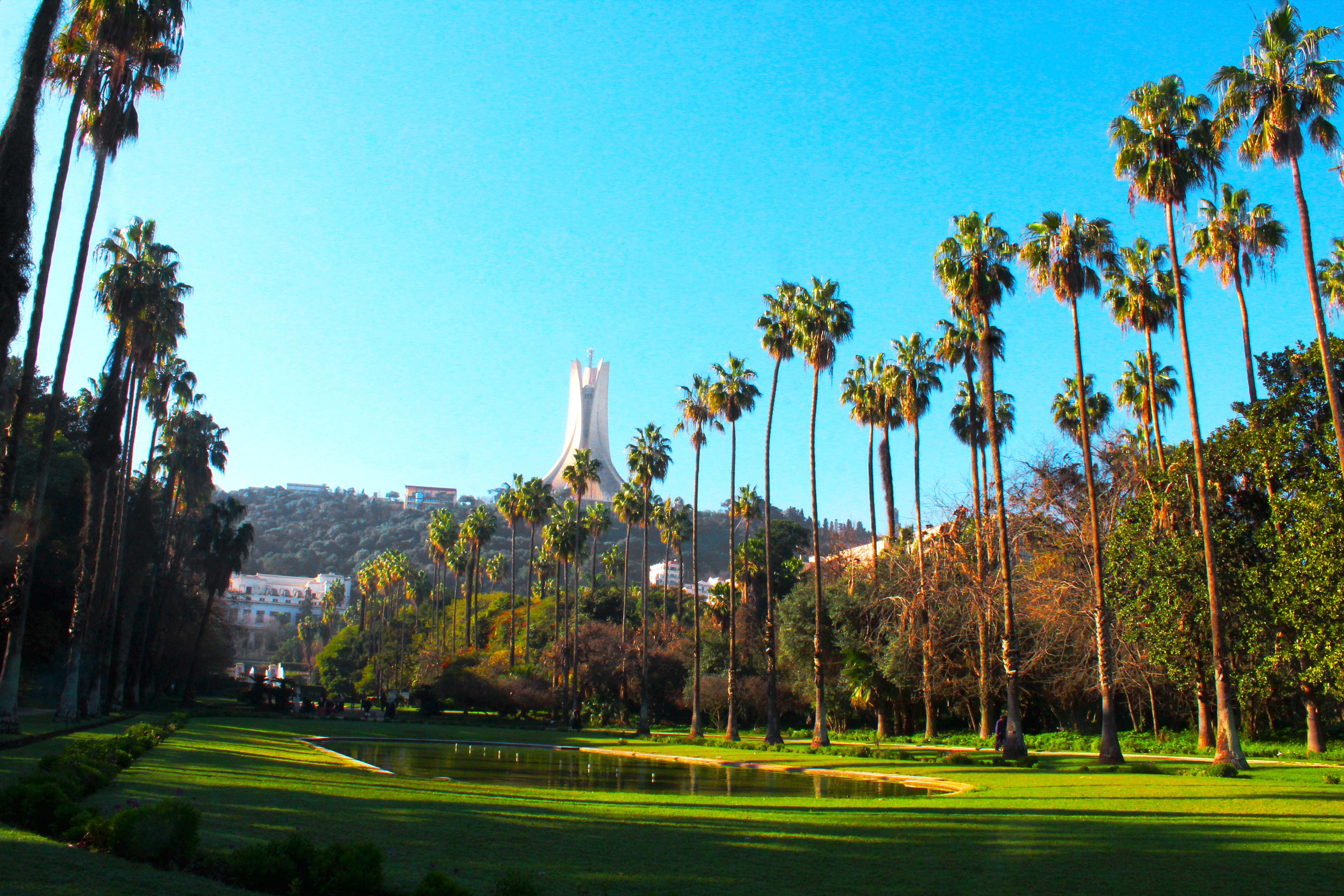
Alger, capitale du pays et la ville la plus peuplée.
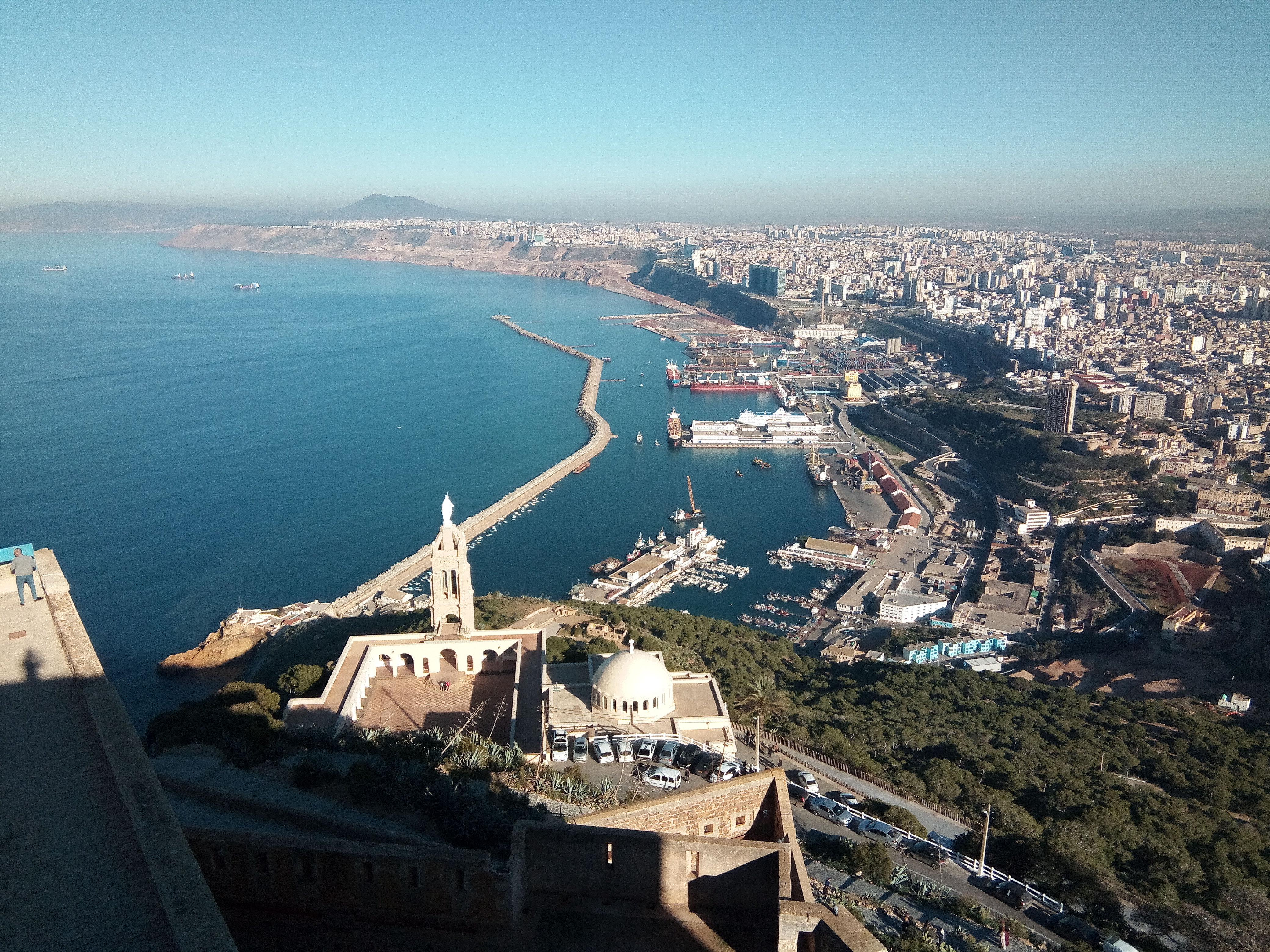
Oran, deuxième ville du pays.
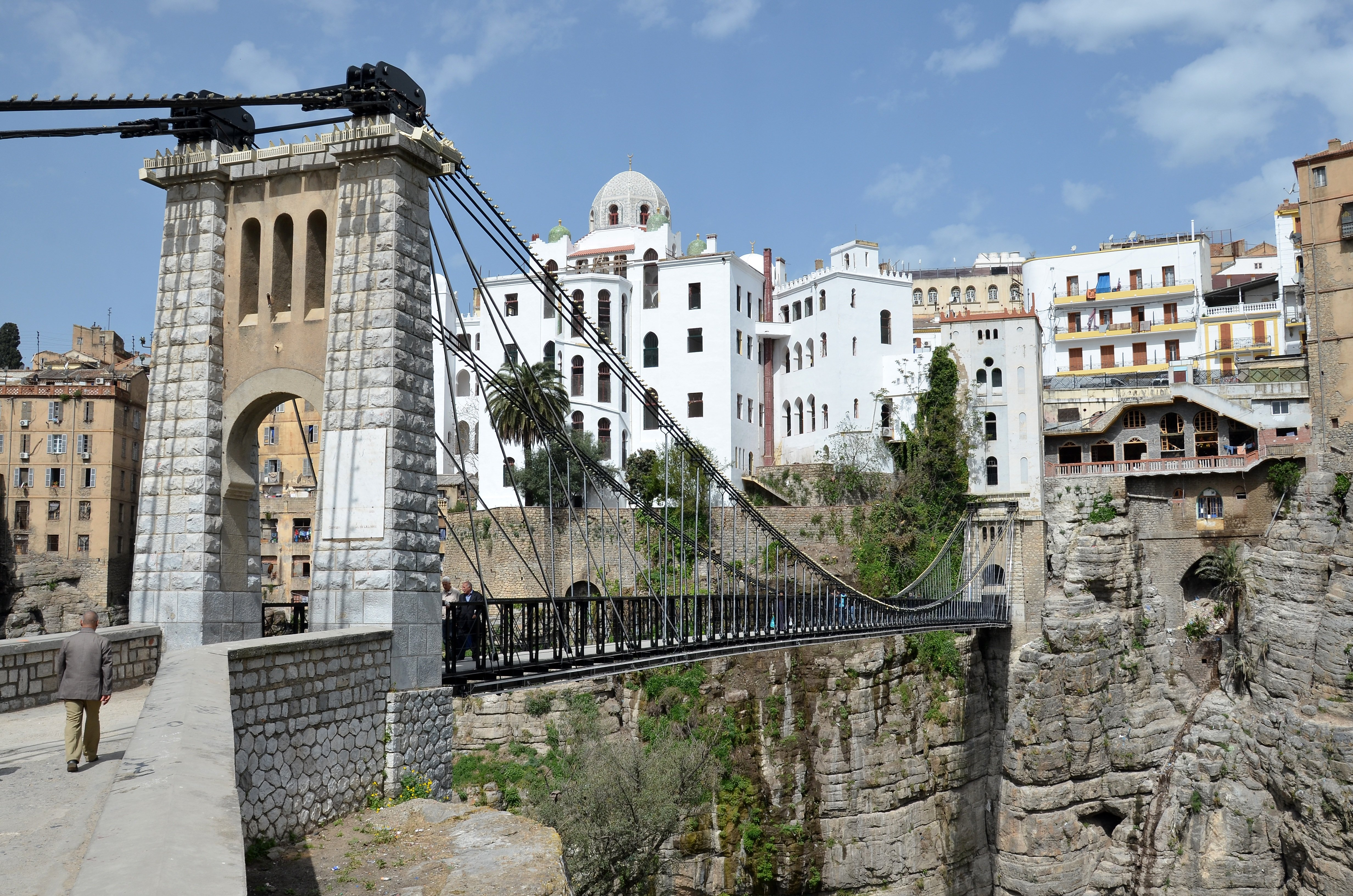
Constantine, troisième ville du pays.
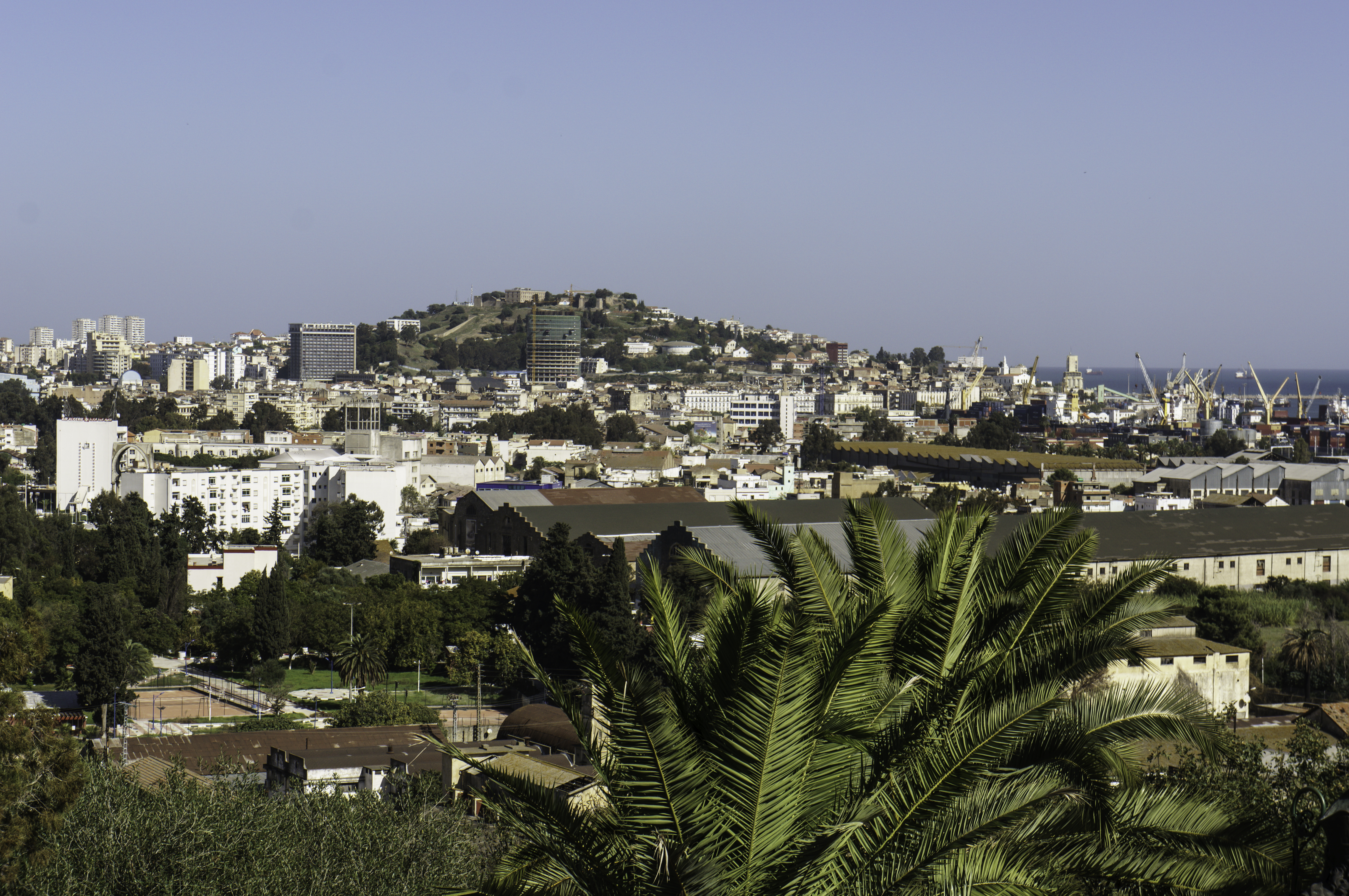
Annaba, ville côtière du Nord-Est du pays.
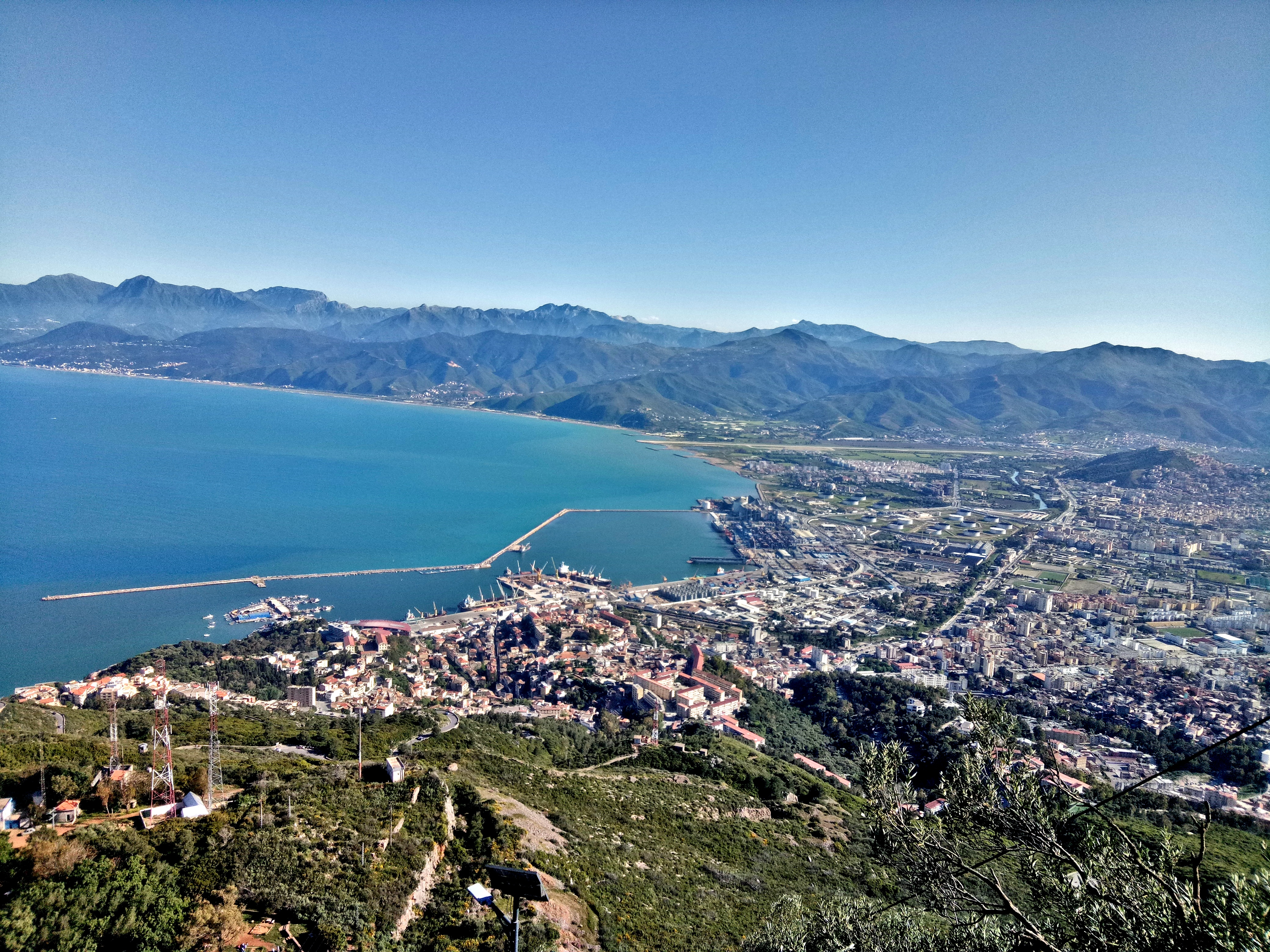
Béjaïa, ville historique de la Petite Kabylie.
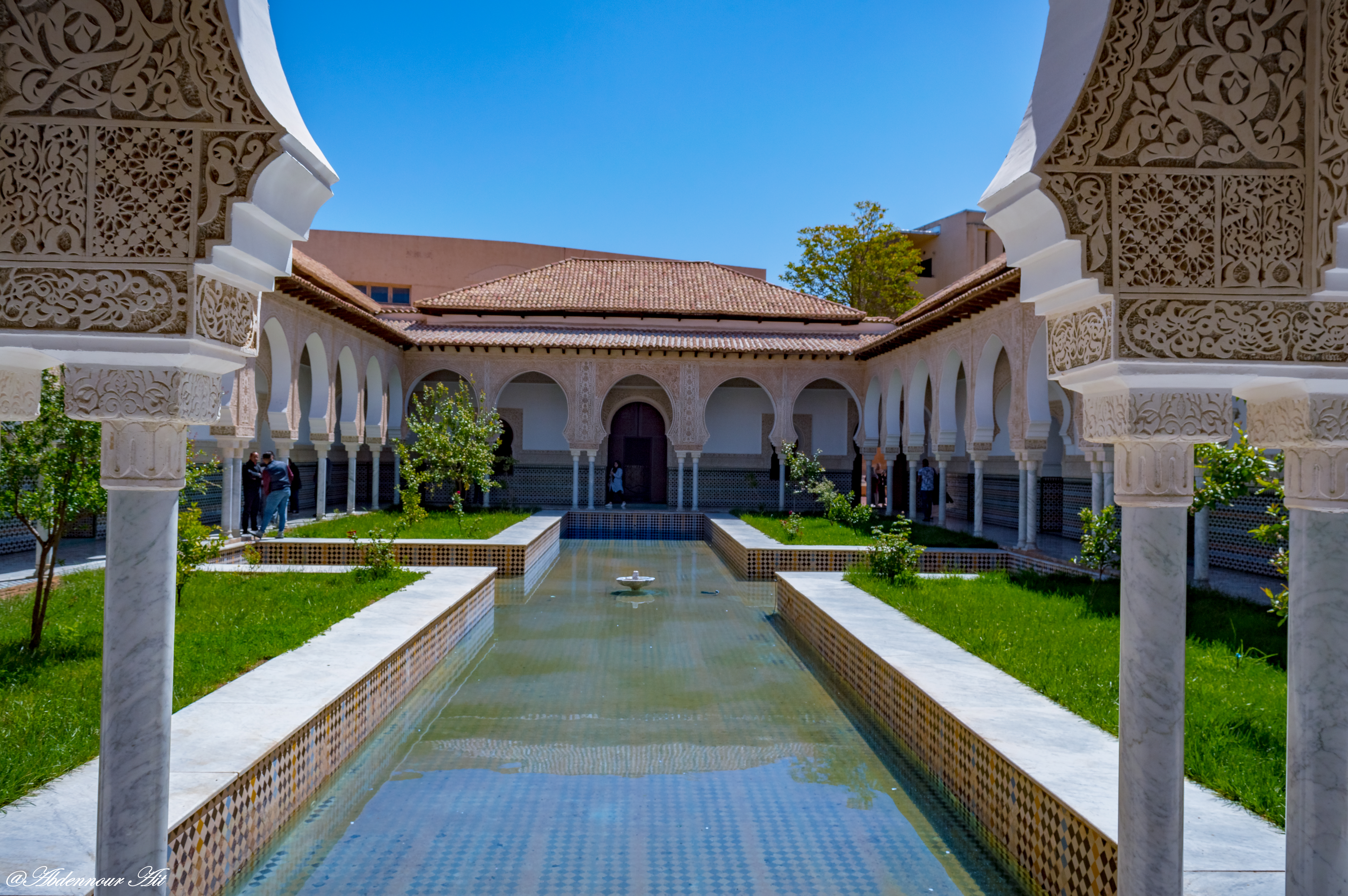
Tlemcen, ville historique du Nord-Ouest du pays.

## Géologie, topographie, séismologie et hydrographie

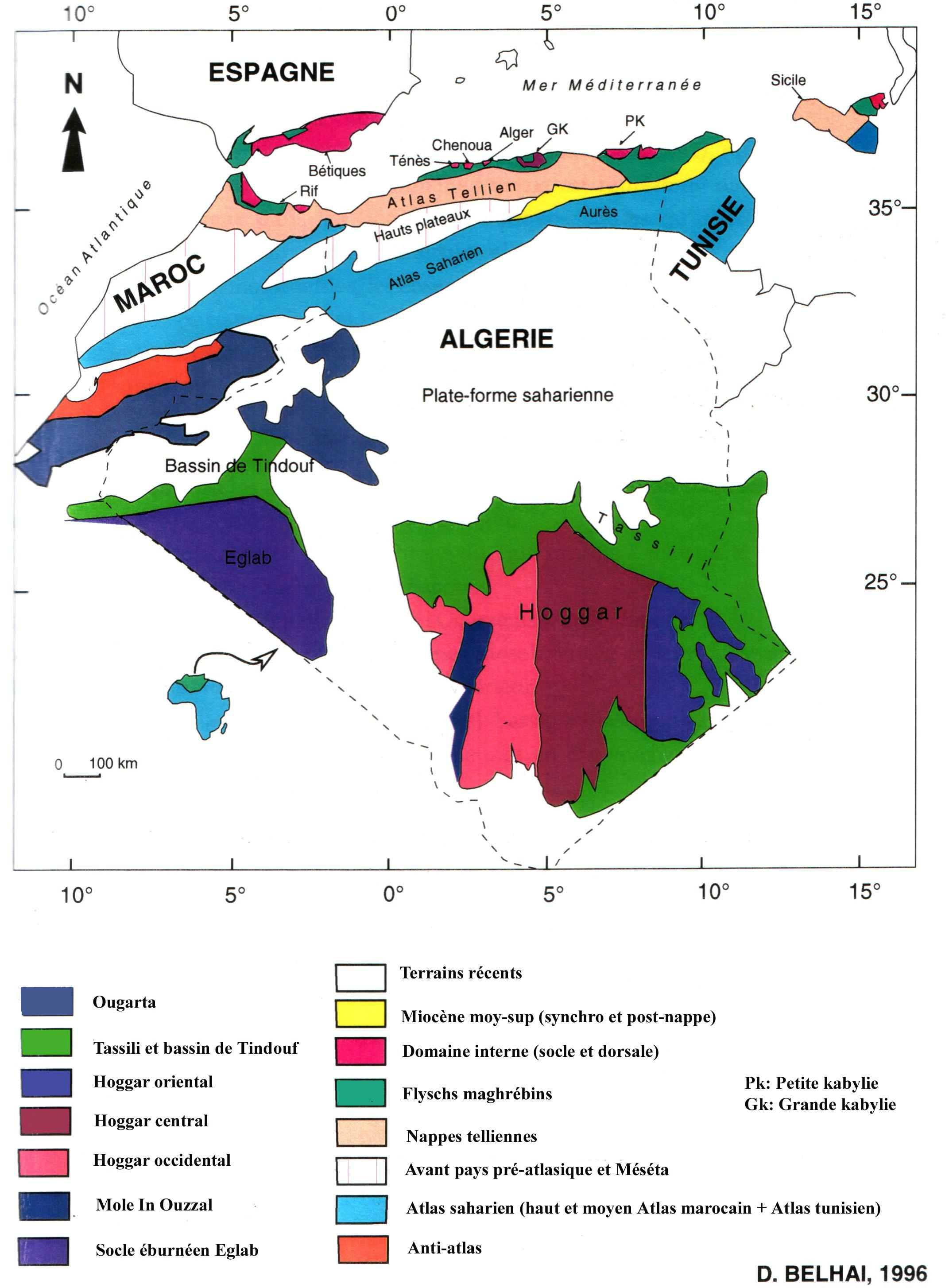
Carte géologique de l'Algérie.

L'Algérie fait partie de l'ensemble Nord-Ouest africain. Si l'on examine un schéma structural de cette zone, deux domaines principaux sont mis en évidence :
- un domaine méridional, le Sahara, où affleurent les socles précambriens du Hoggar et des Eglab, et leur couverture phanérozoïque de la plateforme saharienne ;
- un domaine septentrional, la zone atlasique, comportant un Atlas saharien au Sud, qui se prolonge à l'Ouest (Maroc) par le Haut Atlas marocain et à l'Est (Tunisie) par l'Atlas tunisien.

Dans le Nord, l'Atlas tellien, domaine varié et très complexe ayant aussi des équivalents au Maroc (le Rif et le Pré-Rif) et en Tunisie (Kroumirie et Nefza). Cet Atlas tellien comporte une zone interne et une zone externe formées de terrains allochtones (nappes de charriage). Entre les deux Atlas affleurent les Hautes plaines qui se terminent à l'est par la chaîne du Hodna et se continuent à l'ouest par la Meseta Centrale oranaise et au-delà des Atlas (Haut et moyen Atlas) par la Meseta marocaine, qui se noie dans l'Atlantique.
Entre les ensembles sud (plateforme saharienne) et nord (l'ensemble atlasique), un énorme accident de valeur continentale est connue : l'Accident Sud Atlasique (ASA), qui va d'Agadir (Maroc), jusqu'à Gabès (Tunisie). Il passe en Algérie aux environs de Biskra, Laghouat.

### Séismes et risques sismiques

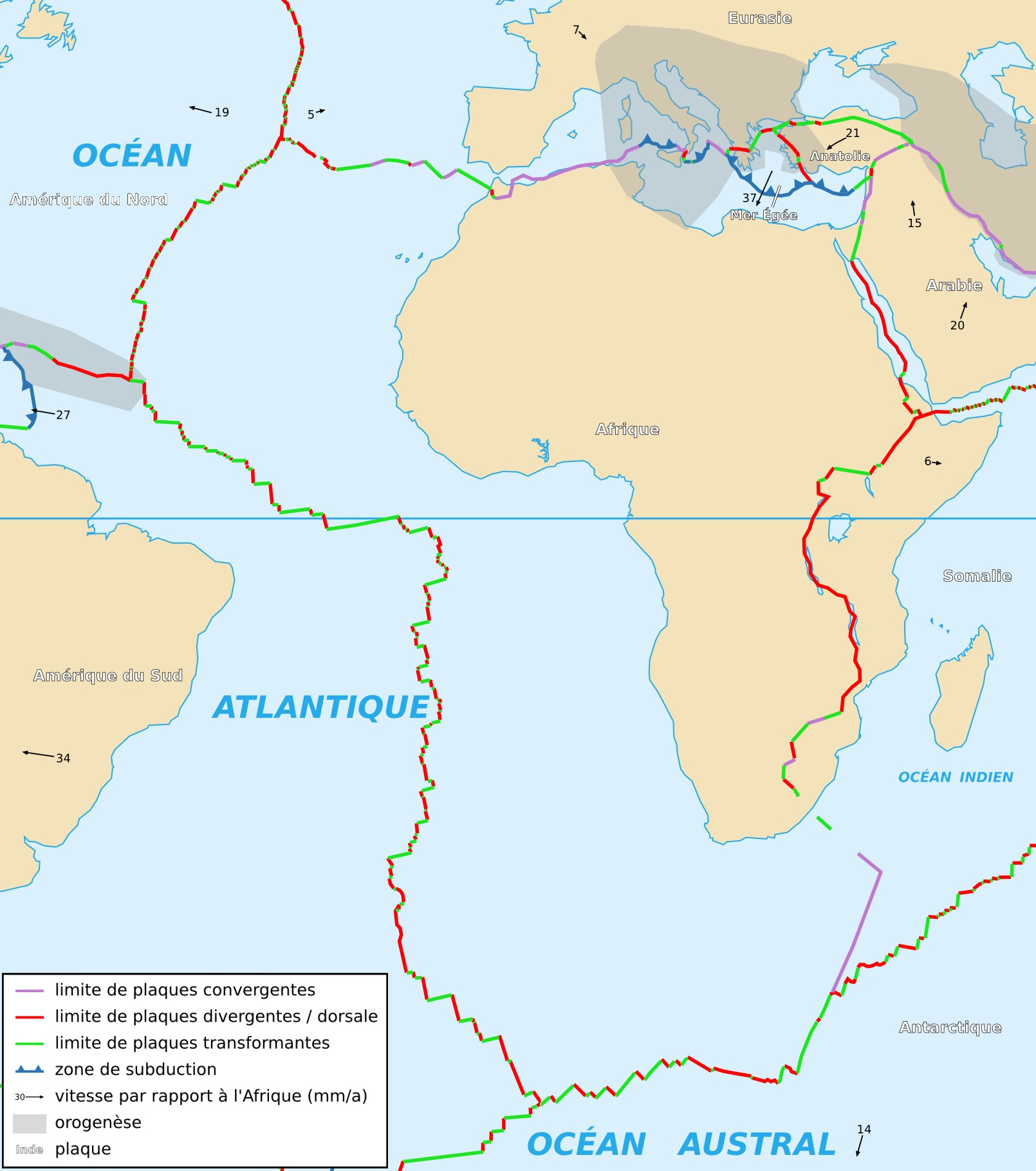
La faille entre les plaques tectoniques africaine et eurasienne passe par tout le littoral algérien.

Une importante activité sismique se trouve localisée dans les zones côtières algériennes et la mer Méditerranée. La compression tectonique entre les plaques africaine et eurasienne génère de nombreuses failles actives provoquant des séismes plus ou moins importants sur toute la côte nord de l'Algérie. « cette côte est traversée par une limite de plaques lithosphériques continentales convergentes : la plaque eurasienne, au nord, chevauche la plaque africaine au sud. C'est dans cette faille de chevauchement que se déclenchent les séismes de la région ».
L'Algérie est divisée en deux plaques tectoniques séparées par la faille sud-atlasique. Dans le Nord se trouve la tectonique alpine et dans le Sud, la plate-forme saharienne, qui est assez stable. Historiquement, elle est connue pour être une zone sismique très active. Les investigations effectuées après le séisme d’El Asnam (Chlef actuellement) en 1980 ont permis de révéler l’existence de traces d’anciens séismes qui auraient affecté cette région. D'après le CRAAG (Centre de recherche astronomie astrophysique et géophysique), l'activité sismique au nord d'Algérie connue remonte au 2 janvier 1356, date à laquelle s'est produit le séisme d'Alger. Depuis de nombreux séismes se sont produits.
Parmi les séismes violents qu'on peut citer, Al Asnam (Chlef actuellement) en septembre 1954 et en octobre 1980, Constantine en octobre 1985, Tipaza en octobre 1989, Mascara en août 1994, Alger en septembre 1996, Aïn Témouchent en décembre 1999, Beni Ourtilane en novembre 2000 et Boumerdès-Alger en mai 2003. Le dernier séisme meurtrier qu'a connu l'Algérie est celui de M'Sila en mai 2010.
Les séismes les plus meurtriers qui ont marqué l'Algérie ces dernières années sont : le tremblement de terre d'El Asnam en octobre 1980, il fait 3 000 morts, détruit 80 % de la ville de Chlef et cause des dégâts estimés à 10 milliards de dinars algériens ; ensuite, le séisme de mai 2003 à Boumerdès-Alger fait plus de 2 000 morts et plusieurs milliers de blessés et de sans-abri, ce séisme fait 1 400 victimes dans la wilaya de Boumerdès et provoque des dégâts estimés à 5 milliards de dollars américains.

### Hydrographie
Il existe des cours d'eau côtiers dans le centre et dans l'Est. Ils ont pour noms Soummam, Medjerda, Rhummel, Sebaou, Hamiz, Macta, Oued Mazafran. Cependant le Chelif reste le plus long fleuve d'Algérie, avec une longueur estimée à 725 kilomètres. Ce fleuve est situé dans le Nord-Ouest de l’Algérie et prend sa source dans l’Atlas tellien et se jette dans la mer Méditerranée. Son débit, dans les périodes de crues, atteint 1 500 m3/s.
Au sud de la région du Tell, les cours d'eau ne sont pas permanents. Il existe de nombreux lacs dans les régions désertiques, mais ce sont des lacs temporaires et salés pour la majorité comme Chott ech Chergui et Chott el Hodna. Les cours d'eau du Tell se déversent dans la Méditerranée. Mais, ceux qui descendent vers l'Atlas saharien font partie de la plus grande réserve d'eau au monde. Ils forment une nappe phréatique dite la nappe de l'Albien, qui constitue selon certaines estimations la plus grande réserve d'eau douce au monde, elle est enfouie sous le sable du désert algérien sur une superficie totale estimée à 900 000 km2. La région d'Adrar a par ailleurs de grandes réserves hydriques constituées de la nappe du continental intercalaire.
Parmi les oasis, qui font partie du réseau hydrique du pays, on peut citer Djanet, Ghardaïa, Ouargla, Oued Righ, Tabelbala, Tamanrasset, Timimoun, Touggourt, Tolga, Filiach, Zaatcha. L'oasis de Tolga et le Ziban sont alimentées par les réseaux souterrains de l'Aurès. Enfin, Igharghar contient aussi une grande quantité d'eau sous terre, elle alimente une grande partie des palmeraies du Sud et oued R'hir. Des forages importants de la nappe phréatique seront réalisés pour apporter plus d'eau dans les régions arides du Sud algérien.
Dans l'Aurès comme dans tout l'Est, les rivières importantes d'eau sont Oued Abiod, Oued Abdi, Oued el ahmer, Oued Taga, marais de Medghassen, marais de Draâ Boultif, Chott Djendli, Chott Tincilt, Oued El Madher, Rhummel à Constantine. Les oasis de l'Aurès sont El Kantara et Ghoufi
La région possède aussi des sources thermales comme la Fontaine chaude Hammam Essalihine de Khenchela, Hammam el Knif, source de Batna (Kasrou), source de Biskra, source de Guelma (hamam Maskhoutine), Oued Charef dans la wilaya de Souk Ahras.
Dans le Nord-Est, Seybouse est une rivière formée près de Guelma par les oueds de Cheref et Oued Zenati, son bassin est par ailleurs le plus entendu d’Algérie, et ses terres sont considérées comme fertiles, il rejoint la Méditerranée près d'Annaba.
En Kabylie et dans le centre, les cours d'eau de Chabet el Akhra, les gorges de Palestro, la Chiffa et la Soummam sont alimentés par le Chelif.
De plus, l'Algérie possède également de nombreux grands lacs salés. Majoritairement des Chotts et des Sebkhas (de superficie plus petite).

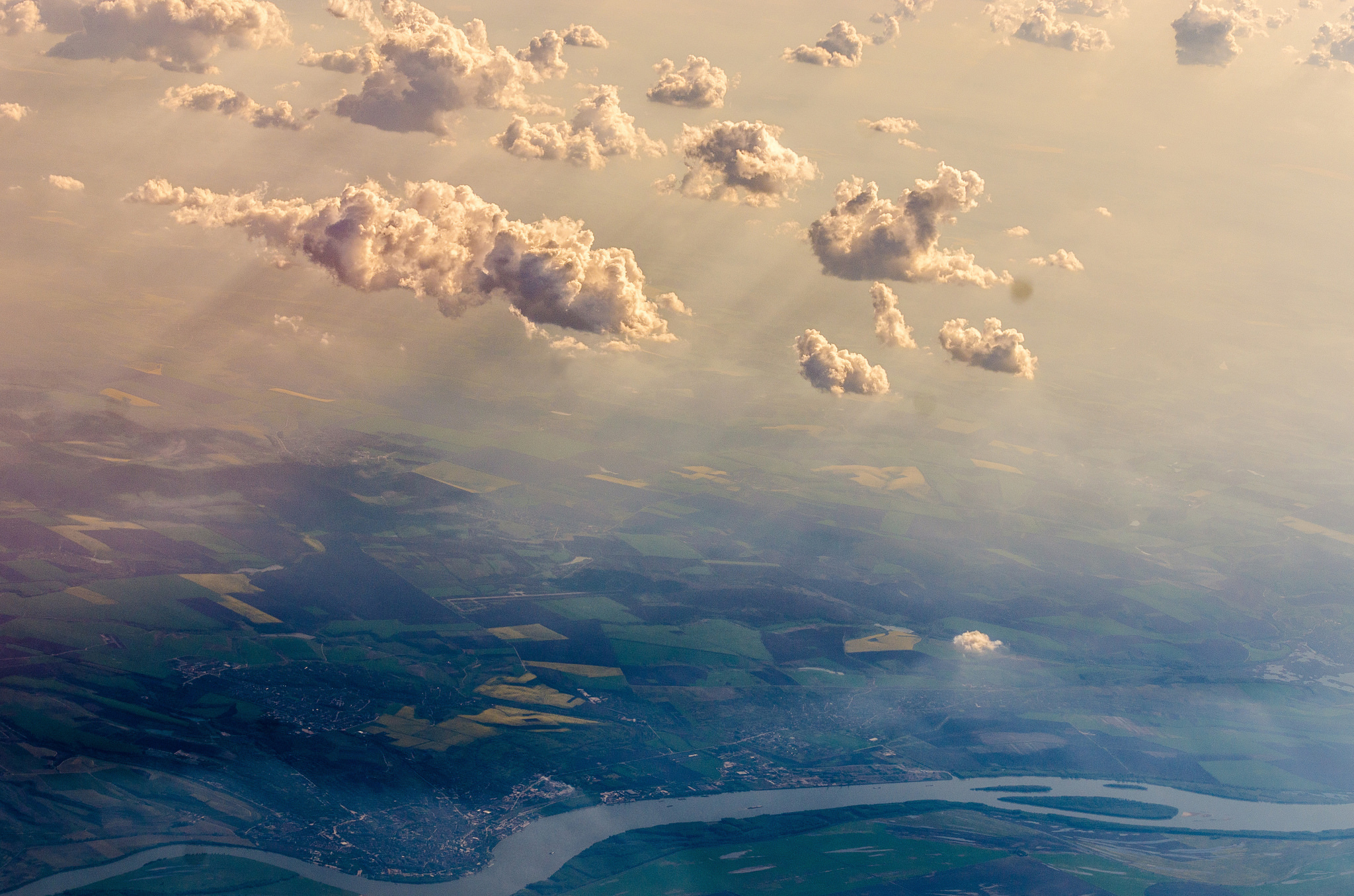
Vue aérienne du plus long fleuve du pays, le Oued Chelif de 733 km de longueur.
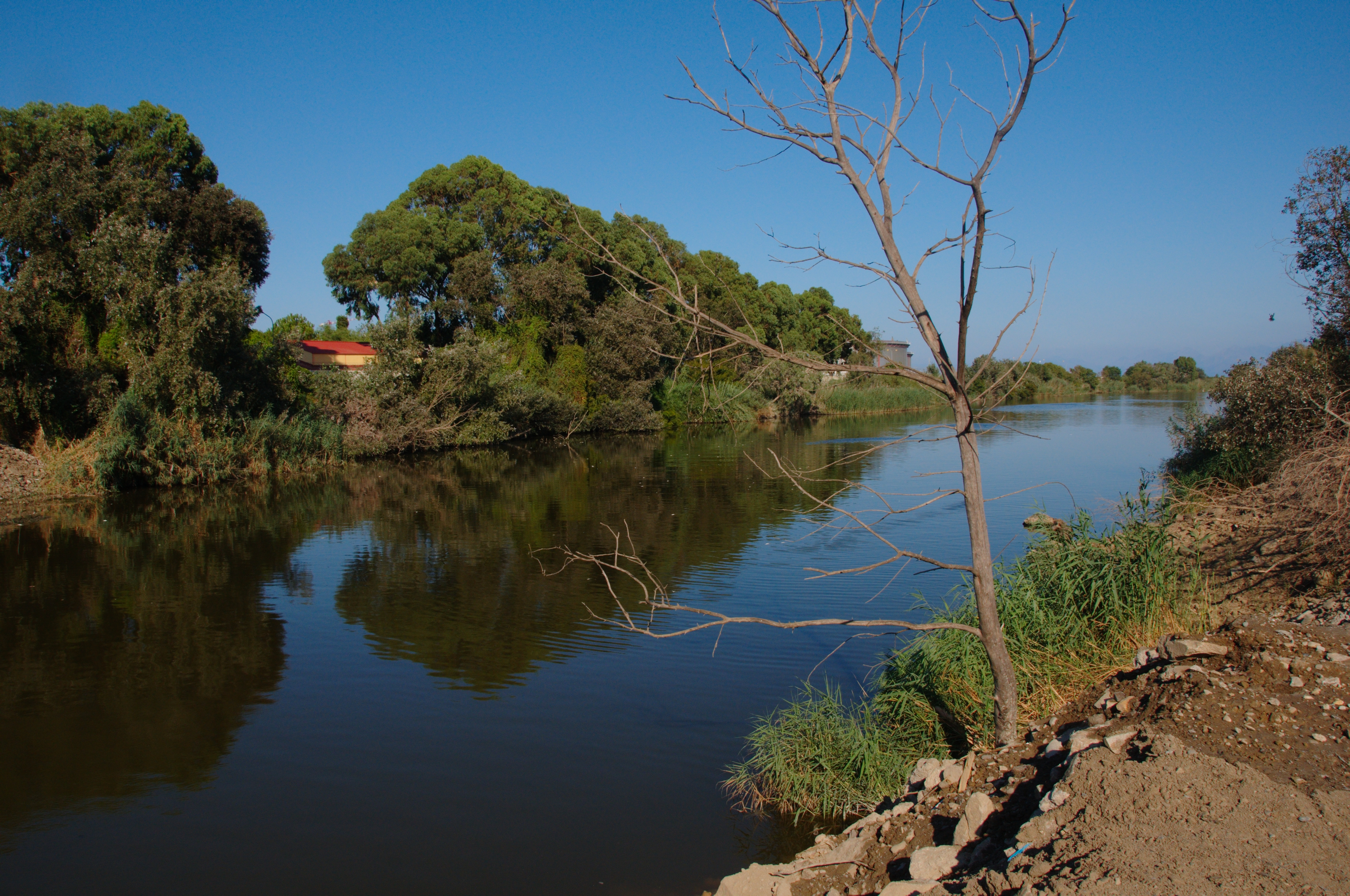
L'estuaire de la Soummam.
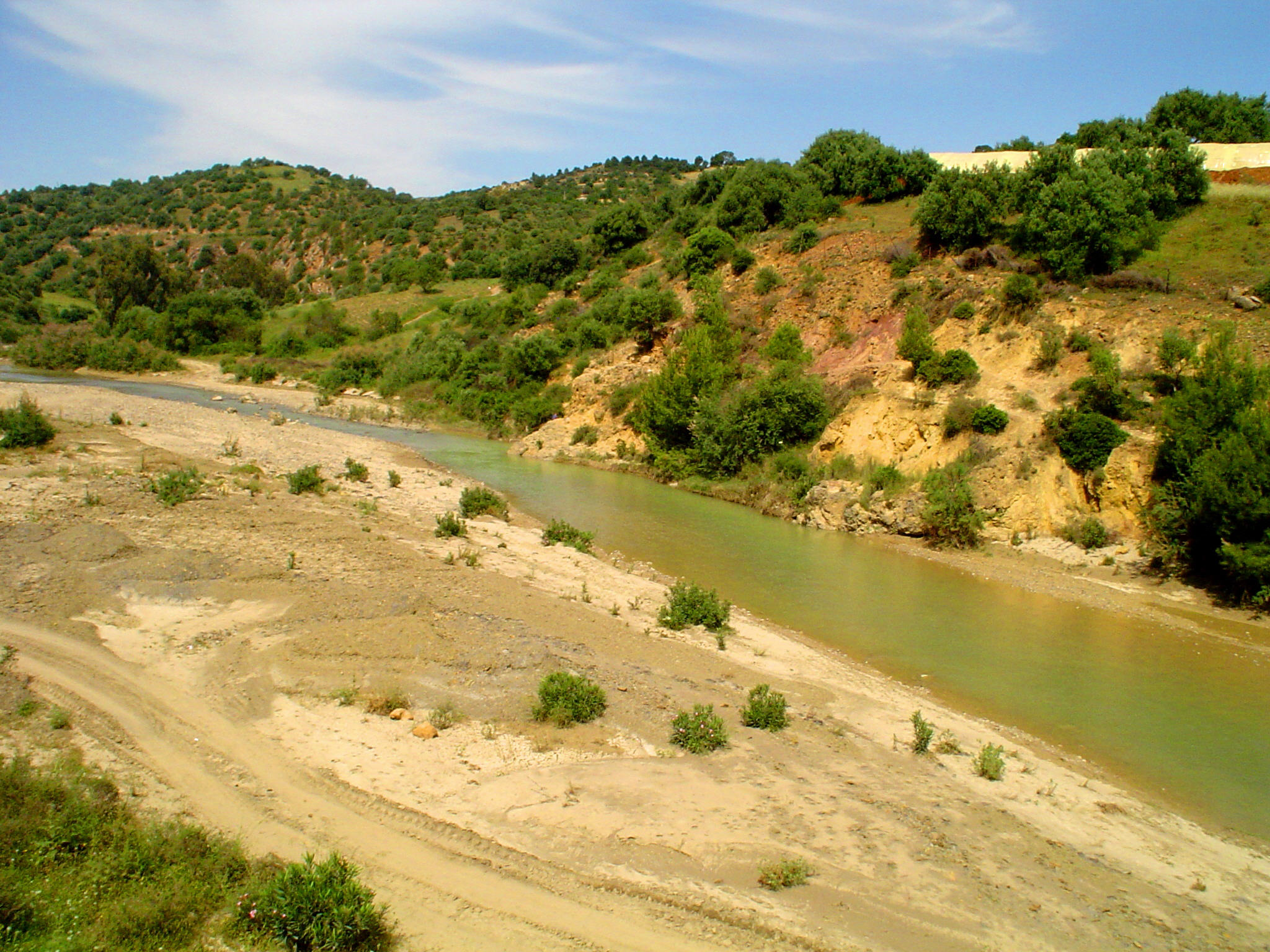
Oued Isser.

### Ressources naturelles et gisements

Carte des bassins producteurs en Algérie.

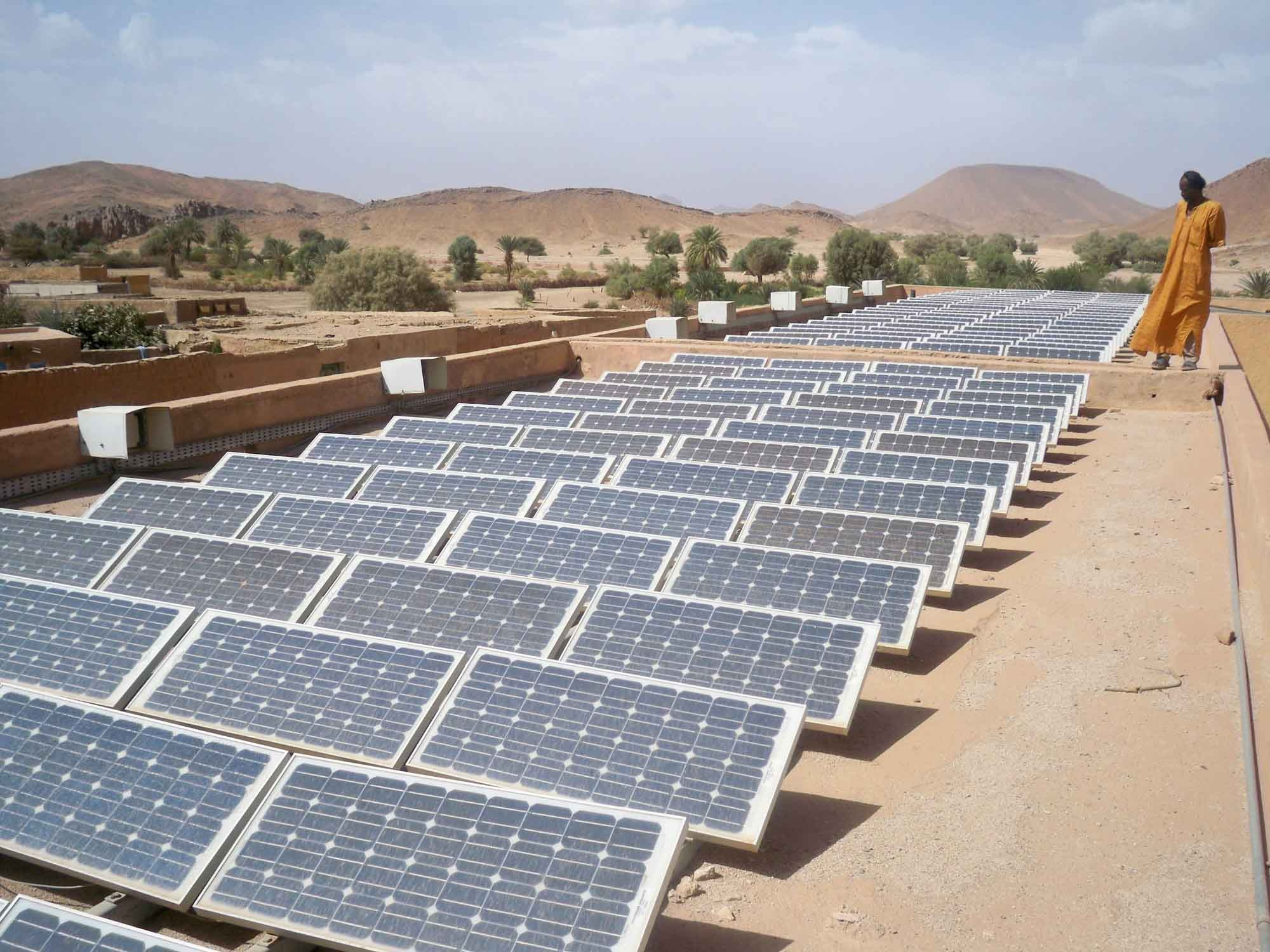
Énergie solaire en Algérie.

Les principaux gisements en Algérie sont parmi les plus importants dans le monde. Généralement ils sont localisés dans le Sud.
Selon la compagnie publique du secteur pétrolier Sonatrach, les 67 % de réserves en hydrocarbures sont situés dans les régions de Oued Mya et de Hassi Messaoud. Gaz à Hassi R'Mel et le pétrole à Hassi Messaoud (huile). Illizi contient 14 % des réserves. Enfin, Rhourde Nouss renferme 9 % et Ahnet Timimoun 4 % et Berkine. Les sites exploités pour pomper l'huile ou pour rechercher les hydrocarbures, actuellement, en Algérie, sont : Hassi Messaoud, Ain Amenas, Hassi R’mel, Stah, Rourde Nouss, Tin Fouyé Tabankort, Gassi Touil, Ohanet, Haoud Berkaoui, Hassi Berkine, Ourhoud, Mensel Lejmet Nord et satellites, Rhourde Ouled Djemaa, Touat, El Gassi, In Salah, Rhourde El Baguel.
Une quantité de gaz a été localisée dans les régions de Tabankort, de Béchar, de Timimoun et de Reggane en 2009.
L'activité minière en Algérie est très diversifiée, on observe plus d'une trentaine de minerais qui sont exploités parmi elles : fer, sel, zinc, plomb, barytine, marbre, or, tungstène, diamant, terres rares, métaux rares et pierres précieuses et semi-précieuses. Le fer se trouve à Gara Djebilet et à Mecheri Abdlaziz, à l'est de Tindouf (35 milliards de tonnes à 57 % de Fe), Ouenza et Boukhadra, Djsbel Hanini à Sétif. Au Hoggar, il y a 730 000 tonnes de minerai d'or au gisement Tirek, Amessmessa en contient 3,34 millions de tonnes, les deux à teneur moyenne de 18 g/t, soit environ 2,4 millions d'onces d'or. Enfin, deux autres gisements sont à Tiririne et à In Abgui. La baryte représente 40 000 tonnes ; le plomb-zinc est exploité dans le Nord du pays ; le potentiel est de 150 millions de tonnes. La bentonite se situe dans les régions de l'Ouest, à Maghnia et Mostaganem.
L'Algérie a une grande quantité de sel soit en gemme (un milliard de tonnes) ou lagunaire dans les chotts et dans l'Est. Le gisement de phosphate se trouve à Tébessa (Djabel Onk), il renferme deux millions de tonnes. l'uranium est localisé au Hoggar.
Le pays recèle plusieurs gisements aussi notamment de gypse, de calcaire, de sable, d’argile, de dolomie, des carrières d’agrégats, des gîtes pour la fabrication de ciments.

## Histoire

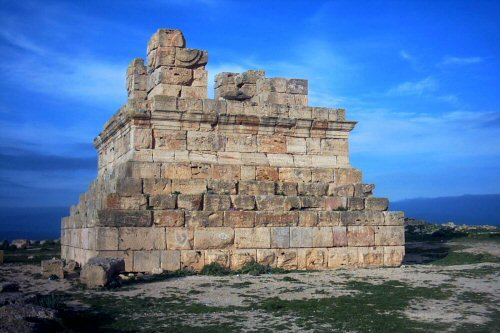
Mausolée de Massinissa.

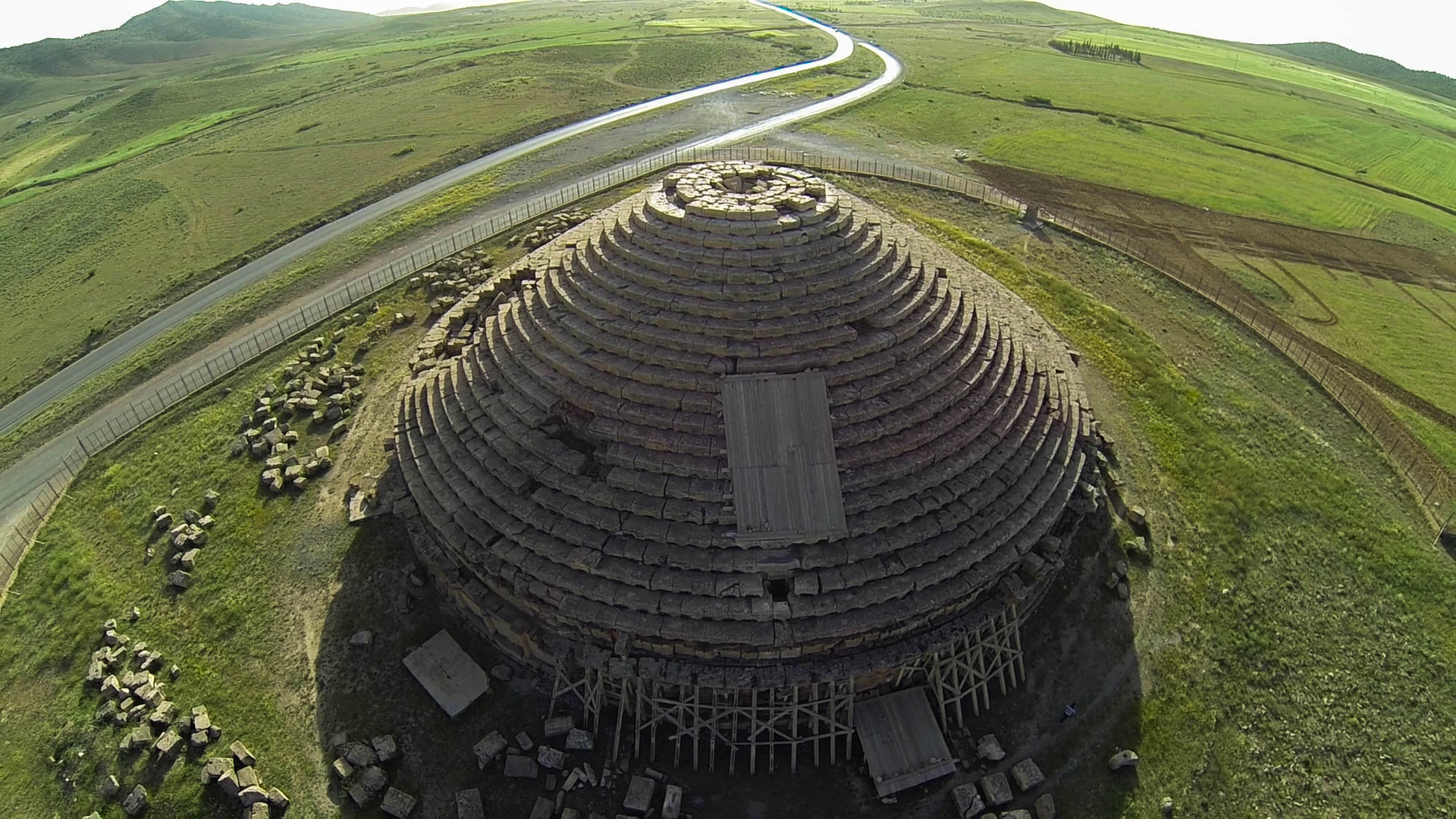
Le Medracen, à Batna, l'un des plus anciens monuments d'Algérie
(300 av. J.-C.) ; il porte le nom de Medghis, l'un des deux fils de Mazigh, ancêtre des Berbères.

L’Algérie, en raison de sa tradition de terre d’accueil et les multiples civilisations qui l’ont traversée, a hérité d’une histoire très riche qui s’exprime par des vestiges d’époques variées. C’est ainsi que l'Afrique, la Méditerranée, l’Europe et l’Orient marquèrent de leurs influences spécifiques le cheminement historique de l’Algérie.
Les premiers vestiges archéologiques notables sont d’âge préhistorique et remontent à l'époque néolithique, comme ceux du parc national du Tassili que l'on considère comme le musée à ciel ouvert le plus étendu au monde. Plus tard, les Berbères construisirent plusieurs sites comme Medracen, Mausolée royal de Maurétanie, Mausolée de Béni Rehnane à Siga dans la Wilaya d'Aïn Témouchent, ou encore le site de Sauma (El Khroub) près de Cirta qui se trouve dans la ville de Constantine. De plus, plusieurs tumuli, dolmens, grottes, tombeaux (Djeddar à Frenda), etc., attestent les pratiques funéraires berbères.
L’époque romaine a laissé un nombre impressionnant de vestiges, dont les plus importants se trouvent à Tipaza, Timgad, Lambèse, N'Gaous, Zana, Calama, M'daourouch, Thagaste, Cherchell, Tamentfoust, Djemila, Tiddis, Tigzirt, Dellys, Hippone, Tébessa. De plus, Apulée ou saint Augustin ont été des penseurs de renom.

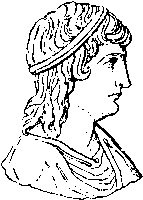
Représentation du penseur et écrivain Apulée de M'daourouch.

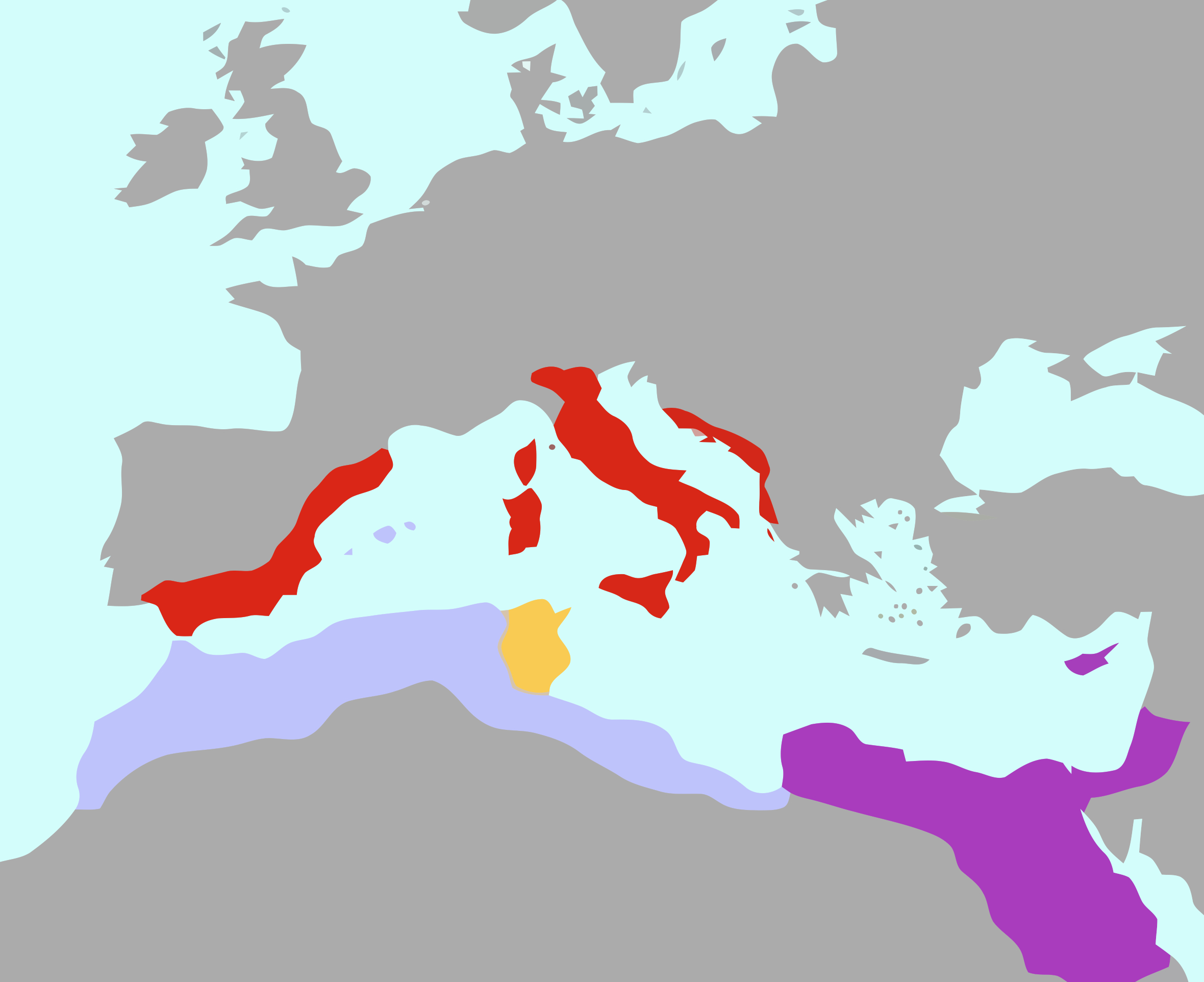
La Numidie historique, à côté de Rome, Carthage et l'Égypte en 200 av J.-C.

L'influence de la religion en Algérie a bouleversé la région maghrebine pendant l'Antiquité et au Moyen Âge. Plusieurs villes importantes en Algérie comme Hippone, Baghaï, Tobna, M'Sila, Tlemcen, Béjaïa, Alger, etc., se sont développées. Plusieurs dynasties également se sont succédé, à travers le temps, pour prendre le pouvoir dans les diverses régions de l'Algérie.
Enfin, l'Algérie fut prise par les Ottomans en 1515, ensuite par les Français en 1830. L'Algérie recouvre son indépendance en 1962.
« Les monuments historiques ont été bien préservés malgré tout le long de l'histoire algérienne, mais dès l'arrivée des Français, la dégradation fut désastreuse. Plusieurs décrets ont fait que des prisons ou des villes aient été construites sur d'anciennes villes romaines, à l'exemple de Lambèse ». « Lors de l'indépendance, la même politique est menée, ce qui fait que plusieurs sites sont pillés, délaissés, abandonnés et même détruits à l'exemple des villes de Zianides, Tlemcen. »

### Préhistoire

Localisation du noyau à l’origine de la culture capsienne.

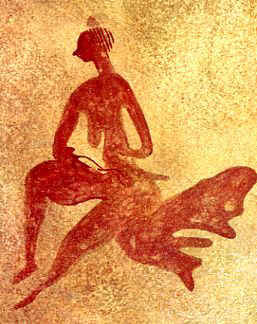
Gravure rupestre du Tassili datée de 4000 av. J.-C.

Des sites archéologiques ont livré des vestiges d’hominidés datés par archéomagnétisme de près de deux millions d’années. Le site d'Aïn Hanech (« la source du serpent »), près d'El Eulma, dans la wilaya de Sétif, a livré les industries les plus anciennes,,. Les chercheurs ont aussi décelé la présence d'Homo habilis et d'Homo erectus (appelé auparavant Atlanthrope), dès l'Acheuléen, à Mostaganem (site Errayah), à Tighennif,, à Tabelbala-Tachenghit, à N'Gaous.
Au Paléolithique moyen, les industries lithiques atériennes sont caractérisées par la présence de pièces à pédoncule. L'évolution des formes humaines depuis l'Homo erectus a abouti à l'apparition de l'Homo sapiens de type archaïque, ancêtre de la forme humaine actuelle.
Le Paléolithique se termine avec l’Ibéromaurusien, connu en particulier à la suite des fouilles menées dans la grotte d’Afalou, en Kabylie, qui ont révélé l'existence à cette période (il y a 20 000 ans à 10 000 ans environ) d'un art mobilier (petites statuettes zoomorphes) et d'enterrement.
Les derniers chasseurs-cueilleurs sont représentés dans le Nord-Est de l'Algérie par les Capsiens, attestés jusqu'à il y a 8 000 ans.
Les modalités de passage à l'économie de production (et donc au Néolithique) sont très mal connues dans le Nord.
Dans le Sud, au Sahara, le Néolithique est une période florissante en raison d'un climat globalement plus humide que l'actuel et donc d'une flore et d'une faune beaucoup plus riches. Les êtres humains de cette période ont gravé et peint les parois de leurs abris. La chronologie exacte de cet art est très discutée et notamment la date de son apparition (il n'existe pas de moyen de le dater directement). Certains chercheurs pensent qu'il est apparu dès la fin du Pléniglaciaire, au Paléolithique, tandis que d'autres ne le pensent pas antérieur au Néolithique.
Les Aurès comprennent plusieurs sites datant de l'ère préhistorique à la période protohistorique. Plusieurs recherches anthropologiques ont été entreprises dans les régions des Aurès, puisque de nombreuses grottes troglodytes étaient habitées par des Hommes à Maafa, Takarbourst dans les Aurès et Ghoufi.

### Antiquité

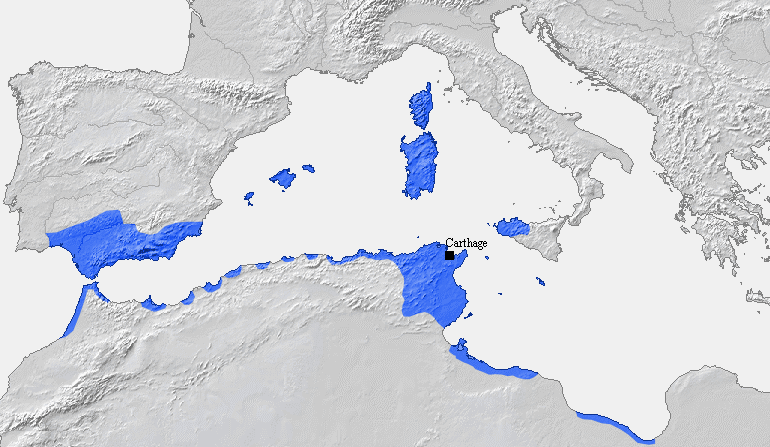
Extension du territoire carthaginois avant la première guerre punique vers 264 av. J.-C.

Les Berbères, formés de plusieurs confédérations dont les Gétules, les Garamantes et les Libyens, dispersées dans le vaste territoire de l'actuelle Algérie, vont nouer des relations culturelles avec les Phéniciens, l'Égypte antique, la Grèce antique et l'empire romain. Le monument Medracen datant de 300 av. J-C en témoigne. Il appartiendrait donc à la riche archéologie méditerranéenne de l'époque hellénistique, se manifestant par un goût archaïsant mais aussi une très bonne connaissance du vocabulaire architectural le plus récent comme en témoigne la présence d'une gorge égyptienne. Sous les Phéniciens, plusieurs ports sont construits dont Icosium, Iol, Ténès.

#### Le royaume de Numidie
Les États indépendants de la Numidie commencent avec l'émergence des deux confédérations massyles et massæsyles. La première est à l’origine de la Numidie Orientale, la seconde de l’Occidentale. Ces deux tribus s'affrontèrent durant la deuxième guerre punique, où Massinissa, chef des Massyles, contribua de façon décisive à la victoire de l'Empire romain sur Carthage. Durant le règne de Massinissa, il parvint à unifier la Numidie, qui s'étendit alors du fleuve Moulouya à l'ouest jusqu'à la Cyrénaïque à l'est.
Après la mort de Massinissa, une crise de succession, vue d'un bon œil par Rome, provoqua des troubles en Numidie. Rome, qui ne voit pas d'un bon œil la reconstitution d'un État puissant, reconnait la constitution de deux Numidie occidentale et orientale. Après l'exécution de Jugurtha, trahi par son beau-père, le roi Bocchus Ier de Maurétanie en 104 av. J.-C., la Numidie est partagée : sa partie occidentale est attribuée à Bocchus, roi de Maurétanie, le reste étant laissé sous l'autorité d'un roi vassal de Rome. En 25 av. J.-C., Juba II reçoit le trône de Maurétanie, et la Numidie est partagée entre la Maurétanie et la province d'Afrique.

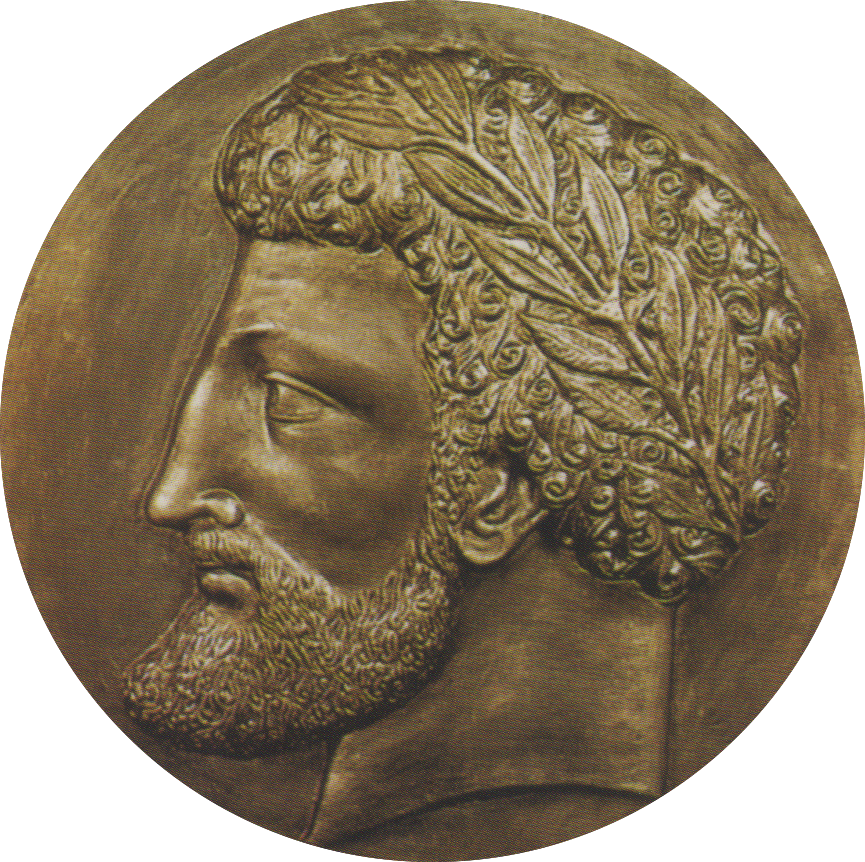
Portrait de Massinissa, il fut le premier roi de Numidie de 202 av. J.-C. à  148 av. J.-C.
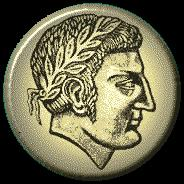
Jugurtha est l'un des trois fils de Massinissa, roi de Numidie (de 118 av. J.-C. à 105 av. J.-C.
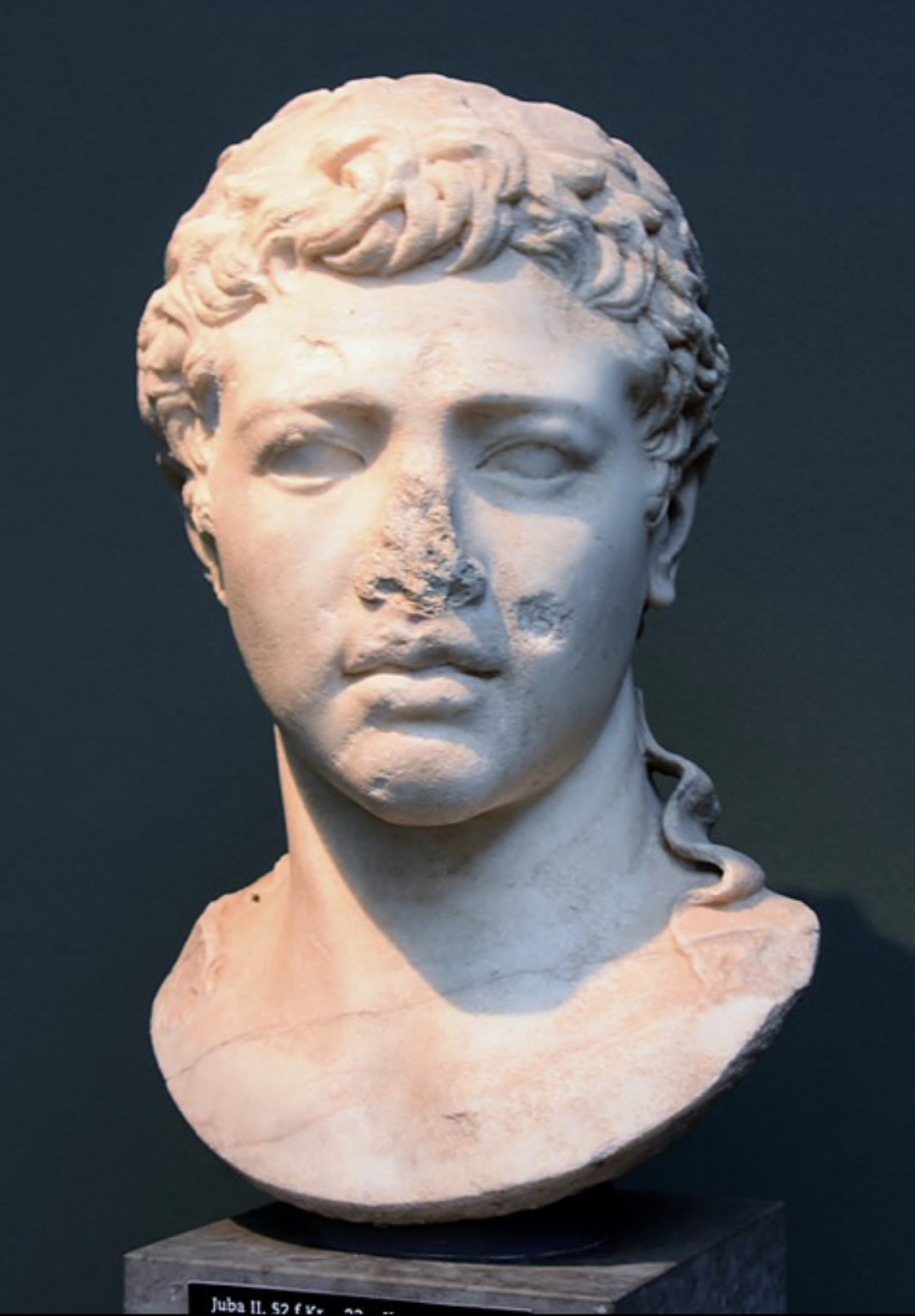
Juba II, roi de Numidie de 30 av. J.-C. à 25 av. J.-C.

#### Domination romaine, Christianisme et les Vandales
Par la suite, les Romains pénètrent dans l'actuelle Algérie. L'agriculture se développe grâce à la plantation de plusieurs milliers d'oliviers pour faire de l'huile d'olive en Algérie. La civilisation romano-africaine est à son apogée ; plusieurs grandes villes sont construites au Nord, comme Lambèse et Timgad. Des mariages mixtes entre Romains et Berbères naturalisés sont célébrés dans les grandes villes. La pratique des cultes berbères est représentée dans les fresques romaines. De même, les jeux romains sont source de distraction pour la plupart des berbères et les bains publics sont un luxe accessible à tous. À Timgad, on dénombrait vingt-sept bains. Il n'y avait pas de remparts autour des villes. Les arts sont développés par les artisans berbères comme la céramique et la poterie. Plusieurs amphithéâtres sont construits. Le théâtre de Timgad pouvait contenir quatre mille personnes de l'Aurès. Après la crise de Rome, les chrétiens sont au pouvoir. Les Vandales puis les Byzantins prendront le pouvoir d'une partie de l'Algérie à la fin.File:Timgad la ville.jpg

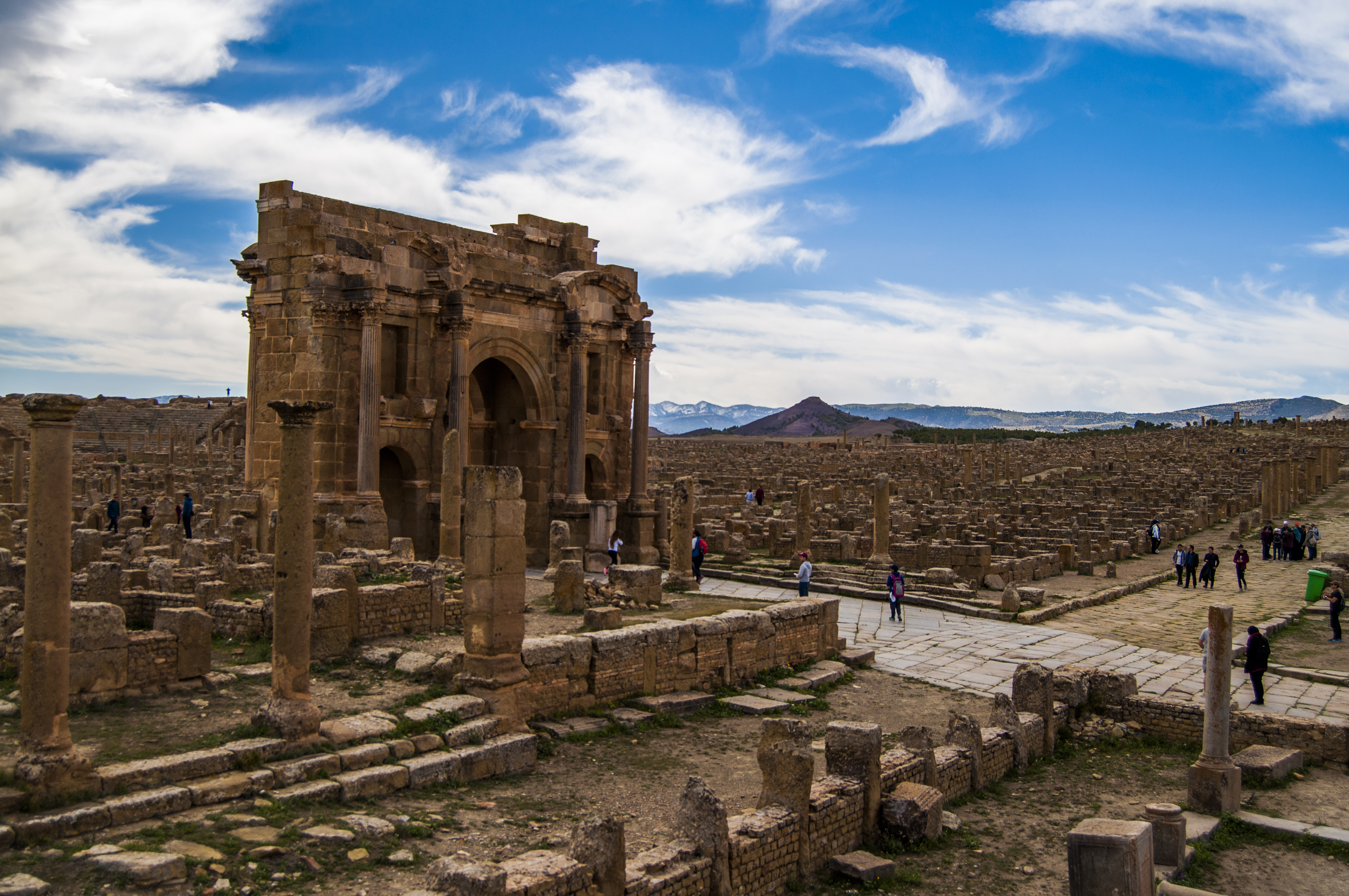
Vestiges de l'antique Thamugadi.
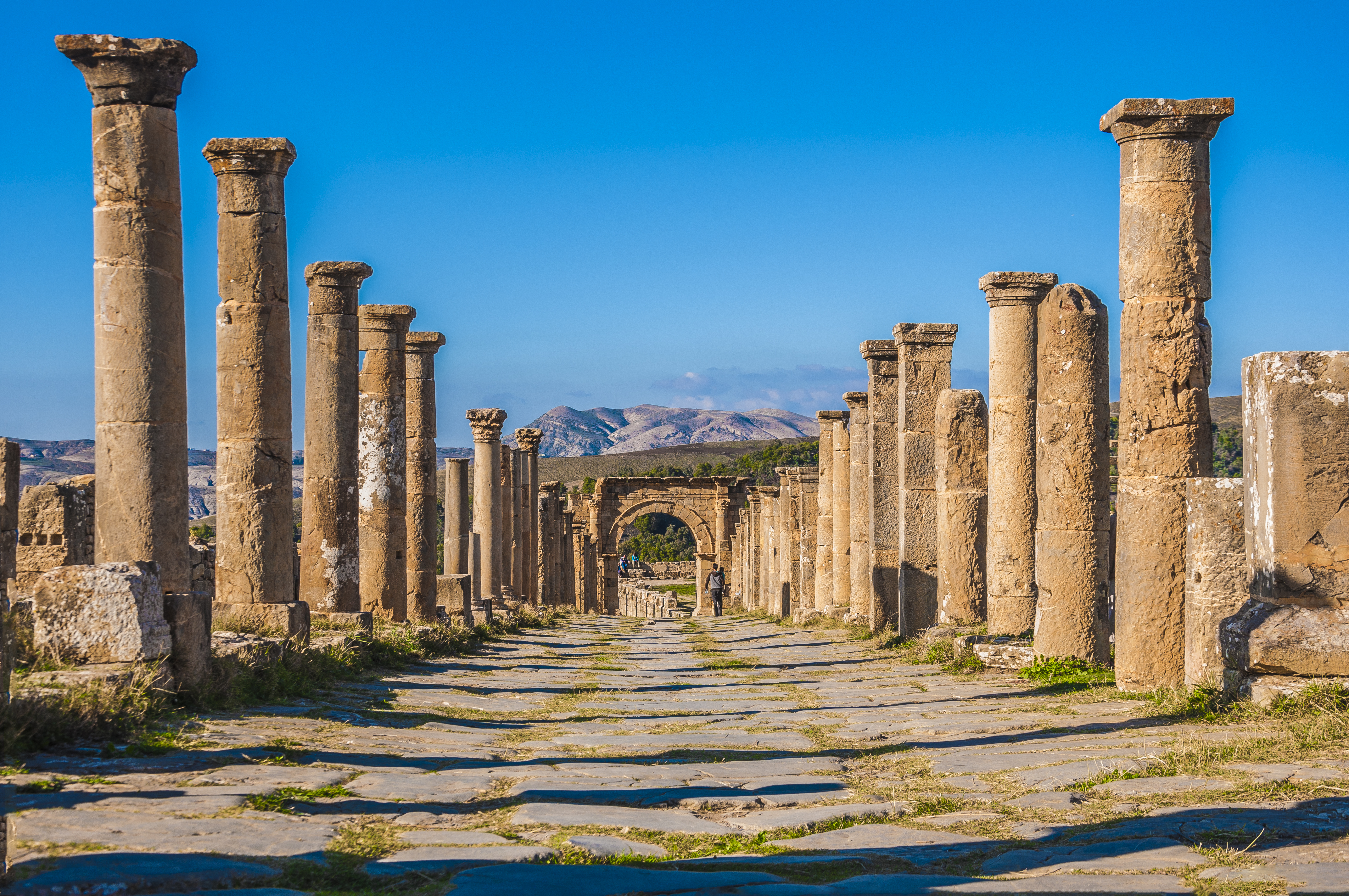
Djemila cité romaine, classée patrimoine mondial par l'Unesco.
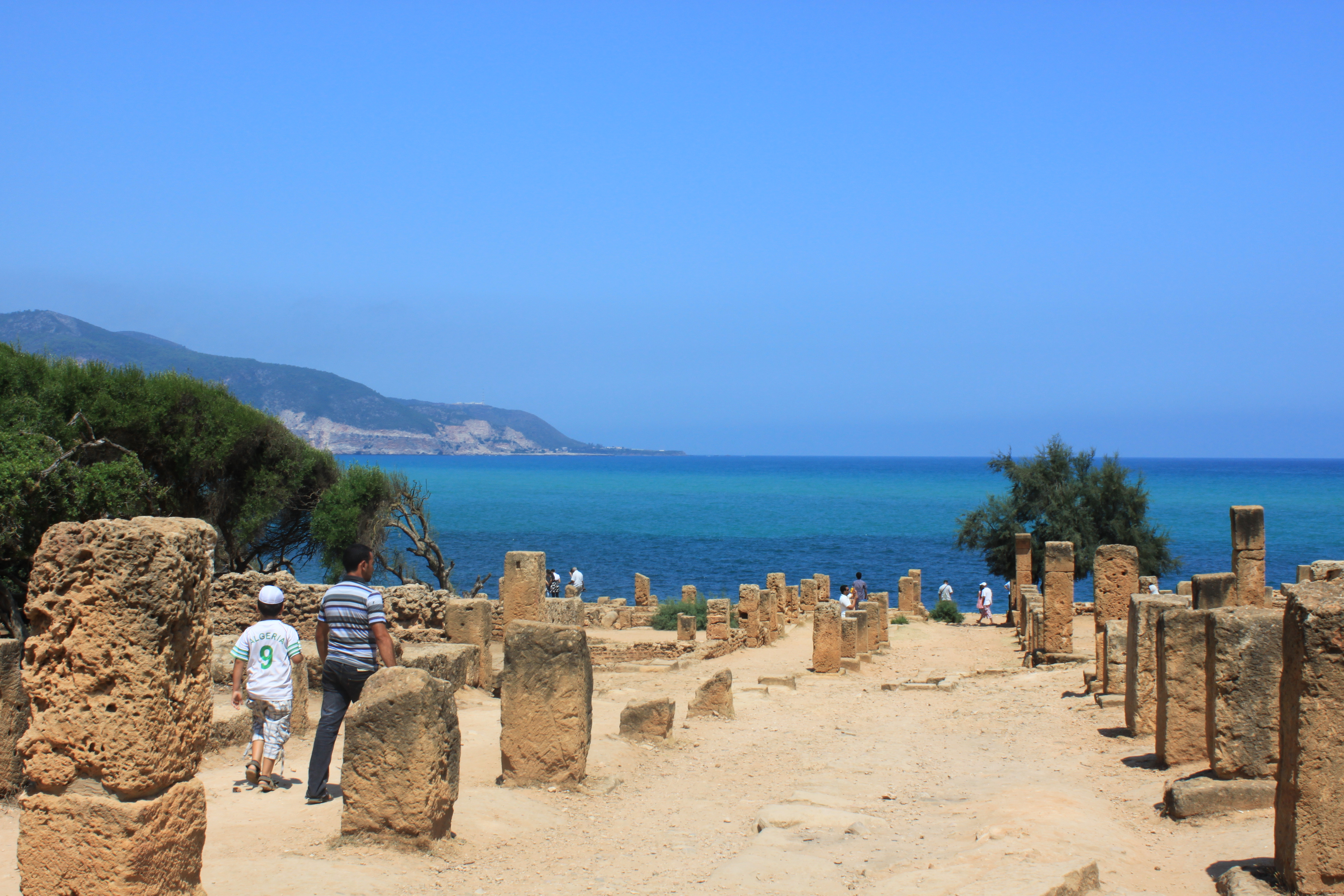
Les ruines romaines de  Tipaza
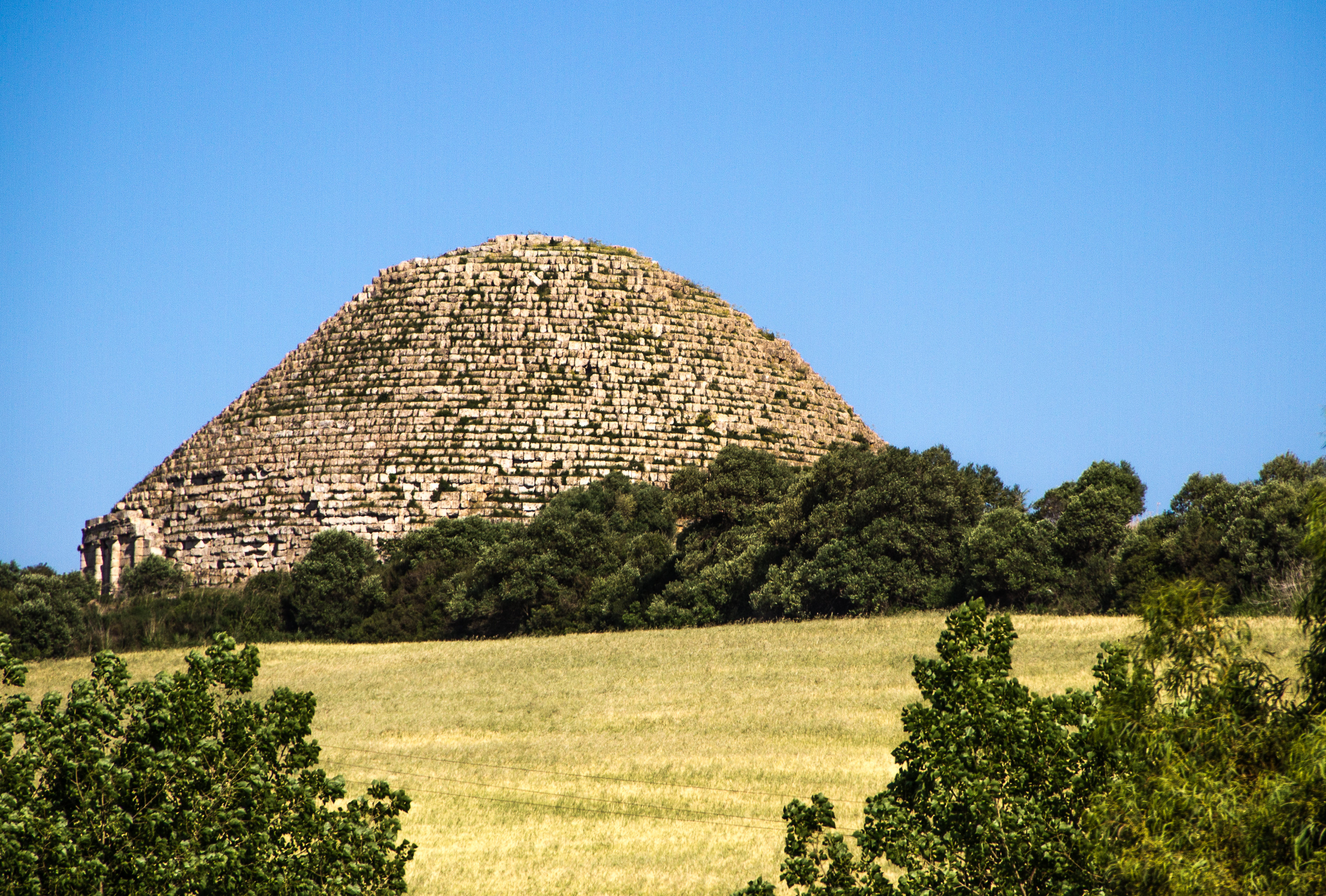
Mausolée royal de Maurétanie, surnommé Tombeau de la chrétienne, est un monument situé à Sidi Rached près de Tipaza

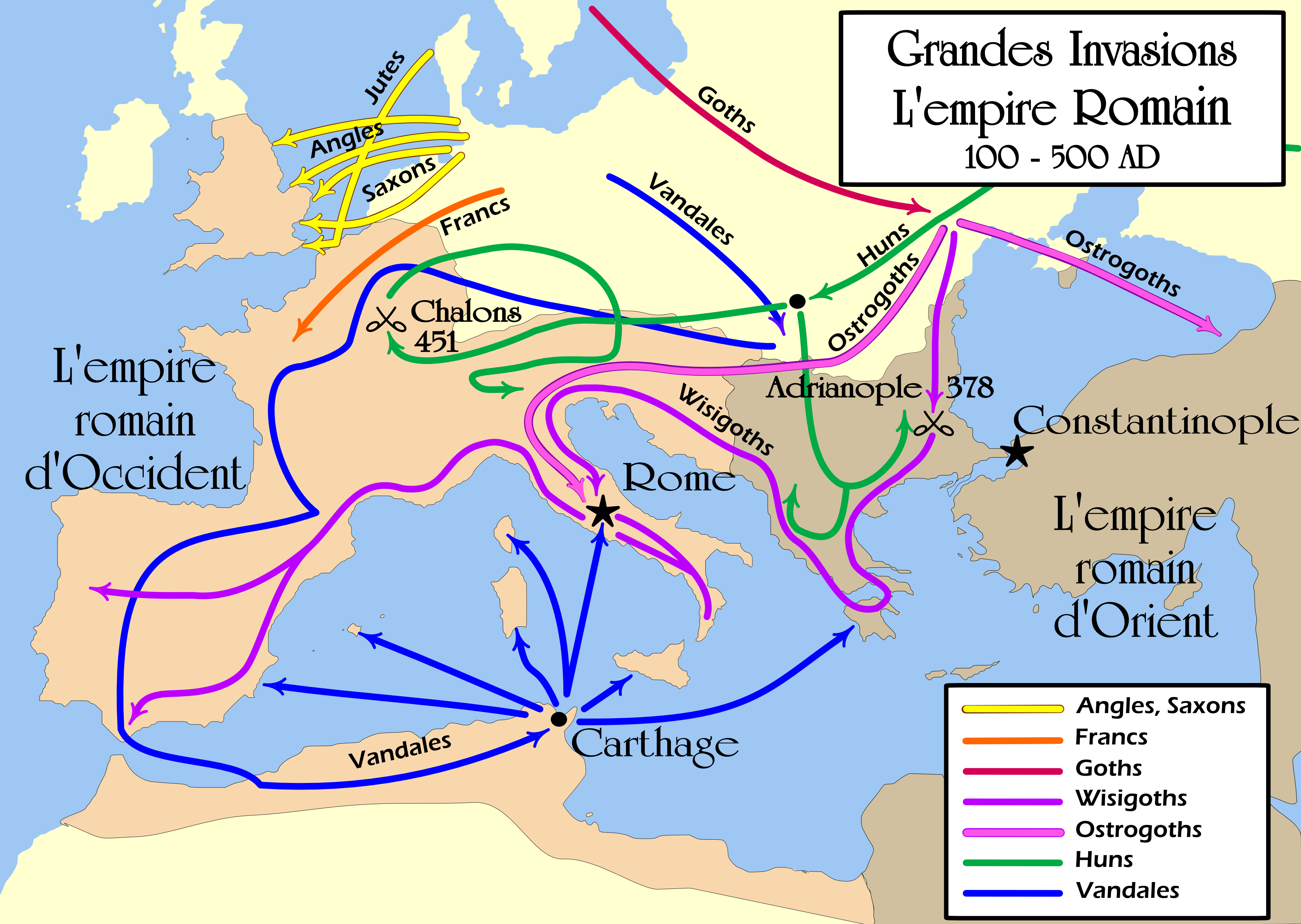
Invasion des Vandales.

Le christianisme fait son entrée en l'an 256. Durant le siècle suivant, dans une atmosphère de déclin grandissant, les populations des villes côtières algériennes et tunisiennes, ainsi qu'une minorité de la population des campagnes se convertissent à la nouvelle religion. En 313, avec les crises politiques et économiques romaines qui s'éternisent, la nouvelle religion devient l'alibi d'une nouvelle révolte qui sera encore une fois amazigh. En effet, le culte donatiste se développa en Algérie à Baghaï dans les Aurès et en Tunisie comme un défi politique à Rome. Les donatistes, refusant d'accepter l'autorité religieuse de l'Empereur, exigent la séparation de l'État et de la religion. Ainsi ils finiront par déclarer que l'Empereur représente le diable. Ils rejetèrent aussi le rite catholique. L'Empereur envoie ses troupes pour les réduire. La répression ne fit qu'accroître le soutien populaire aux donatistes.
Vers l'an 340, l'idéologie donatiste donne naissance à une secte populaire, celle des circoncellions. Alors qu'en l'an 395 l'Empire romain fait face à de sérieux problèmes internes, qui réduisent le contrôle qu'exerçait Rome sur l'Afrique du Nord, les donatistes saisissent cette conjoncture favorable pour tenter de dominer la scène politique et religieuse. Finalement, excédé, l'Empereur les déclare hérétiques en 409. Il envoie plusieurs légions pour les réprimer. Les donatistes disparurent presque complètement de la scène religieuse. Quelques années plus tard, en 430, c'est tout l'Empire romain qui se retire de l'Algérie sous la pression des Vandales. Une partie de l'Algérie suivit le mouvement arien, l'arianisme était bien implanté par les Vandales.

#### Byzantins et royaumes romano-berbères

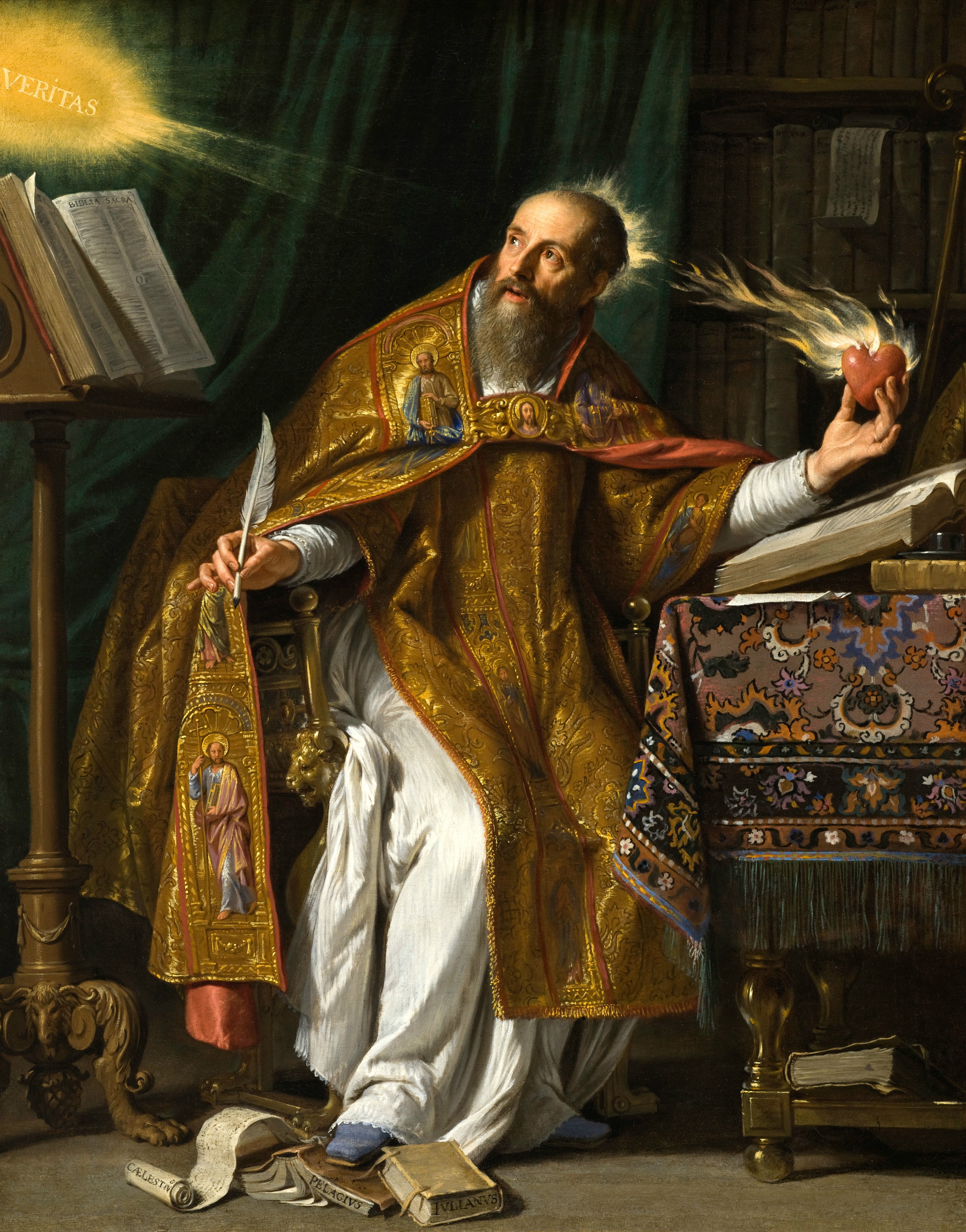
Saint Augustin, théologien, philosophe moraliste romano-berbère, il a exercé une influence capitale sur la théologie occidentale. Ecrivain, il a donné au latin chrétien ses lettre de noblesse.

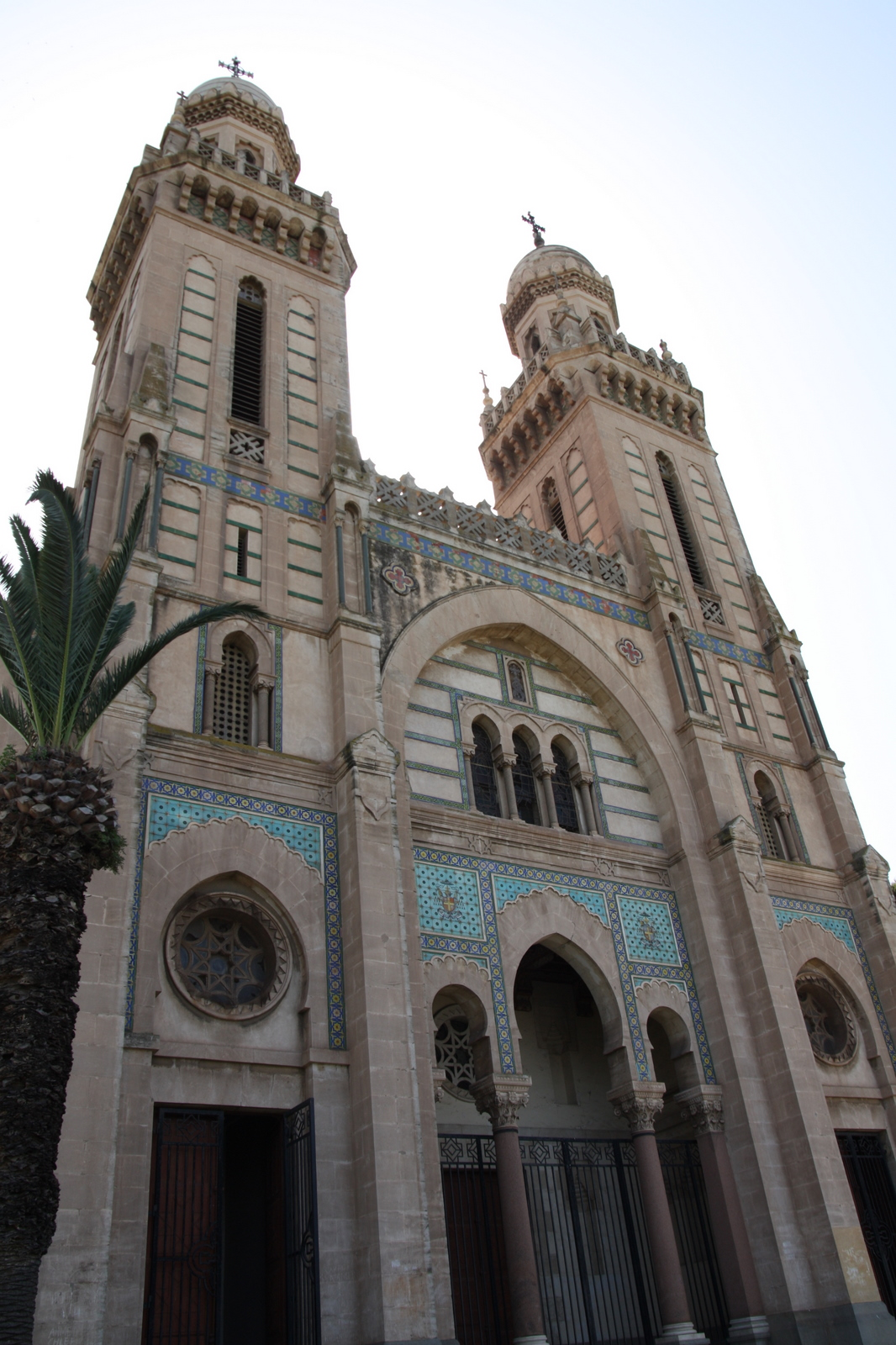
Basilique Saint-Augustin à Annaba dédiée à saint Augustin.

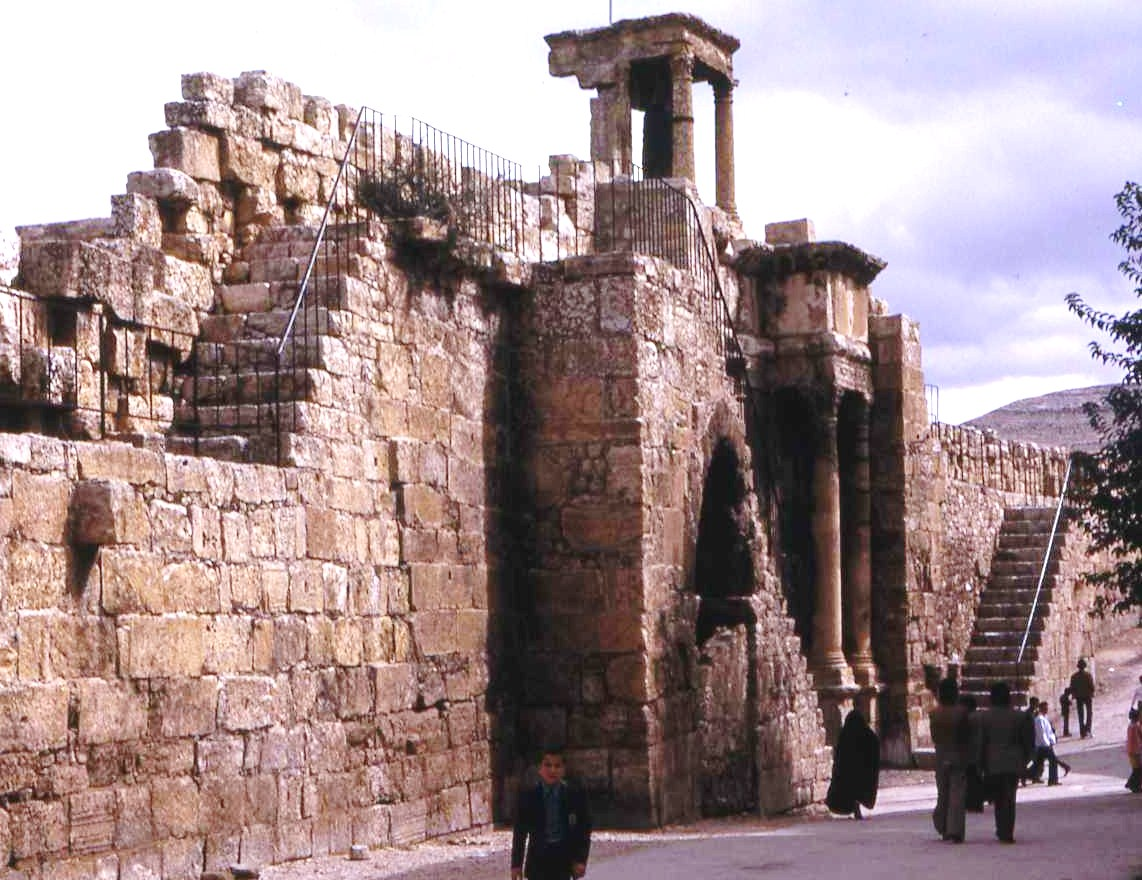
Ruines du mur byzantin de Tébessa, l'un des nombreux sites restaurés et fortifiés par Solomon.

Solomon fut nommé en 534 par Justinien comme gouverneur de l'Afrique, tout juste reconquise par le général Bélisaire sur les Vandales de Gélimer. Il est remplacé deux ans plus tard (en 536), avant de retrouver son poste en 539. Il doit faire face aux rebelles berbères, notamment ceux du chef Antalas. Il est toutefois battu par ces derniers dans une bataille près de la cité de Tébessa en 544, trouvant la mort au combat. Iaudas se révolte à son tour contre l'autorité des Byzantins et se proclame roi des Aurès, mais après quelques succès, il est finalement vaincu par Jean Troglita en 548.
Mais deux chefs berbères des Aurès, Ifisdias et Cutzinas, sont également remarquables dans leur lutte contre les Byzantins, pendant le commandement de Jean Troglita, lorsque ce dernier veut attaquer les Berbères du Sud après que les Aurès et le Zab sont dominés par les Byzantins grâce à Solomon. En revanche Mastigas, roi berbère de la Maurétanie césarienne, après les Vandales, prend en main une partie de cette province, bien que les Byzantins soient arrivés jusqu'à Frenda, car des inscriptions byzantines ont été retrouvées sur place en Algérie.
En 544, les Byzantins exerceront un pouvoir jusque dans la province de Constantine. Cependant, l'émergence d'insurrection berbère contre les Byzantins provoque l'organisation de plusieurs États puissants dont les Djerawa, les Banou Ifren, les Maghraouas, les Awerbas, et les Zénètes.
À la veille de la conquête musulmane du Maghreb, quelques tribus berbères pratiquaient le judaïsme, selon Ibn Khaldoun, ainsi que le christianisme. Le reste de la population demeure païen comme le cas des Banou Ifren.
File:Saint Augustine by Philippe de Champaigne.jpg|Saint Augustin, théologien, philosophe moraliste romano-berbère, il a exercé une influence capitale sur la théologie occidentale. Ecrivain, il a donné au latin chrétien ses lettre de noblesse.
Fichier:Église Saint-Augustin d'Annaba en mai 2009.JPG|redresse|Basilique Saint-Augustin à Annaba dédiée à saint Augustin.

### Le Maghreb central

#### Islamisation de l’Algérie

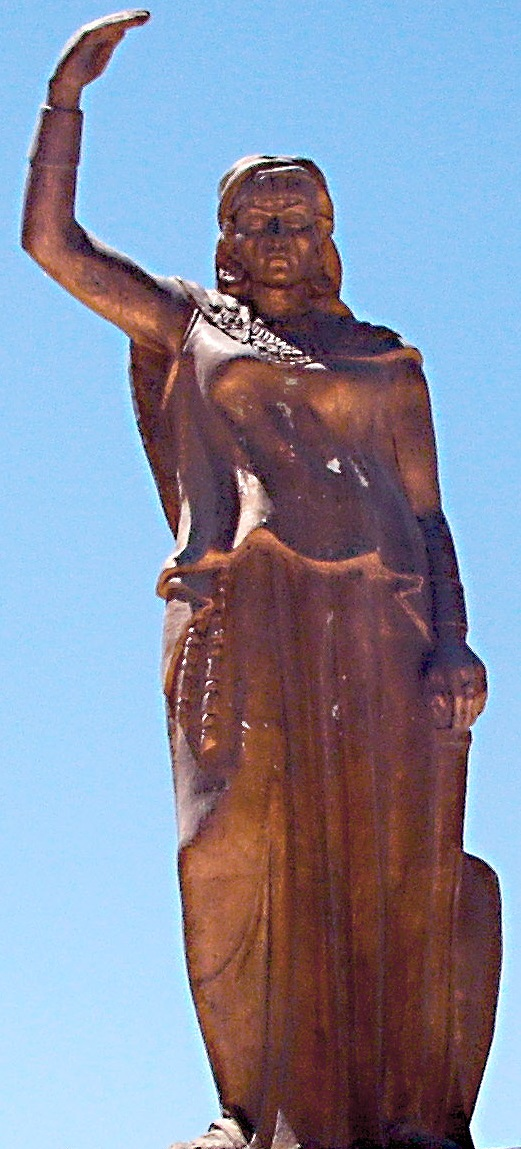
Dihya, surnomée Kahina, célèbre figure de la résistance berbère à la conquête arabe au VIIe siècle.

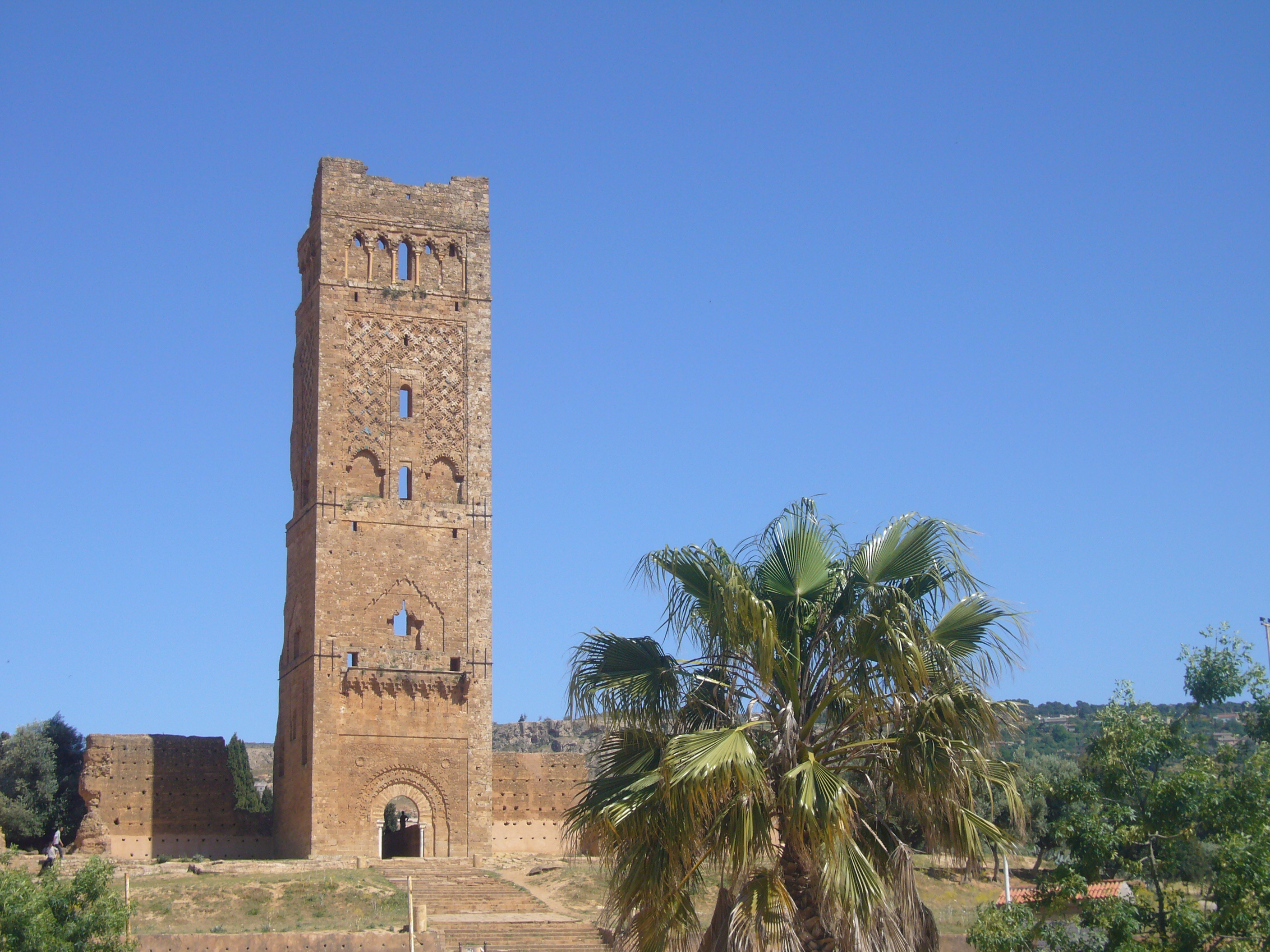
La ville de Tlemcen ex-Agadir fut fondée par les Banou Ifren au VIIIe siècle.

La chute de Rome, puis des Vandales, et l’instabilité durant la période byzantine entraine la reconstitution de plusieurs principautés berbères. Certaines, notamment dans les Aurès, vont résister à l’arrivée des musulmans entre 665 et 708.
De 644 à 656, la première tribu berbère algérienne à se convertir à l'islam fut les Maghraoua. Leur chef Ouezmar Ibn Saclab fut, selon l'historien du Moyen Âge Ibn Khaldoun, sollicité par le calife Othmân ibn Affân à embrasser la religion musulmane. Les Maghraouas se convertissent à la nouvelle religion lors du retour de leur chef.
En 665, les Omeyyades lancent leur première attaque sur le Maghreb. C’est en 683 que Oqba Ibn Nafi al-Fihri entreprend la conquête. Si la résistance des Byzantins les arrête peu, il en va différemment de celle des Berbères. Par contre, les Maghraoua islamisés s'allient aux Omeyades dès le début.
L'unité politique et administrative de la Berbérie orientale et centrale, l'Aurès, était en grande partie réalisée par Koceïla, allié des Omeyades. Le conflit entre Koceïla et Oqba Ibn Nafi al-Fihri amène une autre guerre. Et au décès de Koceïla en 688, Dihya, dite la Kahina, prend la tête de la résistance berbère.
De 688 à 708, Dihya procéda ainsi à la réunification de nombreuses tribus berbères de l'Afrique du Nord orientale et du Sud. Dihya défait par deux fois la grande armée arabe des Omeyyades grâce à l'apport des cavaliers Banou Ifren et des autres confédérations. Elle règnera sur tout l'Ifriqiya pendant cinq années. Dihya sera vaincue dans la dernière bataille contre les Omeyyades. Hassan Ibn en Nu'man des Omeyyades demande alors aux différentes tribus vaincues alliées à Dihya d'intégrer son armée. Et ensuite, Moussa Ibn Noçaïr nomme son affranchi Tariq ibn Ziyad gouverneur de Tanger et le plaça à la tête de l'armée arabo-berbère du Maghreb islamique.
En 708, les Omeyyades sont désormais les maîtres de l’Algérie. La période préislamique se termine. L'Algérie s’islamise, tandis que les langues romanes et punique disparaissent. Après la conquête musulmane, les citadins adoptèrent progressivement la langue arabe.

#### Dynasties arabo-berbères islamiques

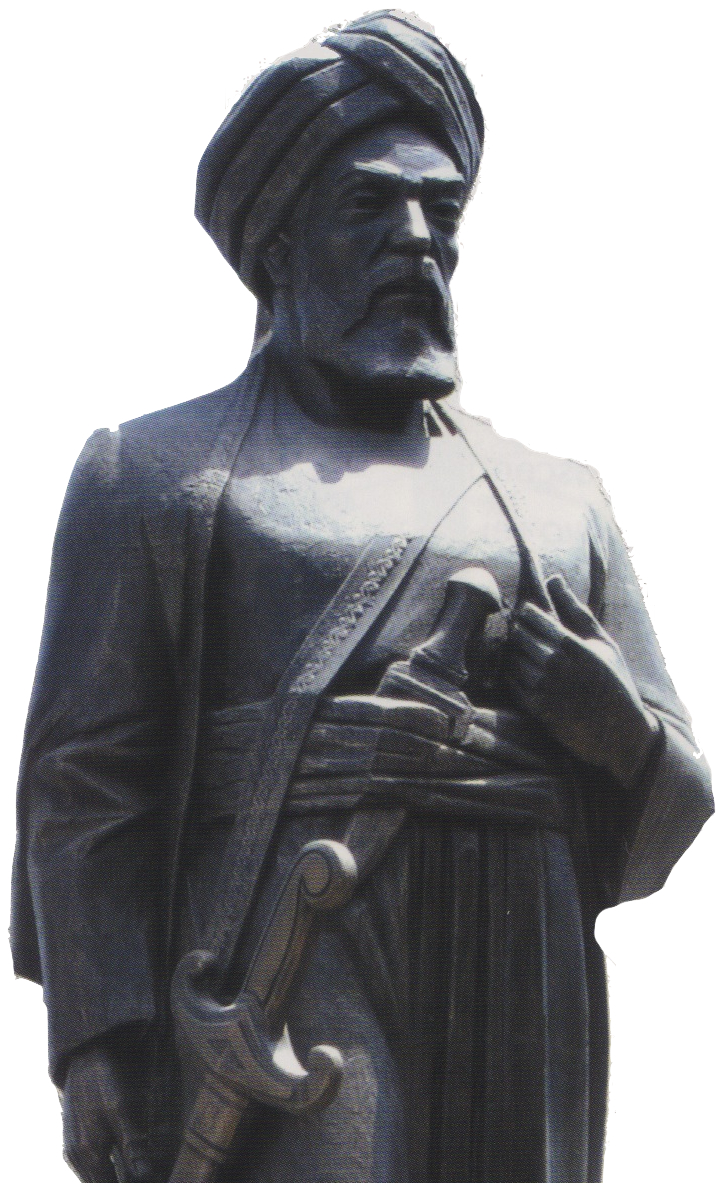
Bologhine ibn Ziri, fondateur des trois villes : Alger, Miliana et Médéa.

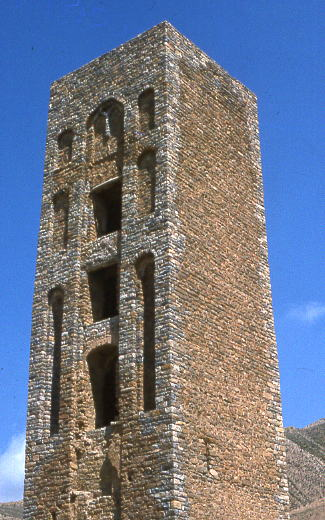
Minaret de la Kalâa des Béni Hammad près de M'Sila.

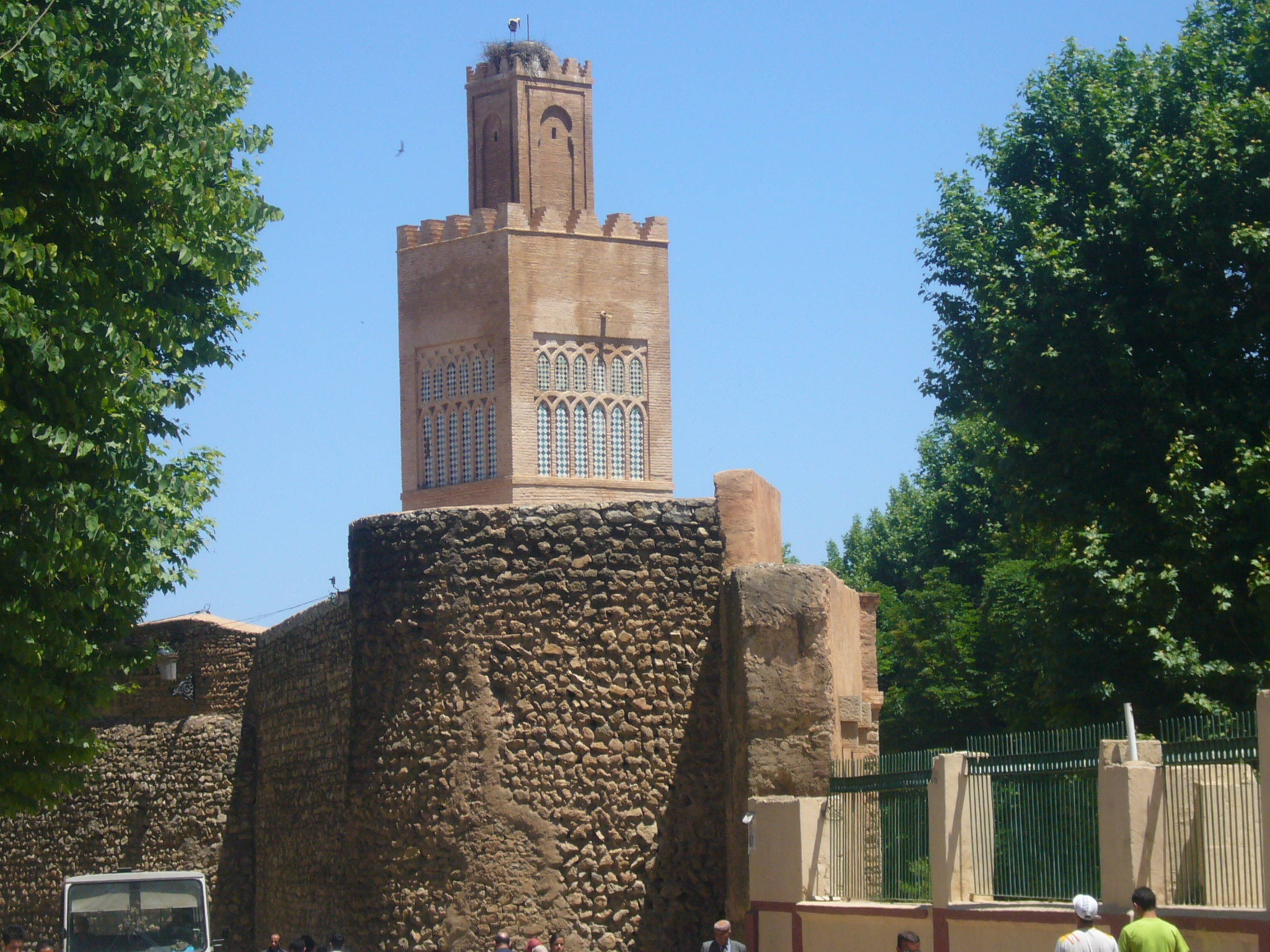
Mosquée Zianide à Tlemcen.

Dynastie Zianide au XVe siècle et ses voisins.

Vers le VIIIe siècle, les Omeyyades étendront leur empire jusqu'au Maghreb. Il s'ensuit une importante révolte des sufrites berbères sous le commandement d'Abou Qurra. Cette révolte durera presque un siècle, plusieurs groupes ou dynasties kharidjites comme Nekkarites, Ibadites, Rostémides, se rassemblent pour se rebeller contre le pouvoir Abbassides et Omeyyades.
Ibn Rustom fonde en 761 un royaume ibadite dans le nord du Maghreb avec Tahert pour capitale. Celui-ci, comme l'émirat de Cordoue depuis sa création en 756, conserve son indépendance du califat des Abbassides, malgré les pressions diplomatiques et militaires ainsi que les pertes de territoires. Par la suite, les Idrissides ainsi que les Soulimanides prennent le pouvoir sur une partie de l'Algérie de l'Ouest. Au IXe siècle, les Aghlabides alliés des Abbassides, prendront le pouvoir sur une partie de l'Algérie.
Au Xe siècle, le dai ismaélien Ubayd Allah al-Mahdi fonda la dynastie Fatimide, en Basse Kabylie où il trouva un écho favorable à ses prêches millénaristes. Les Fatimides établirent leur autorité en Afrique du Nord entre 909 et 1171 et fondèrent un califat dissident des Abbassides de Bagdad. Leur règne est marqué par de nombreuses révoltes kharijites, notamment celle d’Abu Yazid, en 944, à la tête de tribus berbères Zénètes, qui infligèrent la plus sévère défaite à l’armée Fatimide, affaiblie et rendue vulnérable, en prenant Kairouan. Les Fatimides transfèreront alors leur capitale de Kairouan à Mahdia puis vers l’Égypte. Les Zirides s'allient avec les Fatimides et lancent une attaque contre les Zénètes. Mais, les Omeyades les repoussent, ainsi les Zénètes regagnent leurs territoires. Les Hammadides fondent une dynastie après une divergence entre les souverains Zirides. Ainsi, la révolte kharidjite fut vaincue par Ziri ibn Menad, à la tête de tribus Sanhadjas, qui en sauvant l’empire reçut le poste de gouverneur du Maghreb central. Ainsi en 972, lorsque les Fatimides, après l’annexion égyptienne, eurent moins d’intérêt pour le Maghreb, c’est son fils, Bologhine ibn Ziri, qui hérita du contrôle de l’Ifriqiya. Les Zirides y règneront pendant environ deux siècles.
Hammad ibn Bologhine, le fils de Bologhine, gouvernera indépendamment des Zirides. Son État comprend la ville de Béjaïa (sa capitale) et le Nord-Est de l’actuelle Algérie. À partir de 1014, les Hammadides reconnaissent comme califes légitimes les Abbassides sunnites de Bagdad, ils fondent ainsi la dynastie des Hammadides. Les Zirides reconnaîtront, à leur tour, en 1046, les califes Abbassides, montrant ouvertement aux Fatimides leur abandon du chiisme. Alors que les Ifrenides et les Maghraouas gouverneront dans l'Ouest algérien et sur une partie du sud d'Algérie et au Maroc actuel. Ces derniers rejettent l'autorité des Fatimides et des Omeyyades à la fois, selon l'historien Ibn Khaldoun.
C’est à partir de 1048, dans certaines régions du Sud, que des tribus arabes, principalement les Banû Hilâl et les Banu Sulaym, immigrent en Afrique du Nord. Ces « terribles bédouins » hilaliens furent envoyés par le pouvoir fatimide afin de réprimer les Zirides et les Hammadides.
Pour l’Algérie, leur nombre ne dépassant pas quelques dizaines de milliers de personnes, l’immigration arabe en Afrique du Nord fut peu importante, sauf dans deux régions extérieures à l’Algérie, celles de Kairouan et de Tanger. Si bien qu’au total, le peuplement de l’Algérie n’a reçu qu’une contribution démographique arabe limitée, et qu’une grande partie des populations arabophones est berbère.
L’Algérie est alors, sur une petite partie à l’ouest, sous le contrôle des Almoravides, après avoir évincé les Banou Ifren et les Maghraouas. Les Hammadides sont au centre et seront chassés partiellement du sud par les Hilaliens.
Les Zirides restent en Ifriqiya et sont cernés par les Hilaliens au sud.
En 1152, toutes les forces locales sont définitivement vaincues par une nouvelle dynastie berbère, les Almohades, dirigés par Abdelmoumen Ibn Ali et dont le chef spirituel est Ibn Toumert. Les Almohades formeront un des plus puissants empires méditerranéens, unifiant le Maghreb et le pays d’Al-Andalus jusqu’en 1269. Avec les grandes villes du littoral, à l'exemple de Béjaïa, d'Annaba et d'Alger, le Maghreb central s'ouvre à l'Occident chrétien en entretenant un commerce actif, apportant notamment les fameux chevaux barbes, de la cire ou encore du cuir de qualité.
La chute des Almohades marque un tournant dans les relations avec les puissances chrétiennes du nord, qui s'organisent pour la Reconquista alors que le mythe de l'invincibilité musulmane prend fin. Au Maghreb, des dynasties Zénètes s'imposent, comme les Mérinides de Fès dans le Maghreb occidental, les Abdelwadides de Tlemcen du Maghreb central. Les Hafsides s'imposent au Maghreb oriental. Ces dynasties, qui rayonnent sur l'Afrique du Nord d'abord entre le XIIIe et le XIVe siècle, subissent de plus en plus, vers la fin du XVe siècle, la pression de l'essor des puissances espagnole et portugaise, ce qui, conjugué aux luttes intestines pour l'accès au trône, conduit alors à des reculs successifs de leur pouvoir et à l'émiettement de leur empire.
Plusieurs juifs de l'Andalousie sont envoyés vers l'Algérie en 1492. Dans cet état de fait, la dynastie Zianides résiste fortement jusqu'à l'attaque décisive des Ottomans. Ces derniers prennent la ville de Tlemcen en 1554.

#### Effet de la Reconquista

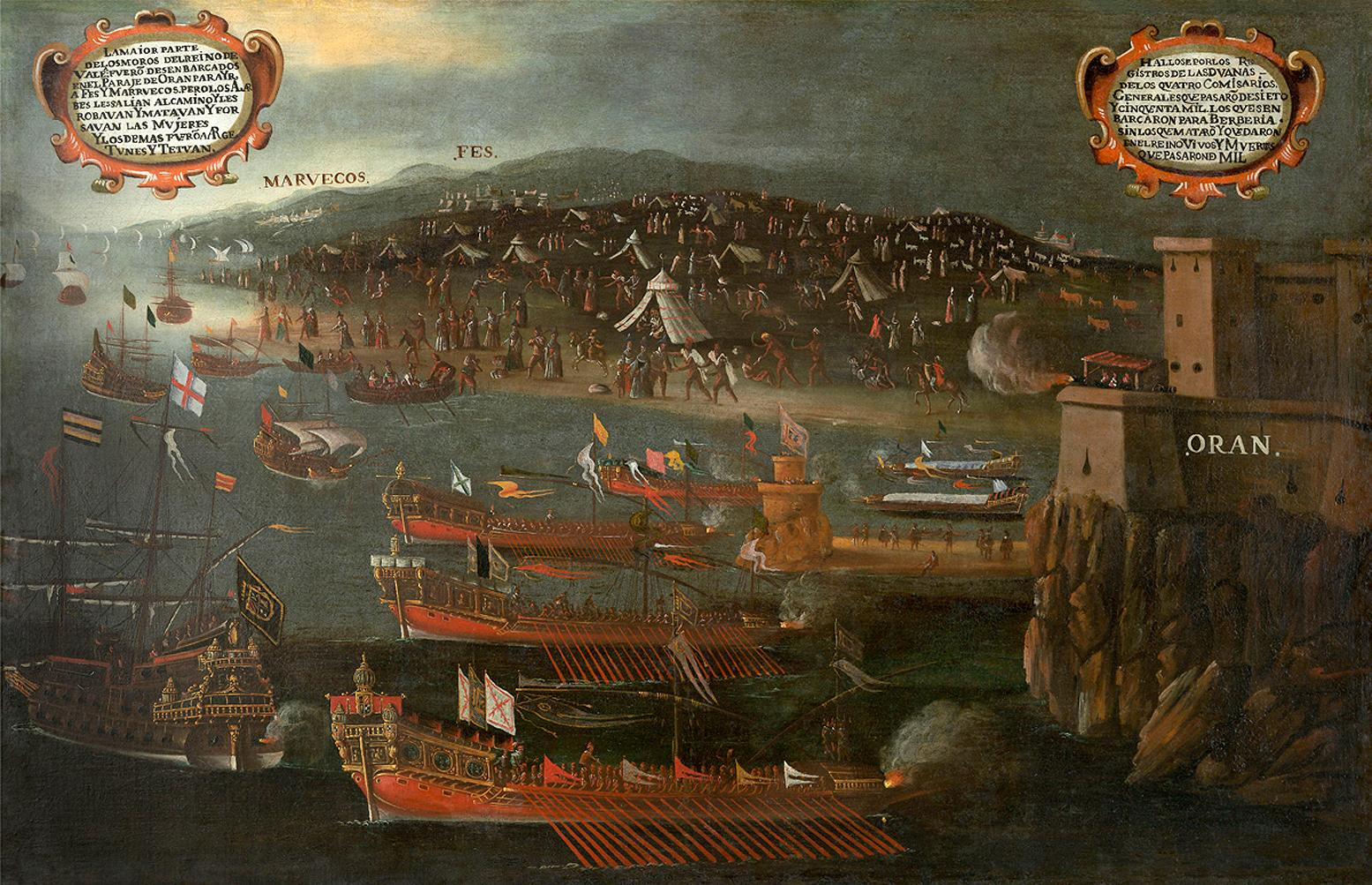
Débarquement des Morisques au port d'Oran (1613, Vicente Mestre), Fundación Bancaja de Valencia.

Les Rois catholiques vont achever la Reconquista en 1492, à la suite de quoi, les Juifs seront refoulés vers l'Afrique du Nord.
L'arrivée des Andalous et des Mudéjars coïncidera.
Après 1502, tous les musulmans qui arriveront en Algérie seront appelés Morisques (des Andalous et des Mudéjars). Ces derniers seront définitivement expulsés de la péninsule Ibérique entre 1609 et 1614 sous Philippe III d'Espagne, à la suite du décret d'expulsion des Morisques d'Espagne.
Ainsi, des milliers de familles d'Espagne s'exilent en Algérie, ils viennent en masse dans les villes du nord du pays, dont Oran, Tlemcen, Nedroma, Blida, Alger, Mostaganem, Cherchell, Annaba, Béjaïa. Ces grandes familles, qui ont fait tout ce qu'elles pouvaient pour rester dans leur pays d'origine, sont forcées à vivre dans une terre qui leur est tout à fait inconnue. Leur apport sera très important dans la société, la culture sera en premier plan, ainsi que la construction des villes et l'économie. Ces familles vont changer pour beaucoup le décor de la scène sociale de l'époque.

### Époque moderne

#### Présides espagnols auXVIesiècle

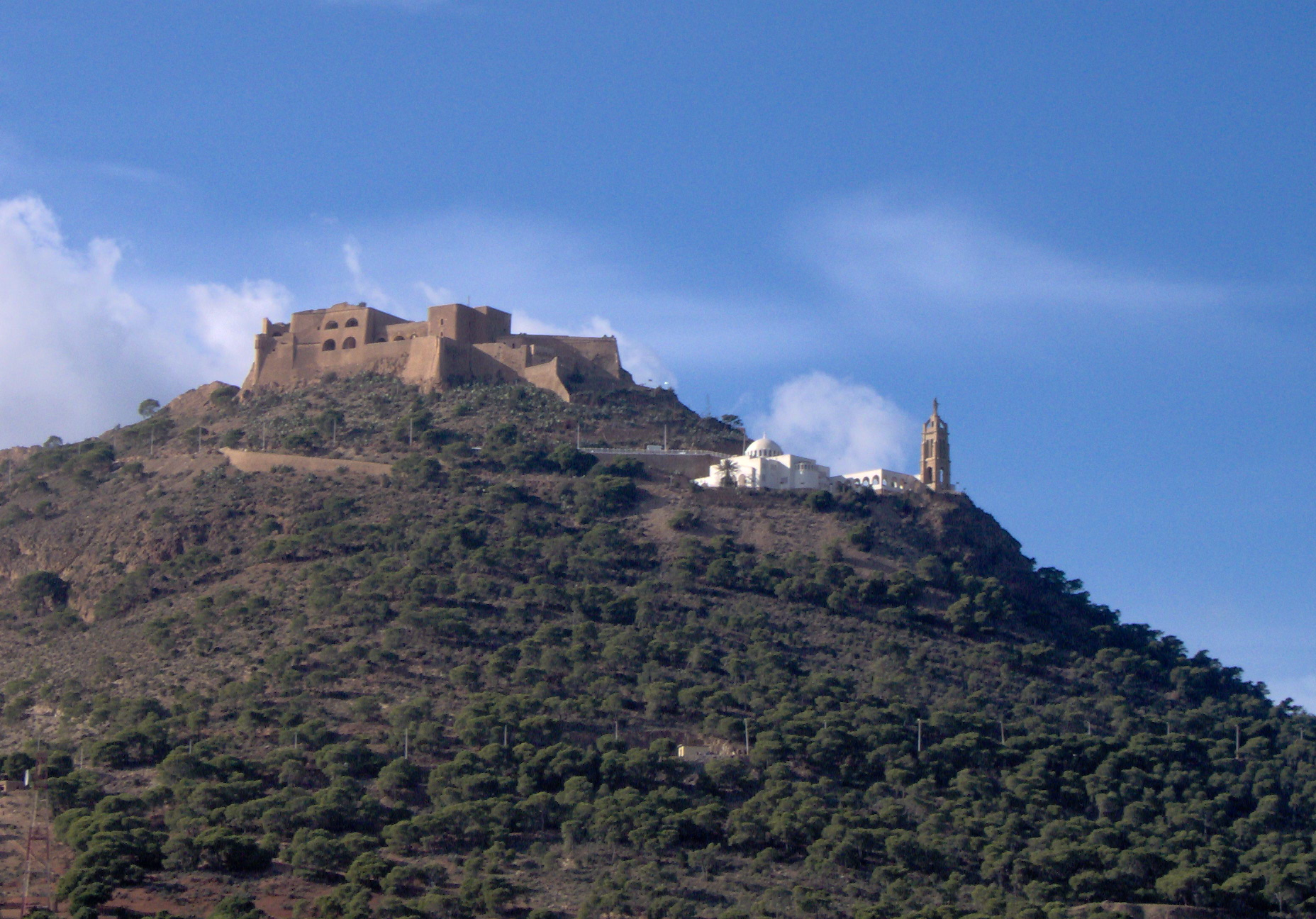
Fort de Santa Cruz à Oran.

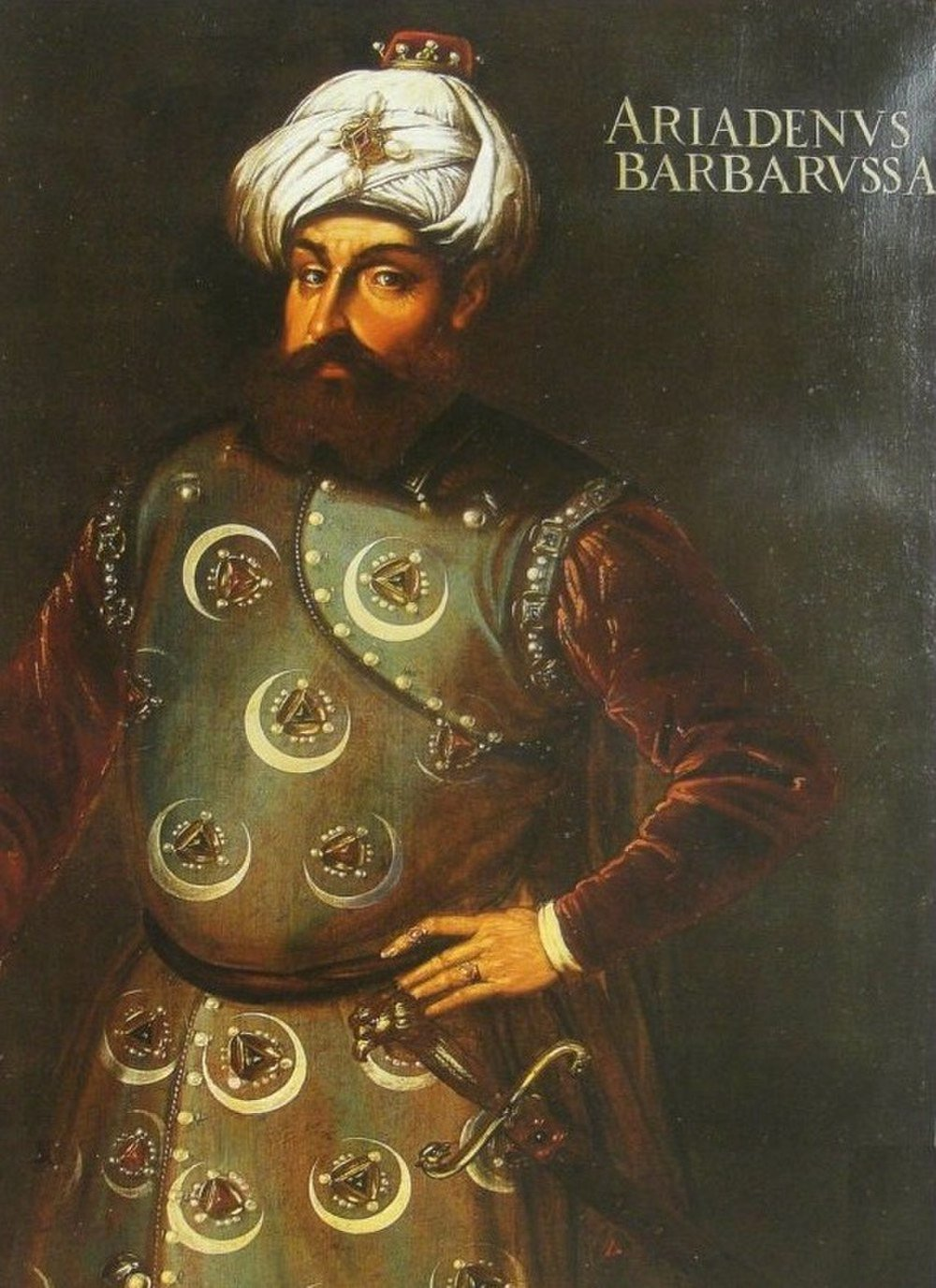
Khayr ad-Din Barberousse, gouverneur général de la régence d'Alger.

À l'ouest, au mois de juillet 1501, les Portugais lancent une expédition pour tenter d'accoster sur la plage des Andalouses. Il faudra attendre le débarquement de Mers el-Kébir, en 1505, pour voir l'Espagne s'engager dans la première expédition organisée contre Oran. La prise de la ville par l'armée du cardinal Francisco Jiménez de Cisneros, commandée par Pedro Navarro, eut lieu le 17 mai 1509. Après l’occupation du port de Mers el-Kébir (1505), et celui de la ville d’Oran (1509), la ville fut désertée, puis totalement occupée par les troupes espagnoles. Dès 1509, le Cardinal Ximenes entreprit la construction, sur les ruines de la mosquée Ibn El Beitar, de l'église Saint-Louis, qui domine la vieille ville des deux côtés. En 1554, le gouverneur comte d'Alcaudete fit alliance avec le sultan marocain Mohammed ech-Cheikh contre les Ottomans alors installés à Alger, et parvint à maintenir encore la présence espagnole. Les Espagnols font ainsi d’Oran une place forte. Les juifs furent expulsés hors d’Oran par les Espagnols en 1669. Sous le roi d’Espagne, Carlos III, ce dernier et les partisans de la conservation de la ville s’affrontent. Entre 1780 et 1783, le ministre Floridablanca proposa à l’Angleterre d’échanger Oran contre Gibraltar.
Au centre, en 1510, Ferdinand le Catholique attaque la ville d'Alger. Les Espagnols l'assiégèrent et bâtissent sur un îlot de la baie d'Alger une forteresse, le Peñón d'Alger, destinée à bombarder la ville et à empêcher son approvisionnement. Salem ben Toumi chef des Beni Mezghenna demande l'aide des Turcs.
Au nord-est, Pedro Navarro prend Béjaïa en 1510 et jusqu'en 1555. Il y arrive le 5 janvier 1510 avec 5 000 hommes et attaque la ville. Abderrahmane oppose 10 000 soldats, qu'il lance immédiatement contre les Espagnols en cours de débarquement. L'assaut est repoussé grâce notamment à l'artillerie de marine. Mais la riposte espagnole commence immédiatement, avec des bombardements maritimes et terrestres. L'essentiel de la bataille se déroule dans la ville. À la fin, Abderrahmane réussit à prendre la fuite et il y aura plusieurs morts. La renommée de Navarro et le récit de ses exploits militaires incitent les rois d'Alger, de Tunis et de Tlemcen à prêter hommage au roi d'Espagne et à libérer tous leurs prisonniers chrétiens. Cependant en 1514, grâce à une attaque combinée des Kabyles menée par Sidi Ahmed ou el Kadhi, à la tête de 20 000 hommes et des Turcs par la mer, la ville de Béjaïa sera temporairement libérée de la présence espagnole. Les Espagnols en seront ensuite définitivement expulsés en 1555 par les Ottomans, dirigés par Salah Raïs pacha.

#### Régence d'Alger

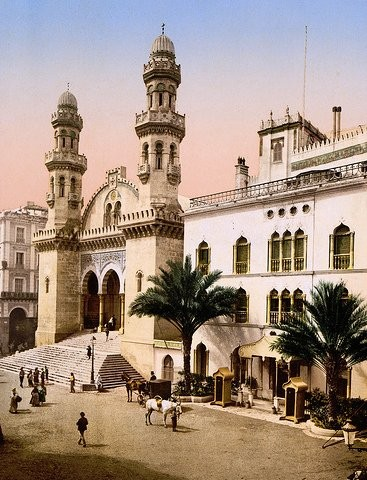
Mosquée Ketchaoua, reconstruite en 1794 sous le gouvernement de Hasan Pacha. Ici après sa conversion en cathédrale par la France. 1899.

Cherchant à contrôler leur espace maritime après la Reconquista, les Portugais partent en expédition en Afrique du Nord occidentale au début du XVe siècle (prise de Ceuta en 1415), suivis des Espagnols qui occupent au début du XVIe siècle des ports méditerranéens (Mers el-Kébir, Oran, Béjaïa). L'Espagne décide d'assiéger le port d'Alger, et s'empare de l'îlot du Peñon à l'entrée du port, qu'elle fortifie. Les Algérois font alors appel aux corsaires ottomans. Les frères Barberousse, forts de plusieurs succès dans la navigation, parviennent en 1518, après plusieurs échecs, à chasser les Espagnols d'Alger — en partie avec l'appui des tribus kabyles — et à étendre progressivement leur état sur le reste du pays (Cherchell, Ténès, Tlemcen).
En 1556, les Ottomans attaquent les Zianides et prennent Tlemcen. Le frère aîné de Khayr ad-Din Barberousse tue les derniers rois Zianides en les noyant dans l'eau au XVIe siècle. Ensuite, les Espagnols lancèrent depuis leur possession d’Oran une offensive victorieuse contre les troupes de Barberousse à Tlemcen dans laquelle Aroudj perdit la vie.
C'est dans ce contexte que Khayr ad-Din Barberousse, qui se trouvait à Alger lorsqu'il apprit la mort de son frère, sollicita le soutien du Sultan Soliman le Magnifique et plaça son nouvel État sous la protection de l'empire ottoman, recevant le titre de beylerbey (gouverneur de province) ainsi qu'un contingent de 2 000 janissaires.
Cet État nouvellement fondé prendra le nom de régence d'Alger. Cette dernière fut successivement gouvernée par des beylerbeys de 1518 à 1587, des pachas de 1587 à 1659, des aghas de 1659 à 1671 et des deys de 1671 à 1830. En 1609, les musulmans d'Andalousie sont envoyés vers les côtes algériennes. La régence d’Alger a une large indépendance vis-à-vis du Sultan Ottoman. La région d'Alger, appelée Dar Es-Soltane, était placée sous autorité directe du chef de la Régence. Le reste du pays était divisé en 3 provinces nommées « beyliks » administrées chacune de manière autonome par un bey nommé par le Dey d'Alger. On distinguait : le Beylik de l'Ouest (capitale basée à Mazouna, Mascara puis déplacée à Oran après le départ des Espagnols) ; le Beylik du Titteri au centre (capitale basée à Médéa) et le Beylik de l'Est (capitale basée à Constantine), le plus puissant des trois. Chaque Beylic était divisé en outan (cantons) avec à sa tête un caïd, relevant directement du bey. Pour administrer l'intérieur du pays, les Turcs s'appuyaient sur les tribus Makhzen. Ces tribus étaient chargées d'assurer l'ordre et de lever l’impôt sur les régions tributaires du pays. C'est par ce système que durant trois siècles l'État ottoman d'Alger étendit son autorité sur le Nord de l'Algérie actuelle. Mais dans les faits, plusieurs régions du pays bravaient de manière régulière l’autorité des beys.
La fortune de l'État et de la ville d'Alger était essentiellement fondée sur les profits de la guerre de course, et les relations extérieures de la régence d'Alger en étaient tendues et complexes, notamment avec la Grande-Bretagne, les États-Unis, la France, l'Espagne. Il s'ensuivit alors plusieurs défaites de la régence d'Alger face aux autres nations dans des batailles navales. En 1815, Raïs Hamidou rencontra une puissante escadre américaine qui venait demander raison au dey Omar ; au début des combats au large du cap Gata, un boulet le tua. Toutefois, dès le début du XVIIIe siècle, la course connaît un grand déclin et le pouvoir trouve dans le commerce extérieur qui se développait une nouvelle source de revenu. Face à l'extinction des revenus de la course, l'administration du Beylik exerce une pression fiscale sur les tribus. Le mécontentement mène à des mouvements insurrectionnels inédits, qui seraient notamment encadrés par des confréries maraboutiques.

#### Sultanats et révoltes

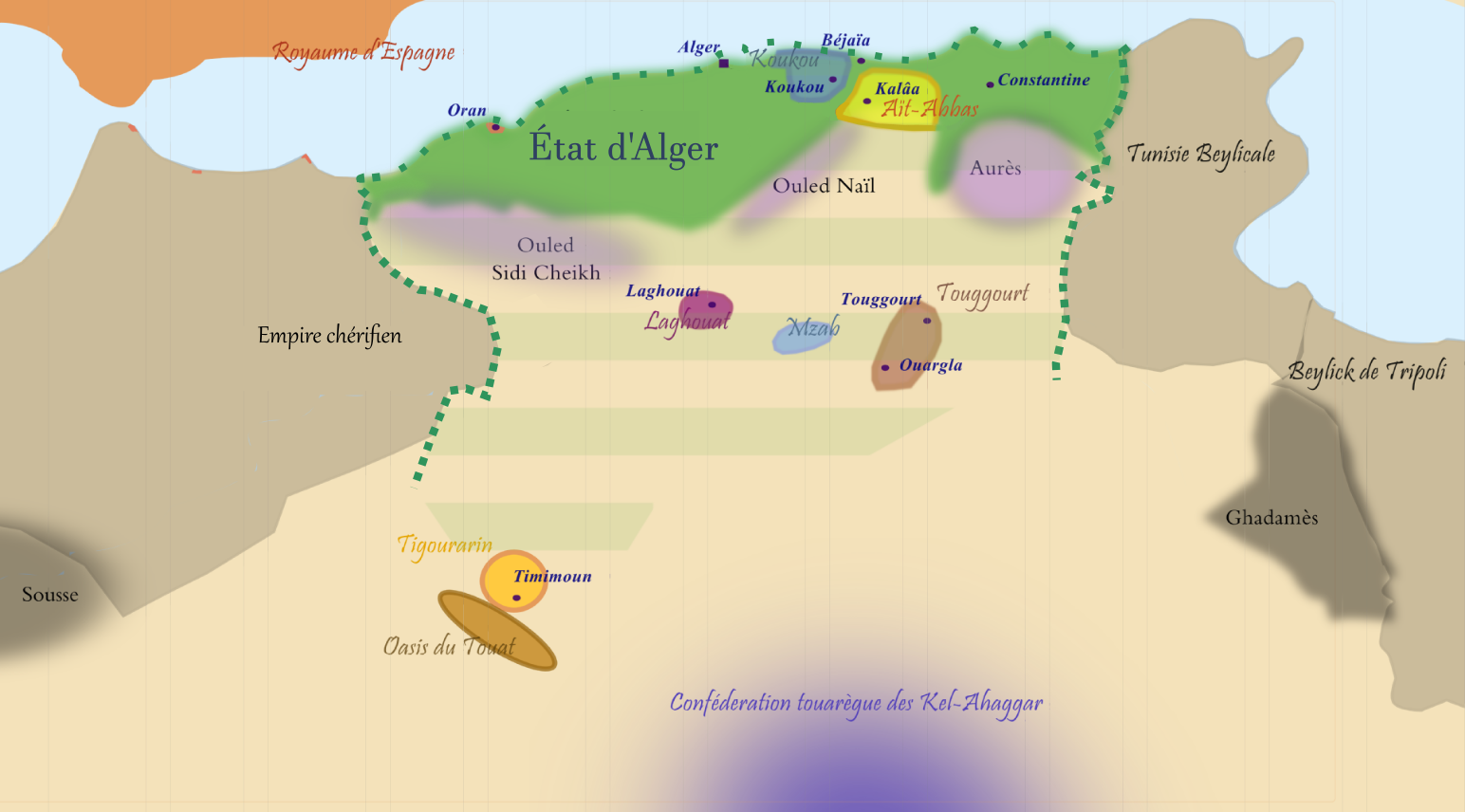
Carte de la Régence d'Alger, du royaume des Beni Abbès et du royaume de Koukou au XVIIIe siècle, avec la route Alger-Constantine.

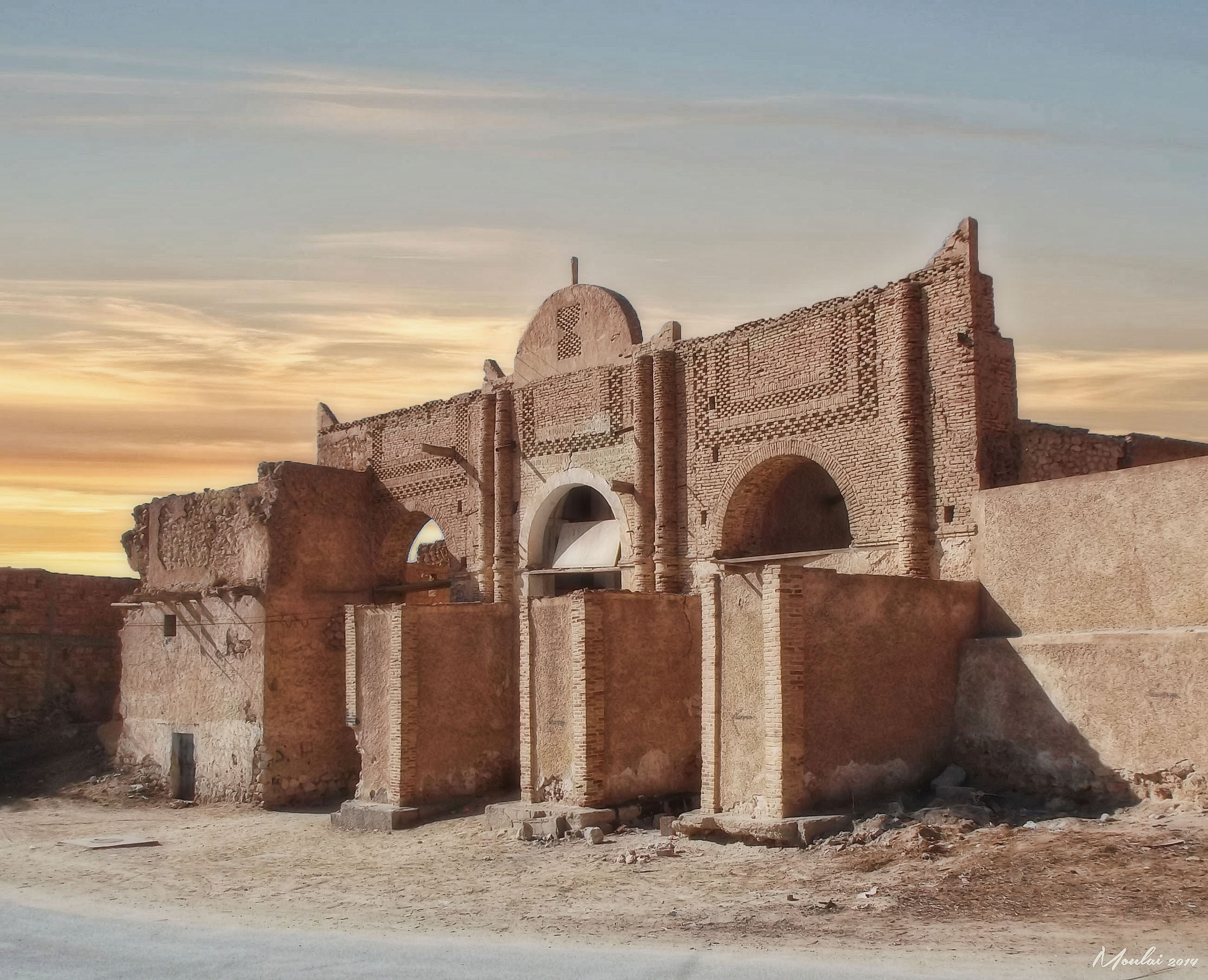
Palais délabré des Ben Djellab à Touggourt.

En Kabylie, le contrôle territorial direct des gouverneurs d’Alger était limité aux grands centres urbains de la région (Tizi Ouzou, Bouira, Boghni), dans lesquels ils édifièrent des borjs (forts) et y stationnaient en permanence un nombre limité de troupes. L’administration de l'arrière-pays se faisait donc indirectement par le biais d’alliés, personnages ou tribus. Cependant, deux royaumes tribaux s'opposèrent régulièrement aux Ottomans : ceux de Koukou allié aux Espagnols et des Aït Abbas. Dans la Haute Kabylie, le Royaume de Koukou est fondé au XVIe siècle par Sidi Ahmed ou el Kadhi. Ce dernier, d'abord allié aux Ottomans notamment lors de la résistance face aux Espagnols, deviendra ensuite un rival pour le contrôle du nord de l'Algérie. En 1520, Khayr ad-Din Barberousse décide de mener une expédition contre Sidi Ahmed ou el Kadhi. La bataille aura lieu dans la plaine des Issers. La victoire des Kabyles sera sans équivoque et c’est avec beaucoup de chance que Khayr ad-Din Barberousse aura la vie sauve en ayant pris la fuite au bon moment. Victorieux, Sidi Ahmed ou el Kadhi s’empare d’Alger et règnera sans difficulté jusqu’en 1527, date à laquelle Khayr ad-Din Barberousse le défait et rétablit son autorité à Alger avec l'aide Abd-el-Aziz, chef kabyle des Aït Abbas et rival de Sidi Ahmed ou el Kadhi. Le royaume de Koukou perdurera plus de deux siècles, jusqu'à son extinction vers 1750.
En Petite Kabylie, le royaume des Beni Abbès entre lui aussi souvent en guerre contre la régence d'Alger. En 1823, ils entrèrent en guerre contre l'autorité de la Régence et coupèrent les voies de communication entre Alger et Constantine.
Ce n'est qu'après plusieurs mois de combats que l'agha Yahia put négocier la soumission des tribus révoltées. Le royaume de Aït Abbas survivra à l'époque ottomane et ne tombera qu'en 1871 lors de la conquête française.
Les beys connurent d'énormes difficultés à gouverner et à faire rentrer les impôts, certains d'entre eux qui osèrent pénétrer dans les massifs montagneux ou à travers le désert y laissèrent la vie. Pour relier Alger et Constantine, la régence d'Alger dut aussi payer un droit de passage nommé l'Ouadia pour emprunter la route des « Portes de Fer » (localement nommées en arabe (El'Biban ou en tamazight Tiggoura) ; un défilé montagneux de la chaîne des Bibans en Kabylie, alors fief du royaume des Beni Abbès et des Mokrani.
Dans les Aurès, plusieurs tribus s'unirent et déclenchèrent des luttes contre les Ottomans. Cependant, plusieurs conflits internes entre fractions Chaouis enflammèrent les zones montagneuses des Aurès. Les Ouled Daoud ainsi que plusieurs tribus empêchèrent les Ottomans de pénétrer dans leurs territoires. Saleh Bey tenta sans y parvenir de les soumettre en dirigeant contre eux une expédition. En somme, la grande union des Chabias se divisa, provoquant l'indépendance de plusieurs tribus à l'égard des Ottomans aux XVIIe et XVIIIe siècles.
Dans la partie méridionale de l'Algérie entre 1515 et 1830, les Ottomans n'étaient pas en mesure d'étendre leur autorité aux régions sahariennes du pays. La chute des Zianides ouvre la voie aux conquêtes sahariennes des Saadiens soucieux de contrôler les axes transsahariens laissés vacants. La régence ne peut s'engager dans des expéditions sahariennes lointaines, il est cependant fait mention de l'envoi d'une troupe d'Alger dans le Gourara vers 1560 et la fin du XVIe siècle à la demande des ksouriens face aux rezzous venus du Tafilalt. Le Gourara et le Touat sont alors soumis à une tentation de repli local et sont indépendants de fait. Le Sahara était l'axe principal aux échanges commerciaux entre l'Afrique noire et le Nord. La relation entre les Saadiens et les Ottomans se dégradait. Cela conduisit Ahmad al Mansour Addahbi, le sultan saadien de Marrakech, à contrôler le Gourara et le Touat. Ensuite, Mulay M'hammed, sultan alaouite de Fés, prit le pays du Gourara avec l'aide des tribus locales. À l'arrivée du pouvoir des Alaouites, ces derniers délaissèrent les régions du Gourara et du Touat. Les émirs locaux prirent alors en charge la gouvernance de leurs territoires. L'impôt était prélevé par les caïds envoyés par les Alaouites, et celui qui ne payait pas était emmené comme esclave vers Fés. Les chroniques du Touat ne font que mentionner ces expéditions punitives menées par les caïds venus du « gharb » (ouest). Selon Kouzmine et al.[réf. nécessaire], la zone au sud du beylik d'Oran et du mont des Ksour se trouve ainsi dans une zone d'influence partagée entre la régence d'Alger et les dynasties chérifiennes. Pendant que les troupes algériennes étaient occupées dans l'est et l'ouest de la Régence, le sultan alaouite Mouley Solimân faisait la conquête de Figuig en 1805 et celle du Gourara et du Touat en 1808. Selon les géographes français du XIXe siècle, le Touat payait impôt auprès du dey d'Alger avant 1830. Le commerce entre le Touat et Alger avait été très actif, mais en net déclin depuis la prise d'Alger par les troupes françaises. En 1857, les délégations du Touat et du Tidikelt se présentent aux autorités françaises. Pour éviter la conquête ils demandent le protectorat de la France et en lui payant l'impôt comme autrefois au dey.
À Ouargla, les habitants étaient gouvernés par l'autorité des Zaouïas. Les mouvements des Marabouts étaient fort implantés dans toutes les régions du Sud et dans une partie des Aurès. En revanche, le Mzab conserva la pratique du dogme ibadite. Le sultanat de Touggourt prit son indépendance en 1414. À la constitution du Beylik de Constantine, Touggourt devient rapidement tributaire de celui-ci. Les refus récurrents des sultans de Touggourt de s'acquitter du tribut imposé par les Turcs provoquèrent de nombreuses expéditions des autorités de la Régence à leur encontre. Enfin dans l'extrême sud, une confédération targuie, les Kel Ahaggar, fut formée dans le Sahara algérien vers l'année 1750.

### Époque contemporaine

#### Colonisation française

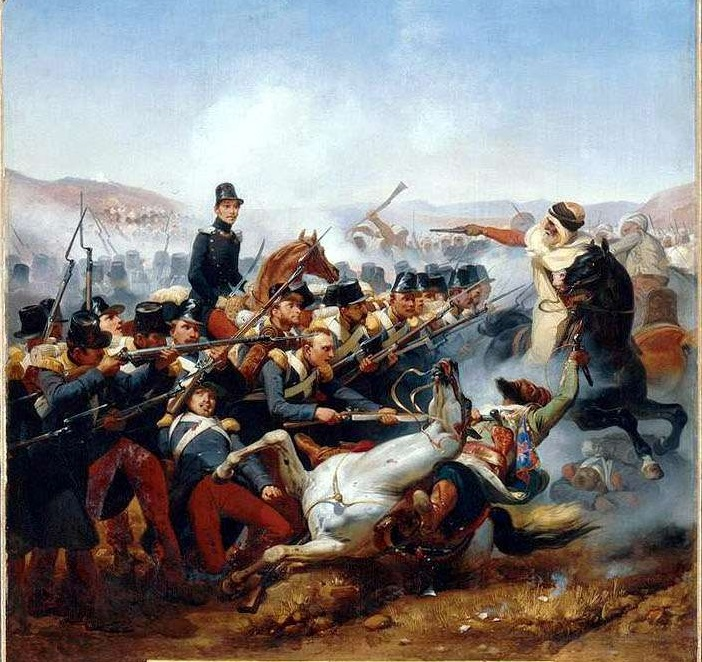
Bataille de Somah en 1838 (Horace Vernet).

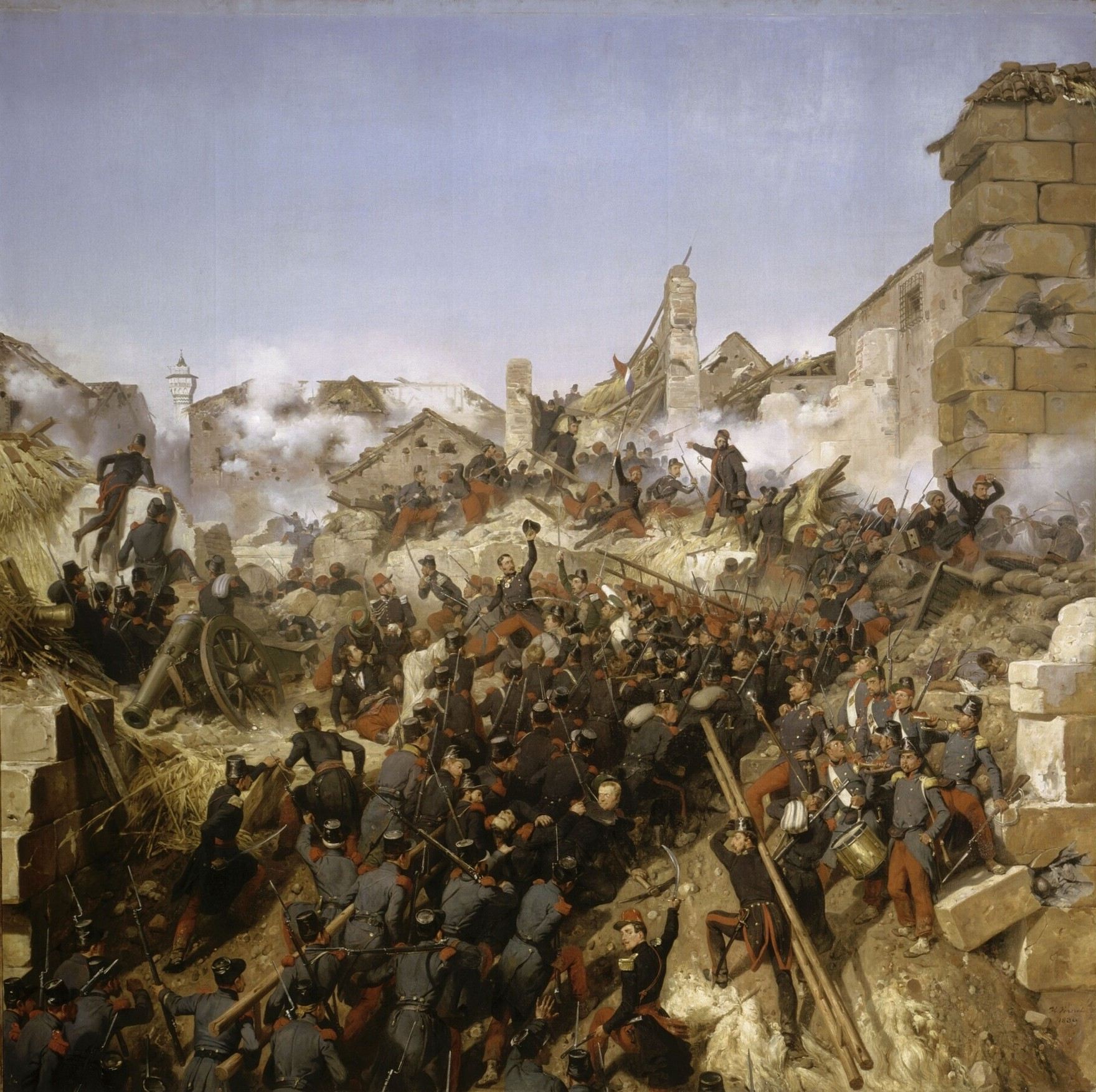
Prise de Constantine par les troupes françaises.

##### Raison de la conquête
Initialement, les relations entre la France et la régence d'Alger étaient bonnes, puisqu'on peut lire en juin 1793 que « tandis que l'Europe se coalise contre la France libre, une puissance africaine (Alger) plus loyale et fidèle reconnaît la république et lui jure amitié ». De plus il y avait aussi le Bastion de France qui exploitait le corail à El Kala.

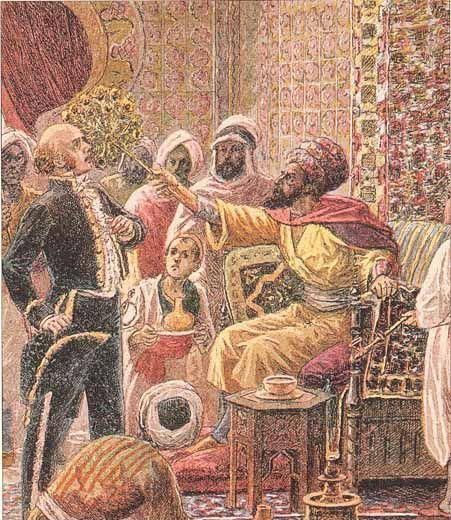
L'Affaire de l'éventail entre le Dey Hussein et le consul français Pierre Deval est le casus belli qui provoqua le blocus maritime d'Alger par la marine royale française en 1827.

En 1794, la France révolutionnaire est attaquée par les puissances européennes coalisées, et éprouve des difficultés à nourrir sa population et ses soldats. Le dey d’Alger Hussein offre alors à la Convention toutes facilités pour faire ses achats de blé, consentant aussi par la suite sous le Directoire un prêt d’argent sans intérêts. Une fois la guerre terminée, les régimes qui se succèdent n’honorent pas la dette et, quand la France redevient royaliste, la dette est revue à la baisse. Elle est pourtant payée, mais seulement à Paris, à la Caisse des Dépôts et Consignations. Cependant, un nombre important de créanciers vrais ou supposés, des commerçants livournais qui avaient servi d’intermédiaires se manifestent alors. Ainsi, sous couvert de satisfaire leurs réclamations, on avait « rendu légale sa spoliation ». Le dey est donc en froid avec le consul de France, car il comprend qu’il ne récupérera pas son argent et que les livraisons de blé ne lui seront jamais payées.
En 1827, le dey d’Alger découvre que la France avait fortifié, à l’extrémité de la Régence à la Calle, un entrepôt dont elle avait la concession pour faire du commerce, et qu’elle s'était engagée à ne pas fortifier. N’obtenant pas d’explications de la part du gouvernement français, le 30 avril 1827, le dey décide d'en référer verbalement au consul de France. Le consul ignorant ouvertement sa demande, le dey s’emporta alors, l'injuria, et finalement donna au « représentant de la France » un coup de son éventail. Si l’on s’en réfère à Robert Louzon, militant anticolonialiste engagé, c’est donc bien l’affaire des fortifications de La Calle et non simplement la dette restée impayée qui était à l’origine de la colère du dey d’Alger,. Le gouvernement de la Restauration et Charles X, soucieux de redorer l’image de la France à l’étranger et de renforcer l’autorité royale en France, trouvèrent alors dans cet incident — un outrage à la France par le biais de son « représentant », le consul — un prétexte pour intervenir militairement.

##### Conquête
La conquête de l’Algérie fut très violente et longue. Elle se traduisit par la disparition du tiers de la population algérienne entre 1830 et 1850. Les méthodes sont perverses et conduisent surtout à des décès par famine (destructions de villages, de cultures, arbres arrachés), complétant les connues enfumades, massacres de prisonniers et de civils, razzias. À ce niveau la qualification de crime de guerre ou « meurtres de masse » est à propos,. L’armée française conquiert l'Algérie village après village. L'emblématique Armand Jacques Leroy de Saint-Arnaud, exécutant zélé de la politique militaire française, nouvellement promu capitaine depuis 1837, est nommé général de division après l’expédition de Petite Kabylie en 1851[réf. nécessaire].
En parallèle de ces opérations militaires une politique de colonie de peuplement est mise en place, pratique corollaire courante des conquêtes.

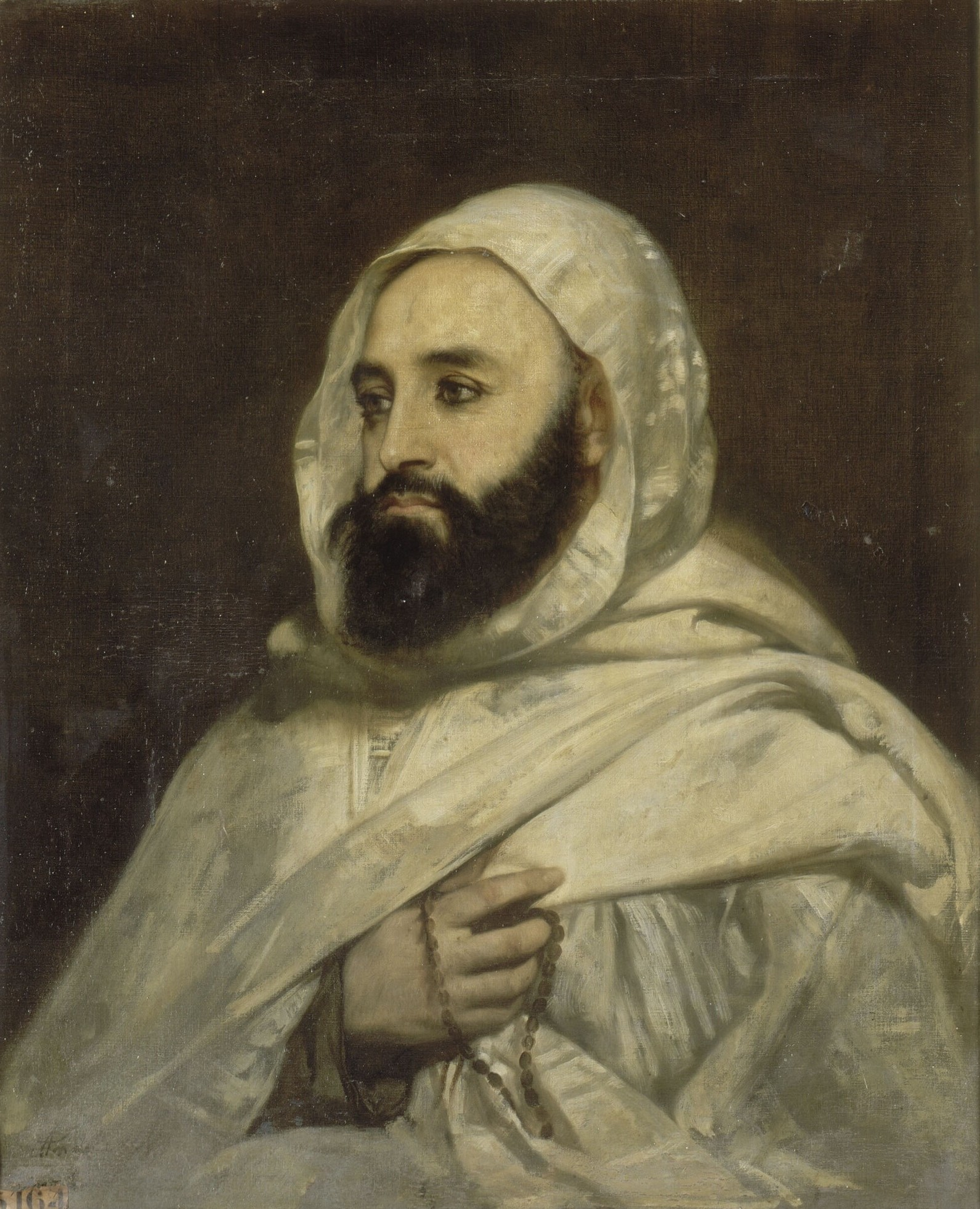
Portrait d'Abdelkader ibn Muhieddine peint par Jean-Baptiste-Ange Tissier vers 1852 au château d'Amboise.

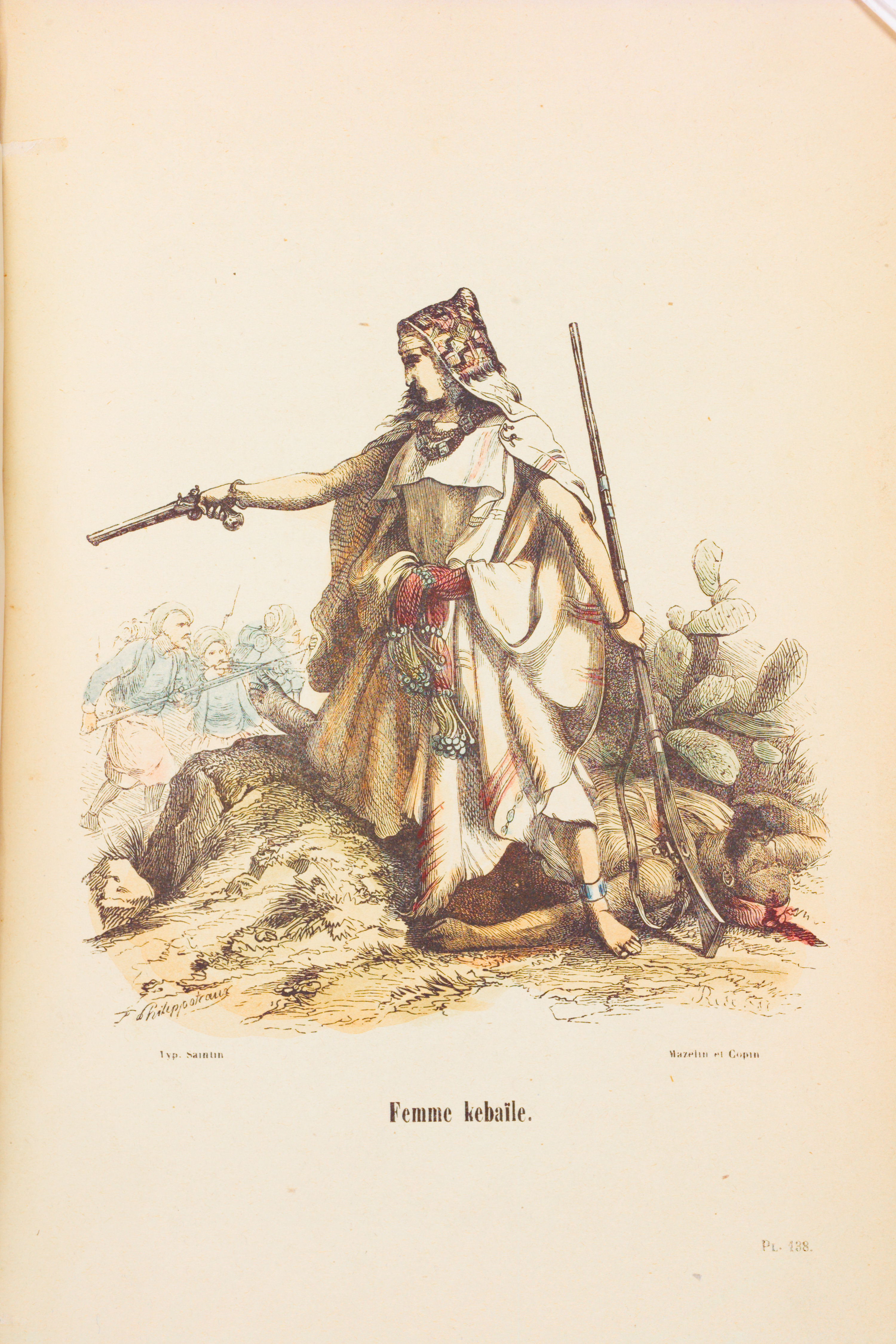
Lalla Fatma N’Soumer, figure de la résistance à l’armée coloniale française.

Entre le 11 et le 18 mai 1830, quelque 37 000 hommes répartis à bord de 675 navires affrétés par l’entreprise Seillière, c’est-à-dire pratiquement toute la marine marchande française de l’époque, embarquèrent pour conquérir la bande côtière de l’ancienne régence, par la suite unifiée sous le nom d’Algérie. Le débarquement eut lieu le 14 juin 1830 à Sidi-Ferruch et, le 5 juillet, les troupes françaises commandées par Louis Auguste Victor de Ghaisne de Bourmont, général en chef de l'expédition, firent leur entrée dans la forteresse d’Alger, le dey capitula le jour même.
Mais la France se heurte à l’ouest à l’émir Abdelkader ibn Muhieddine et à l’est aux tribus berbères dont celles de Kabylie menées par Lalla Fatma N’Soumer. La France entame des négociations avec l’émir Abdelkader ibn Muhieddine en 1834 et en 1837, date à laquelle est signé le traité de la Tafna. Mais en 1839, Abd el-Kader déclare la guerre à la France, considérant l’expédition aux « Portes de fer » (dans la chaîne des Bibans en Kabylie) par l’armée française comme une violation de traité. En mai 1843, la smala et le fameux trésor d’Abd el-Kader sont aux mains des Français. Le 10 septembre 1844, le sultan marocain Abderrahmane ben Hicham, battu lors de la bataille d'Isly par le général Bugeaud, signe avec la France le traité de Tanger, qualifiant l'émir de « hors-la-loi ». Un an plus tard, en 1845, le Sultan marocain signera un autre traité avec la France, le traité de Lalla Maghnia qui marquera les frontières entre le Maroc et l'Algérie.
En 1847, Abd el-Kader, attaqué au Nord et à l'Est par les troupes françaises et à l'Ouest par les troupes marocaines, dépose les armes et se rend. L’armée française d’Afrique contrôle alors tout le Nord-Ouest de l’Algérie. À l’issue de la bataille de Zaatcha, dans les Aurès, en 1848, le Constantinois est conquis. Entre 1849 et 1852, la domination s’étend à la Petite Kabylie. En juillet 1857, les tribus de Grande Kabylie se rendent, et la capture de Lalla Fatma N’Soumer met un terme à la résistance ; mais les Kabyles se soulèveront encore jusqu’au début des années 1870. La conquête du nord de l’Algérie est alors achevée. Dans le sud, la prise de Laghouat et de Touggourt, la capitulation des Beni-M’zab du Mzab (1852) et celle du Souf reculent les limites de l'Algérie jusqu’au grand désert.
Ce n’est qu’après un ultime soulèvement, en 1871, lors de la révolte de Mokrani, menée depuis la Kabylie des Bibans, et qui réunira plus de 250 tribus à travers l'Algérie, que la mission de « pacification » s’achève. Conjugué à la famine de 1866-1868 et à l'épidémie de choléra, ce sont près d'un million de civils qui vont perdre la vie selon le démographe R. Ricoux, la perte démographique se concentrant en particulier sur les six dernières années de la conquête.
Il s'ensuit une grande guerre entre l'Armée française, les troupes du Cheikh Bouamama et la tribu des Ouled Sidi Cheikh.

##### Implantation et statuts

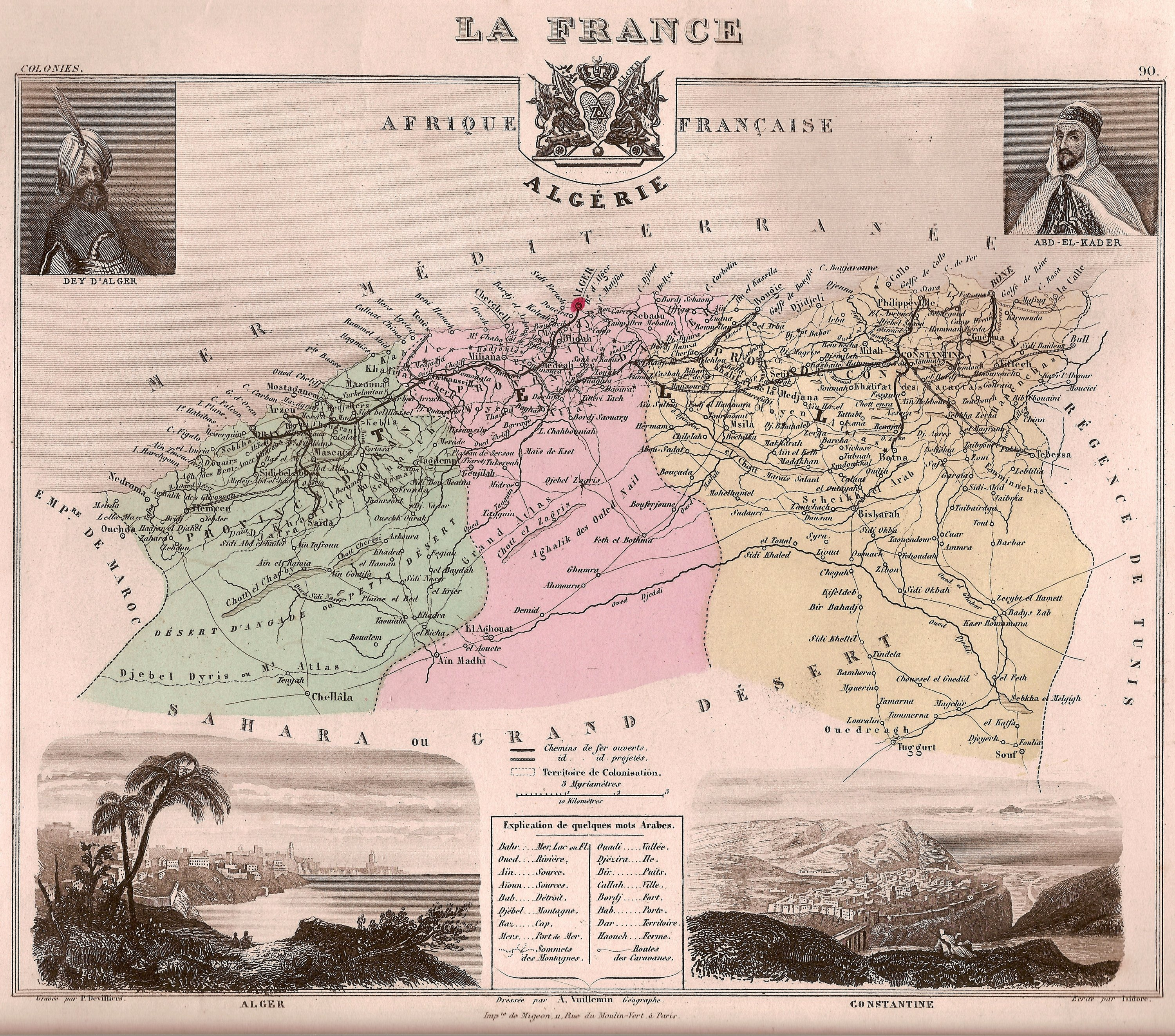
Carte de l'Algérie française

Au début de la conquête en 1830, l'Algérie connut un afflux important de colons européens (essentiellement français et espagnols) que l'on appellera bientôt pieds-noirs. En 1834, l'Algérie est annexée à la France, les autochtones deviennent des « sujets français » par l'ordonnance royale du 24 février 1834 qui leur confère la « qualité de Français ». La France se fondant sur le traité de capitulation du dey d'Alger — de jure : « convention franco-algérienne de 1830 » — et l'ordonnance d'annexion de 1834, considère que ses droits étaient applicables à tous les territoires algériens, même sahariens. En 1848, à la suite de la « soumission d'Abd-el-Kader à la France » le 23 décembre 1847, les trois provinces d'Algérie (le Sahara, indépendant de l'ex-régence d'Alger, n'est conquis qu'en 1902) deviennent les départements français d'Algérie (il y aura plus tard les départements français du Sahara), disposant d'une organisation administrative et judiciaire calquée sur celle de la métropole par exemple les arrondissements, les communes et les tribunaux.
L'article premier du Sénatus-consulte du 14 juillet 1865 proclame que :
« L'indigène musulman est français, néanmoins il continuera à être régi par la Charia. Il peut être admis à servir dans les armées de terre et de mer. Il peut être appelé à des fonctions et emplois civils en Algérie. Il peut, sur sa demande, être admis à jouir des droits de citoyen français ; dans ce cas, il est régi par les lois civiles et politiques de la France. » Cette possibilité restait néanmoins purement théorique, puisqu'en pratique il leur était plus difficile d'accéder à la citoyenneté française qu'à un étranger et que même lorsqu'elle leur était accordée les droits y afférents étaient de toute façon remis en cause.
L'historienne Laure Blévis caractérise ainsi cette plus grande difficulté et quasi impossibilité d'accéder à la nationalité française : « Les naturalisations de sujets algériens sont demeurées peu nombreuses, presque négligeables : seules quelque six mille naturalisations d’Algériens ont été prononcées pendant toute la période coloniale. Si elles sont marginales numériquement, elles n’en ont pas moins suscité de nombreux débats et contestations, en métropole comme dans les milieux algériens, surtout après la Première Guerre mondiale et la naissance du nationalisme algérien.
[…]
Le statut d’indigène, ni citoyen ni étranger, entraîne non seulement des discriminations d’ordre politique (exclusion du droit de vote aux législatives, élections pour une « élite » sur des listes « indigènes ») mais aussi un droit civil spécifique (certes limité aux règles de droit de la famille et de succession) et un droit pénal créant des infractions et des juridictions exceptionnelles par rapport au droit commun (synthétisé en 1881 par la loi sur les infractions spéciales à l’indigénat).
[…]
En d’autres termes, l’« indigène » algérien, simple transposition de l’étranger de métropole, n’aurait une nationalité française que de pure forme, sans effet pratique. »
Les indigènes israélites bénéficièrent de dispositions spéciales du décret Crémieux no 136 du 24 octobre 1870 (caractère automatique de la citoyenneté française), à la différence des indigènes musulmans, mais aussi des colons européens étrangers auxquelles s'appliquèrent le décret Crémieux no 137 dont l'article 2 titre III ordonne que :
« L'indigène musulman qui veut être admis à jouir des droits de citoyen français doit se présenter en personne devant le chef du bureau arabe de la circonscription dans laquelle il réside, à l'effet de former sa demande et de déclarer qu'il entend être régi par les lois civiles et politiques de la France. »
À la fin du Second Empire, la population algérienne est confrontée à partir de 1866-1868 à des difficultés agricoles considérables qui génèrent la Famine algérienne de 1866-1868. Cette famine était largement issue de la destruction du pastoralisme traditionnel par le colonialisme français : 
« Si la famine peut être aujourd’hui réinventée comme un « crime colonial », c’est en premier lieu parce qu’elle a été construite comme événement à partir de fragments épars. Entre 1866 et 1868 en effet, il n’y a pas une crise, mais des incidents qui incluent à la fois des événements très localisés et des phénomènes se déployant à une échelle plus vaste. Ainsi la « crise » englobe les effets dévastateurs de l’épidémie de choléra qui atteint l’Algérie en 1867, ceux des invasions de locustes grégaires, un tremblement de terre, la sécheresse de plusieurs étés, l’hiver rigoureux de 1867-1868, autant d’incidents qui apparaissent dans les archives sans lien les uns avec les autres. En effet, dans le cadre de l’administration habituelle des populations et des territoires, il s’agit seulement, la plupart du temps, d’expliquer brièvement des déplacements de populations ou des rentrées fiscales plus faibles. Une sécheresse laisse peu de traces dans les archives avant l’établissement des services météorologiques au cours des années 1880, et il n’existe pas de rapports de synthèse avant que le scandale ne les impose comme une nécessité politique. Cette absence d’archives reflète sans aucun doute un mode de gestion « artériel » plutôt que « capillaire » qui, selon Frederick Cooper, caractérise la nature du pouvoir colonial. En ce sens, les pouvoirs coloniaux des années 1860 sont tout sauf omnipotents et omniprésents. Mais cette absence reflète aussi le fait qu’il s’agit non d’une crise unique mais d’une chaîne d’événements et de situations se déroulant dans un vaste territoire et dont les causalités demeurent obscures aux yeux des observateurs.
[…]
La famine révèle l’incompétence de la gestion et la faiblesse de la production coloniales. L’enquête menée par un député, le comte Le Hon, inscrit ainsi la famine dans un débat politique plus large, lié aux sénatus-consultes et à l’intégration économique de l’Algérie aux lois du marché : « Ce n’est pas la difficulté de les alimenter qui a tué les Arabes mais le régime sous lequel ils vivent », conclut le parlementaire. De fait, la crise reflète le faible crédit de la colonie et son intégration incertaine aux réseaux alimentaires mondiaux de l’époque. Le manque de numéraire est analysé localement comme résultant de l’impossibilité d’aliéner les terres et du supposé fatalisme arabe. Le protectorat politique des bureaux arabes, très exagéré par les protagonistes du débat, est mis en cause: si les colons se plaignent de la gouvernance des militaires, les indigènes se méfient quant à eux des solutions « modernes ». »
Sous le régime de Vichy les juifs d'Algérie furent à nouveau discriminés par la loi comme l'étaient les Algériens issus d'une culture musulmane en Algérie de 1940 à 1942 (Chantiers de la jeunesse française).
Descendant direct de l'émir Abd el Kader, l'émir Khaled mit sa prestance personnelle et son prestige,, au service d'un programme essentiellement moderniste, qui lui a valu l'exil : représentation au Parlement à proportion égale avec les Européens algériens ; suppression des lois et mesures d'exception des tribunaux répressifs, des cours criminelles, de la surveillance administrative, mêmes charges et droits que les Français en ce qui concerne le service militaire, accession pour les indigènes algériens à tous les grades civils et militaires, sans d'autres distinctions que le mérite et les capacités personnelles, application de la loi sur l'instruction publique obligatoire, liberté de presse et d'association, application au culte musulman de la loi de séparation des Églises et de l'État, amnistie générale, application aux indigènes des lois sociales et ouvrières ; liberté absolue pour eux de se rendre en France.
L'Algérie connaît alors une croissance économique rapide, en particulier dans le minerai de fer, avec l'émergence de la Société de l'Ouenza, dixième entreprise française, qui prend le relais de l'importante et plus ancienne Société Mokta El Hadid.
Dès l'issue de la Seconde Guerre mondiale, en 1945 et à la suite de la naissance d'un mouvement nationaliste, les partis (FLN, MNA, PCA, Mouvement libéral algérien, etc.) revendiquent l'indépendance de l'Algérie par rapport à la France ; s'ensuivit une guerre de 1954 à 1962 où intervinrent également les partisans d'une Algérie française (FAF et OAS).

##### Nationalisme et droit

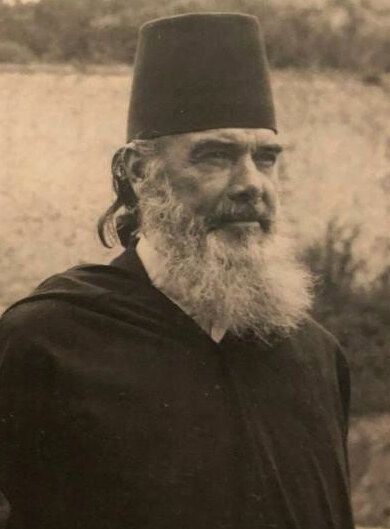
Messali Hadj, père du nationalisme algérien et président fondateur du Parti du peuple algérien

Au début du XXe siècle, plusieurs dirigeants algériens revendiquent à la France le droit à l'égalité ou à l’indépendance.
Plusieurs partis vont être créés et plusieurs pamphlets seront écrits pour défendre le droit pour les Algériens. Plusieurs penseurs algériens vont vilipender les plus importantes personnalités du régime colonial français.
La plupart des figures du mouvement algérien vont être surveillées de près par les services policiers français, d'autres seront exilées vers d'autres pays comme l'a été l'émir Khaled el-Hassani ben el-Hachemi en Égypte, puis en Syrie. L'émir Khaled préside le premier parti algérien l'association de l'Étoile nord-africaine de 1926 jusqu'à sa mort en 1936. Son rôle fut symbolique puisqu'il fut exilé.
Messali Hadj, Malek Bennabi, Mohamed Hamouda Bensai, Saleh Bensai, Abdelhamid Ben Badis, Mohamed Bachir El Ibrahimi, Fodil El Ouartilani, Larbi Tébessi, Ferhat Abbas, Chérif Saâdane, Omar Ouzeggane, etc., tous vont diverger entre eux sur la question algérienne, cela provoquera l'émergence de plusieurs associations et partis algériens : Parti de la réforme ou mouvement pour l'égalité, Association des oulémas musulmans algériens, le Parti du peuple algérien, Amis du manifeste et de la liberté fondé par Ferhat Abbas et dont Chérif Saâdane est membre du comité directeur, Parti communiste algérien.
Après la fin de la Seconde Guerre mondiale, la Charte de l'Atlantique, la première charte de l'ONU, le plan Marshall, la Ligue arabe, la conférence de San Francisco, etc., tout cela a contribué à l'indépendance de l'Algérie. Lors du congrès de mars de 1945 que les AML ont tenu, les délégués ont proclamé la nation algérienne constituée, Messali Hadj fut élu comme chef du peuple algérien.

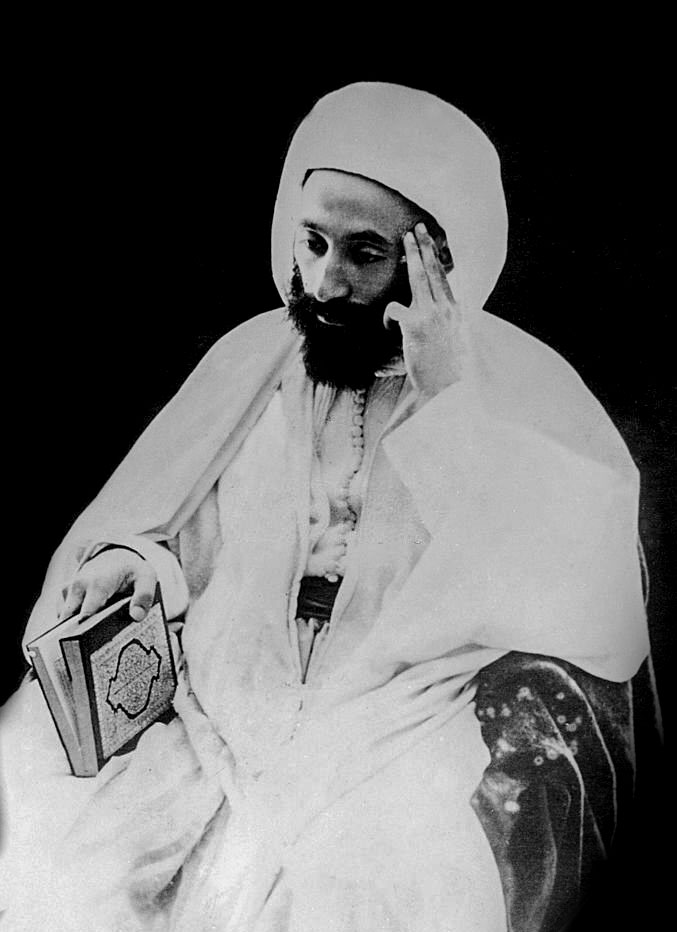
Abdelhamid Ben Badis fondateur de l'Association des oulémas musulmans algériens.

Le 8 mai 1945 ont lieu des manifestations d’Algériens dans plusieurs villes de l’Est du pays (Sétif, et le Constantinois), qui devaient permettre de rappeler leurs revendications nationalistes, de manière concomitante avec la liesse de la victoire. À Sétif, après des heurts entre policiers et nationalistes, la manifestation tourne à l’émeute et la colère des manifestants se retourne contre les « Français » : une centaine trouveront la mort dans les jours suivants. La répression de l’armée française est brutale. Officiellement, elle fait 1 500 morts parmi les Algériens, chiffre potentiellement sous-estimé et probablement plus proche des 20 000 à 30 000 selon l’historien Benjamin Stora. Le Parti du peuple algérien (PPA) estime qu'il y a eu 45 000 morts. Du fait de la radicalisation qu'ils ont engendrée dans les milieux nationalistes algériens, certains historiens considèrent ces massacres comme le véritable début de la guerre d'Algérie.
À la suite de ces massacres de Sétif, Guelma et Kherrata, le jour même et alors qu'ils venaient présenter leurs vœux à Yves Chataigneau à l'occasion de la défaite de l'Allemagne nazie ; Mohamed Bachir El Ibrahimi, Ferhat Abbas et Hadj Ahmed Chérif Saâdane seront arrêtés à 10h30, car accusés d'avoir « porté atteinte à la souveraineté française » par fomentation des sanglants événements de Sétif. Ils seront incarcérés à la maison d'arrêt d'Alger puis transférés à celle de Constantine.
À la suite de l'emprisonnement de Messali Hadj et l'interdiction du Parti du peuple algérien, le parti Mouvement pour le triomphe des libertés démocratiques revendique après le statut de l'égalité ou de l'indépendance des Algériens en 1948. Aussi, l'Association des oulémas musulmans algériens fut interdite. Alors, l'Organisation spéciale apparaît et elle a pour but de rassembler les armes pour le combat. Mohamed Belouizdad fut le premier chef de l'organisation clandestine. Ensuite, Hocine Aït Ahmed prend la tête de l'Organisation et continua à œuvrer pour l'achat des armes. La Poste d'Oran fut attaquée par les membres de l'OS.
Ferhat Abbas et Chérif Saâdane, à leur sortie de prison en avril 1946 de Constantine, créent l'UDMA (Union démocratique du manifeste algérien). Ahmed Ben Bella prend la place de Hocine Aït Ahmed en 1949. Le plan de l'organisation est dévoilé et une série d'arrestations est entamée par les autorités françaises en 1950. Le Mouvement pour le triomphe des libertés démocratiques niait toute relation avec l'Organisation spéciale.
Le Comité révolutionnaire d'unité et d'action (CRUA) est fondé en mars 1954, il organisera la lutte armée. Le parti du Mouvement national algérien est fondé en juillet 1954 par les messalistes. Par la suite, le Front de libération nationale est fondé en octobre 1954 par la branche du CRUA (Comité révolutionnaire d'unité et d'action).
Le Front de libération nationale (Algérie) et le Mouvement national algérien seront rivaux pour le contrôle du pouvoir. Messali Hadj sera libéré de la prison en 1958 et il sera assigné à une résidence surveillée en France.

###### Historiographie
Les archives officielles de la guerre d'Algérie ne sont encore que partiellement disponibles et accessibles aux chercheurs en France ; elles sont inaccessibles en Algérie. La loi française du 15 juillet 2008 relative aux archives a raccourci les délais de communication des archives publiques, y compris pour certaines archives classifiées « secret défense » communicables après un délai de 50 ans. On notera qu'au cours de la discussion de ce texte au Parlement, un amendement adopté par le Sénat français visait à prescrire un délai de 75 ans concernant les pièces « susceptibles de porter atteinte à la vie privée ». Cette disposition, vivement critiquée par des historiens car elle aurait accru les délais de communicabilité des archives relatives à la guerre d'Algérie, a finalement été retirée du texte au cours de son examen à l'Assemblée nationale.

###### Guerre d'Algérie
En 1954, l’Algérie compte huit millions d'Algériens non français et un million de « Français d'Algérie » (Pieds-noirs et autochtones juifs naturalisés français).
Après la crise au sein des mouvements nationalistes algériens et les autorités françaises, un groupe de patriotes se démarque et envisage le passage à la lutte armée en vue de l'indépendance.
La guerre commence le 1er novembre 1954, après la réunion à Alger des six chefs du Front de libération nationale (Algérie) et anciens membres de l'Organisation spéciale, bras armé du Mouvement pour le triomphe des libertés démocratiques et aussi responsables du Comité révolutionnaire d'unité et d'action, et après la déclaration du 1er novembre 1954.
L'action armée a été proclamée pendant la nuit dite de la Toussaint rouge. Le déclenchement des attentats a été signalé à travers le pays et les premiers attentats eurent lieu dans les Aurès. Les six partagent l'Algérie en 6 Wilayas et le ministre de l'Intérieur François Mitterrand est dépêché dans la région des Aurès pour dénoncer les attentats dans le même mois.

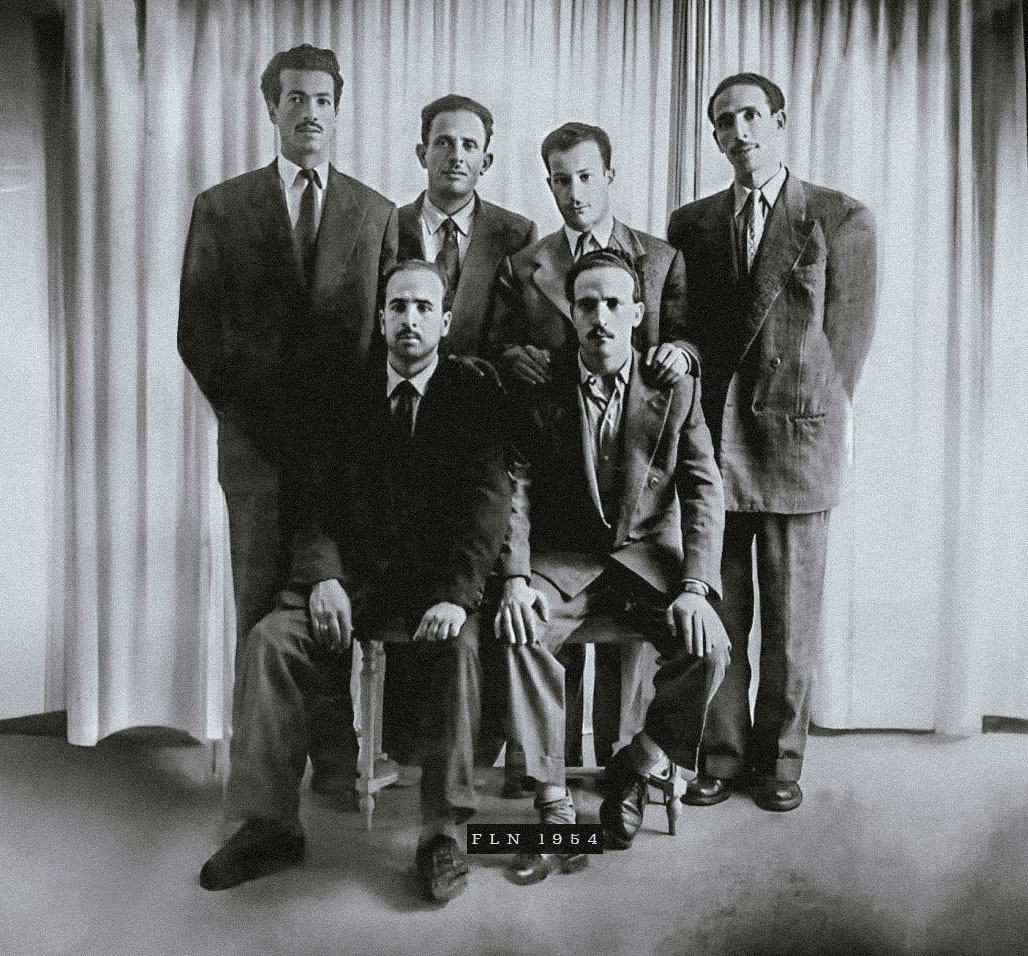
« Groupe des six », chefs du FLN. Photo prise juste avant le déclenchement des hostilités le 1 novembre 1954. Debout, de gauche à droite : Rabah Bitat, Mostefa Ben Boulaïd, Didouche Mourad et Mohamed Boudiaf. Assis : Krim Belkacem à gauche, et Larbi Ben M'hidi à droite.

Il s'ensuit une guérilla, des maquis et des affrontements. l’Armée française, qui comprend des unités de supplétifs « musulmans » appelés « Harkis », la Direction de la Surveillance du territoire et la police française s'attaquent au FLN et à ses proches. Le FLN organise alors son combat sur deux fronts. Sur le plan interne, il met en place une résistance à travers sa branche armée, l’Armée de libération nationale qui au début fait face au Mouvement national algérien et à de multiples crises internes.
Le Congrès de la Soummam organise le mouvement insurrectionnel et dégage les propriétés de la Révolution. L’Union générale des travailleurs algériens (UGTA) et l’Union générale des étudiants musulmans algériens (UGEMA) sont créées pour organiser des révoltes en 1956.
Tandis que sur le front diplomatique, il engage ses activités sous la supervision du gouvernement provisoire de la République algérienne, qui plaide la cause algérienne et aussi vécut plusieurs crises ; il réussit néanmoins en 1958 à introduire pour la première fois dans l’agenda des Nations unies la question algérienne, ce qui représenta un franc succès pour la diplomatie algérienne.
Le conflit fut inscrit dans le cadre du processus de décolonisation qui se déroule après la fin de la Seconde Guerre mondiale. Pour la France, cela concerne entre autres l’Indochine française, Madagascar, le Maroc, l’Algérie, la Tunisie, l’Afrique-Équatoriale française et l’Afrique-Occidentale française. Le cas de l’Algérie se différencie des autres en ce sens qu’elle appartenait officiellement au territoire français, avec un million de citoyens dits « du Premier Collège » (les Colons ou  « Pieds-noirs »), dont certains, les Juifs d'Algérie et de huit millions de citoyens du Deuxième Collège (dit les musulmans ou Indigènes), avant l'arrivée du général de Gaulle. Ce dernier négociera directement avec les chefs du FLN lors des accords d'Évian. De Gaulle réussit à sauver la République après le putsch des généraux à Alger 1961.
Le 19 mars 1962, après la signature du cessez-le-feu, le conflit prend officiellement fin. Un double référendum est organisé le 8 janvier 1961 et le 8 avril 1962 : les Français de métropole se prononcent pour le choix du général de Gaulle pour les deux. Le 1er juillet 1962, les Algériens votent massivement pour l'indépendance (99,72 % en faveur du « oui »). L'indépendance de l'Algérie est proclamée le 3 juillet 1962.
Les évènements de la guerre d'Algérie, la déclaration d'indépendance - qui consomme la décolonisation -, le climat de violence générale qui régnait dans les derniers mois de la guerre ou encore des évènements traumatisants comme le massacre d'Oran amèneront la plupart des pieds-noirs à quitter le pays : sur près d'un million, cent cinquante mille partent avant 1962, six cent cinquante et un mille au cours de cette année. L'histoire des deux-cent mille pieds noirs encore présents après 1962 reste à écrire, selon l'historien Benjamin Stora. L'Organisation de l'armée secrète se prononce contre l'indépendance de l'Algérie et commet, à la fin de la guerre, plusieurs attentats meurtriers en Algérie dont 7 000 au plastic contre les biens et 2 000 contre les individus.

###### Bilan des pertes
Si le bilan de la guerre reste controversé au début du XXIe siècle, il est clair que la guerre d'Algérie a été « extraordinairement meurtrière et cruelle ».
Suivant l'historien français Benjamin Stora, le total des pertes militaires françaises avoisine les 25 000 morts, dont près de 8 000 morts dans des accidents et un millier de maladies. Les pertes des soldats algériens enrôlés au sein des troupes françaises s'élèvent à environ 4 500 morts et 600 disparus. Les historiens évaluent par ailleurs entre 15 000 et 30 000 le nombre de harkis exécutés au lendemain de la proclamation de l'indépendance. Du côté algérien, on avance le nombre d'un million et demi de morts ; en se fiant aux pensions versées aux familles des moujahidines civils ou militaires décédés durant le conflit, Benjamin Stora avance le chiffre d'environ 150 000 morts, soit un combattant sur deux. Il faut y ajouter environ 12 000 victimes des purges internes et des combats fratricides entre le Mouvement national algérien et le Front de libération nationale.
Suivant le procédé comparatif de pyramides des âges, les historiens estiment entre 350 000 et 400 000 — soit 3 % de la population — le nombre d'Algériens morts durant le conflit. Depuis 1962, le FLN estime de son côté qu'il y a eu 1 million et demi de morts - chiffre qu'aucun historien ne cautionne - et 3 millions d'Algériens déplacés dans des camps de regroupement. En outre, la torture pendant la guerre d'Algérie a été pratiquée par l'armée française et par la police française dans des proportions qui concerneraient des centaines de milliers d'Algériens. De même l'utilisation d'armes chimiques par l'armée française a provoqué des milliers de morts algériens . Du côté des civils « européens », le nombre de morts s'élève à environ 4 500 personnes.
Au bilan humain, on peut ajouter les 8 000 villages incendiés, quatre millions de têtes de bétail anéantis entre 1954 et 1962 - sur un cheptel de six millions en 1954 - et des dizaines de milliers d’hectares de forêts incendiés avec le napalm.

#### Algérie indépendante

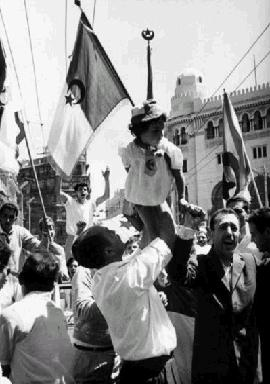
Population en liesse après la proclamation officielle de l’indépendance (5 juillet 1962).

L’Algérie devient indépendante à l’issue d’une guerre de 8 ans contre la présence coloniale française, une présence qui dura 132 ans, et qui prit fin officiellement le 5 juillet 1962. Le Front de libération nationale (FLN), quoique dominé militairement, sort vainqueur politique de la guerre, à la fois contre les partisans de l'Algérie française et contre ses rivaux, et parvient alors au pouvoir. Ayant un projet socialiste, et recevant de l'aide militaire de l'URSS, il gouverne le pays, en tant que parti unique, jusqu'en 1989. L'allusion à la révolution socialiste est néanmoins abandonnée en 1976, sous Houari Boumédiène, l'Algérie se rapprochant du mouvement des non-alignés. La démocratisation du régime dans les années 1980, sous Chadli Bendjedid et à la suite d'importants mouvements de protestation, s'achève brutalement avec le début de la guerre civile en 1991. L'Algérie traverse alors une « décennie noire », marquée par l'affrontement entre les militaires, qui continuent à détenir les rênes du pouvoir, et les divers groupes islamistes (AIS, GIA, GSPC, etc.). En 1999, l'élection d'Abdelaziz Bouteflika contribue à ramener l'ordre.

##### Crise du GPRA et Ben Bella
L’Algérie est donc devenue indépendante à l’issue d’une guerre longue et coûteuse contre la présence coloniale, une présence qui dura 132 ans, et qui prit fin officiellement le 3 juillet 1962,. Cette indépendance a été acquise politiquement à la faveur du référendum d'autodétermination prévu par les accords d’Évian, et par le biais duquel les Algériens se prononcèrent à 99,72 % des votes exprimés pour l’indépendance de l’Algérie. Les revendications culturelles ont donné naissance à un slogan politique : Tahya el Djazaïr, « vive l’Algérie ». Ferhat Abbas préside l'Algérie du 25 septembre 1962 au 15 septembre 1963. Il est contre l'OAS, car il voit en elle une formation militaire de l'armée française. Il sera pour le maintien des Pieds-noirs (Européens et Juifs) en Algérie et il les considère comme Algériens. Selon lui, l'Organisation de l'armée secrète est responsable du départ massif des Français d'Algérie.
Des dissensions éclatent entre les chefs du FLN. Ahmed Ben Bella et Houari Boumédiène aidé par la Wilaya I (Aurès), la Wilaya II (Constantinois), la Wilaya V (Oran), la Wilaya VI (Sud), font la guerre contre Mohamed Boudiaf et Krim Belkacem de la Wilaya (III) et (IV). Mais, des pourparlers par la suite sont entamés pour régler la crise interne. Ahmed Ben Bella et Houari Boumédiène prennent Alger le 4 septembre 1962, après avoir fait des compromis avec les colonels de l'Armée de libération nationale. Plusieurs partis d'opposition ont été interdits comme le FFS (Front des forces socialistes), le PRS (Parti de la révolution socialiste), le CNDR (Comité national de la défense de la révolution), le MDRA (Mouvement démocratique pour la révolution algérienne), le GCR (Groupe communiste révolutionnaire), le CNRA (Conseil national de la Révolution algérienne) (passé dans l'opposition), l'OCRA (Organisation clandestine de la révolution algérienne), RNDR (Rassemblement national pour la démocratie et la révolution), le PAPS (Parti de l'armée prétendu saines) et enfin le RUR (Rassemblement unitaire des révolutionnaires).

##### Le Socialisme comme doctrine politique de l'État algérien

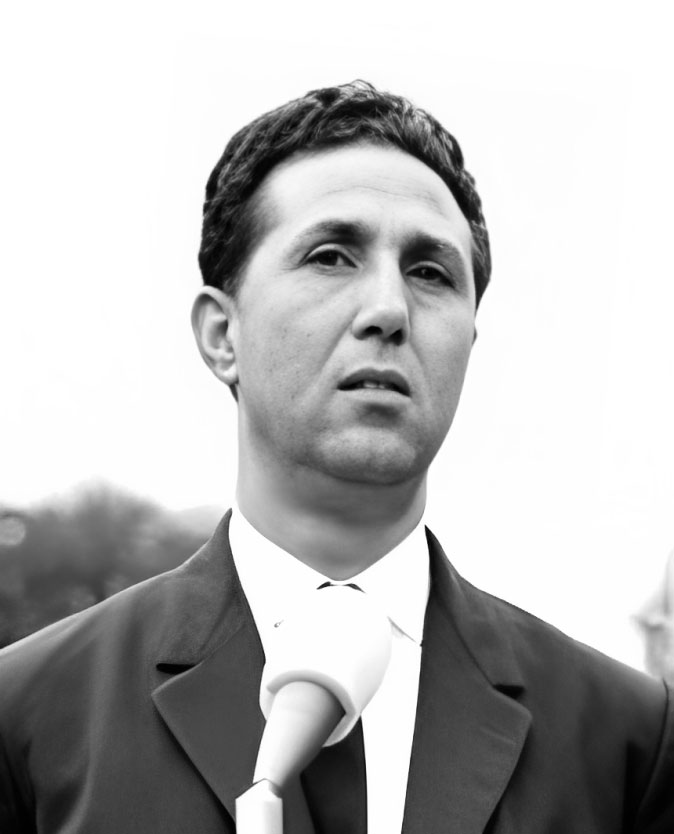
Ahmed Ben Bella, premier président de l'Algérie (1962-1965)

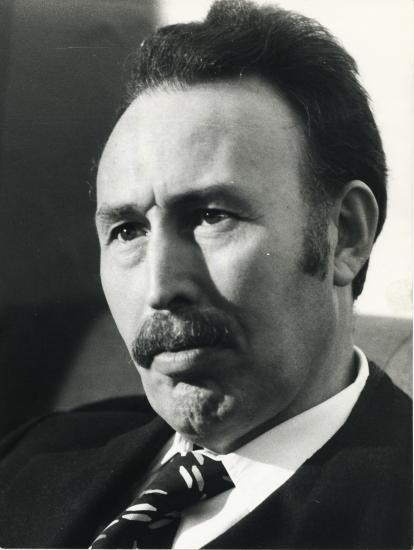
Houari Boumédiène, deuxième président de l'Algérie (1965-1978)

Ahmed Ben Bella est désigné comme le premier président de l'Algérie indépendante en 1962, il constitue alors le premier gouvernement de l'Algérie indépendante, il fait adopter un an plus tard une Constitution, la première du pays, qui consacre la primauté du parti FLN dont le secrétaire général est désigné ipso facto comme le candidat unique à la présidence de la République, Ferhat Abbas qui était alors président de l'Assemblée constituante décide de remettre sa démission, protestant contre les dérives autocratiques du nouveau président.
Plusieurs conflits surgissent comme le déclenchement de la guerre des Sables avec le Maroc et la révolte des Kabyles et d'une partie des Touaregs soutenue par le parti de Hocine Aït Ahmed. De 1963 à 1966, la France fait dix-sept essais nucléaires dans le Sahara : quatre atmosphériques vers Reggane et treize souterrains près d'In Ecker, dans le massif du Hoggar ; et la compagnie française Total a 90 % des ressources pétrolières algériennes, selon l'entente algéro-française. Le très faible taux de scolarisation (environ 10 %) sous la période coloniale rend le pays démuni de cadres techniques et administratifs. Il ne compte aucun architecte, seulement quelques dizaines d'ingénieurs et de médecins et moins de 2 000 instituteurs.
Au niveau international, Ben Bella consacre sa première visite à l'étranger aux États-Unis, où il est reçu avec les honneurs par le président Kennedy, il opère cependant très rapidement un rapprochement avec les tenants du non-alignement et développe avec l'Union soviétique des relations économiques et militaires très denses. Le 19 juin 1965 est marqué par la destitution d'Ahmed Ben Bella de ses fonctions à la suite d'un putsch conduit par le ministre de la Défense Houari Boumédiène, qui prend le pouvoir et devient ainsi le nouveau président du Conseil de la Révolution. Il conserve dès lors le système du parti unique et engage le pouvoir à œuvrer pour une rupture avec la politique entreprise par Ahmed Ben Bella. Il dirige le pays en s'inspirant de deux fondements de la révolution, le renforcement de l'indépendance nationale et le développement de l'économie dans une perspective socialiste. Il entreprend des réalisations dans le secteur de l'éducation, de la formation, de la planification, de l'industrialisation, du développement. La politique de nationalisation menée par le Conseil de la Révolution algérienne provoque la remise en cause des accords d'Évian. Il lance la nationalisation du gaz et du pétrole et développe Sonatrach.

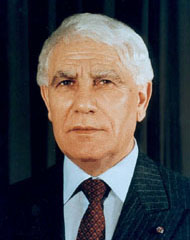
Chadli Bendjedid, président de l'Algérie (1979-1992).

L'Algérie connait un développement économique et social important sous son gouvernement. Entre 1962 et 1982, la population algérienne passe de 10 à 20 millions de personnes et, massivement rurale avant l'indépendance, est urbanisée à 45 %. Le revenu annuel par habitant, qui n’excédait pas 2 000 francs (305 euros) en 1962, dépasse 11 000 francs (1 677 euros) vingt ans plus tard, tandis que le taux de scolarisation oscille de 75 à 95 % selon les régions, loin des 10 % de l'Algérie française. Les possibilités agricoles étant significativement limitées par le désert, Boumédiène se tourne vers le développement industriel. Un plan triennal est imaginé pour la période 1967-1969, auquel succèdent deux plans quadriennaux (1970-1973 et 1974-1977). Ils s'accompagnent de grands travaux, comme la Transsaharienne (ou « route de l'unité ») qui relie la Méditerranée à l'Afrique noire ou le « barrage vert », forêt à planter en vingt ans pour empêcher l'avancée du désert. Le réseau routier est sensiblement étendu à l'intérieur du territoire algérien (le réseau développé sous la colonisation restait circonscrit aux villes portuaires). Cette nationalisation suscite une onde de choc dont les effets se font sentir au niveau international, notamment sur le prix du pétrole. L'Algérie de Boumediène influence le jeune colonel libyen Mouammar Kadhafi et le vice-président irakien Saddam Hussein, qui nationalisent à leur tour le secteur des hydrocarbures, provoquant à l'occasion le premier choc pétrolier survenu en 1973.
Le secteur de l'agriculture est modifié par plusieurs réformes dont la construction des villages socialistes et la réalisation du barrage vert, 1 500 km de long, 20 km de large et constitué de 3 millions d’hectares. Cependant Krim Belkacem s'oppose ouvertement à la politique de Boumédienne, le pouvoir l'accuse d'avoir organisé un coup d'État et le condamne à mort par contumace. Krim Belgacem sera assassiné à Francfort en 1970. Ferhat Abbas aussi dénoncera le système unique en 1976, il sera assigné à résidence surveillée jusqu'à 1978.
Sur le plan extérieur, l'Algérie négocie avec le Viêt Nam la libération des derniers prisonniers de guerre américains. Lors de la guerre du Kippour, elle déclare la guerre à Israël et envoie des troupes en Égypte en 1973. L'Algérie fut la première puissance militaire sur le front égyptien et sa force était composée d’escadrons et de blindés. Yasser Arafat réussit à ouvrir un bureau à Alger en 1965. L’année 1974 constitue, aussi pour Yasser Arafat, une année importante d’avancées en faveur d’un règlement politique. Les autorités algériennes décident de l'emmener pour la première fois aux Nations unies sous escorte algérienne.
Par la suite, l'Algérie organisera le traité de paix entre l'Iran et l'Irak, elle intervient aussi pour régler la crise du Liban. Mais, le conflit entre le Maroc et l'Algérie s'intensifie à cause du Sahara occidental. l'Algérie investira au sein de l'Union africaine, de la Ligue arabe et avec le Mouvement des non-alignés. Elle sera contre l'Apartheid en Afrique du Sud.
Sur le plan interne, le pouvoir continue la nationalisation et démarre les trois révolutions : industrielle, agraire et culturelle. Une charte et une constitution sont adoptées. L'arabisation des institutions est décrétée. En 1975, le président français Valéry Giscard d'Estaing est reçu à Alger. En 1978, la base secrète française B2-Namous sera fermée.
Houari Boumedienne meurt en 1978 et Rabah Bitat est chargé de l'intérim de l'État. Chadli Bendjedid est désigné pour être élu par le peuple.

##### Démocratisation

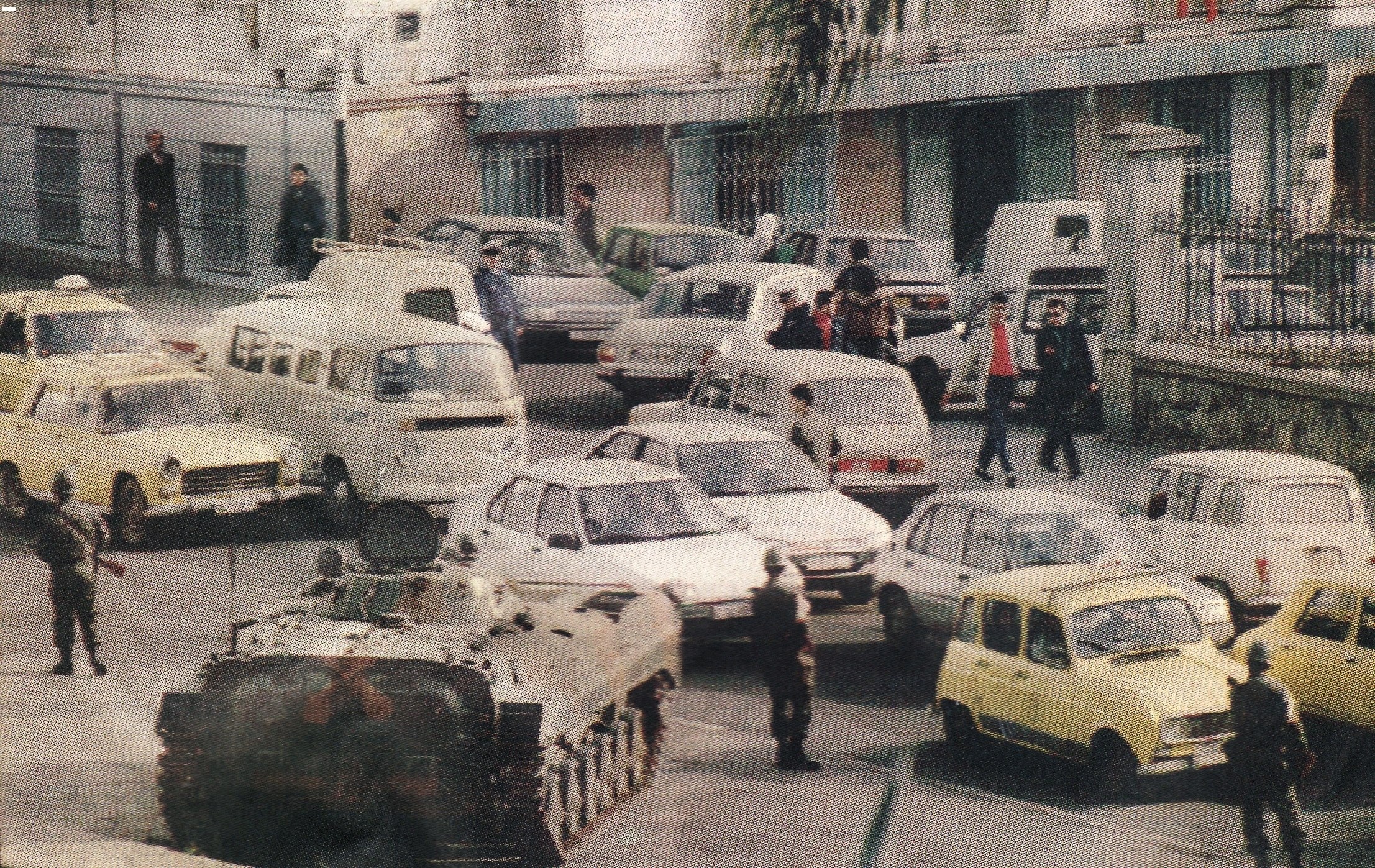
Alger, les blindés de l'armée algérienne occupent les points stratégiques de la capitale aux lendemains de la démission de Chadli Bendjedid intervenue le 11 janvier 1992

Chadli Bendjedid prend la tête de l'État algérien, le 9 février 1979. Il fait sortir tous les prisonniers politiques. Le secteur économique devient libéral. La politique de l'arabisation continue malgré le Printemps berbère en 1980 et les revendications des élites francophones.
Sur le plan diplomatique, l'Algérie contribue avec succès au règlement d’un certain nombre de crises comme la libération des otages américains en 1981 de Téhéran à Alger. La diplomatie algérienne a pu ouvrir les portes au dialogue avec les autres chefs d'État du Maghreb et le président français. Chadli est le premier président algérien qui fera une visite officielle en France, lors du mandat de François Mitterrand. Le roi Hassan II est reçu à Alger en vue de signer des accords bilatéraux. De plus, l'Algérie permet au Conseil national palestinien de proclamer l'indépendance d'un État de Palestine le 15 novembre 1988 à Alger. Avant la guerre du Golfe, la diplomatie algérienne est très active pour essayer de convaincre le président Saddam Hussein de libérer les otages et le Koweït. La visite du président Nelson Mandela, juste après sa libération, marquera les relations entre l'Algérie et les pays d'Afrique.
Sur le plan interne, après plusieurs années de gestion autocratique des affaires de l'État, l'Algérie se lance à partir de l'année 1988, dans une tentative de démocratisation, à la suite notamment des événements du 5 octobre 1988. Cette ouverture s'accompagne en juin 1990 de l'entrée des islamistes du Front islamique du salut (FIS) dans le champ politique, qui remportent des élections municipales du 21 juin 1990. Le FIS arrive également en tête du premier tour des élections législatives du 26 décembre 1991, avec 47 % des voix exprimées (le taux d'abstention étant de 41 %), ce qui provoque l'intervention de l’armée, qui interrompt le processus électoral au début de l’année 1992, selon les opposants de la démission de Chadli. Mais, officiellement, le président Chadli Bendjedid annonce sa démission le 11 janvier et un Haut Comité d'État est mis en place le 14 janvier à cause du vide constitutionnel, selon la constitution algérienne. Cette évolution entraîne l'Algérie dans une vague de violence et de terrorisme qui durera une décennie de guerre civile algérienne. Ce conflit coûta la vie à, selon les estimations entre 60 000 et 200 000 personnes avec des milliers de disparus et un million de personnes déplacées.

##### Transition

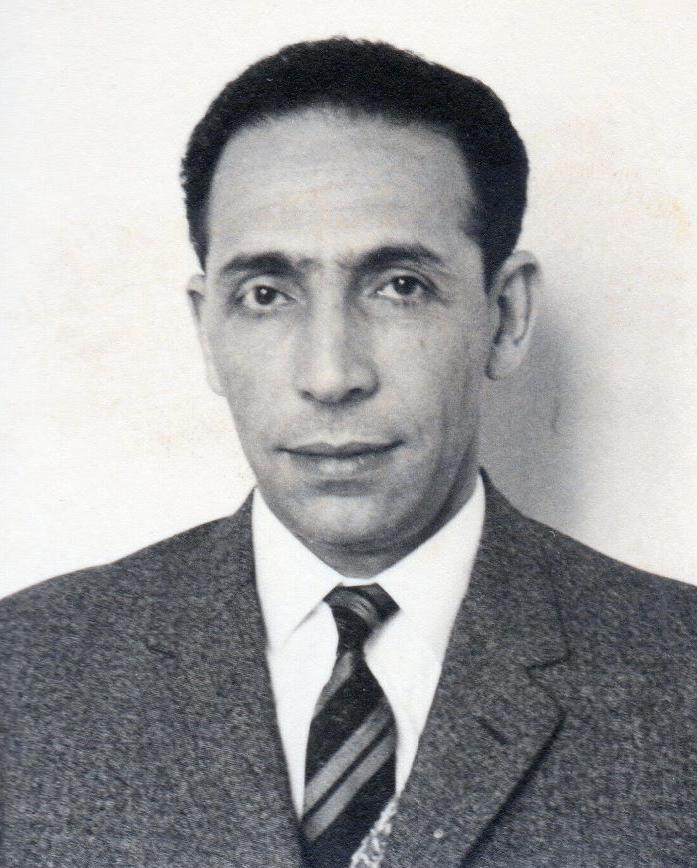
Mohamed Boudiaf, président du HCE (16 janvier 1992 au 29 juin 1992).

Mohamed Boudiaf prend la tête du Haut Comité d'État, après 28 ans d'exil. Un des chefs historiques de la guerre d'Algérie et fondateur du parti du FLN souhaitait une Algérie démocratique tournée vers la modernité, il disait vouloir mettre fin à la corruption qui gangrenait l'État. Il sera assassiné après six mois à Annaba en plein discours, le 29 juin 1992.
Ali Kafi est désigné alors à la présidence de l'État. En 1994, Liamine Zéroual remplace Ali Kafi. Le 15 janvier 1995, il doit faire face à des nouvelles pressions diplomatiques internationales engendrées notamment par la Plate-forme de Sant'Egidio à Rome, signé par les chefs politiques de l'opposition dénonçant la mainmise militaire sur l'État. Ainsi, dans le but de restaurer la légitimité perdue des institutions de l'État, il organise une élection présidentielle en 1995, la première à scrutin pluraliste en Algérie. Liamine Zeroual remporte l'élection, il est élu président de la République le 16 novembre 1995. En 1999, Liamine Zeroual décide de mettre fin à son mandat présidentiel qui devait s'achever en 2000. Une élection présidentielle anticipée est alors organisée au mois d'avril 1999. Huit candidats se présentent au premier tour parmi lesquels figure Abdelaziz Bouteflika. Au début du scrutin, sept candidats décident d'un commun accord de se retirer à la suite de cas de fraudes qu'ils déclarent avoir observées. Abdelaziz Bouteflika décide de maintenir sa candidature en remportant l'élection présidentielle avec un score de 74 %. Il s'engage dès lors à appliquer son programme qui s'articule autour de trois axes principaux : le retour de la paix à travers l'application de la concorde nationale, la réactivation de l'économie et le retour de l'Algérie sur la scène internationale. Son premier mandat s'achève en 2004. De nouvelles élections sont organisées au mois d'avril, le principal concurrent du président sortant étant son ancien Premier ministre Ali Benflis. Abdelaziz Bouteflika est réélu avec un taux de 85 %. Son programme pour le deuxième mandat prévoit un plan quinquennal pour la relance de l'économie, au profit duquel il consacre une enveloppe financière de 150 milliards de dollars. Pendant les mois de mars et d'avril de l'année 2009, la campagne électorale pour la présidentielle se déclenche à la suite d'un nouvel amendement constitutionnel. Abdelaziz Bouteflika est réélu pour un quatrième mandat en 2014.
L'islamisme et l'extrémisme musulman figurent parmi les problèmes de l'Algérie contemporaine, au-delà de la seule offensive islamiste des années 1990 ayant causé plusieurs dizaines de milliers de victimes. La bigoterie se répand rapidement, El Watan ayant déploré dans un article de 2015, à l'occasion d'un fait divers, que la société algérienne soit « gangrenée par le conservatisme et l’extrémisme religieux, de plus en plus acceptés et banalisés ». Le Monde s'étonne que « les représentants des courants islamistes les plus radicaux ne manquent pas de tribunes médiatiques », rapportant qu'un islamiste, ancien militant du Front islamique du salut et qui souhaite imposer la charia en Algérie, ait pu appeler publiquement au meurtre d'un intellectuel sans avoir été inquiété par la justice. Le gouvernement algérien est néanmoins traditionnellement connu pour sa politique de lutte vigoureuse contre le terrorisme islamiste,.

## Politique et administration

### Système politique

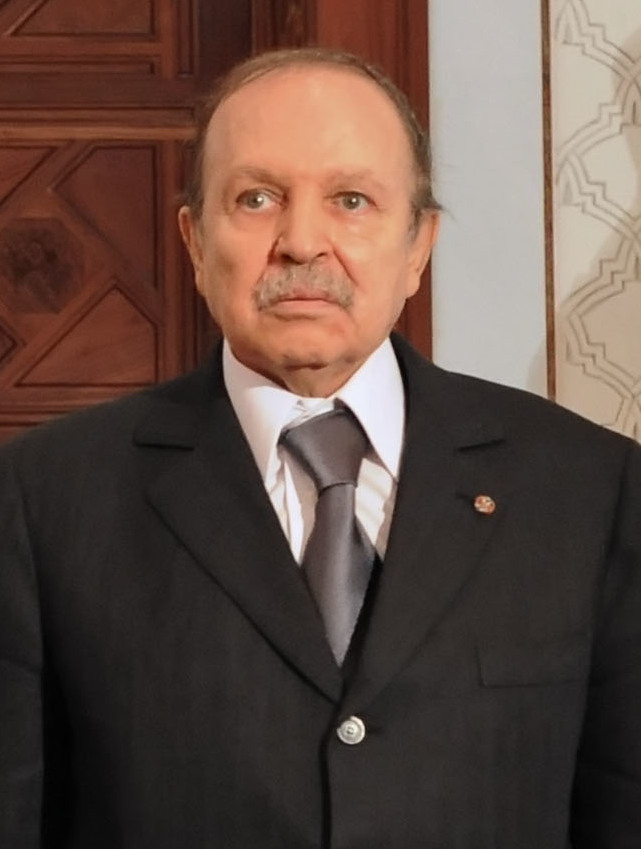
Abdelaziz Bouteflika, président de l'Algérie (1999 à 2019).

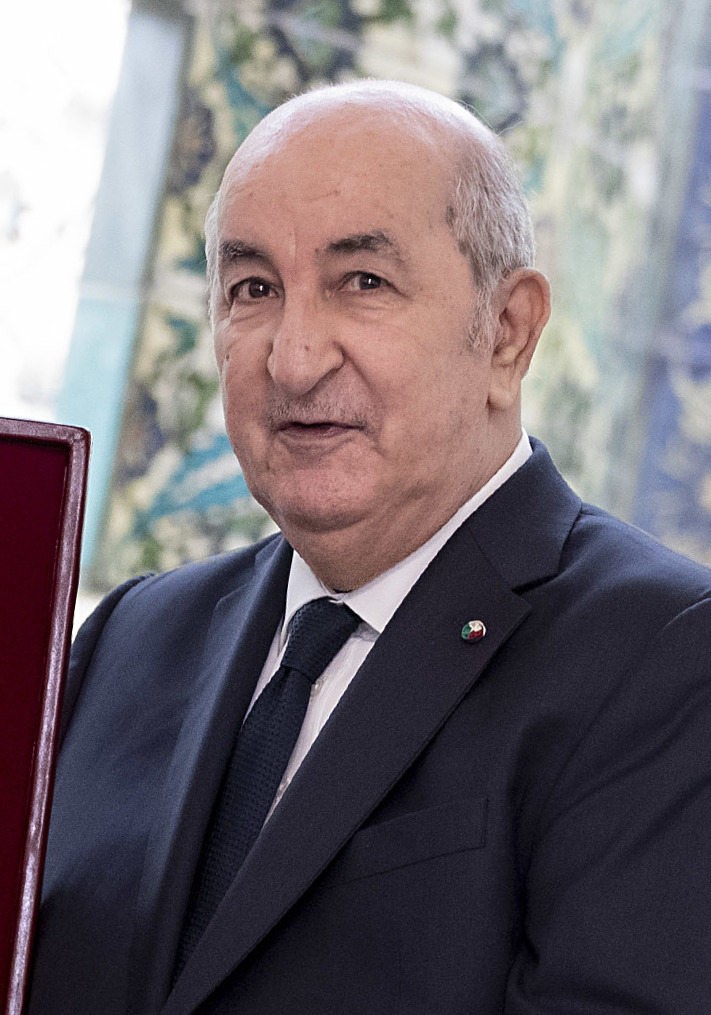
Abdelmadjid Tebboune, président de la République depuis le 19 décembre 2019.

Sur le plan politique, l'Algérie a adopté un régime républicain depuis l'avènement de son indépendance en 1962. Sa constitution actuelle confère au chef de l'État un rôle central dans la gestion des affaires du pays. Chef de l'exécutif et chef suprême des forces armées, il détient le pouvoir de nommer son Premier ministre et les membres du gouvernement sur proposition de ce dernier. Il est élu au suffrage universel direct tous les cinq ans, et préside le Conseil des ministres.
Depuis le 19 décembre 2019, la présidence de la République est assurée par Abdelmadjid Tebboune, élu au premier tour de l'élection présidentielle de 2019. Ce scrutin se tient dans un contexte de forte contestation populaire, marqué par une abstention record et par des manifestations massives du Hirak. Tebboune succède à Abdelkader Bensalah, chef de l'État par intérim, qui succède lui-même à Abdelaziz Bouteflika en avril 2019, contraint à la démission à la suite des manifestations.
Le pouvoir législatif en Algérie est de type bicaméral depuis la révision constitutionnelle de 1996. Il est toutefois largement dominé par le pouvoir exécutif, ce qui diminue son pouvoir réel. Le Parlement se compose de deux chambres : le Conseil de la Nation (chambre haute), composé de 144 membres dont un tiers est désigné par le président de la République ; et l'Assemblée populaire nationale (chambre basse), composée de 407 membres élus au suffrage universel direct pour un mandat de cinq ans.
La première constitution algérienne est adoptée le 10 septembre 1963, avant d'être abrogée par le coup d'état de 1965. Par la suite, trois autres constitutions se succèdent. La deuxième, promulguée en 1976 sous l'impulsion de Houari Boumédiène, vise à structurer les institutions de l'État en le dotant d'une Assemblée législative, et en créant le poste de président de la République, élu au suffrage universel direct, en remplacement de la fonction de Président du Conseil de la Révolution. La troisième Constitution, adoptée le 28 février 1989, marque une rupture avec le régime du parti unique en instaurant le multipartisme et en élargissant les libertés publiques, notamment la liberté d'expression. La révision constitutionnelle de 1996 introduit le système parlementaire bicaméral et structure le Conseil constitutionnel, magistrature suprême de la République. La constitution est une nouvelle fois révisée en 2020, au sortir de la présidence d'Abdelaziz Bouteflika.
Actuellement, l'Algérie compte plus de 40 partis politiques en activité. Cependant, ces mêmes partis ne peuvent en vertu de l'article 42 de la Constitution « être fondés sur une base religieuse, linguistique, raciale, de sexe, corporatiste ou régionale ». La vie politique en Algérie est marquée par une forte abstention, le désintérêt des électeurs est profond, les partis politiques (qu'ils soient pro gouvernement ou de l'opposition) sont peu actifs en dehors des périodes électorales, le parlement comportant un grand nombre de députés indépendants.
La bureaucratie algérienne demeure problématique et cause d'énormes soucis aux citoyens. La lutte antiterroriste reste en vigueur contre Al-Qaïda au Maghreb islamique.
En 2023, l'État algérien se voit attribuer par l'Economist Intelligence Unit un indice de démocratie bas ; classé 110e sur 167 pays analysés, le régime politique est qualifié d'autoritaire. Selon le rapport du Bertelsmann Stiftung (en), « le principal défi en Algérie consiste à surmonter la profonde crise de légitimité et le manque de confiance envers le régime ». Cependant, les nombreuses luttes sociales et politiques survenues depuis l’indépendance du pays (grèves, émeutes, révoltes et débats sur l’autonomie de la classe ouvrière, la reconnaissance de la culture berbère, la séparation de l’État et de la religion, l’égalité entre les hommes et les femmes…) témoignent de la permanence de dissidences pouvant ressurgir régulièrement et dont le Hirak né en 2019 constitue la démonstration évidente.

#### Découpage administratif
D'après la constitution algérienne les collectivités territoriales sont formées exclusivement de deux entités : les communes et les wilayas. Par ailleurs, le décret no 15-140 du 27 mai 2015 a créé la wilaya déléguée, rattachée à une wilaya mère.
Il n'existe pas d'autres collectivités territoriales en Algérie, les régions algériennes ne sont que des régions géographiques ou culturelles sans existence légale, et les 547 daïras (subdivisions des wilayas) ne sont que des entités administratives.
Fin 2019, la loi no 19-12 du 11 décembre modifie et complète l’organisation territoriale du pays ; elle le redécoupe en 58 wilayas, 44 wilayas déléguées et 1 541 communes,.

### Politique extérieure
Des analystes comme Akram Belkaïd considère que la politique extérieure constitue un véritable point d'adhésion entre le gouvernement et le peuple. Le journaliste identifie deux principes essentiels de la politique extérieure algérienne : le refus d'interférer dans les affaires domestiques d'autres États ainsi que l'usage de l'armée seulement dans un but de protection des frontières et de la sécurité intérieure, ne considérant jamais d'intervention militaire à l'étranger.
Sur le plan extérieur, l’Algérie inscrit son positionnement actuel par rapport aux différentes questions internationales sur la base de la doctrine qu’elle a puisée du combat libérateur qui a permis à son peuple de recouvrer sa pleine souveraineté. C’est aussi au nom de cette morale que ce pays soutient durant les années 1960 et 1970 un nombre important de mouvements révolutionnaires de par le monde, ce qui lui valut d’être considéré comme « le phare du tiers monde » et au même « le phare de tiers monde arabe ». Par extension et grâce à ses richesses sur le plan énergétique ainsi qu’à sa position particulièrement privilégiée dans le flanc sud de la Méditerranée, l’Algérie jouit d’une influence certaine au niveau des ensembles régionaux auxquels elle appartient (Union africaine, Ligue arabe, dialogue euro-méditerranéen). Aussi, l'Algérie a-t-elle su montrer son importante puissance d'influence parfois supérieure à son « potentiel propre » (économique, militaire, population). En 2000, la diplomatie algérienne a joué un rôle important dans la signature de l’accord de paix entre l’Érythrée et l’Éthiopie.
L'Algérie adhère à l'Union pour la Méditerranée en 2008. En 2009, la France accepte d'indemniser les victimes estimées entre 20 000 et 30 000 personnes lors des essais nucléaires français en Algérie pendant les années 1960. Toutefois au début 2025, un seul Algérien figure parmi les victimes indemnisées par le Comité d’indemnisation des victimes des essais nucléaires.
En 2022, l'Algérie adhère au G4 de l'Union africaine avec l'Afrique du Sud, l'Éthiopie, et le Nigeria.
En aout 2023, la candidature de l'Algérie pour rejoindre les BRICS est rejetée. En 2025, elle est invitée à devenir un pays partenaire de l'organisation. En 2025, l'Algérie devient officiellement membre la nouvelle banque de développement.

### Puissance militaire

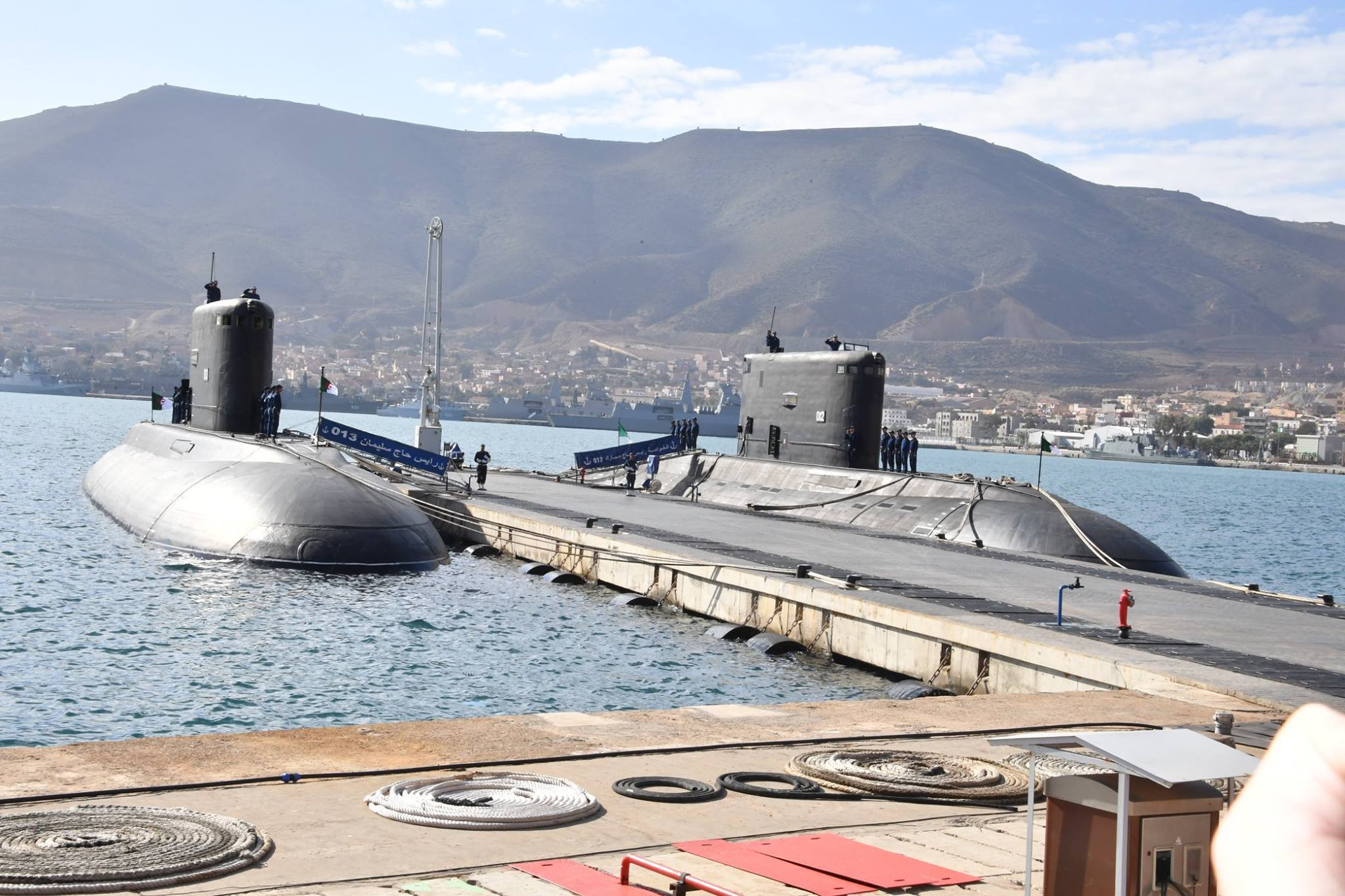
Sous-marins d'attaque de classe Kilo à Mers el-Kébir.

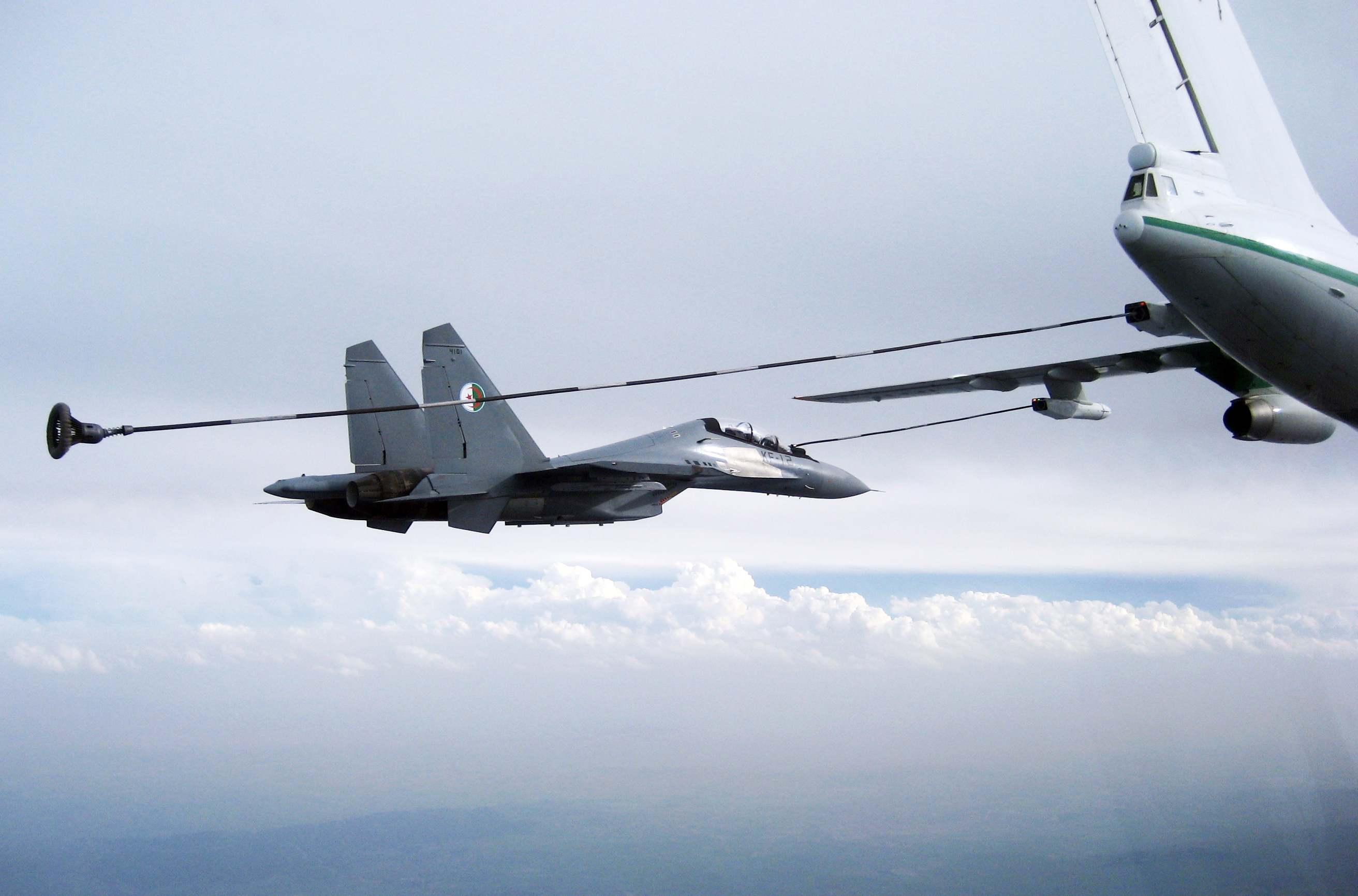
Ravitaillement en vol de l'avion de combat multirôle Su-30MKA de l'armée de l'air algérienne.

Héritière de l'Armée de libération nationale (ALN), l’armée algérienne est appelée Armée nationale populaire (ANP), elle se compose des commandements des forces terrestres, navales, aériennes et de la Défense aérienne du territoire. Le sommet de la hiérarchie militaire aboutit au chef de l'État, constitutionnellement chef suprême des Forces armées. L'effectif de l'armée algérienne en incluant actifs, réservistes et paramilitaires compte un total de 465 000 hommes. L'ANP est assistée par le corps de la gendarmerie nationale qui est composé de 180 000 membres, ainsi que d'un corps d'élite de 5 000 éléments de la Garde républicaine, dépendant du ministère de la Défense.

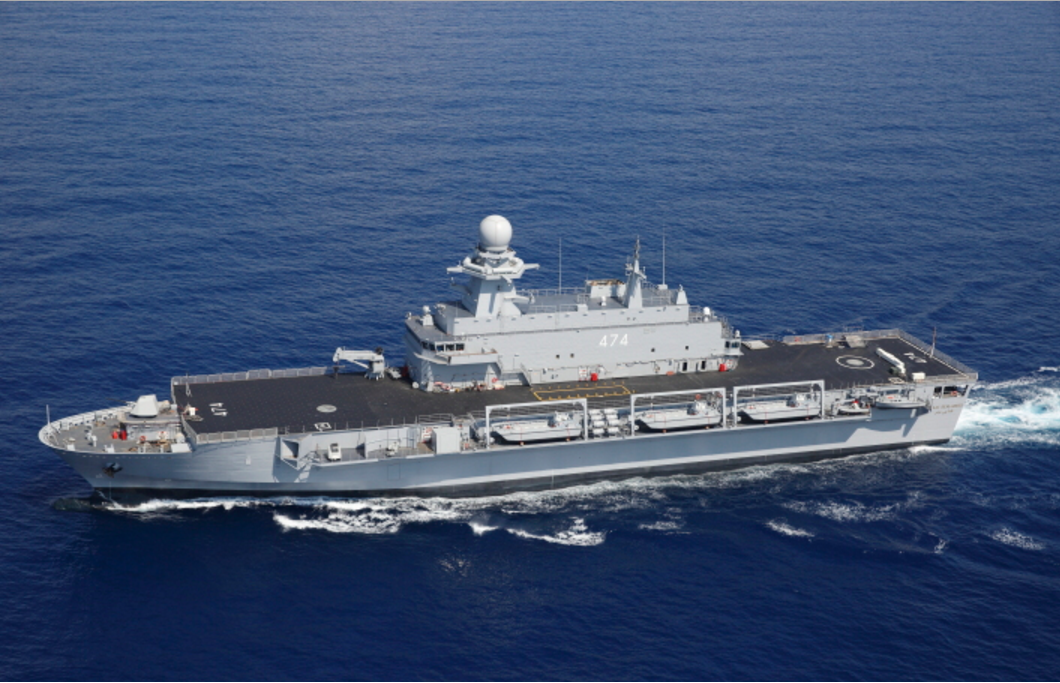
Porte-hélicoptères de classe Kalaat Béni Abbès des Forces navales algériennes.

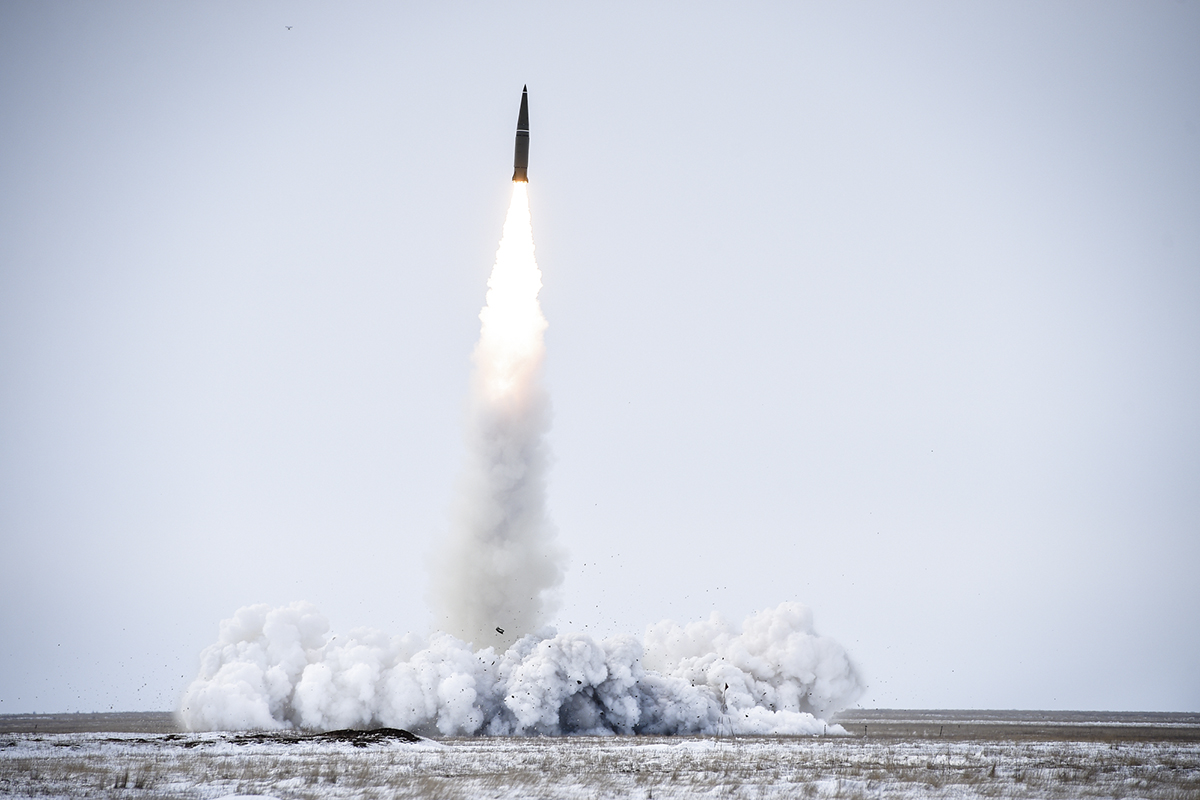
Le complexe de missile balistique Iskander acquis par l'Algérie en 2017.

Les dépenses militaires de l’Algérie durant l’année 2020 sont estimées à 9,7 milliards de dollars, en baisse de 3,4 % par rapport à 2019 (10,3 milliards de dollars). Avec ces dépenses, l’Algérie se classe à la 24e place mondiale et arrive en tête des pays africains. En ce qui concerne les acquisitions le principal fournisseur depuis l'indépendance a été l’Union soviétique, cependant, depuis la chute de cette dernière à l'issue de la guerre froide, l’Algérie a procédé à une diversification de ses approvisionnements en armes, en se tournant notamment vers des pays comme l'Allemagne, l'Italie, les États-Unis d’Amérique, la Chine ou encore l’Afrique du Sud. Toutefois, le matériel russe continue d'occuper une part prépondérante du parc militaire algérien, cette position a été davantage renforcée par la signature en 2006 d’un contrat très important de livraisons militaires.
Par ailleurs, l’armée algérienne construit certains types d’armements, cela va des patrouilleurs et corvettes pour la Marine de guerre, jusqu’aux véhicules blindés de transport de troupes pour l’armée de Terre. Elle s’est en outre lancée depuis l'année 2000 dans un processus de professionnalisation, qui vise à terme à adapter l’organisation de cette institution aux standards internationaux (notamment ceux de l’OTAN), le corollaire de cette transformation étant l’intégration de l’Algérie au sein du dispositif de l'OTAN en Méditerranée.
| Logos  |                               |                              |                            |                                          |                               |                                  |
| ------ | ----------------------------- | ---------------------------- | -------------------------- | ---------------------------------------- | ----------------------------- | -------------------------------- |
| Forces | Forces terrestres algériennes | Forces aériennes algériennes | Forces navales algériennes | Forces de défense aérienne du territoire | Garde républicaine algérienne | Gendarmerie nationale algérienne |

## Économie
|   | État           | PIB                             |
| - | -------------- | ------------------------------- |
| 1 | Afrique du Sud | 403,045 milliards de dollars US |
| 2 | Égypte         | 380,044 milliards de dollars US |
| 3 | Algérie        | 260,134 milliards de dollars US |
| 4 | Nigeria        | 199,721 milliards de dollars US |
| 5 | Maroc          | 157,087 milliards de dollars US |

|   | État           | PIB                               |
| - | -------------- | --------------------------------- |
| 1 | Égypte         | 2 231,822 milliards de dollars US |
| 2 | Nigeria        | 1 489,832 milliards de dollars US |
| 3 | Afrique du Sud | 993,745 milliards de dollars US   |
| 4 | Algérie        | 826,136 milliards de dollars US   |
| 5 | Éthiopie       | 434,441 milliards de dollars US   |

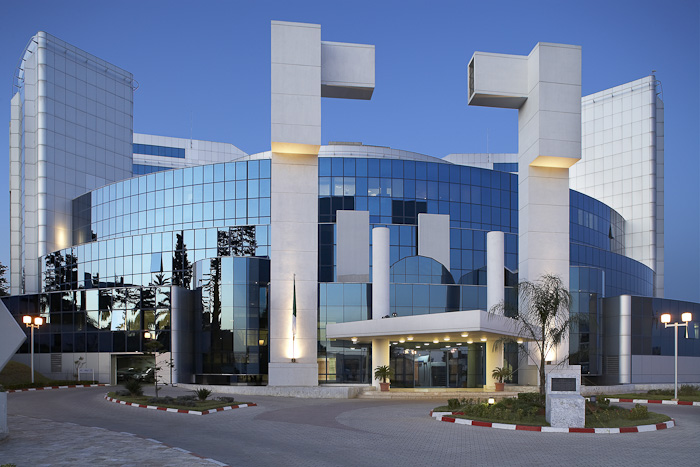
Siège du ministère des Finances, à Alger.

À partir de 1962, le gouvernement algérien a opté pour une économie planifiée fortement centralisée, les premiers objectifs consistaient à donner à l’Algérie une indépendance sur le plan économique par la récupération notamment des richesses nationales. Une série de nationalisations est menée à ce titre, touchant notamment des entreprises étrangères. Par la suite un effort considérable d’industrialisation est déployé. Le contre-choc pétrolier de 1986 sonne le glas de cette période de planification socialiste, l’État ne pouvant plus supporter durant cette période l’investissement financier qu’il consentait au profit des entreprises nationales, ni n’étant en mesure de répondre favorablement à la nouvelle vague des demandes d'emploi qui ont largement crû avec l’augmentation démographique, que le pays a connue depuis l’indépendance. L’Algérie recourt à partir de 1988 au FMI afin de réaliser un ajustement structurel, un vaste programme de réformes est engagé afin d’assurer une transition de l’économie socialiste vers une économie de marché.
Caractérisée par une forte dépendance aux hydrocarbures, la situation économique de l'Algérie semble favorable jusqu'en 2014 tant sur le plan interne qu’au niveau externe. À la suite notamment de l’augmentation très soutenue des prix du pétrole, la croissance économique du pays suit une progression constante et stable, passant de 2,1 % en 2001 à 5,3 % en 2005, avec un pic de 6,8 % en 2003. Malgré la présence de surliquidités liées à l’abondance des ressources pétrolières, l’inflation pendant cette période est restée maîtrisée grâce au strict contrôle qu’exerçait la Banque d’Algérie, le taux d’inflation à la fin 2005 était de 1,5 % contre 3,6 % pour 2004. Le taux de chômage diminue durant toute la décennie 2000 même si le taux de chômage des jeunes reste important.

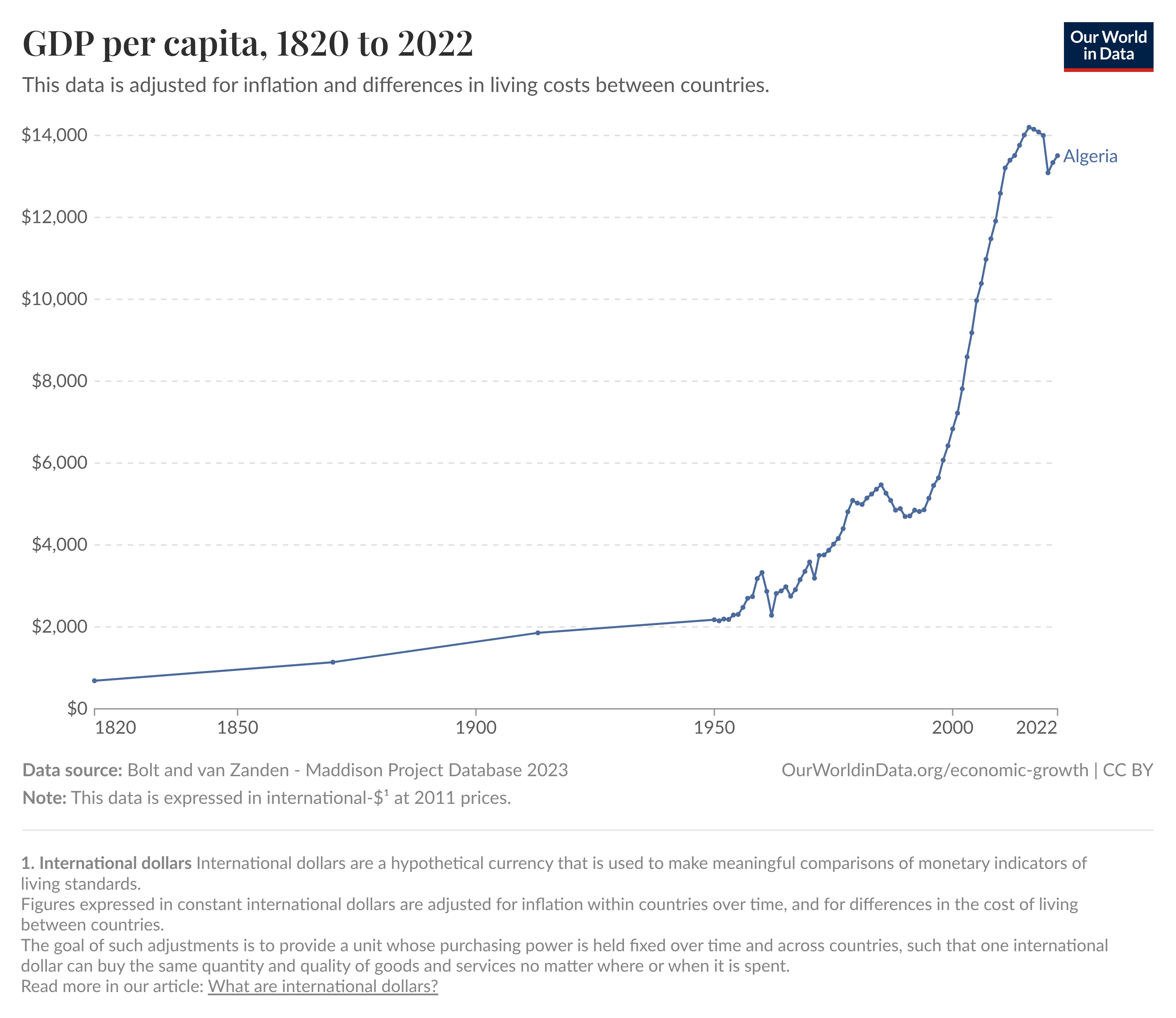
Évolution du PIB (PPA) par habitant en Algérie.

Néanmoins en 2010, le secteur privé ne se développe pas et l'économie semble condamnée à rester une économie rentière. Depuis 2011, l'inflation a repris un rythme plus soutenu avec des taux variant entre 4,5 % en 2011 à 8,9 % en 2012. En 2014, la Banque d'Algérie révèle que les recettes de pétrole et de gaz ont baissé de près de 50 % au premier trimestre 2015, passant de 15,6 milliards de dollars en mars 2014, à seulement 8,7 milliards de dollars, faisant craindre une crise financière majeure dans le pays. La banque d'Algérie s'inquiète de la trop grande dépendance du pays aux ventes du secteur énergétique qui représente plus de 95 % de ses recettes extérieures et 60 % du budget de l'État algérien. Sur le seul premier trimestre 2015, les réserves de change du pays se sont écroulées de 179 milliards de dollars à 160 milliards de dollars et l'État a puisé dans le fonds souverain de régulation des recettes (FRR) dont le bilan est passé de 5 633 milliards de dinars en 2012 à 4 408 milliards de dinars fin 2014. Le déficit de la balance des paiements atteint le niveau record de 10,72 milliards de dollars au premier trimestre 2015. Le déficit budgétaire dépasse 12 % du PIB en 2015.
L'Algérie est la 4e puissance économique du continent africain avec, en 2014, un PIB de 214,08 milliards USD et 284,7 milliards USD en PIB à Parité de Pouvoir d'achat (PPA) et la 48e économie mondiale. Ramené à la parité de pouvoir d'achat, le PIB (PPA) par habitant est, lui, estimé à 7 600 USD en 2012.
Malgré les promesses des pouvoirs publics concernant la lutte contre la corruption, l'Algérie est classée en 2023, 104e/180 pays pour l'indice de perception de la corruption.
En 2024, l'Algérie est classée en 115e position pour l'indice mondial de l'innovation.
En 2025, la Banque mondiale souligne les progrès réalisés par l'Algérie dans la diversification économique, portés par des réformes et une relance soutenue des secteurs non liés aux hydrocarbures, avec des exportations hors hydrocarbures ayant triplé entre 2017 et 2023. Toutefois, l'institution met en garde contre la persistance de freins structurels tels que la faible productivité et les lourdeurs bureaucratiques. Selon les données de la Banque mondiale, la croissance du PIB de l'Algérie s'est établie à 3,8 % en 2021, 3,6 % en 2022, 4,1 % en 2023 et 3,8 % en 2024.

### Production et investissement

Anciens et actuels pays membres de l'OPEP
Légende :
• ' : Pays membres
• ' : Anciens pays membres

L’Algérie est un important producteur et exportateur de gaz naturel (5e producteur et 4e exportateur) et de pétrole (13e producteur et 9e exportateur), et dispose aussi de réserves importantes de fer au sud-ouest, ainsi que d’or, d’uranium et de zinc à l’extrême sud. Le pétrole et le gaz naturel, exploités par la société nationale Sonatrach, sont les principales sources de revenus. L’Algérie tente de diversifier son économie en réformant son système agraire et en modernisant son industrie, mais les hydrocarbures constituent encore la quasi-totalité des exportations. En outre, même si parmi les productions agricoles de l'Algérie, le pays est dans le monde le 1er producteur de fèves vertes, 4e de dattes, 5e de figues, 8e d'abricots, 9e d'artichauts ou encore 10e d'amandes, il est le 5e pays qui exporte le moins sa production agricole. La dette extérieure de l’Algérie s’élevait en décembre 2007 à 880 millions de dollars contre 4,7 milliards de dollars en 2006 — le pays a remboursé par anticipation de vastes parts de ses dettes — utilisant ainsi l’afflux de devises inattendues liées à la hausse du prix du pétrole avant la chute de fin 2008 (voir : Pic pétrolier).

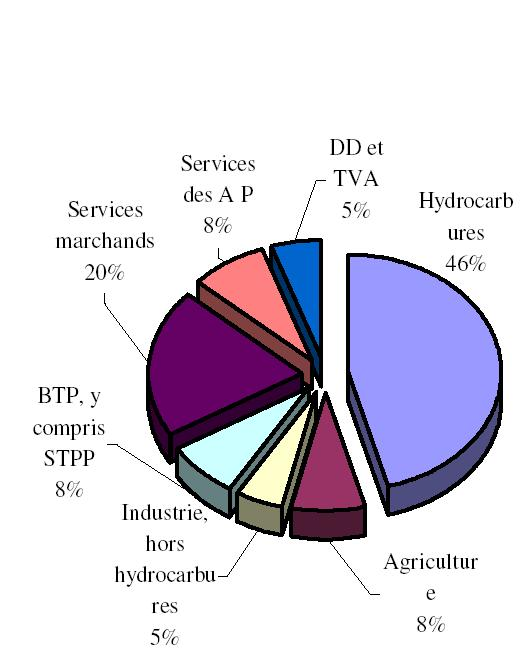
Parts des différents secteurs dans le PIB (2006)

Instaurant une libéralisation progressive de son économie, l’Algérie tente de séduire les investisseurs étrangers. L’Algérie vient en tête de la région MEDA au regard des « flux d’investissements », souligne une étude sur l’investissement direct étranger en 2004, du réseau euro-méditerranéen des agences de promotion des investissements (Anima). Le document précise que la reprise « très nette » observée en 2004 est largement due au secteur de l’énergie. Les IDE commencent cependant à s’élargir à d’autres domaines que les hydrocarbures tels que les télécommunications, le tourisme, l’industrie. Autant de projets qui font qu’aujourd’hui, note le document d’Anima, l’Algérie devient une destination pour les IDE, malgré un climat d’investissement qui reste à améliorer. Le montant des investissements annoncé par le Mediterranean Investiment Project Observatory (MIPO) pour l’Algérie est de 5,857 milliards d’euros pour 59 projets contre 2,519 milliards d’euros en 2003 pour 31 projets.
En 2021, le secteur industriel représente 5 à 6 % du PIB algérien.
La croissance économique a été obtenue en premier lieu par le secteur du bâtiment et des travaux publics (+7,1 %), suivi de celui des hydrocarbures (+5,8 %) et des services (+5,6 %), alors que l’agriculture n’a progressé que de 1,9 %[Quand ?].
| Indicateur                              | Valeur                                    |
| --------------------------------------- | ----------------------------------------- |
| PIB                                     | 173,76 milliards de dollars (2018)        |
| PIB/habitant nominal                    | 4 081 dollars (2018)                      |
| PIB/habitant PPA                        | 7 600 dollars (2018)                      |
| Croissance économique hors hydrocarbure | 5,3 % (2023)                              |
| Inflation                               | 9,4% (2022)                               |
| Chômage                                 | 10,2 %                                    |
| Réserves de change                      | 77,88 milliards de dollars (fin 2018)     |
| Dette extérieure                        | 1,797 milliards de dollars (2009)         |
| Dette publique                          | 36.90 % (décembre 2018)                   |
| Solde budgétaire                        | -1 533,4 milliards DA (-7% du PIB) (2019) |
| Exportations                            | 41,17 milliards de dollars (2007)         |
| Importations                            | 46,19 milliards de dollars (août 2018)    |
| Production pétrolière                   | 1,450 millions de barils par jour (2004)  |
| Réserves pétrolières                    | 43 milliards bep (2006)                   |
| Réserves de gaz                         | 4 500 milliards de mètres cubes           |
| Investissements directs étrangers       | 5,25 milliards de dollars (2008)          |

### Commerce extérieur

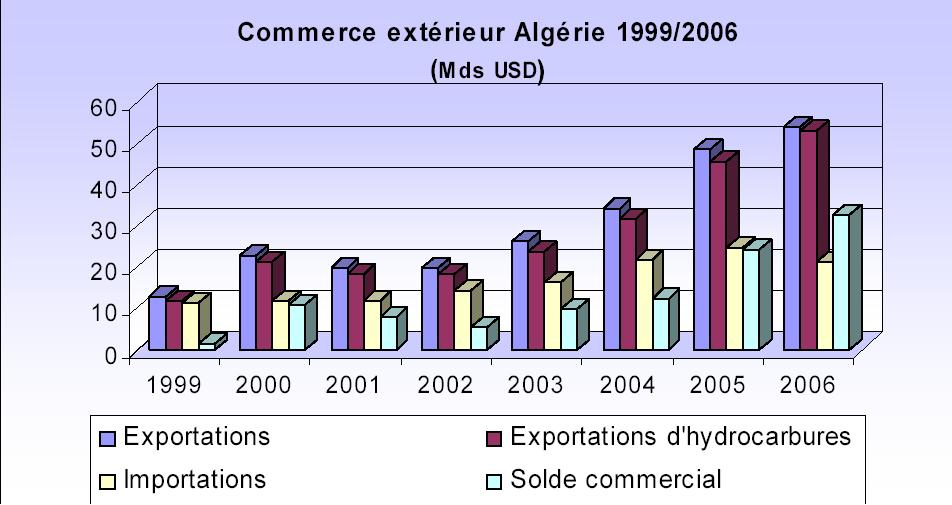
Évolution du commerce extérieur de l'Algérie de 1999 à 2006.

La balance commerciale de l’Algérie demeure fortement tributaire des revenus que génère la vente du pétrole et du gaz qui constituent à eux seuls plus de 98 % du volume global des exportations en 2020. Ainsi, en fonction des prix des hydrocarbures, l’Algérie a une balance commerciale déficitaire ou excédentaire selon les années ; en 2019, le volume des exportations s’élève à 35,82 milliards de dollars contre 41,93 milliards pour les importations. Le principal partenaire commercial de l’Algérie est l’Union européenne, avec qui elle réalise plus de la moitié de son commerce extérieur. Les principaux clients de l'Algérie en 2020 sont : l'Italie (14,7 % du total des exportations algériennes), la France (13,3 %) et l'Espagne (10 %) ; les principaux fournisseurs de l'Algérie durant la même année sont : la Chine (16,8 % des importations), la France (10,6 %), l'Italie (7,1 %) et l'Allemagne (6,5 %).

### Pétrole
L'Algérie est à la dixième place au palmarès des producteurs OPEP pendant la décennie 2010, derrière l'Arabie saoudite et l'Irak, l'Iran et les Émirats, mais aussi le Koweït, le Nigéria et le Venezuela. C'est aussi le quatrième producteur de pétrole brut en Afrique après le Nigeria, l'Angola, et la Libye.

### Finances

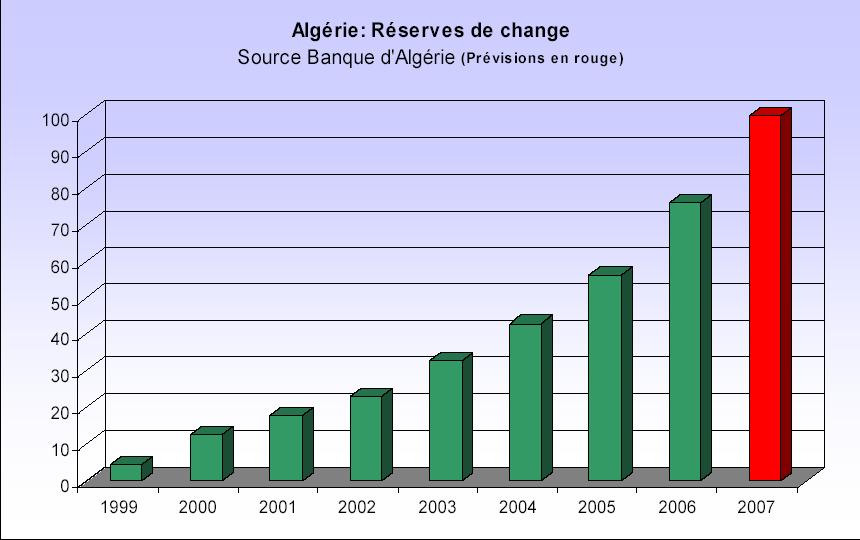
Évolution des réserves de change de 1999 à 2007.

À partir de 1966, toutes les banques ont été nationalisées. Les fonctions monétaires et bancaires du gouvernement algérien sont centralisées dans le cadre de la Banque d’Algérie, qui procède à partir de 1986, à la libéralisation du secteur bancaire ainsi qu’à la constitution de banques privées. Soutenu dans cette entreprise par le FMI et la Banque mondiale, l’État algérien a entrepris des efforts d’assainissement de ses finances et a vu sa dette extérieure diminuer à partir de la fin des années 1990. L’Algérie a achevé à ce titre le remboursement anticipé de la totalité de sa dette rééchelonnée. En effet, des accords ont été signés sur le remboursement par anticipation de dettes notamment avec la Pologne, l’Arabie saoudite, la Turquie, l’Inde, la Slovénie et le Portugal, selon la presse locale. Avec ses créanciers publics du Club de Paris, l’Algérie a clos à la mi-novembre tout le processus de remboursement anticipé pour un montant global de 7,75 milliards de dollars. Elle avait également remboursé par anticipation sa dette rééchelonnée avec le Club de Londres en septembre dernier pour un montant de 800 millions de dollars. L’encours de la dette extérieure est passé de plus de 33 milliards de dollars en 1996 à moins de 4,5 milliards de dollars en 2007. Le service de la dette en pourcentage des exportations de biens et de services est en outre passé de 73,9 % en 1991 contre seulement 500 millions de dollars sur un volume global de 63,3 milliards de dollars. Les réserves en devises sont passées quant à elles de moins de 5 milliards de dollars en 1999 à plus de 200 milliards de dollars à la fin du mois de décembre 2011,, ce qui place l'Algérie en première position en Afrique pour ce qui est de ses réserves en devises.
L’Algérie est le pays africain qui a la plus grosse réserve d'or et se situe à la 24e place mondialement.
| État           | Réserve d'or |
| -------------- | ------------ |
| Algérie        | 173,6 tonnes |
| Afrique du Sud | 125,3 tonnes |
| Libye          | 116,6 tonnes |

### Sciences

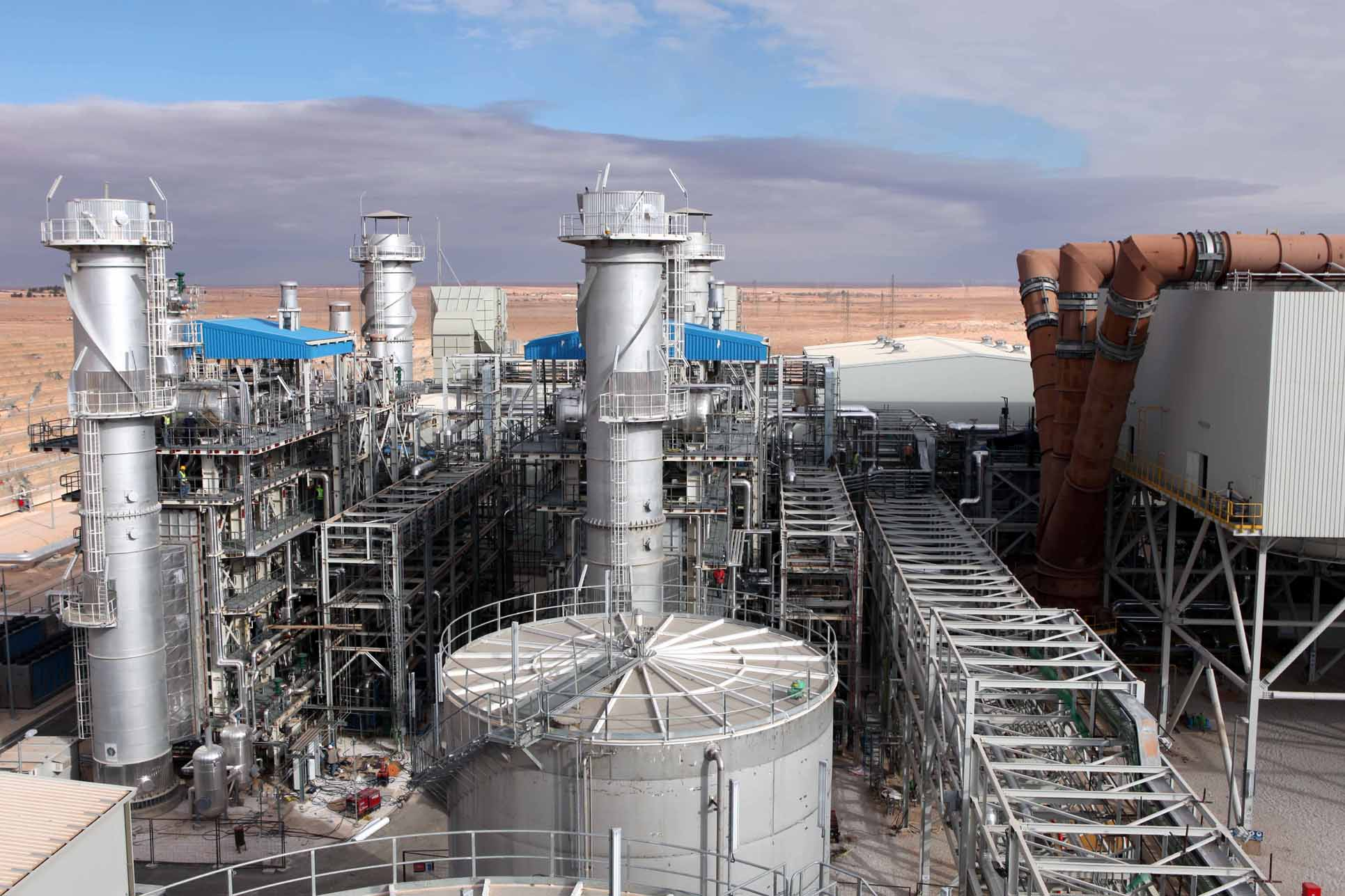
La centrale électrique hybride de Hassi R'Mel à Laghouat.

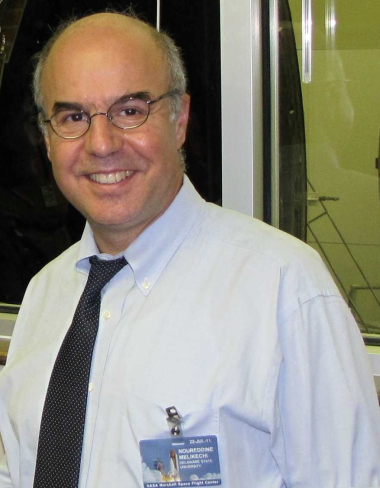
Noureddine Melikechi, physicien atomique travaillant pour l'agence spatiale américaine NASA.

L’Algérie compte actuellement 20 000 enseignants chercheurs qui sont répartis entre les différentes universités du pays, et plus de 780 laboratoires de recherche qui emploient 1 500 chercheurs. On peut citer notamment :
- le chercheur Belgacem Haba[261], l’homme aux 195 brevets d’invention[262] ;
- le physicien atomique Noureddine Melikechi[263], chercheur dans les systèmes de commande et robotique[264] ;
- chercheur, spécialiste en imagerie médicale, Elias Zerhouni, est un médecin radiologue algéro-américain qui a été directeur des National Institutes of Health de 2002 à 2008 ; depuis 2011, il exerce la fonction de président de la R&D au sein du groupe Sanofi ;
- Taïeb Hafsi, est un professeur et chercheur en management[265] et un penseur algérien ;
- philosophe, chercheur en sciences humaines et sociales, pédagogue, expert du dialogue des cultures et des religions, Mohammed Arkoun, est un intellectuel qui s'inscrit dans la tradition des « Lumières » françaises ;
- Yasmine Belkaid, est une immunologiste et chercheuse principale à l'Institut national des maladies allergiques et infectieuses.

L'État s'est fixé l'objectif d'atteindre à terme 1 000 laboratoires avec 4 500 chercheurs. L'enveloppe financière qui est allouée à ce secteur est estimée à plus de 100 milliards de dinars pour un programme de développement qui doit s'étaler jusqu'en 2014[réf. nécessaire].
Le Conseil des ministres d'Algérie, réuni le 22 juillet 2015 sous la présidence du Président de la République, M. Abdelaziz Bouteflika, créé l'Académie des sciences et de la technologie d'Algérie (ASTA).
L'Algérie a par ailleurs enregistré des avancées dans le domaine de la recherche énergétique et spatiale. L'énergie solaire et éolienne constituent des créneaux qui sont privilégiés par les programmes de développement initiés par l'État algérien. L'Algérie dispose à cet effet du potentiel solaire le plus important de tout le pourtour méditerranéen, il est ainsi estimé à 169,440 térawatts-heures par an (TWH/an) pour le solaire thermique, et de 13,9 TWh/an pour le solaire photovoltaïque. D'autres projets ont permis aussi la création d’un technopôle solaire à Hassi R'Mel, doté d’une capacité de 150 MW/an, et opérationnel à la fin de l’année 2008. Ce projet aura une capacité de production 6 000 MW d'électricité d’ici 2015, soit 5 % de la production globale d’électricité d’ici 2010.
Dans le domaine spatial et satellitaire, l'Agence spatiale algérienne s'occupe de tous les programmes pour satisfaire la demande de la population notamment dans les télécommunications. Le plus important projet est le Programme Alsat. L'Algérie est membre de l'Union astronomique internationale via son Centre de recherche en astronomie, astrophysique et géophysique (CRAAG).
Le nucléaire algérien est utilisé à des fins pacifiques. Depuis les années 1980, les réacteurs nucléaires Essalam d'Aïn Oussara et NUR de Draria permettent aux chercheurs algériens de mener des expériences scientifiques notamment dans le domaine de la recherche médicale. Le réacteur nucléaire NUR (lumière en arabe) situé à Draria près d'Alger, est d'une puissance de 1 mégawatt, fonctionnant à l'eau légère. Il s'agit d'un réacteur de recherche dont la construction s'est faite en collaboration avec l'Argentine, son inauguration intervient officiellement en 1989.
Actuellement, l'Algérie s'investit dans le développement des énergies renouvelables à l'exemple de la centrale électrique mixte de Hassi R'Mel.

### Télécommunications

Logo d'Algérie Télécom.

Le réseau des télécommunications en Algérie souffre d'inégalité entre les différentes régions du pays, la couverture étant plus développée dans des zones urbanisées du nord de l'Algérie, mais depuis 2000 avec la privatisation du marché des télécommunications, le secteur est en nette amélioration. Dans le cadre de cette libéralisation des marchés, une Autorité de régulation de la poste et des communications électroniques est créée. Le gouvernement a engagé en outre de nombreuses mesures dans le but de développer et d'améliorer les technologies et le réseau des télécommunications.
En septembre 2023, l'Algérie possède un parc global de 52,3 millions d'abonnés à Internet, dont 5,3 millions d'abonnés à l'Internet fixe et 47 millions d'abonnés à l'Internet mobile. Au cours de la même année, Algérie Télécom annonce avoir raccordé 1 million de clients à la fibre optique (FTTH).
| Indicateur        | Abonnés        | Abonnés       | Abonnés       |
| Indicateur        | septembre 2023 | décembre 2022 | décembre 2021 |
| ----------------- | -------------- | ------------- | ------------- |
| Téléphonie mobile | 50 572 535     | 49 018 766    | 47 015 757    |
| Téléphonie fixe   | 6 144 822      | 5 576 193     | 5 097 059     |
| Total téléphonie  | 56 717 357     | 54 594 959    | 52 112 816    |
| Internet mobile   | 46 970 017     | 44 758 505    | 41 780 199    |
| ADSL              | 2 751 008      | 2 793 955     | 2 656 942     |
| Fibre optique     | 902 354        | 478 172       | 165 244       |
| Internet fixe     | 5 305 385      | 4 695 552     | 4 164 775     |
| Total Internet    | 52 275 402     | 49 454 057    | 45 944 974    |

### Agriculture et pêche

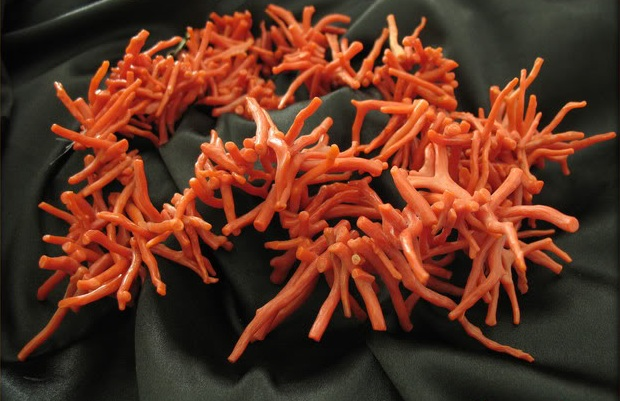
L'Algérie détient les plus grandes réserves mondiales de corail rouge, dont la pêche est réglementée par l'État.

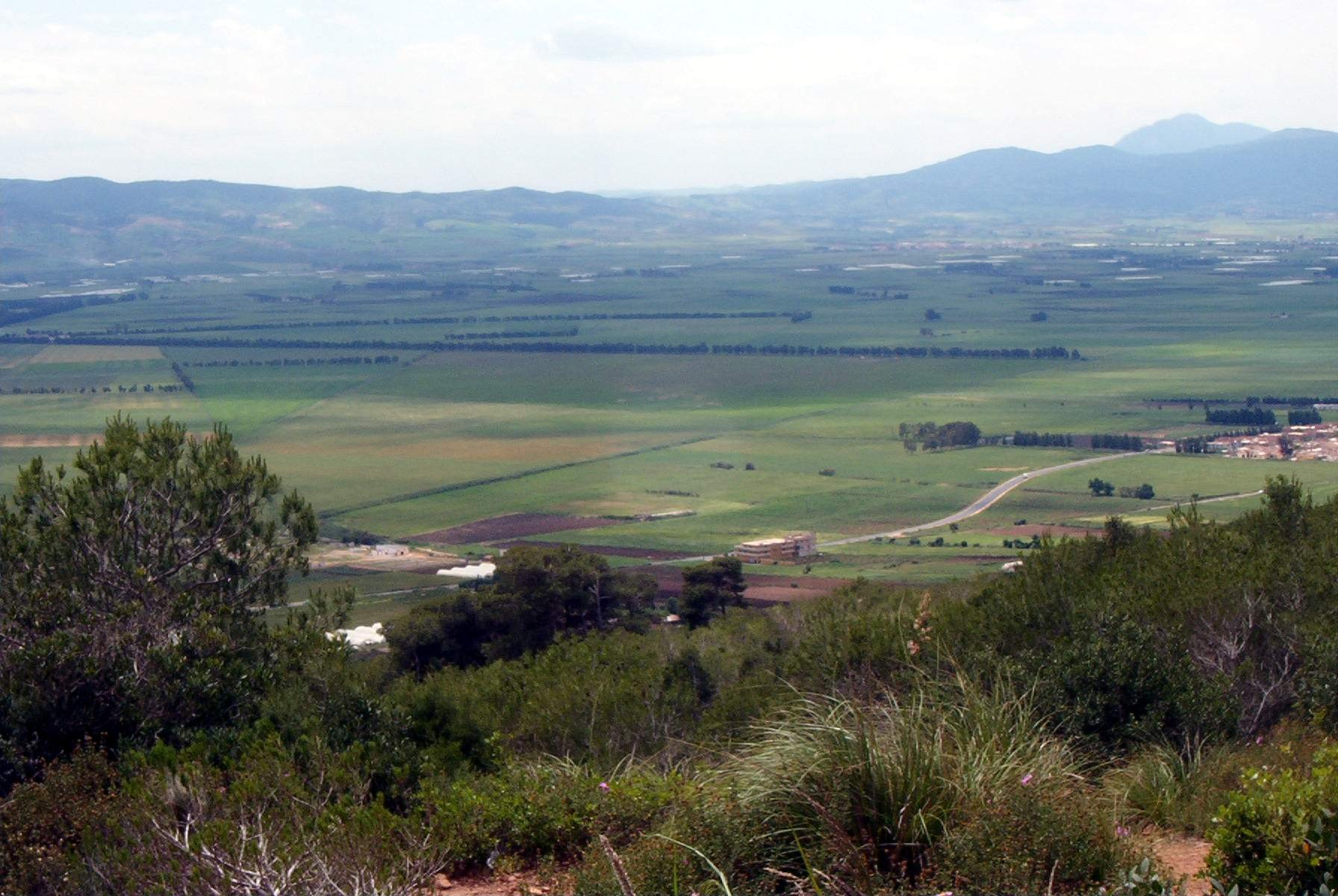
Plaine de la Mitidja vue depuis le Mausolée royal de Maurétanie.

L'agriculture algérienne est l'un des secteurs les plus dynamiques de l'économie. La part de la valeur ajoutée agricole dans le PIB est de 10 à 13 % selon les années et la pluviométrie, elle emploie 13 % de la population active. En 2024, le secteur agricole assure 75 % des besoins alimentaires du pays et contribue à hauteur de 18 % au produit intérieur brut, représentant plus de 35 milliards de dollars. Il emploie plus d’un quart de la main-d’œuvre nationale, soit 2,7 millions de travailleurs.
Cette agriculture est essentiellement composée de céréales, des produits maraîchers ou arboricoles. Les hauts-plateaux permettent aussi l'existence d'un élevage très important (moutons, bovins). L'essentiel de cette production est absorbé par le marché intérieur, l'Algérie n'ayant exporté en 2021 que l'équivalent de 100 millions de dollars de produits agricoles. La bonne santé relative de l'agriculture a permis à une industrie agroalimentaire de se développer.
Les surfaces irriguées représentent 835 197 ha en 2006. De nombreux arbres furent plantés afin de ralentir l’avancée du désert comme le barrage vert. La superficie totale de forêts ravagées par le feu pendant l’année 2006 a été estimée à 16 916 ha. Près de 900 millions de mètres cubes d’eaux de crues sont destinés à l’irrigation par épandage de 498 000 ha pour la production fourragère. Le potentiel de production arboricole et viticole compte près d’un million d’hectares en 2006. Les superficies récoltées en toutes espèces confondues est de 2 671 140 ha, le blé dur représente 1 162 882 ha, le blé tendre 620 945 ha, l'orge 812 280 ha et l'avoine 75 035 ha. La culture fourragère totalise 788 542 ha. Les légumes secs sont étalés sur 66 866 ha et la culture de pommes de terre est de 58 632 ha. En dépit de ces chiffres, l'Algérie doit importer du lait et massivement des céréales pour un coût de l'ordre de 4 milliards de dollars. Ces produits sont le point faible de l'agriculture nationale qui ne réalise son autosuffisance alimentaire qu'à 72 % en 2014.
Les superficies des cultures maraîchères représentent 372 096 ha. Les cultures industrielles dont les tomates, le tabac et les arachides forment 10 569 ha. L'arboriculture fruitière à noyaux et pépins est de 280 387 ha et les agrumes utilisent 57 064 ha. Les deux entreprises Ifri ou N'Gaous produisent du jus à partir de la récolte. La viticulture renferme 97 063 ha et l'ONCV s'occupe de la fabrication du vin à partir des vignobles. L’oléiculture englobe 263 352 ha, la région la plus connue est la Kabylie pour l'olivier et l'huile d'olive. La phœniciculture est basée essentiellement au Sud. Le nombre de palmiers dattiers est estimé à 17,1 millions. Chaque palmier produit annuellement entre 45 et 51 kg de dattes.
L'élevage ovin a un effectif de 19,6 millions de têtes, ensuite le caprin avec 3,7 millions de têtes. Quant aux bovins, ils comptent 1,6 million de têtes et en dernier la camelin est estimé à 0,3 million de têtes. Enfin, l’effectif apicole détient 964 026 ruches. Pour le sous-secteur des forêts, une superficie de 34 593 ha de plantation forestière a été réalisée en 2006.
Plusieurs projets de lutte contre la désertification et de développement du pastoralisme ont été engagés. En 2006, l'État prévoyait « la régénération de 2 817 194 ha ; la réhabilitation de 25 891 ha par la plantation pastorale dans les zones très arides ; la réalisation de 526 532 m3 de correction torrentielle ; l'irrigation de 22 053 ha par épandage des eaux de crues grâce à la construction de 282 ceds de dérivation ; la réalisation de 631 points d’eau d’abreuvement (djoubs, puits, sources, forages et mares) et la réalisation de 206 253 millions de litres de seguias et enfin d’abreuvement (djoubs, puits, sources, forages et mares) ».
La côte algérienne longe 1 200 km, partagée en quatorze wilayas maritimes. Chaque wilaya possède un certain nombre de ports, d’abris de pêche et de plages d’échouage. 64 sites de débarquements longent la côte algérienne : 32 ports ; 23 plages d’échouage ; 4 sites d’abris aménagés ; 5 sites d’abris naturels. Les espèces halieutiques les plus consommées sont : poissons démersaux, petits pélagiques, grands pélagiques, requins et squales, crustacés et mollusques. L'Algérie pêche presque 230 000 tonnes par an, selon le ministère de la Pêche et des Ressources halieutiques. Le corail est réglementé en Algérie, il se trouve dans la côte est, El Kala dans la wilaya d'El Tarf.

## Transport

### Réseau routier

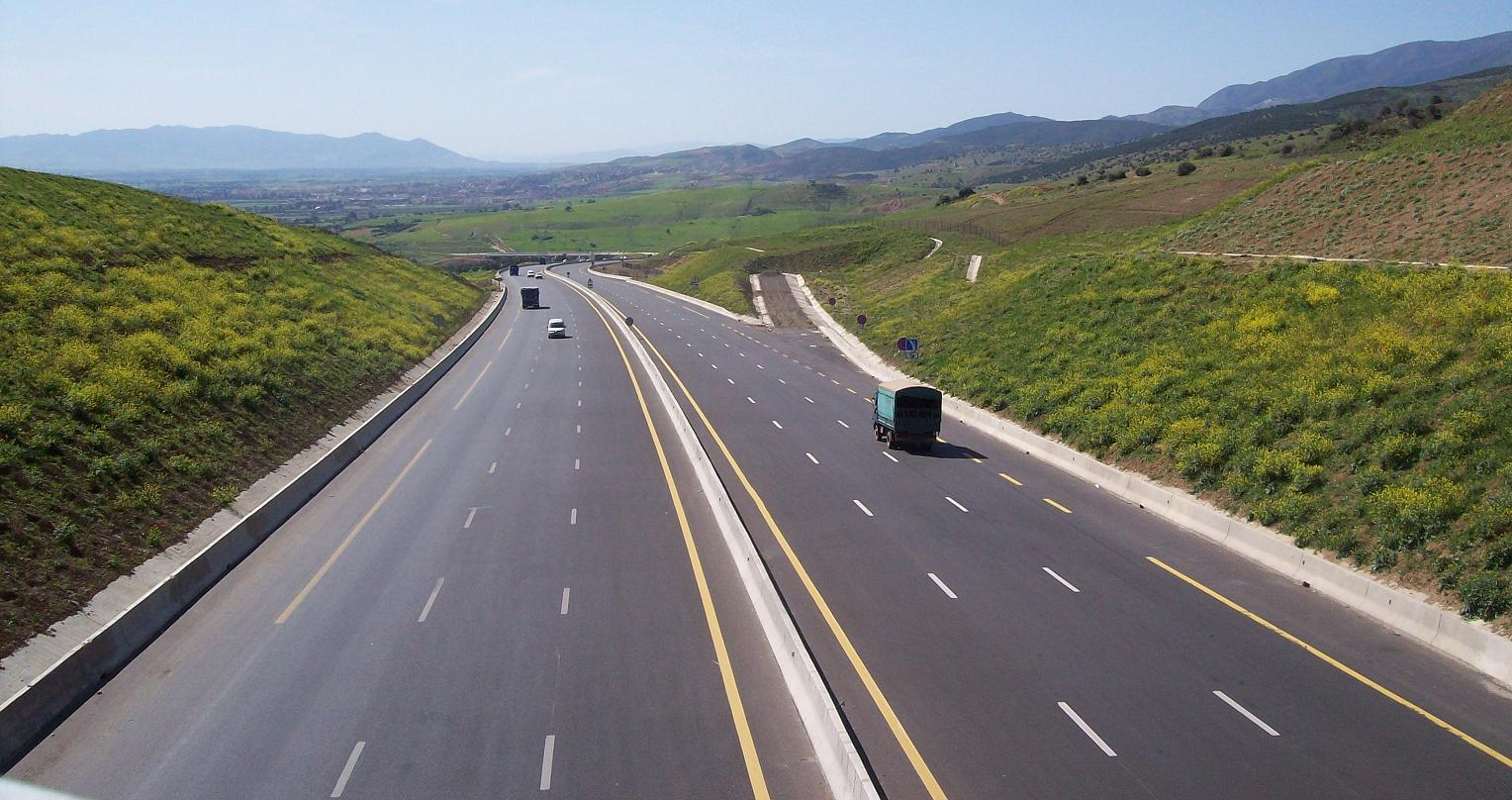
Nouvelle autoroute Est-Ouest reliant l'Est et l'Ouest de l'Algérie sur une distance de 1216 km.

Le réseau routier algérien est le plus dense du continent africain, sa longueur est estimée à 180 000 km de routes, avec un taux de revêtement de 85 % et plus de 3 756 ouvrages d'art. Ce réseau devrait être complété par une infrastructure autoroutière majeure en cours d'achèvement, l'autoroute Est-Ouest. C'est une autoroute 2x3 voies qui relie, sur 1 216 km, la ville d'Annaba à l'extrême Est à la ville de Tlemcen à l'extrême Ouest. L'Algérie est également traversée du Nord au Sud par la route transsaharienne, qui est maintenant goudronnée sur sa quasi-totalité et est même une autoroute sur le début de sa partie Nord. Cette route est poussée en avant par le gouvernement algérien afin d'accroître le commerce entre les six pays traversés (Algérie, Mali, Niger, Nigeria, Tchad et Tunisie).

### Transport ferroviaire

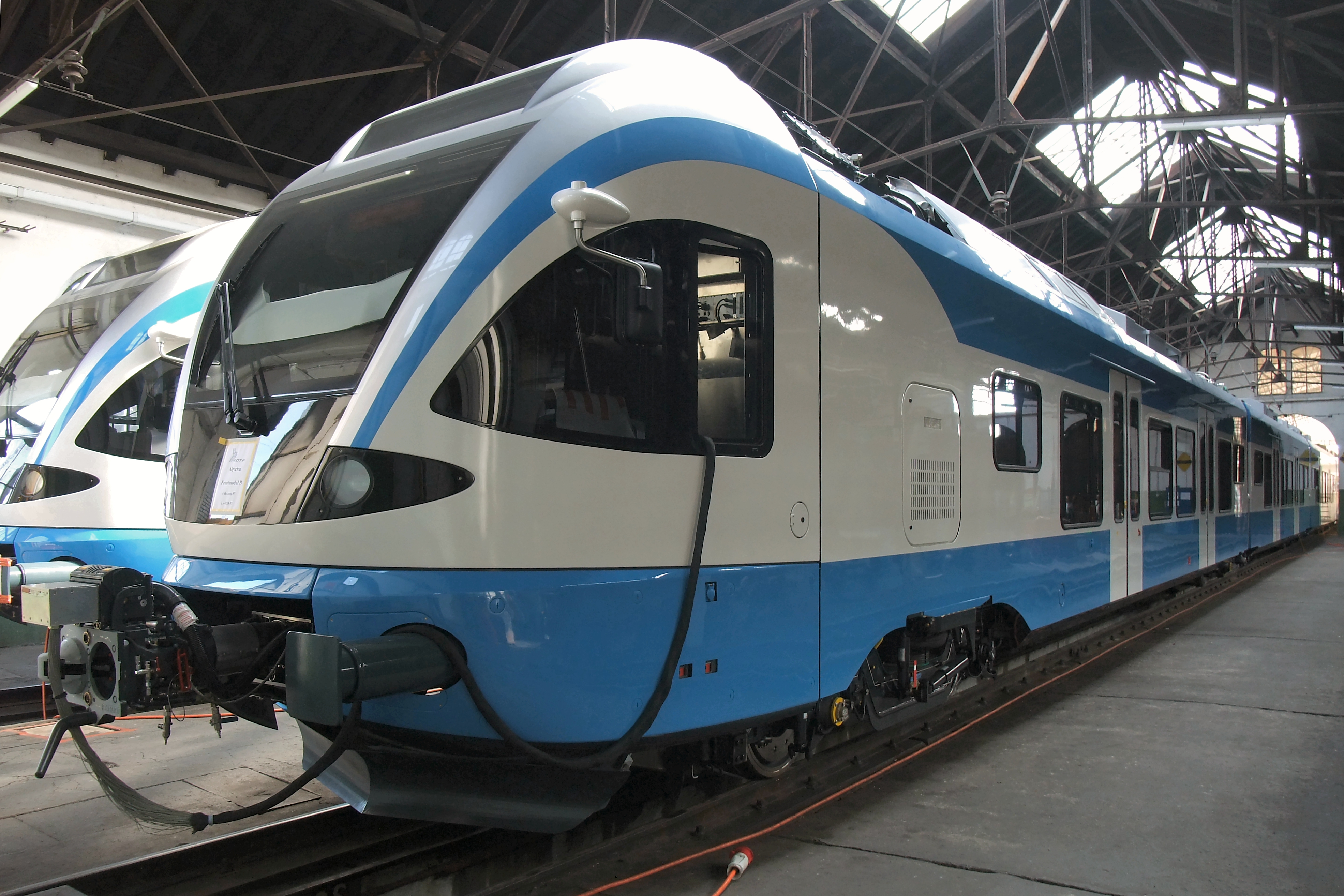
Train de la banlieue algéroise.

Le réseau ferroviaire est quant à lui estimé à 4 500 km, soit le deuxième en taille du continent. Ce réseau connaît depuis peu une électrification au niveau de certains tronçons, ce qui doit conduire incessamment à l'installation de trains à grande vitesse qui devraient relier les villes les plus importantes du pays. L'ouverture fin 2011 du métro d'Alger, d'une longueur de 14 km et desservant 16 stations, fait d'Alger la première ville du Maghreb à être équipée d'un métro souterrain.

### Transport maritime
Pour l'activité portuaire, elle est principalement dominée par les exportations d'hydrocarbures. Le premier port d'Algérie est de loin celui d'Arzew, par lequel transite la plus grande part des exportations de pétrole brut d'Algérie, et avec un trafic annuel de 40 millions de tonnes de cargaisons. La Compagnie nationale algérienne de navigation (CNAN) et l'Entreprise nationale de transport maritime de voyageurs (Algérie Ferries) sont des acteurs du transport maritime en Algérie. Plusieurs transbordeurs (navire traversier) font la liaison des passagers vers les côtes européennes ainsi que le transport de marchandises à travers le monde. En Algérie, les ports les plus importants sont au nombre de 17 : port d'Alger, port de Annaba, port d'Arzew, port d'Arzew El-Djedid, port de Béjaïa, port de Béni Saf, port de Cherchell, port de Collo, port de Dellys, port de Djen Djen, port de Ghazaouet, port de Jijel, port de Mostaganem, port d'Oran, port Méthanier, port de Skikda et port de Ténès.

### Transport aérien

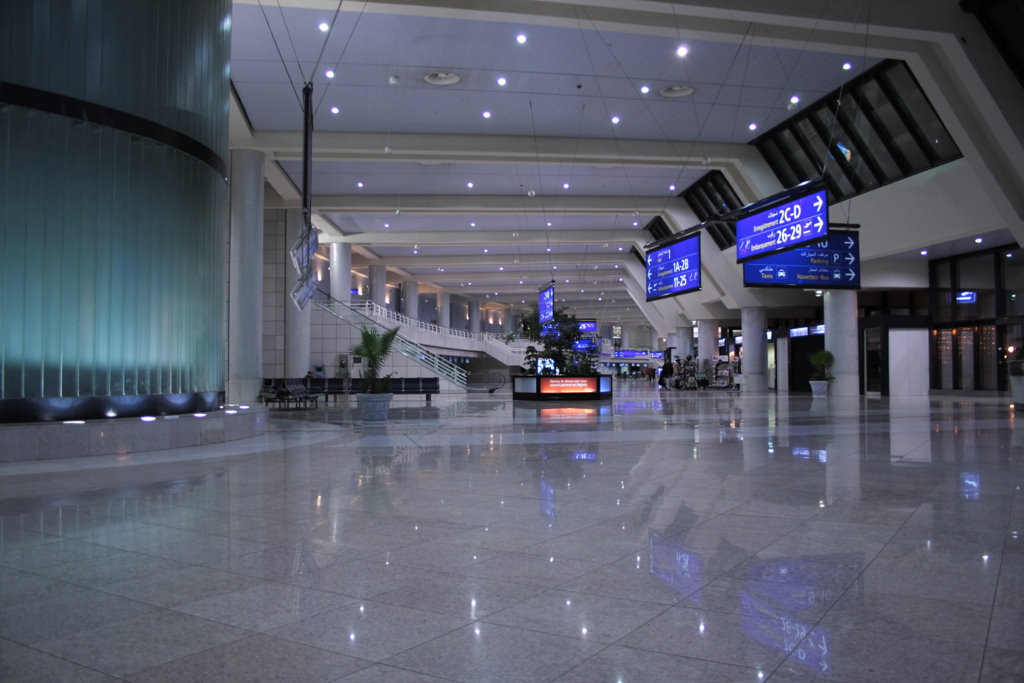
Hall de départ de l'aéroport d'Alger - Houari-Boumédiène.

L'Algérie compte 35 aéroports, dont 13 internationaux. Le plus important est l'aéroport d'Alger - Houari-Boumédiène avec une capacité, depuis 2019, de 22 millions de passagers par an. Air Algérie, la compagnie aérienne nationale, domine quant à elle le marché du transport aérien qui compte depuis son ouverture à la concurrence 8 autres compagnies privées, dont notamment la compagnie Tassili Airlines.
Air Algérie gère des lignes régulières vers l'Europe, l'Afrique, le Canada, la Chine et le Moyen-Orient.
Plusieurs compagnies aériennes internationales assurent des vols réguliers vers l'Algérie (Tunisair, Royal Air Maroc, EgyptAir, Qatar Airways, Saudia, Iberia, Air France, Alitalia, Aigle Azur, Lufthansa, Turkish Airlines, British Airways, TAP Air Portugal).

### Transport métropolitain

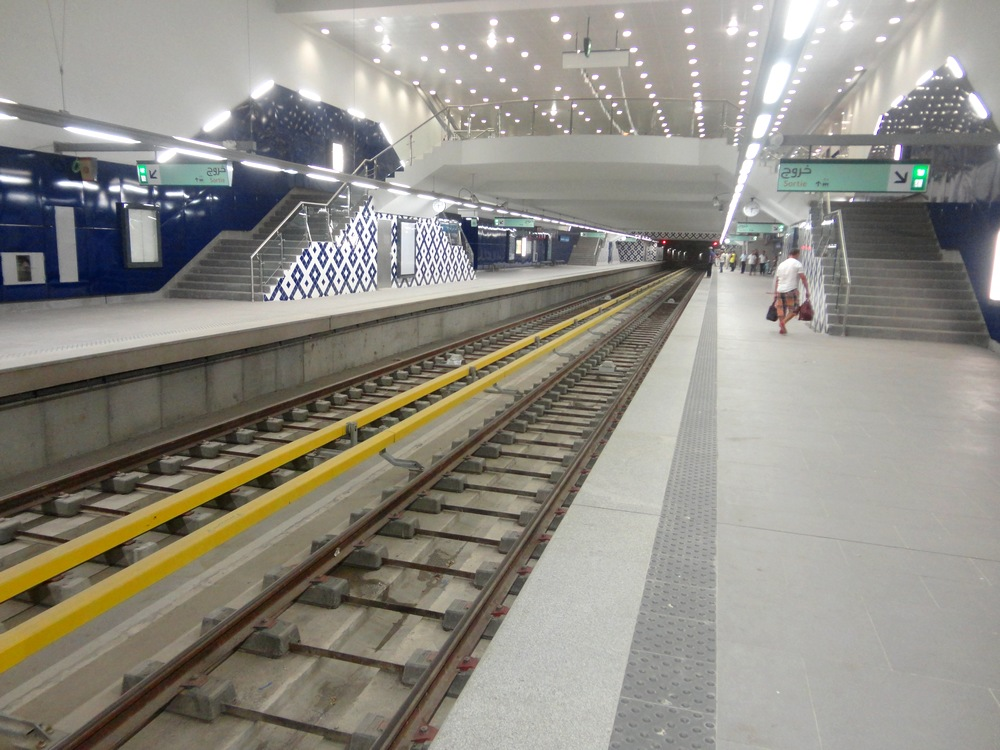
Station de métro El Harrach Centre à Alger.

Plusieurs grandes villes (Alger, Batna, Constantine, Oran, Sétif, etc.) se doteront du tramway,.
Dans la majorité des villes, les bus privés et de l'État possèdent des lignes qui desservent la plupart des quartiers. Ainsi à Alger la compagnie nationale Entreprise de transport urbain et suburbain d'Alger éprouve des difficultés face à la demande des citoyens. Les mégabus ont été ajoutés au transport pour améliorer les services. Mais, la modernisation des trains de banlieue et l'ouverture de nouveaux téléfériques faciliteront le déplacement des gens dans la capitale et aussi dans certaines villes.

### Statistiques
Avec 4 314 morts sur 16 282 accidents de la route recensés par la Direction générale de la Sûreté nationale en 2003, l’Algérie serait le quatrième pays le plus dangereux au niveau mondial en ce qui concerne la circulation automobile. La raison principale est « l’extraordinaire banalisation d’une conduite suicidaire sur les routes du pays ».
| Indicateur         | Valeur                                                |
| ------------------ | ----------------------------------------------------- |
| Routes             | 180 000 km (dont 42 000 km routes secondaires) (2010) |
| Nombre d’aéroports | 35 (dont 13 internationaux) (2005)                    |
| Voies ferrées      | 4 500 km (dont 299 km électrifiées) (2010)            |
| Nombre de ports    | 40 ports, 11 mixtes, 2 destinés aux hydrocarbures     |
| Nombre de voitures | 5,5 millions de véhicules (2009)                      |

## Société

Panorama du front de mer d'Annaba, quatrième ville d'Algérie par sa population.

### Ascendance et héritage
Les Algériens descendent principalement des Amazighs (ou Berbères). Il est probable que les Haratins aient disputé des territoires aux Berbères avant d'être totalement refoulés vers les oasis du Sahara algérien. Les différentes vagues de peuplement, composées de Phéniciens, de Juifs, de Romains, de Vandales, de Byzantins, d'Arabes, d'Espagnols, d'Andalous, d'Ottomans (Kouloughlis), de Français, etc., se sont succédé au cours de l'histoire.
C'est à partir du XIe siècle, avec l'arrivée des tribus hilaliennes chassées d'Égypte, qu'une certaine arabisation linguistique se produit. Une partie de la population s'identifie comme des Berbères, principalement les Kabyles, les Chaouis et les Chenouis.
Les musulmans orientaux ont converti l’ensemble du Maghreb à l’islam au VIIe siècle. L’apport démographique arabe n’a été significatif en Algérie qu’à partir du XIe siècle, notamment par l’arrivée de tribus d’Hilaliens, estimées cependant à quelques dizaines de milliers. Aussi d'après ces estimations, la principale souche très majoritaire des Algériens est berbère,. Selon l'historien Charles-Robert Ageron, en 1886, l'Algérie comptait environ 1,2 million de berbérophones et environ 1,1 million d'« Arabes ». L'arabisation plus massive de l'Algérie est donc relativement récente et s'est surtout accélérée durant la colonisation française entre 1850 et 1950. Parmi les régions restées berbérophones, notamment en raison de leur enclavement géographique (montagnes, oasis) ou religieux, la Kabylie et les Aurès sont les plus nombreux.
L'Algérie connut aussi entre les années 1950 et les années 2000 des brassages intenses de sa population, dus à diverses raisons : guerre de libération nationale, migrations internes des populations, exode rural massif, décennie noire ou urbanisation rapide.
Au cours d'une enquête réalisée entre 2006 et 2007, la Fondation nationale pour la promotion de la santé et le développement de la recherche (FOREM) a découvert que 38,3 % des mariages du pays sont consanguins. La commune de Bir el-Ater près de Tébessa vient en tête du classement avec un taux de 88 % de cas de consanguinité, alors que le taux le plus faible est enregistré à Oran avec 18,5 %.

### Statut matrimonial et vie de famille

#### Statut matrimonial
En 2010, la société algérienne est en majorité composée de jeunes et 50 % de la population est célibataire.
Depuis 2014, le nombre de mariages suit une tendance à la baisse, une diminution qui s’est accentuée à partir de 2020. Cette année-là, seulement 285 000 unions ont été célébrées, soit une baisse de 10 % par rapport à 2019.
En 2021, un rebond temporaire a été observé, avec 315 000 mariages enregistrés, reflet d’un effet de rattrapage après les restrictions imposées durant la crise sanitaire. Cependant, cette reprise a été de courte durée : le nombre d’unions est retombé à 278 000 en 2023.
Le taux brut de nuptialité s’est ainsi stabilisé au niveau du début des années 2000, atteignant 6 ‰.
Il existe en Algérie une légère prédominance de la population masculine (50,6%), soit 103 hommes pour 100 femmes. Les femmes en âge de procréer (15-49 ans) sont au nombre de 11,4 millions.
En 2024 le taux de fertilité était de 2,8 enfants par femme.
En 2021 la mortalité infantile est demeurée stable à l’échelle nationale, avec un taux de 19,9 ‰.

#### Vie de famille
La forme familiale  la plus commune et hégémonique en Algérie est celle de la famille nucléaire (père, mère et enfants) souvent accompagnée de la présence des grands-parents (paternels puisque les femmes algériennes une fois mariées sont souvent amenées à partir vivre chez la famille de leurs époux) au sein de la maison.
Il existe toutefois une difficulté à définir le modèle familial algérien car celui-ci est basé sur la cohabitation de nombreux membres différents de la  famille, en plus des parents et des grands-parents, la solidarité familiale implique parfois de vivre avec d'autres membres qui, confrontés à des difficultés de la vie (veuves avec ou sans enfants, étudiants loin de chez eux qui partent vivre chez des membres éloignés de leur famille, personnes en situation de précarité ou dans une période de chômage, orphelins qui partent vivre chez des oncles, tantes ou grands-parents…), pourraient trouver refuge chez d'autres membres de sa famille.
« Les sociologues de la famille n'arrivent pas à trouver une dénomination consensuelle pour la famille algérienne. Les uns parlent de famille élargie, composée, étendue et récusent la notion de modèle familial unique; d'autres parlent d'un modèle familial diversifié et présentant plusieurs types. Mais la tendance dominante est à la caractérisation d'un modèle familial résultant d'une stratégie multiple d'adaptation aussi bien en milieu urbain que rural. Lors des enquêtes de terrain, les sociologues se heurtent en effet à la diversité des formes de cohabitation familiale, À titre d'exemple, Fatima Oussedik ( 1988), dans une enquête menée dans certains quartiers d'Alger, a été amenée à dresser une typologie de son objet de recherche, dégageant cinq types de familles qu'elle classe par ordre de fréquence : 1. la famille néo-patriarcale étendue (couple, enfants célibataires et mariés, petits-enfants); 2. la famille néo-patriarcale réduite (couple, enfants célibataires); 3. la famille conjugale (couple, enfants); 4. la famille conjugale réduite (enfants vivant avec un seul parent veuf ou divorcé) ; 5. la famille para-conjugale (couple avec enfants, hébergé par les beaux-parents en raison de la crise de logement). Pour dresser sa classification, Oussedik ne s'est pas contentée du critère du lieu de consommation ; elle a introduit d'autres critères comme le souhait de vivre dans des groupes familiaux étendus, la manière par laquelle les conjoints se sont connus et se sont mariés, etc. Si l'on ne retenait que le critère du lieu de consommation, il apparaîtrait dans l'enquête qu'il y a deux formes de familles en Algérie : la famille conjugale (couple et enfants) et la famille composée formée de plusieurs couples avec enfants, se présentant comme unité de consommation partageant le même lieu de résidence. Cependant, l'une et l'autre forme semblent être un état transitoire évoluant vers l'une ou l'autre forme, comme si la société n'avait pas fixé la forme familiale de la reproduction sociale. Ceci est confirmé par l'enquête menée par Oussedik qui constate que nombre de familles « néopatriarcales » se sont constituées à partir d'une famille conjugale provenant de l'intérieur du pays dans les années 1960 (1986 : 98), et l'enquête menée dix ans plus tôt par Mustapha Boutefnouchet, aussi modeste soit son échantillon (121 familles), aboutit à ce même résultat. »

### Conditions de vie, aménités et développement
Dans les années 2010, l’Algérie figure parmi les cinq pays africains ayant un indice de développement humain (IDH) élevé. Elle est le premier en Afrique du Nord. Son IDH passe de 0,649 en 2000 à 0,745 en 2021, ce qui classe le pays à la 91e place mondiale.
L’espérance de vie à la naissance s'établit à 75 ans en 2015. La durée attendue de scolarisation atteint en 2015 une moyenne de 14,4.
Le Rapport mondial sur le bonheur de 2025, publié par l’ONU, classe l'Algérie au troisième rang en Afrique en matière de bonheur. Avec un score de 5,4 sur 10, l’Algérie occupe la 84ᵉ place à l’échelle mondiale. Le pays se distingue notamment par un fort sentiment de solidarité et de soutien social, des facteurs clés dans l'évaluation du bien-être. Le rapport met en avant que 52 % des Algériens déclarent avoir aidé un étranger au cours du mois précédent,.
Le nombre de familles connectées au réseau d’internet fixe a grimpé de « 3,5 millions de familles en 2020 (40% du total des familles) à plus de 5,7 millions de familles (65%). En 2024 80% des familles ont accès à internet de manière quotidienne.

### Écologie
L'Algérie le 42e pays le plus « écologiquement propre » de la planète, et le premier parmi les pays arabes notamment en raison des progrès réalisés récemment au niveau des énergies renouvelables et au vu de son potentiel énergétique.

### Immigrations vers l'Algérie
Dans les années 2010, le pays est confronté à une forte immigration clandestine en provenance du Sahel (essentiellement du Niger). Les ONG estiment qu'environ 100 000 Subsahariens vivent en situation irrégulière en Algérie, hors de tout cadre juridique et dans des conditions difficiles. Plusieurs médias font état d’un racisme et de discriminations à leur encontre,,,,. Les autorités algériennes expulsent régulièrement dans le désert ces migrants, y compris femmes enceintes et enfants, sans leur fournir eau ni nourriture, ce qui conduit à des morts fréquentes : plus de 13 000 migrants clandestins auraient ainsi été expulsés entre avril 2017 et juin 2018,.

### Emigrations depuis l'Algérie et descendants d'Algériens
La dimension de la diaspora algérienne est inconnue, des millions d'Algériens vivent à l'extérieur du pays. Toutefois, la commission des affaires étrangères de l’APN a été chargée du recensement général de la population (RGPH 2008) pour connaitre le poids des migrants.
En 2008, les garde-côtes algériens ont repêché près d'une cinquantaine de corps à l'ouest de l'Algérie. La majorité des morts avaient entre 20 et 30 ans. Les Algériens les appellent les Harrag. Le mythe du harrag se répand vite à travers le pays et il est devenu fréquent. Surtout à l'ouest, les jeunes fredonnent « C'est la dernière année où je suis là ».

### Démographie

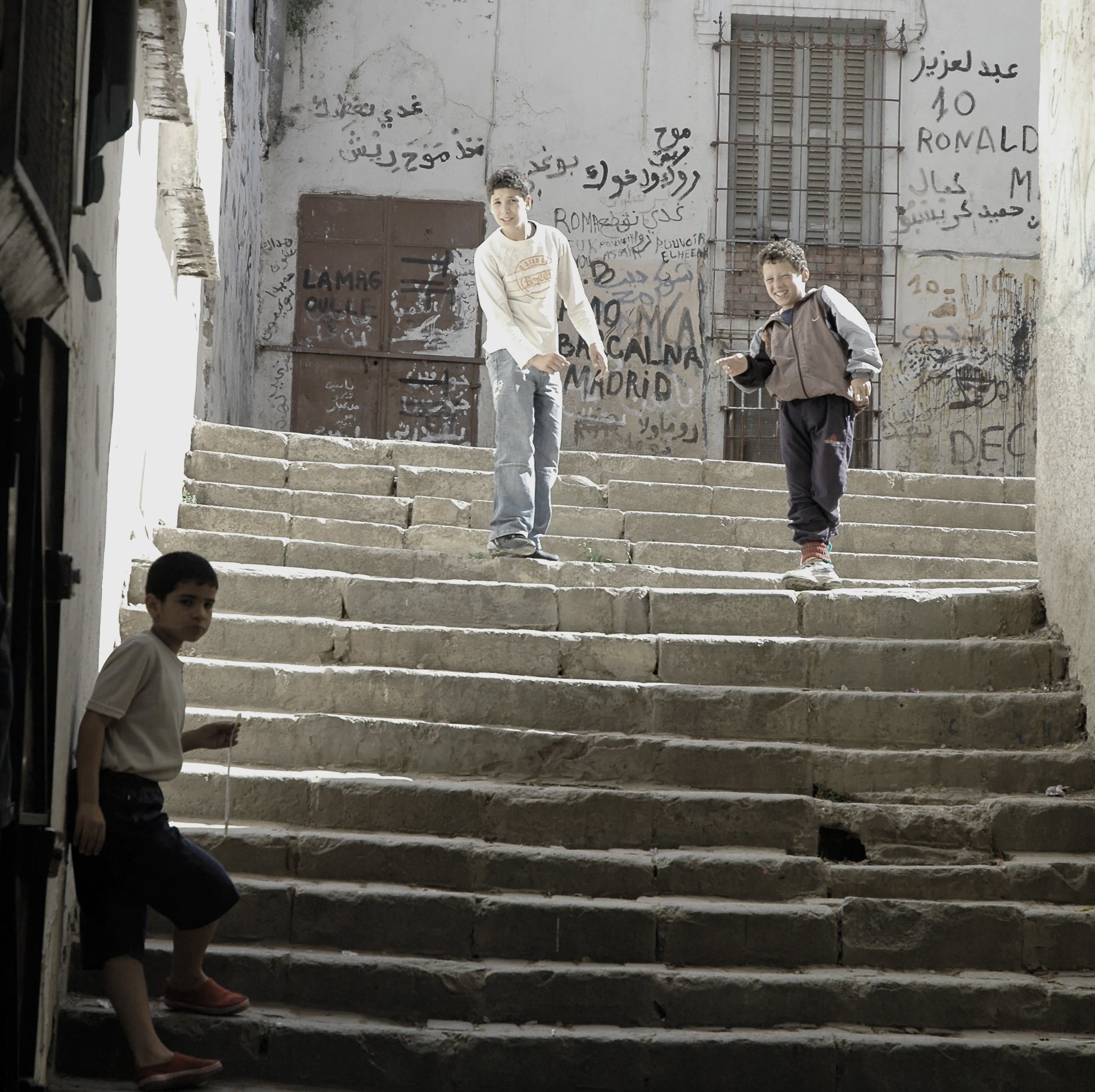
Jeunes Algérois dans les rues de la Casbah.

L'Algérie comptait 44,6 millions d'habitants en janvier 2021 avec un taux de croissance annuel de 1.7 %. Environ 90 % des Algériens vivent sur un peu plus de 10 % du territoire, concentrés le long des côtes méditerranéennes. La densité de la population moyenne du pays est de 14 hab./km2. Cependant, ce chiffre reflète mal une répartition inégale, elle dépasse en effet les 100 hab./km2 pour les régions du nord, principales régions peuplées de l'Algérie. Près de la moitié des Algériens a moins de 19 ans.
Après l'indépendance, l'Algérie était parmi les pays à plus forts taux de fécondité au monde. Il y avait un faible taux d'emploi de femmes pendant les années 1970. La transition démographique se fit en 2000. Le pays se situe dans les pays à fécondité modérée avec un taux de 20 pour mille. L’introduction de la contraception, l'émancipation des femmes dans le monde du travail et la situation socioéconomique (crise de logement, avancée de l'âge du mariage, l'inflation, le chômage, etc.) des familles sont les causes principales de la baisse. Selon des chiffres officiels, il y eut 992 000 naissances vivantes en 2020 dans le pays.
Le pays connaît aussi un taux important d'émigration. En 2000, l'Algérie est le 15e pays du monde ayant fourni le plus de migrants, estimés à plus de deux millions d’individus, soit une proportion de 6,8 % par rapport à la population du pays
 (décembre 2024).
. La France abrite la plus importante communauté algérienne à l'étranger, estimée à un million de personnes, dont près de 450 000 binationaux. Selon l'Association internationale de la diaspora algérienne, d'autres communautés importantes vivent en Espagne (300 000), au Royaume-Uni (250 000), au Canada (110 000), en Belgique (50 000) et en Italie (50 000). Le taux de migration est négatif (-0,33 ‰), car le taux d'émigration n'est qu'en partie compensé par l'immigration de populations venues des pays du sud. L'Algérie abrite notamment dans la région de Tindouf près de 165 000 réfugiés sahraouis ayant fui le Sahara occidental en 1975. Cette émigration s'est encore accélérée depuis 2000. Entre 2000 et 2013, 840 000 Algériens ont quitté le pays portant le nombre d'Algériens expatriés à 1 770 000 en 2013. 82 % des émigrés algériens se trouvent en France. Cette émigration a pour conséquence une « hémorragie grave dans l'encadrement et les élites universitaires ». En 2017, les chiffres de l'émigration repartent à la hausse. Entre les mois de juillet et septembre, les Algériens faisaient partie des cinq principales nationalités d'arrivants en Europe après la Syrie, le Maroc, le Nigeria et l'Irak. En 2012, résident notamment en Algérie 30 344 Français et environ 30 000 à 40 000 Chinois.

### La condition des femmes algériennes

#### Instruction et accès à l'éducation et au travail

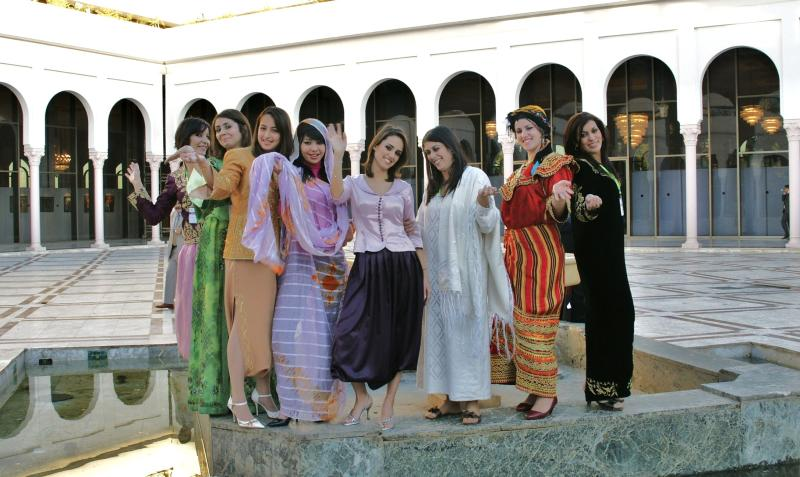
Femmes algériennes en tenues traditionnelles du pays.

Le socialisme de l’État algérien durant les premières décennies de l’indépendance, favorise l’intégration des femmes dans un projet national progressiste. Cependant, la montée de l’islamisme depuis les années 1980 complique le statut de la femme. Après la décennie noire, les femmes ont réinvesti la sphère publique.
La Constitution garantit tous les droits politiques, économiques, sociaux et culturels de la femme algérienne. L’écart hommes-femmes dans le taux de scolarisation s'est relativement rétréci, passant de 20 % en 1966 à 3,6 % en 2002.
À ce sujet, 60 % des inscrits à l’université en 2007 sont des femmes contre 39,5 % en 1991 (quadruplement du nombre des étudiantes). Concernant la main-d’œuvre féminine, il est indiqué dans le rapport du CNES qu'« une augmentation de près de 5 fois comparée à la période 1977/2003 et de près de 2,5 fois sur la période 1987/2003 »,. En 2007, les femmes constituaient 60 % de ses juges et 70 % des juristes.
Les Algériennes représentent 42 % de la population active en 2022.
Plusieurs associations caritatives et organismes sont présidés par des femmes : elles travaillent pour donner des soins et pour aider les gens surtout dans les régions rurales et dans les hôpitaux.

#### Violences et lutte contre les violences sexistes et sexuelles
Afin de lutter contre les Violences Sexistes et Sexuelles (VSS), certaines lois ont été instaurées afin de permettre plus d’égalité entre les hommes et les femmes. En effet, le 5 mars 2015, une loi criminalisant les violences contre les femmes a été légiférée en Algérie par les députés. Ainsi, cette loi prévoit des peines allant d’un à vingt ans de prison selon la gravité de l'acte, voire jusqu’à la réclusion à perpétuité, s’il y a mort de la victime. Le texte du Code pénal prévoit aussi des peines de prison pour ceux qui feraient pression sur leur épouse pour bénéficier de ses biens et ses revenus financiers. L'Algérie est le deuxième pays du Maghreb à mettre en place une telle réforme.
Selon Atiqa Belhassen, militante feministe, « la modification du Code pénal en 2015 a eu un impact sur le système de pensée. On a parlé de la violence comme étant quelque chose d’anormal ».
La question de l'hébergement est celle qui freine le plus les femmes victimes d'abus, cependant la modification du Code pénal, un centre d’accueil pour femmes, offrant une capacité de 50 places, a vu le jour à Mostaganem, à 90 kilomètres à l’est d’Oran. Selon Atiqa Belhassen militante féministe, « la procédure est rapide et accessible : toute femme qui se présente au commissariat ou à la Ddas en affirmant ne pas avoir de lieu où passer la nuit est immédiatement prise en charge, quelle que soit sa région d’origine ».
Un second centre a été aménagé dans la ville de Tlemcen, à l’ouest d’Oran, mais demeure fermé en raison de l’absence de financement pour son fonctionnement.
Toutefois, le sexisme reste fort au sein de la société Algérienne, le personnel soignant, les professeurs et les citoyens (femmes comme hommes) ne sont pas formés a la lutte contre les VSS et le sexisme qui en est à l'origine.

#### Une législation et un système juridique vecteurs demisogynie
Selon l'avocate et militante féministe Algérienne Aouicha Bekhti : « La première violence envers les femmes en Algérie est institutionnelle. Le code de la famille, qui est inspiré directement de la charia, en fait une mineure à vie. Pourtant, la Constitution consacre l'égalité totale entre les femmes et les hommes en tant que citoyennes et citoyens. Elle prévoit qu'une femme peut être présidente, et d'ailleurs, il y a eu des femmes candidates. La dernière Constitution a aussi consacré la parité en milieu professionnel. Mais la vie privée est gérée par le Code de la famille, que l'on a rebaptisé entre militantes le code de "l'infamie", car pour moi, c'est une infamie. »
La majorité légale pour les femmes est fixée à 19 ans. Cependant, lorsqu'une femme souhaite se marier, elle est tenue de choisir un tuteur. Par ailleurs, il est extrêmement courant qu’une femme renonce à toute forme de carrière ou de vie en dehors du foyer après son mariage ou la naissance de ses enfants.
Le Code de la famille reste très favorable aux hommmes : une femme hérite moins que son frère, l’homme peut divorcer sans motifs, mais pas la femme, l'idée selon laquelle les hommes sont supérieurs aux femmes demeure en Algérie.
L'universitaire Fadéla Boumnedjel-Chitour indique en 2018 : « Quand la femme a tout de même le courage de se déplacer au commissariat ou à la brigade de gendarmerie, des officiers et agents de sécurité prennent le relais de la famille pour essayer de la dissuader avec un discours moralisateur. On lui demande, par exemple, de comprendre la colère de son mari et on la rassure en lui disant qu'il ne recommencera plus. Il est rare que les commissariats de police ou les brigades de gendarmerie prennent sa déposition et l'encouragent à établir un certificat médical descriptif pour des blessures volontaires. […] On dit souvent que les femmes ne connaissent pas leurs droits. Je peux vous dire qu'elles les connaissent parfaitement. Mais elles ont intériorisé à quel point les obstacles sont multiples, les difficultés immenses et les chances d'aboutir minimes, ne serait-ce que parce qu'elles savent l'inégalité qui est imprimée dans le Code de la famille. ».
L’État Algérien s’appuie surtout sur le travail des associations lorsqu'il s'agit de la protection des femmes et de leurs droits mais n'impulse aucune dynamique étatique d'envergure.
L'article 333 du Code pénal, qui punit les outrages à la pudeur, est fréquemment invoqué pour punir les jeunes non mariés qui s'embrassent ou se caressent.
Le tabou des relations hommes femmes avant le mariage ainsi que le prolongement des études chez les jeunes filles conduit ainsi à une forte frustration sentimentales et sexuelle chez les hommes, qui se traduit par une agressivité et un ressentiment à l'égard des normes sociales, les femmes pouvant être suspectées de mœurs légères des qu'elles s'éloignent de la norme ou souhaitent avoir une certaine indépendance.

### Fêtes
| Date         | Nom                                      | Indication                                                                                                |
| ------------ | ---------------------------------------- | --- |
| 1er janvier  | Jour de l'an                             | Premier jour de l'année du calendrier grégorien                                                           |
| 12 janvier   | Jour de l'an Yennayer                    | Fête nationale, commémore le premier jour du calendrier berbères                                          |
| 1er mai      | Fête du Travail                          | Jour férié à l’occasion duquel plusieurs manifestations syndicales sont organisées, notamment par l’UGTA. |
| 5 juillet    | Fête de l’Indépendance et de la Jeunesse | Proclamée le jeudi 5 juillet 1962                                                                         |
| 1er novembre | Anniversaire de la Révolution algérienne | Fête nationale, commémore le déclenchement de la Révolution le lundi 1er novembre 1954                    |

| Date         | Calendrier hégirien | Nom                            | Indication |
| ------------ | ------------------- | ------------------------------ | --- |
| 21 avril     | 1 chawwal           | Aïd el-Fitr (ou Aïd es-Seghir) | Fin du ramadan, mois de jeûne et de prières pour les musulmans (3 jours)                                                     |
| 28 juin      | 10 dhou al-hijja    | Aïd al-Adha (ou Aïd el-Kebir)  | « la fête du sacrifice », commémoration de la soumission d’Abraham à Dieu, marque la fin du pèlerinage à La Mecque (3 jours) |
| 19 juillet   | 1 Mouharram         | Awal muharram                  | Premier jour de l’année musulmane (Hégire)                                                                                   |
| 28 juillet   | 10 Mouharram        | Achoura                        | Fête qui commémore le jour où Moïse traversa la Mer Rouge avec son peuple                                                    |
| 28 septembre | 12 Rabi-el-aouel    | al-Mawlid an-nabaoui           | Jour de la naissance du prophète de l'islam Mahomet                                                                          |

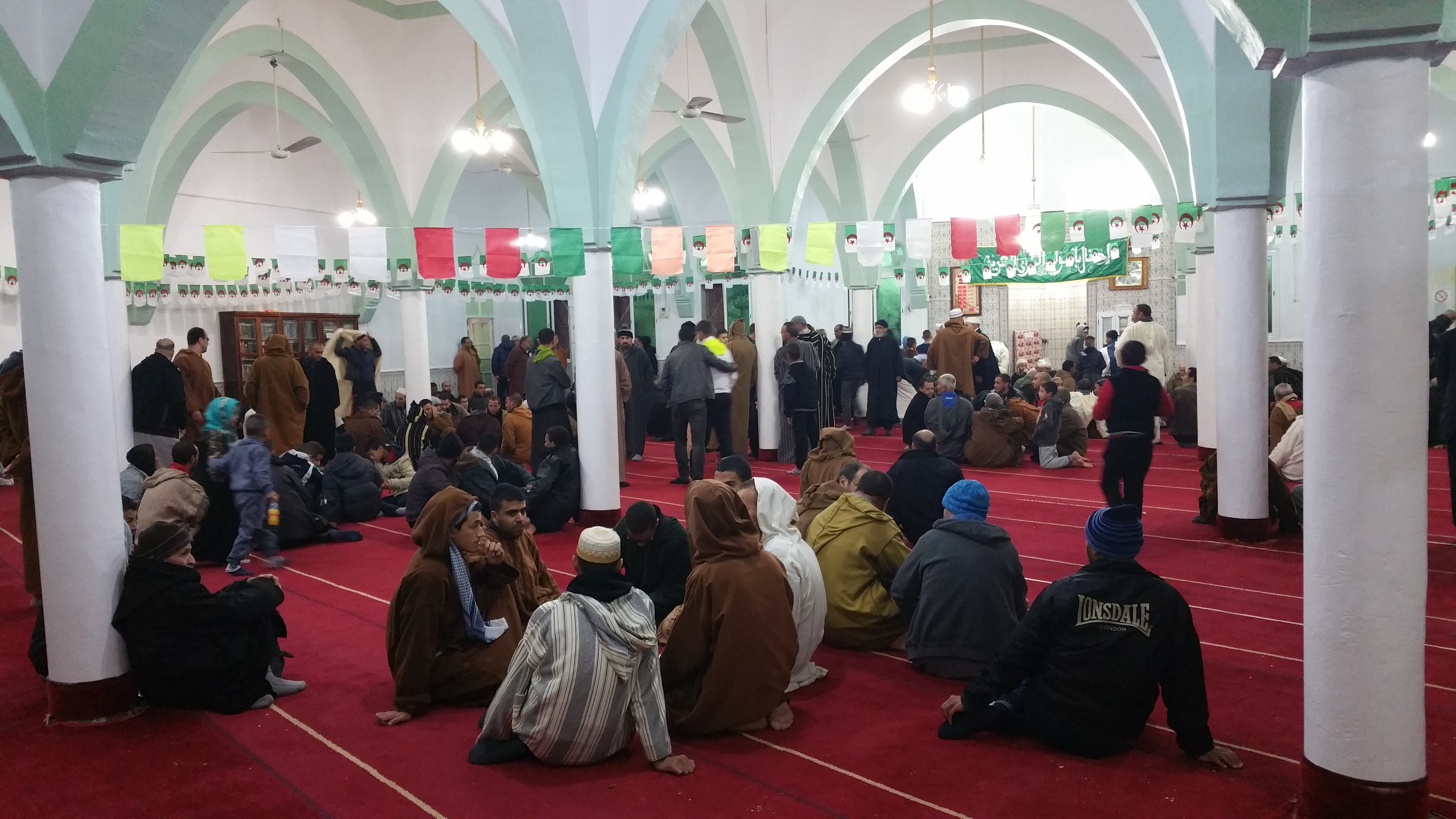
Récitation du Coran dans une mosquée en Algérie à l'occasion de la fête religieuse du Mouloud.

L'Algérie a adopté le weekend semi-universel (vendredi/samedi) en août 2009 pour s'adapter à l'économie des pays occidentaux. Le repos hebdomadaire était fixé depuis 1976 au jeudi et vendredi, à la différence de la plupart des pays de tradition islamique qui avaient déjà choisi le weekend universel (samedi/dimanche) ou semi-universel. Les jours fériés algériens sont inscrits dans la loi no 63/278 du 26 juillet 1963, modifiée et complétée des ordonnances no 66/153 et no 68/149 ; Yennayer (nouvel an du calendrier berbère), est décrété férié à partir du 12 janvier 2018. D'autres fêtes non officielles, islamiques, berbères ou nationalistes, sont également célébrées. Les principales fêtes berbères sont : Tafsut Imazighen (« Printemps berbère », 20 avril), Amenzu n tfsut (27 juillet), et Amenzu n tyerza (29 octobre). Parmi les fêtes nationalistes sont commémorés les massacres de Sétif du 8 mai 1945 ou encore la date anniversaire du congrès de la Soummam, tenu en 1956 et qui organisa la lutte des Algériens pour leur indépendance.

### Religions

#### État des lieux

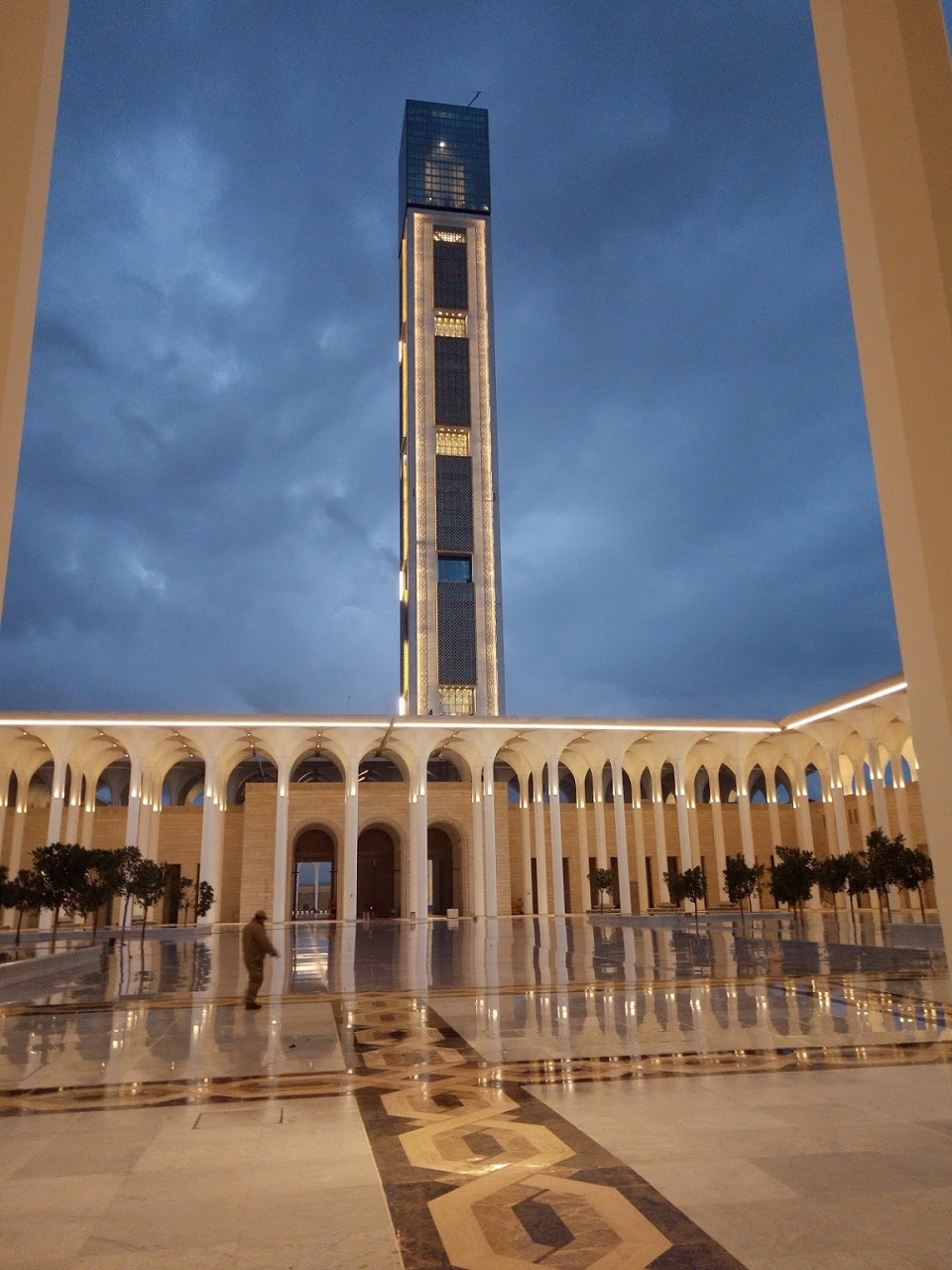
Djamaâ El-Djazaïr à Alger.

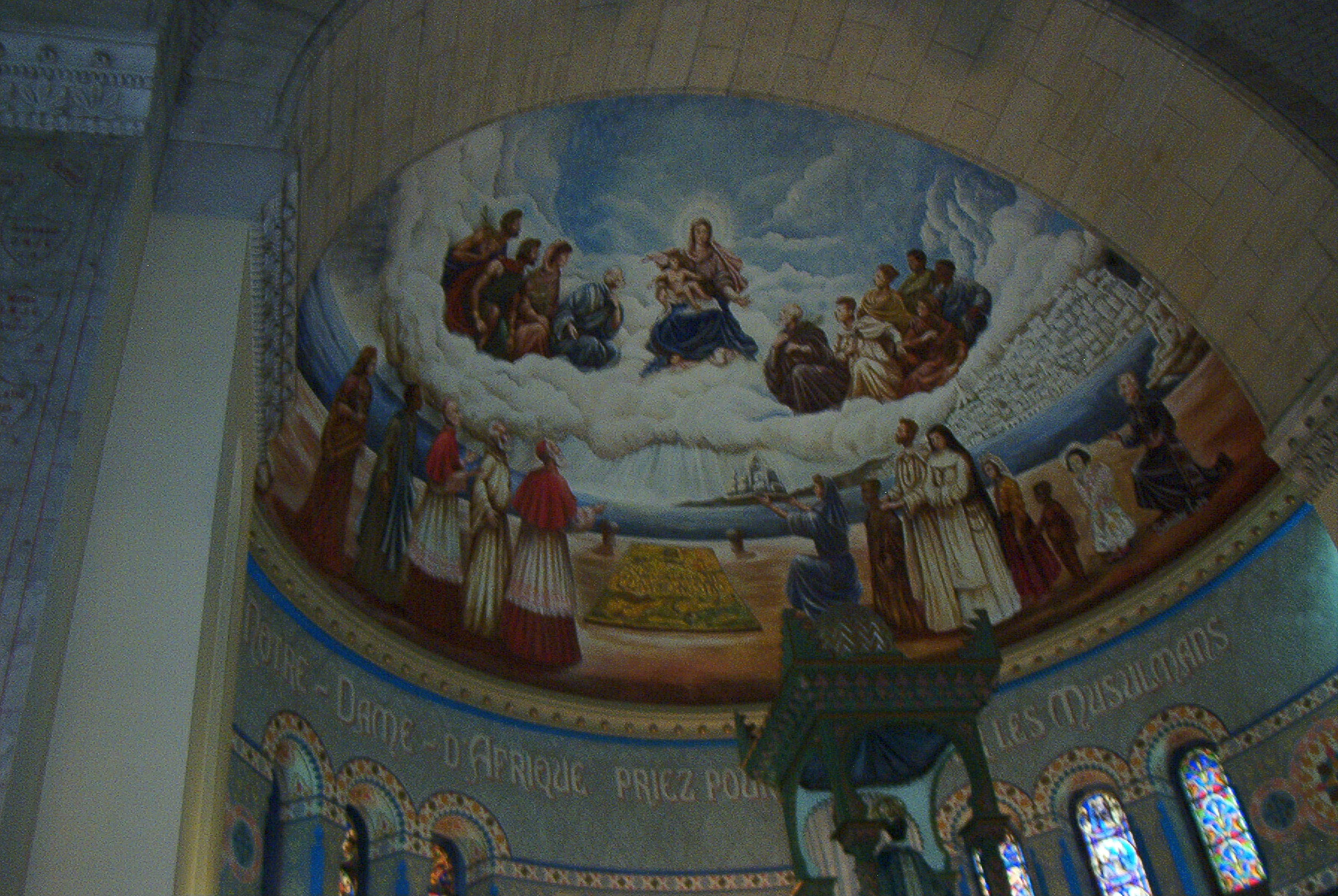
L'abside. Saint Augustin et les Cardinaux d'Alger.

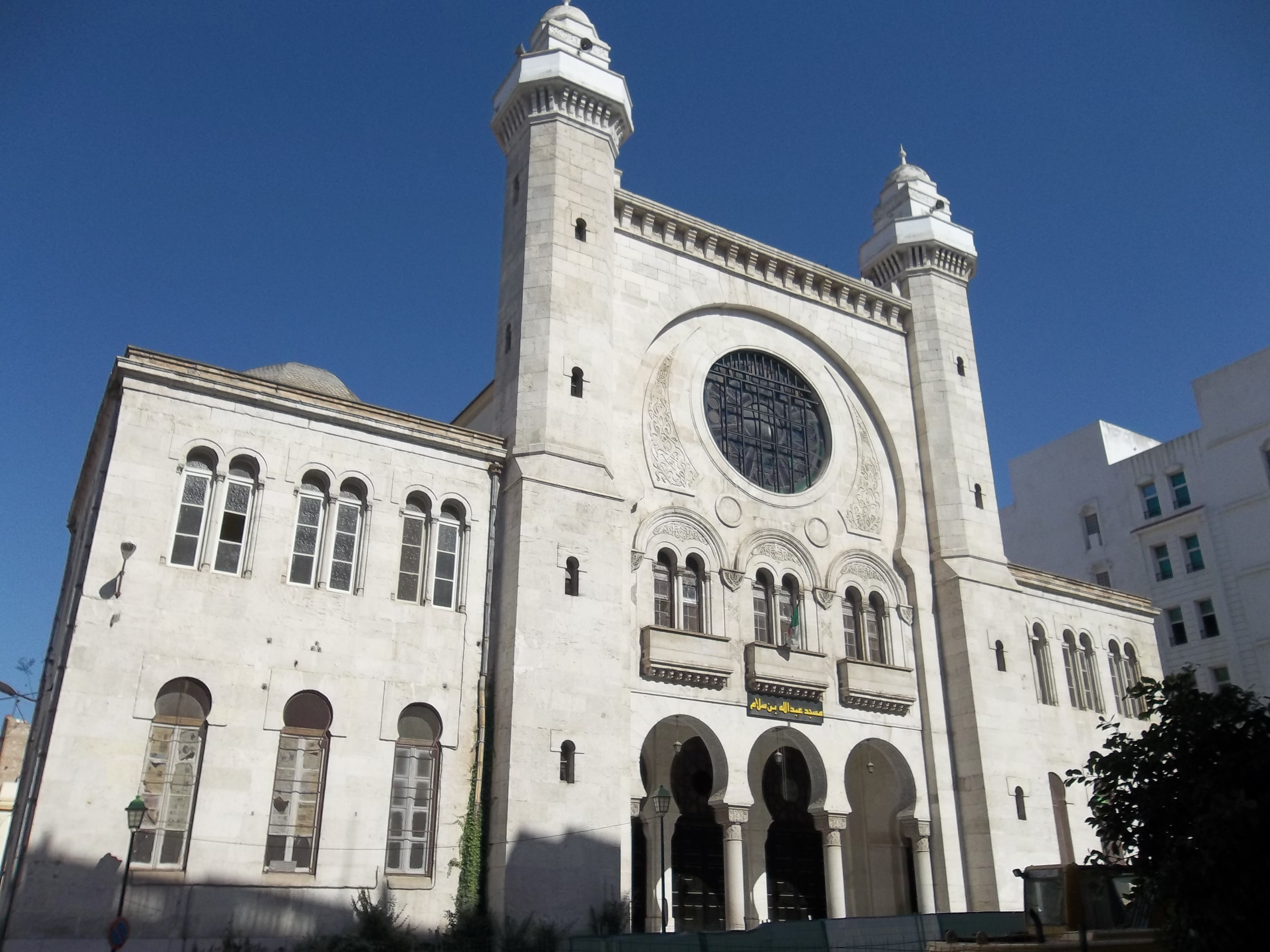
Grande synagogue d'Oran, devenue Mosquée Abdallah Ibn Salam.

Il n'existe pas de recensement officiel en matière de religion. Toutefois, il est généralement estimé que l'islam est la religion de 98 à 99 % des Algériens,. La République algérienne en a fait sa religion d'État. Les musulmans sont majoritairement sunnites de rite malékite, mais on trouve également des communautés ibadites comme dans le Mzab.
Il existe aussi plusieurs confréries soufies ou autres, les zaouïas. Ces derniers ont un grand rôle dans la société algérienne.

#### Institutions et liberté de culte
Le ministère des Affaires religieuses et des Wakfs gère tout ce qui est relié à la religion (décret exécutif no 89-99 du 27 juin 1989) : calendrier musulman, les horaires de prières, les jours de fête religieuse, l'annonce du ramadan, l'entretien des mosquées, le pèlerinage à La Mecque, etc.. Le Haut conseil islamique est une institution consultative placée auprès du président de la République, il est chargé selon le Décret présidentiel no 17-141 du 18 avril 2017 d’émettre des avis religieux (Ijtihad).
Plusieurs cérémonies religieuses célèbrent la naissance du prophète de l'islam Mahomet depuis des siècles. À ces occasions, l'usage de pétards provoque des hospitalisations chaque année.
Les récitants du Coran et les enfants circoncis reçoivent des cadeaux de la part des différents ministères et associations lors des fêtes religieuses.
La Constitution garantit à tous les citoyens une liberté du culte, et l'État en assure la protection. Les imams, les prêtres et les rabbins dépendent du ministère des Cultes et sont rémunérés par l’État. Le gouvernement contribue au financement des mosquées, des imams et de l'étude de l'islam dans les établissements scolaires. L’enseignement de la charia (les lois de la religion islamique) est devenu depuis septembre 2005 obligatoire dans toutes les filières du secondaire. En outre, le gouvernement a intensifié le contrôle de l'enseignement religieux scolaire, des prêches dans les établissements religieux et l'interdiction de la distribution d'ouvrages religieux faisant la promotion de la violence.
Les Églises protestantes d'Algérie avançant le chiffre de 50 000 fidèles en 2008, le ministère des Affaires religieuses reconnaît 11 000 chrétiens dans le pays, essentiellement catholiques. Roger Saïd, algérien de confession juive a représenté les intérêts de la communauté juive en Algérie à partir de 2009 ; il est décédé le 7 août 2012.
La liberté de culte, pleinement applicable à l'islam, s'accompagne de restrictions pour les autres religions, comme la prohibition du prosélytisme ou encore l'obligation pour tout prêche d'être effectuée par une personne agréée par les autorités. L'ordonnance no 06.03 du 28 février 2006 fixant les conditions et règles d'exercice des cultes autres que musulman, approuvée par la loi no 06.09 du 17 avril 2006, prévoit la condamnation à une peine de deux à cinq ans de prison et d’une amende de 500 000 à 1 000 000 DA quiconque utilise des « moyens de séduction tendant à convertir un musulman à une autre religion » ou « qui visent à ébranler la foi d’un musulman ». Cette même ordonnance exige aussi des religions autres que l'islam qu'elles ne soient pratiquées que dans des lieux agréés par l'État algérien. Depuis sa promulgation, de nombreux chrétiens et musulmans convertis au christianisme ont été poursuivis, accusés d'avoir enfreint ses dispositions. Pour endiguer leur progression, 10 Églises évangéliques ont été fermées alors même que les autorités refusent constamment d'enregistrer les Églises protestantes, forçant donc leurs membres à pratiquer leur culte dans des lieux non agréés par l'État, au risque de poursuites,. Les Ahmadis, un courant messianique musulman non reconnu par l'Organisation de la coopération islamique, y sont combattus, certains ayant été condamnés pour « atteinte aux préceptes de l'islam ». Cette législation est en contradiction manifeste avec la constitution algérienne qui proclame la liberté d'expression, la liberté de conscience et la liberté de culte.
L'Algérie connaît depuis les années 1990 une islamisation de la société qui se traduit notamment par la fermeture de débits de boissons ou de cinémas ou par l'usage de plus en plus répandu du voile islamique,,.

### Médias

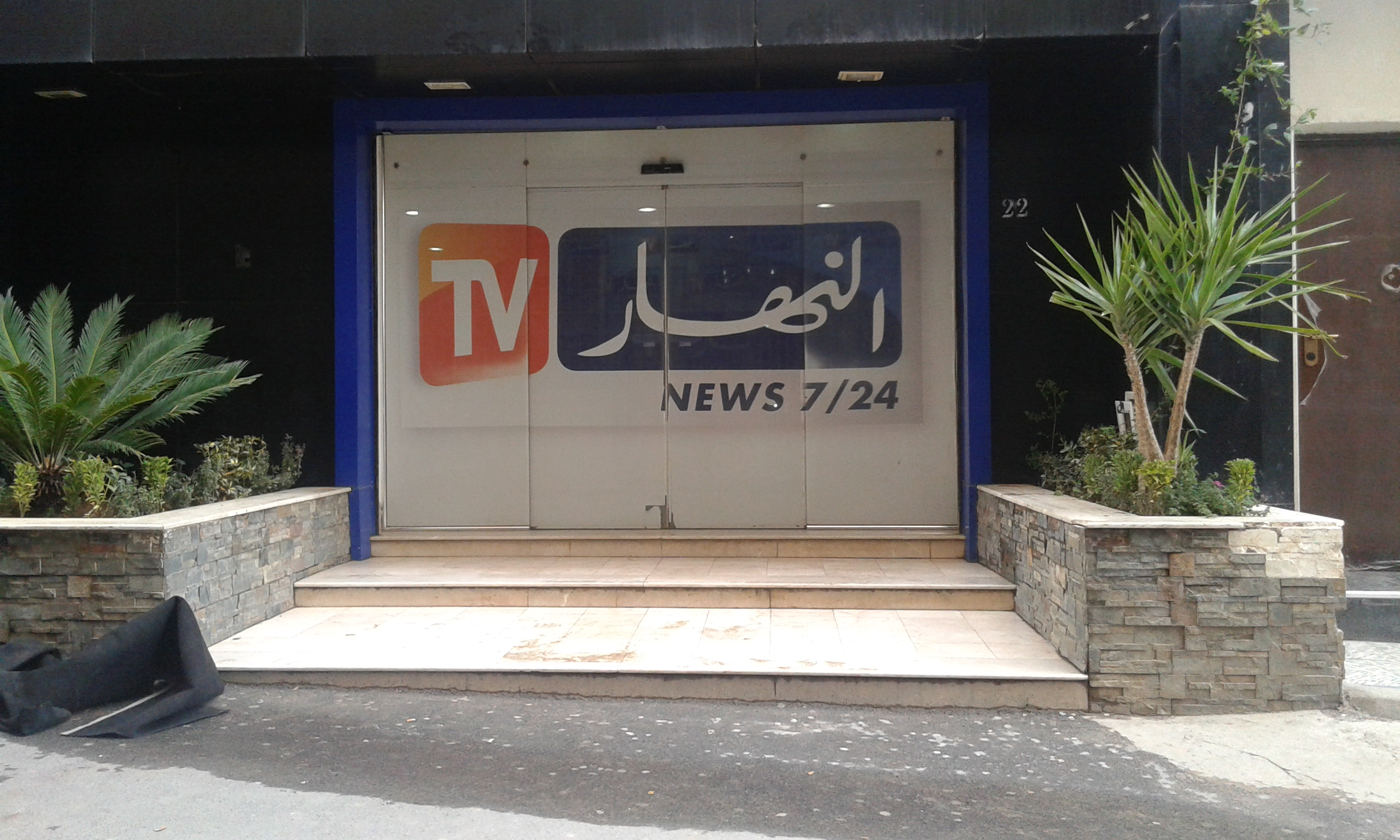
Siège d'Ennahar TV à Bir Mourad Raïs, Alger.

Dans l'audiovisuel, l'État gardait le monopole depuis 1962. La Télévision algérienne s'est démocratisée pendant la nouvelle constitution de 1989. L'Établissement public de télévision (EPTV) est l'entreprise nationale algérienne qui assure le service public de télévision. Elle gère la chaîne nationale terrestre de télévision, le Canal Algérie, l'Algérie 3, l'Amazigh tv 4 en tamazight et le Coran tv 5 qui diffuse le Coran. Elle achète plusieurs émissions du privé pour les diffuser. Le Canal Algérie est diffusé sur le Web en direct sans interruption.
La Radio algérienne est l'organisme public algérien de radiodiffusion. Il dispose de trois stations nationales, de deux stations thématiques et de 32 stations régionales. Cet organisme, qui revendique 20 millions d'auditeurs en Algérie, diffuse en arabe, berbère et français.
La presse écrite algérienne comprend deux langues : l'arabe et le français. La majorité de la presse écrite est privée. Cette presse est publiée sur le Net quotidiennement sauf pour le vendredi (jour férié). Mais certains quotidiens comme El Khabar sont édités même le vendredi.
Algérie Presse Service est l'agence de presse nationale algérienne. Elle est née le 1er décembre 1961, dans le sillage de la Guerre de libération nationale, pour en être le porte-drapeau sur la scène médiatique mondiale. Ses évolutions successives dès ses origines en font une agence de presse moderne proposant des services en ligne et par satellite.
La population en majorité préfère regarder les chaînes satellitaires (françaises ou arabes). Le nombre de paraboles serait de 20 millions.
Les journalistes algériens sont représentés par le Syndicat national des journalistes algériens et travaillent dans plusieurs quotidiens algériens. Aussi, plusieurs journalistes travaillent dans les chaînes arabes et ailleurs. Lors de la décennie noire, plus de 70 journalistes ont été assassinés et plusieurs arrestations dans le milieu journalistique[réf. incomplète].
Reporters sans frontières classe l'Algérie dans son rapport annuel de 2023 à la 136e place, soit dans la catégorie de pays où la situation de la liberté de la presse est considérée comme « difficile ».

### Langues

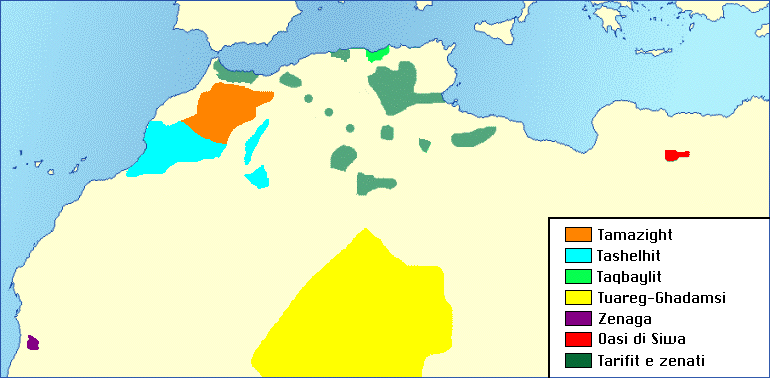
Carte approximative des aires berbérophones.

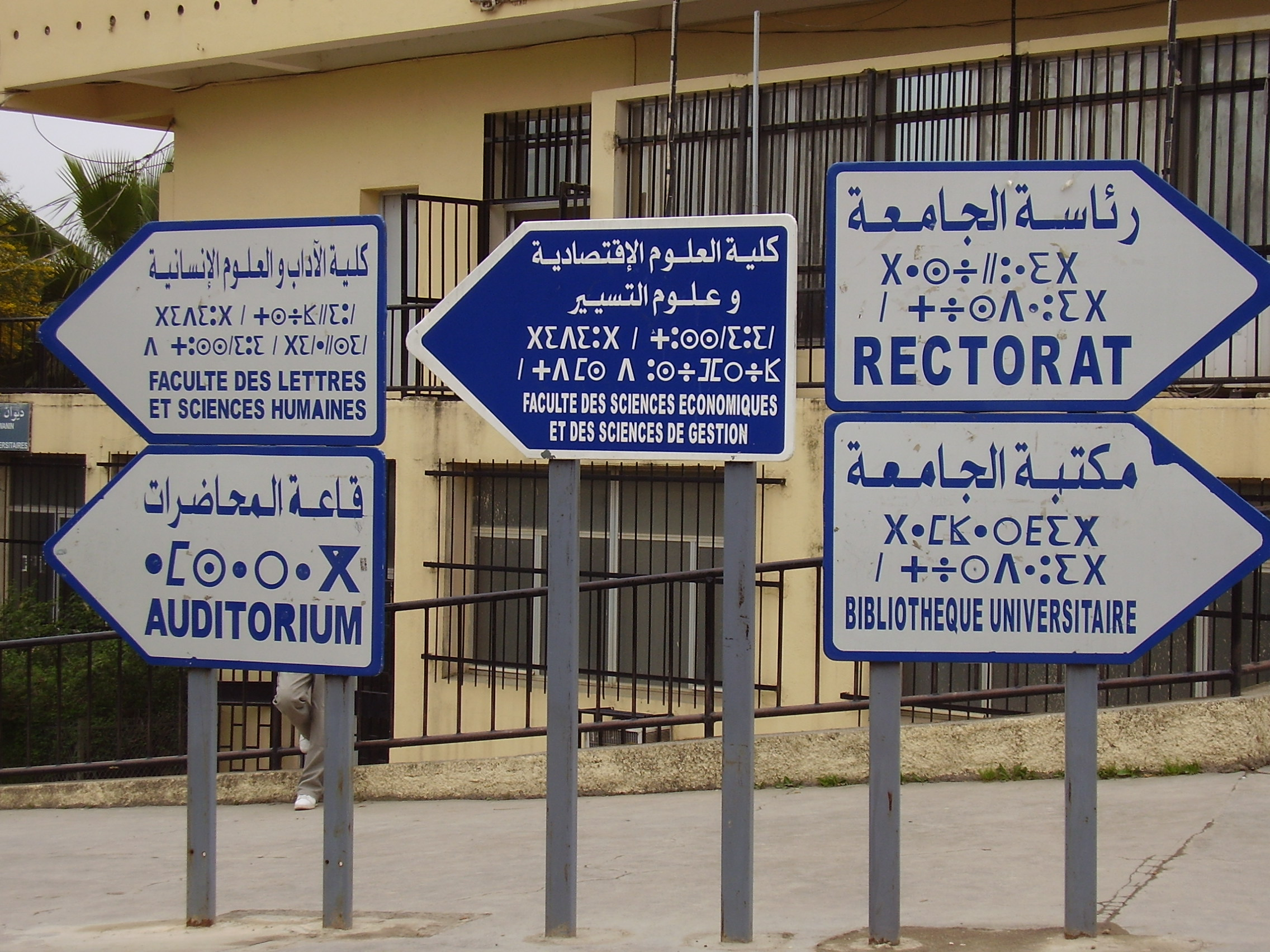
Pancarte de bienvenue multilingue (Tizi Ouzou) transcrit en arabe, en berbère (tifinagh), et en français.

La Constitution dispose que l'arabe, et le tamazight depuis la révision constitutionnelle de 2016, sont les langues officielles du pays.
L'arabe désigné comme langue officielle est l'arabe standard moderne, mais dans la vie courante, les Algériens arabophones parlent en général un arabe dialectal appelé « darja », qui diffère de l'arabe littéral par sa morphologie, sa syntaxe, sa prononciation et son vocabulaire. La darja a conservé certains mots et structures syntaxiques berbères et a emprunté des termes au français et dans une moindre mesure au turc et à l'espagnol,.
Le berbère ou tamazight se décline en plusieurs variantes régionales : chaoui dans les Aurès, chenoui dans le Dahra, kabyle en Kabylie, mozabite dans le Mzab, le touareg au Sahara, et le chleuh à la frontière marocaine. L'Algérie grâce aux populations touarègues a conservé aussi le système d'écriture du berbère : le tifinagh qui fut ensuite réintroduit chez les autres communautés berbérophones.
Il est difficile de connaître le nombre exact d’arabophones et de berbérophones. Cependant, d’après certaines estimations, le chiffre varie de 70 à 85 % pour les Algériens arabophones, et de 15 à 30 % pour les berbérophones,.
Le français est également très répandu : l'Algérie est régulièrement citée comme le deuxième pays francophone dans le monde, avec près de 16 millions de locuteurs ; elle a recensé en 2008 11,2 millions de personnes âgées de cinq ans et plus déclarant savoir lire et écrire le français, qui y est pourtant considéré comme une langue étrangère. L'État algérien n'adhère pas à l'Organisation internationale de la francophonie, mais assiste à ses réunions. Plusieurs écrivains algériens contemporains, tels que Boualem Sansal ou Yasmina Khadra, écrivent leurs ouvrages directement en français.
Les colonisations ont eu une certaine influence sur les langues parlées en Algérie. En effet, certains mots employés par les Algériens sont d’origine française, alors que ces mêmes mots ont leur équivalent tamazight ou arabe, en usage avant la colonisation de l’Algérie par la France. Aussi depuis l’indépendance de l’Algérie, le gouvernement algérien a entamé une politique d’arabisation systématique du pays, consistant à imposer à la population, et dans tous les domaines, l'arabe standard moderne au détriment du français, de la darja et du berbère. Les langues étrangères comme l'anglais, l'espagnol, le russe et l'allemand sont enseignées dans les écoles et aux universités depuis les arrêtés des 4 août 1975 et 13 février 1976. Plusieurs réformes des différents gouvernements ont apporté des rectifications dans le volume horaire à enseigner.
L'espagnol est en 1992 parlé par près de 60 000 personnes à Oran.

### Système éducatif

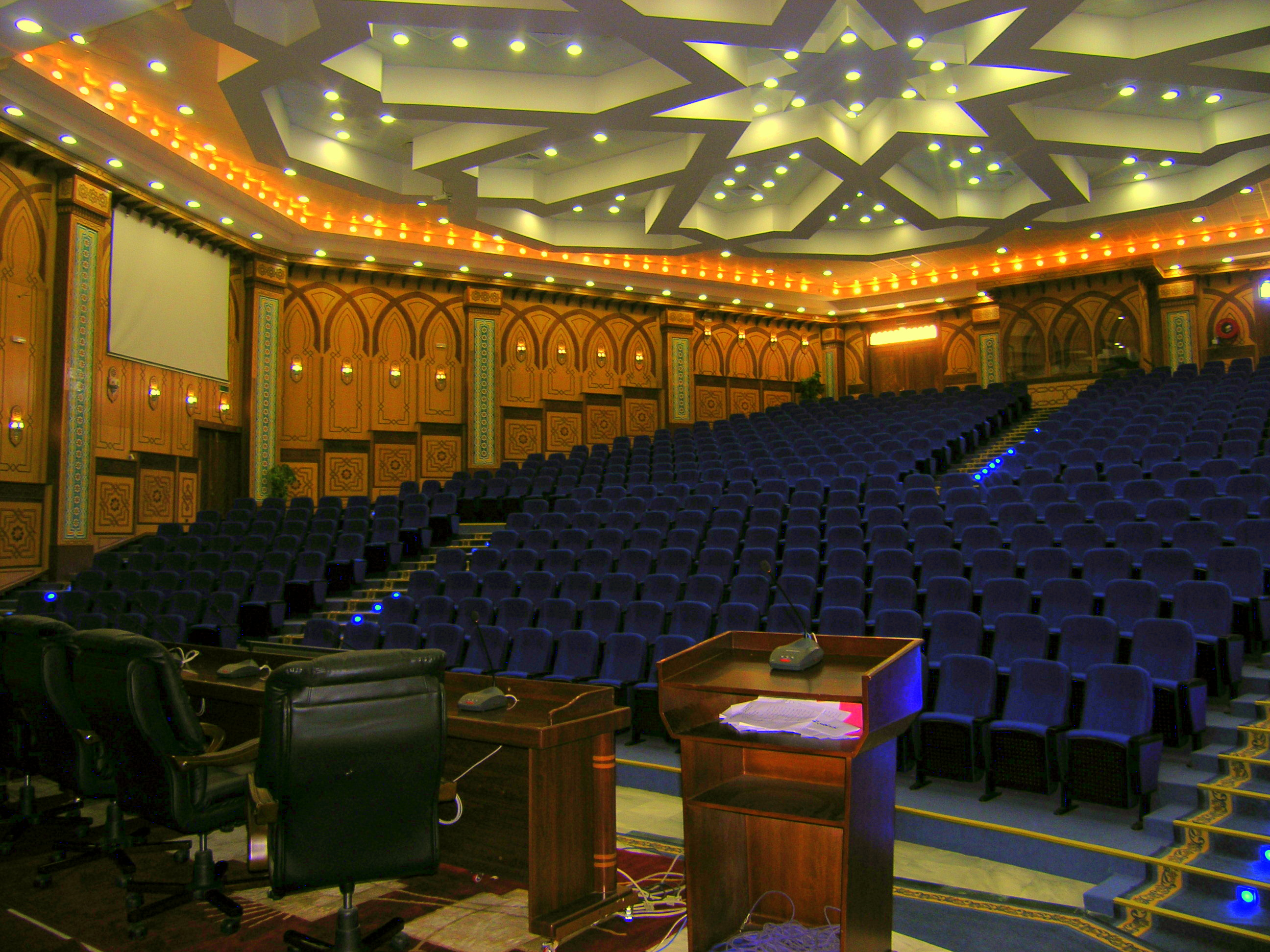
L'amphithéâtre de l'université Yahia Farès de Médéa, inaugurée en 1988.

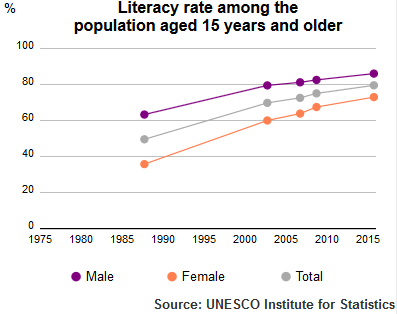
ISU Alphabétisation de population adulte d'Algérie 1985-2015.

Depuis les années 1970, s'inscrivant dans un système centralisé qui avait pour objectif de réduire sensiblement le taux d'analphabétisme, le gouvernement algérien a instauré un décret par lequel l'enseignement à l’école est devenu obligatoire pour tous les enfants âgés entre 6 et 15 ans, qui ont la possibilité de suivre leur apprentissage scolaire à travers les 20 262 établissements construits depuis l'indépendance. En 2018, le taux d'alphabétisation (dans la population âgée d'au moins 15 ans) est selon l'Unesco de 81,41 % (87,42 % dans la population masculine, 75,32 % dans la population féminine). L’arabe est utilisé comme langue d’enseignement durant les neuf premières années d’école, et ce depuis 1972. À partir de la 3e année, le français est enseigné et c’est aussi la langue d’enseignement pour les cours de sciences. Les élèves peuvent par ailleurs apprendre à partir du moyen, l’anglais, l’italien, l’espagnol et l'allemand.
En dehors des 122 établissements privés, l’apprentissage à l’école et à l’université de l’État se fait gratuitement. Après les neuf années de l'école primaire, les élèves peuvent aller au lycée (secondaire) ou dans une institution d’enseignement professionnel. Le lycée propose deux programmes : général ou technique. À la fin de la troisième année du secondaire, les élèves passent l’examen du baccalauréat, qui permet une fois qu’il est réussi de poursuivre les études supérieures au sein des universités et instituts.
L’Algérie dispose par ailleurs de 26 universités et de 67 établissements d'enseignement supérieur, qui doivent accueillir en 2008 un million d'étudiants Algériens et 80 000 étudiants étrangers. L’université d’Alger, fondée en 1879 est la plus ancienne, elle offre un enseignement dans plusieurs disciplines (droit, médecine, sciences et lettres). 25 de ces universités et la quasi-totalité des établissements spécialisés de l’enseignement supérieur ont été fondés après l’indépendance du pays.
Même si un certain nombre d'entre elles proposent un enseignement en langue arabe à l'instar des filières du droit et de l'économie, la plupart des autres filières comme les sciences et la médecine continuent à être dispensées en langue française. Parmi les universités les plus importantes, il y a l’université des sciences et de la technologie Houari Boumédiène, l’université de Mentouri Constantine, l’université d'Oran Es-Senia. Les meilleures universités de qualités demeurent l'université de Tlemcen et de Batna Hadj Lakhder, elles occupent en 2010 respectivement le 26e et le 45e rang en Afrique. La Cour des comptes affirme dans un rapport de 2024 sur le système éducatif algérien, que « Le rendement du système scolaire algérien est considéré comme l’un des plus bas au monde ».

### Santé et protection sociale
Les prestations sanitaires dans les structures publiques sont gratuites, l'Algérie a dépensé 6.2 % de son PIB en 2019 pour la santé. Les maladies cardiovasculaires, suivies du cancer sont les deux principales causes de mortalité chez l'adulte.
Au cours de l'année 2018, le nombre des personnes âgées de 15 ans et plus consommant du tabac en Algérie s’élevait à 4,3 millions, parmi lesquelles 100 000 femmes. Ainsi, 18,8 % de la population algérienne de 15 ans et plus fument (36,3 % des hommes et 1,4 % des femmes parmi la population concernée), avec une tendance à la baisse, 23,2 % des Algériens de 15 ans et plus fumaient durant l'année 2010. En 2021, en comparant le prix d'un paquet de 20 cigarettes dans 107 pays, du plus cher au moins cher, l'Algérie était classée 94e, la Tunisie 81e, le Maroc 62e, l'Australie étant le pays où le paquet coûté le plus cher.
Au cours du premier trimestre 2009, 9 005 accidents corporels ont été enregistrés. Le bilan est lourd, on rapporte 13 814 blessés et 951 morts. Les conducteurs sont en grande partie responsables de ces accidents.
Le système de protection sociale algérien est l’aboutissement des diverses évolutions enregistrées depuis l’indépendance.
L’affiliation de tous les travailleurs au système de sécurité sociale est obligatoire, mais une étude de 2017 estime le nombre de salariés non affiliés à 40 %.
Les transferts sociaux ont atteint 9.4 % du PIB en 2021, on peut citer : la subvention du prix des produits alimentaires de base, de l'eau, du gaz et de l'électricité ; le soutien à l'habitat et à la santé ; une politique de solidarité envers les plus démunis comme le couffin de ramadan, la prime scolaire, la prime mensuelle pour les personnes handicapées, etc.

## Culture

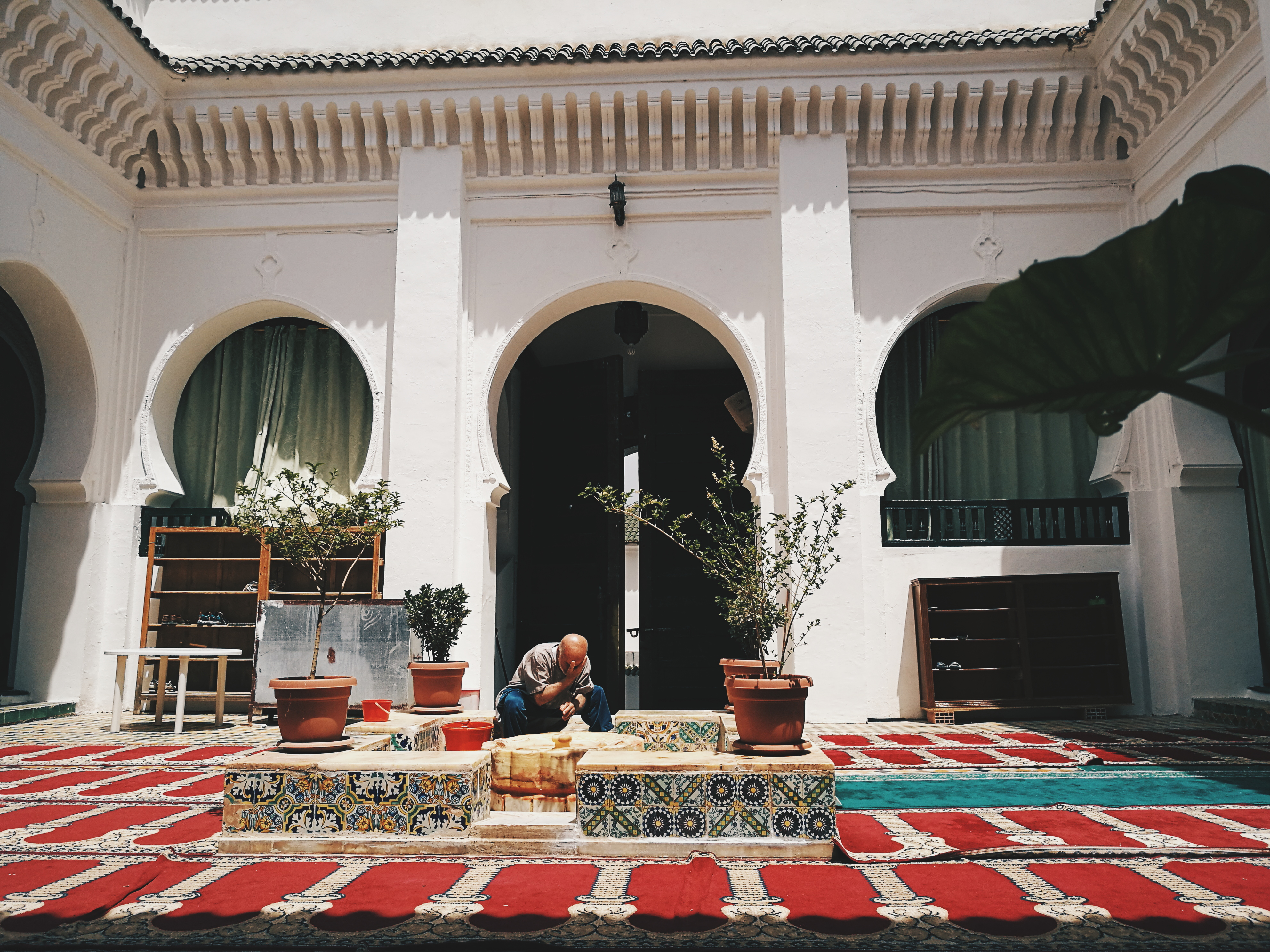
Mosquée Sidi Boumediene à Tlemcen.

La culture algérienne est riche, variée et très ancienne, chaque région, chaque ville ou oasis constitue un espace culturel particulier. La Kabylie, les Aurès, le Constantinois, l'Algérois, les Hauts plateaux, la vallée du Mzab, le Gourara, le Hoggar, la Saoura, l'Oranie sont chacune des régions avec des particularités culturelles et parfois linguistiques.
Les premières manifestations culturelles sur le territoire de l'Algérie actuelle sont vieilles de milliers d'années, tels les fascinants témoignages d'art rupestre du Tassili n'Ajjer, en passant par tous les beaux édifices érigés tout au long de l'histoire de ce pays, en arrivant à l'artisanat toujours très présent et richissime. L'art algérien reflète les chapitres d'histoire qu'a passé ce pays et les différentes influences qu'il a eues.

### Patrimoine et tourisme

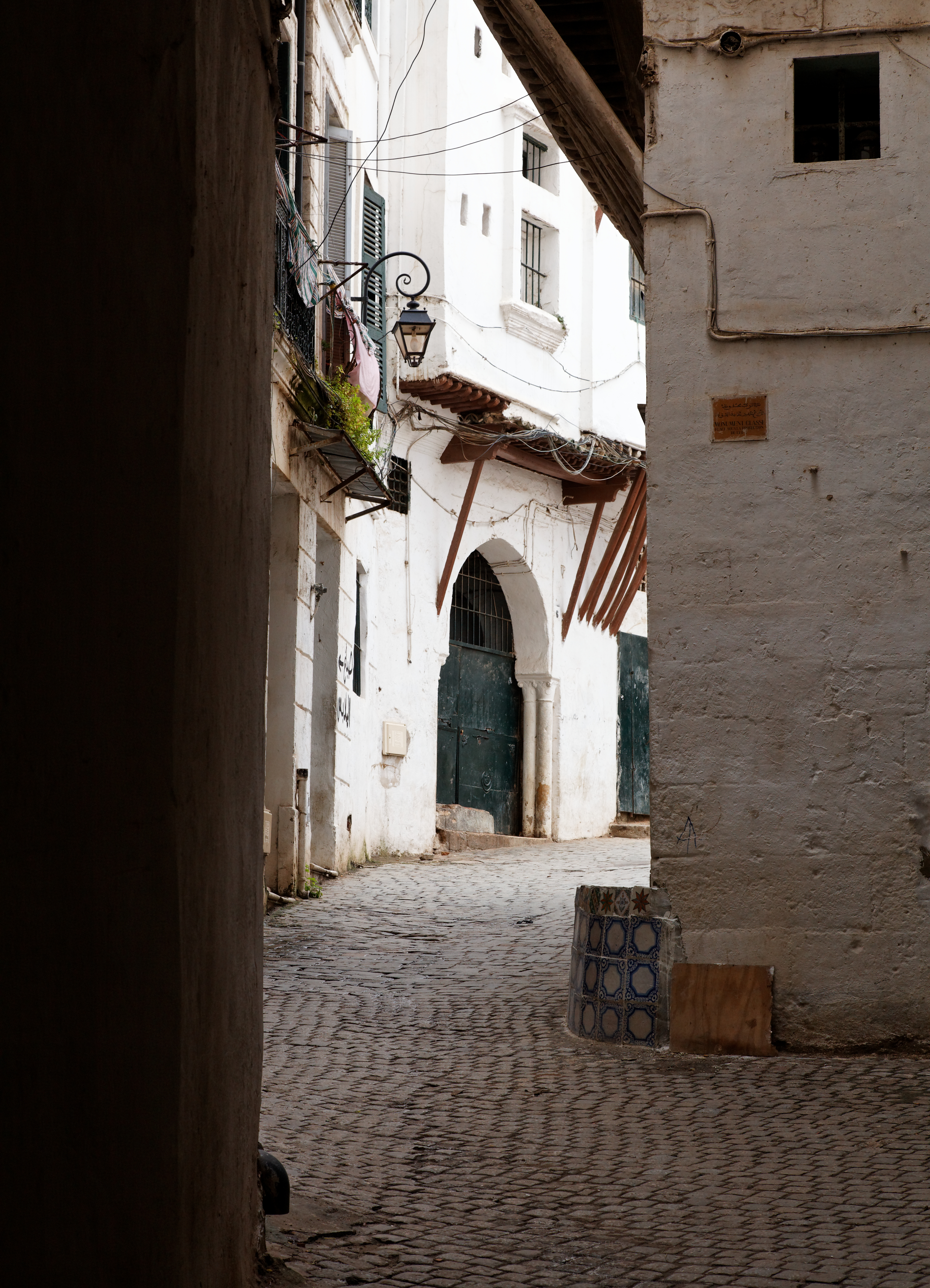
Ruelle de la Casbah d'Alger.

L'Algérie compte neuf éléments inscrits sur la liste du patrimoine culturel immatériel de l’humanité et sept sites classés au patrimoine de l'Unesco mais les sites en question ne sont pas suffisamment entretenus, c'est le cas de Timgad notamment. Si les sites classés au patrimoine mondial sont déjà pour la plupart en danger, les sites classés au patrimoine national sont quant à eux complètement ignorés. Ainsi de nombreux sites sont dégradés et laissés à l'abandon tels que M'daourouch, Tébessa, Lambèse, Medracen, la Mansourah…
La politique touristique en Algérie n'est pas assez développée, le pays comptant davantage sur ses ressources pétrolières et gazières. Ainsi, le célèbre guide touristique et de voyage Petit Futé dresse un tableau édifiant sur les infrastructures touristiques du pays et sur les conditions d'accueil en Algérie. C'est pourquoi de nombreux Algériens préfèrent passer leurs vacances en Tunisie au détriment de l'Algérie malgré la manne financière que ce tourisme représente. Les monuments en Algérie étant saccagés et les conditions d'hébergement loin des normes internationales, cette situation semble durable.

### Nation algérienne
Riche des différents apports qui la composent, la culture algérienne aura été façonnée par les diverses influences inhérentes à l'espace géographique auquel l’Algérie appartient, et qui fait d'elle un véritable carrefour de rencontres entre les cultures berbère, arabo-islamique, méditerranéenne, africaine et occidentale. Cependant, bien qu'elle revendique l'ensemble de ces influences, la culture algérienne se démarque par une forte spécificité, qui trouve son ancrage dans le cheminement particulier qui caractérise l'histoire de l'Algérie par rapport à sa sous-région. Dans le rayonnement qu'elle a pu avoir dans le monde, sans doute il est possible de citer de grands noms tels que Massinissa, saint Augustin, Juba II, ou encore Kateb Yacine, Mouloud Mammeri, Mouloud Feraoun, Mohammed Dib, Matoub Lounes, Kamel Daoud, Mohamed Arkoun.

### Littérature

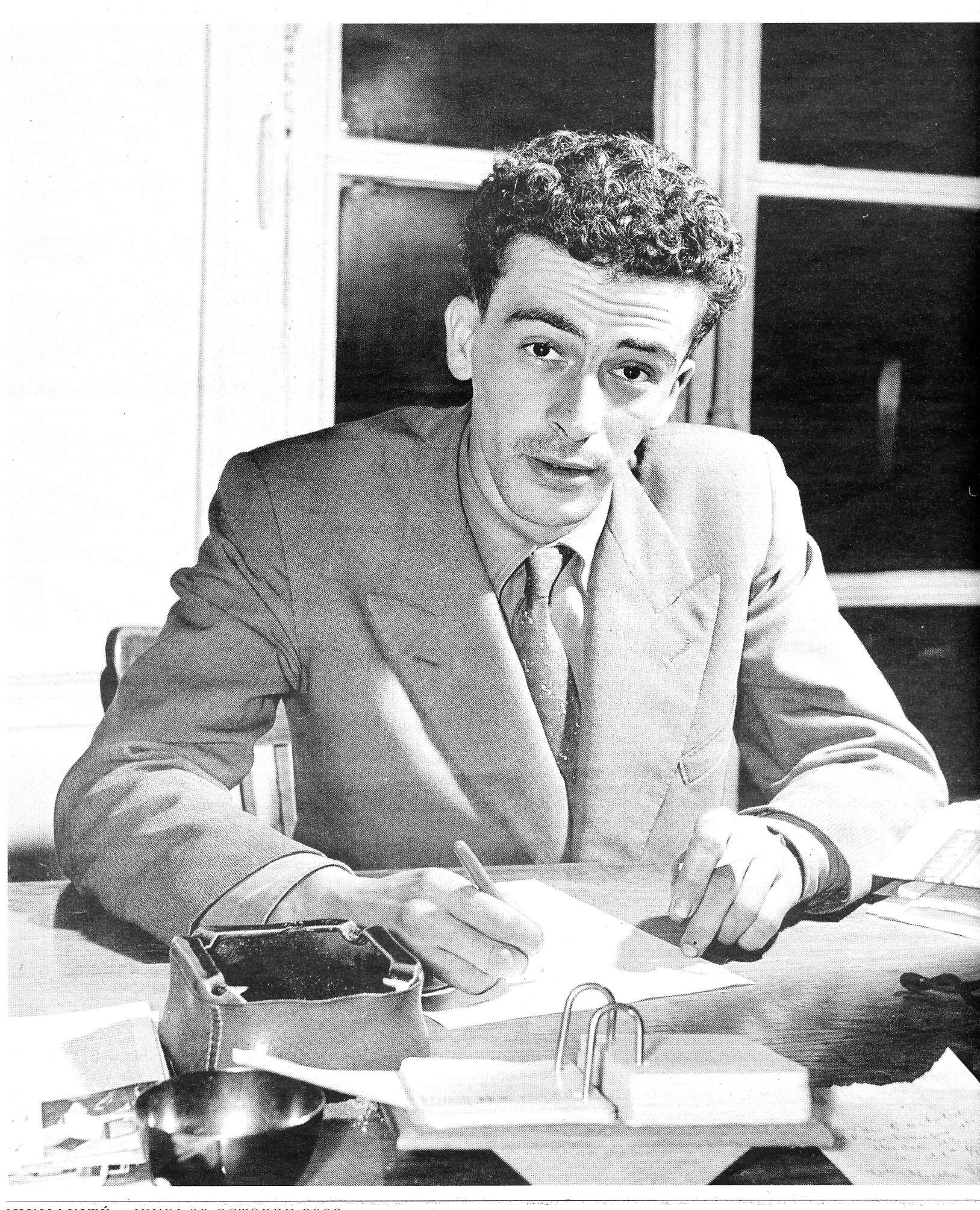
L'écrivain, poète et dramaturge, Kateb Yacine.

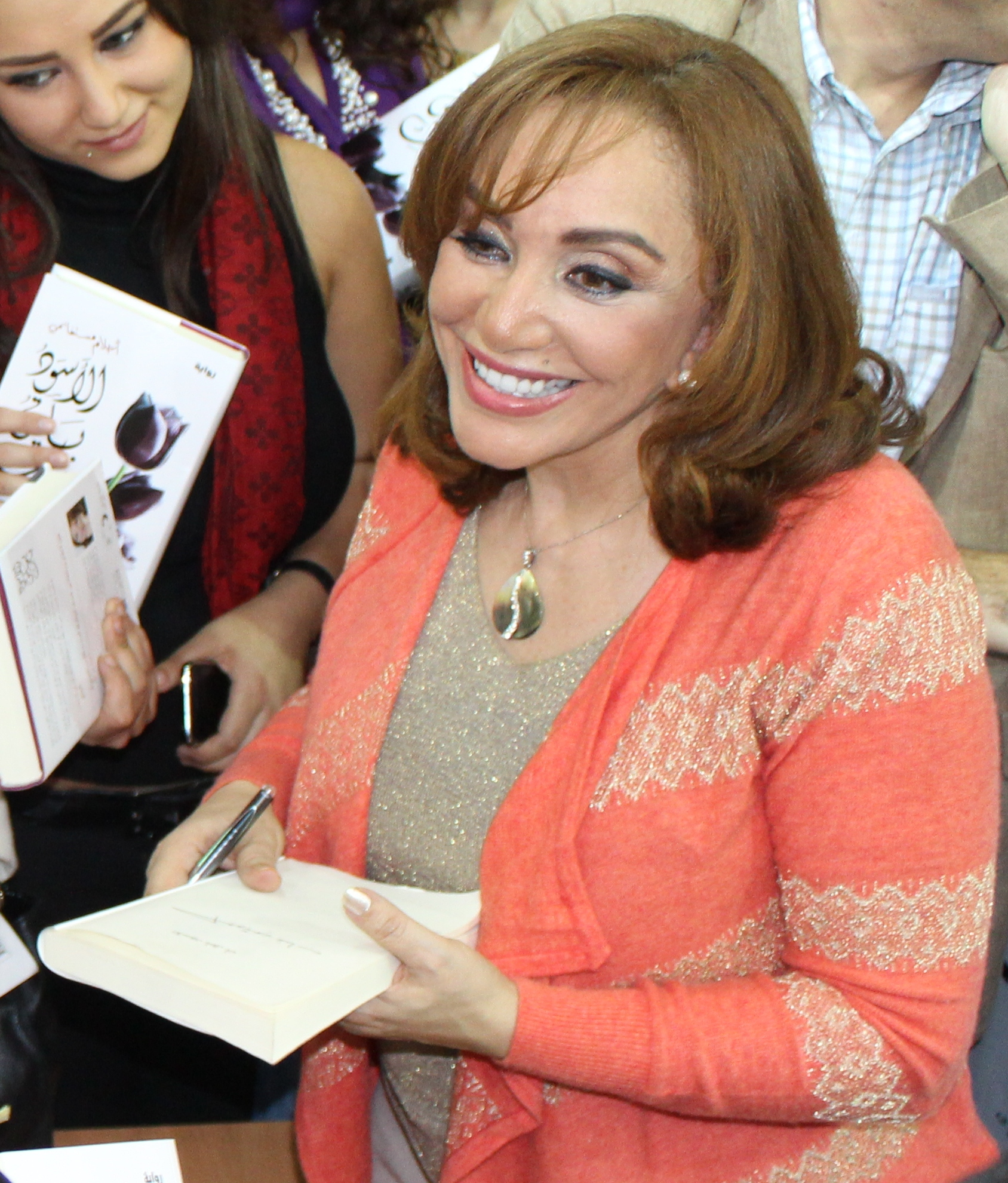
Ahlam Mosteghanemi, écrivaine la plus lue dans le monde arabe.

L'Algérie recèle, au sein de son paysage littéraire, de grands noms ayant non seulement marqué la littérature algérienne, mais également le patrimoine littéraire universel dans trois langues : l’arabe, le berbère et le français.
Dans un premier temps, la littérature algérienne est marquée par des ouvrages dont la préoccupation était l'affirmation de l'entité nationale algérienne par la description d'une réalité socioculturelle qui allait à l'encontre des clichés habituels de l'exotisme, notamment les œuvres anthropologiques publiées dès 1897 par S.A.O Boulifa (titulaire d'une chaire à l'Université d'Alger), Albert Camus aux œuvres à la portée universelle, c'est dans ce contexte colonial qu'on assiste à la publication de la trilogie de Mohammed Dib, l'Incendie, adaptée à la TV, avec ses trois volets que sont la Grande Maison, l'Incendie et le Métier à tisser, ou encore le roman Nedjma de Kateb Yacine qui est souvent considéré comme une œuvre monumentale et majeure.
D'autres écrivains connus contribueront à l'émergence de la littérature algérienne parmi lesquels on peut citer Mouloud Feraoun,, Moufdi Zakaria, Kaddour M'Hamsadji, Mouloud Mammeri, Frantz Fanon, Jean Amrouche et Assia Djebar. Au lendemain de l'indépendance plusieurs nouveaux auteurs émergent sur la scène littéraire algérienne, ils s'imposeront notamment sur plusieurs registres comme la poésie, les essais ainsi que les nouvelles, ils tenteront par le biais de leurs œuvres de dénoncer un certain nombre de tabous sociaux et religieux, parmi eux il y a Rachid Boudjedra, Rachid Mimouni, Tahar Djaout, Leïla Sebbar, Abdelhamid Benhadouga, Yamina Mecharka et Tahar Ouettar.
Actuellement, une partie des auteurs algériens a tendance à se définir dans une littérature d’expression bouleversante, en raison notamment du terrorisme qui a sévi durant les années 1990, l'autre partie se définit dans un autre style de littérature qui met en scène une conception individualiste de l'aventure humaine. Parmi les œuvres récentes les plus remarquées, il y a L’Écrivain, Les Hirondelles de Kaboul et L’Attentat de Yasmina Khadra, Le Serment des Barbares de Boualem Sansal, Mémoire de la chair de l'écrivain d'expression arabe Ahlam Mosteghanemi et enfin le dernier roman d'Assia Djebar Nulle part dans la maison de mon père.

### Théâtre

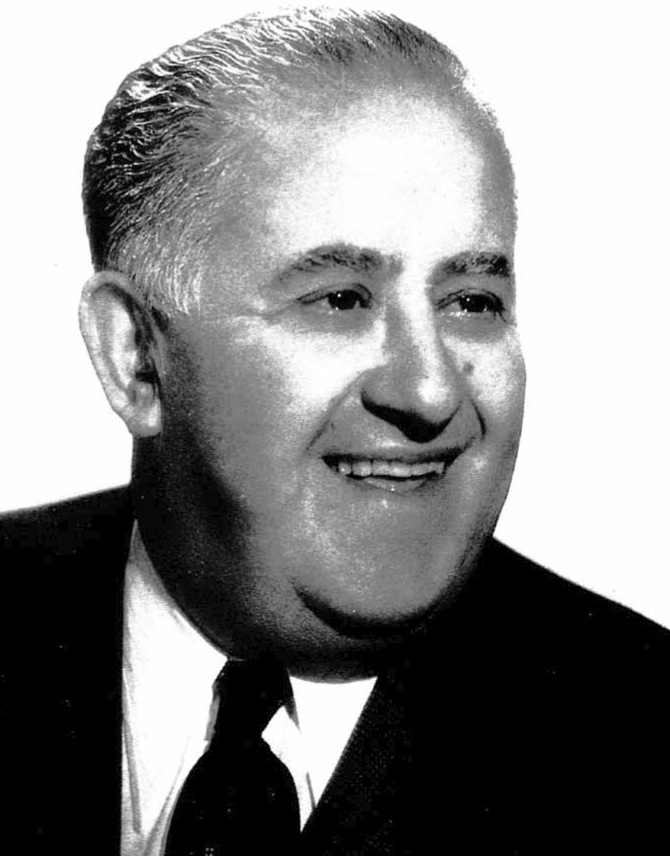
Mahieddine Bachtarzi figure de proue du théâtre algérien.

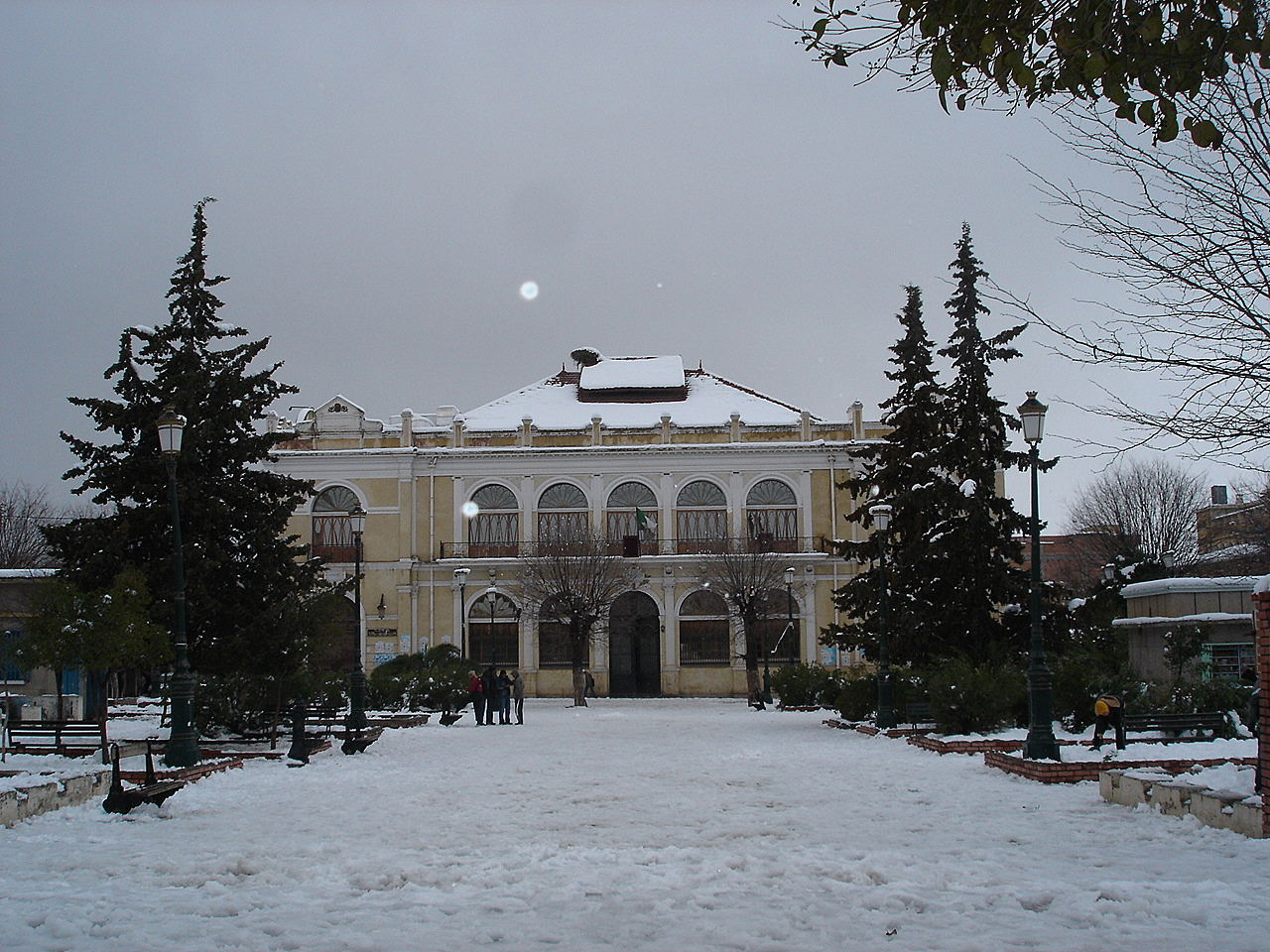
Théâtre de la ville de Batna.

Les origines du théâtre algérien remontent au début du XXe siècle. Selon Mahboub Stambouli, la première pièce fut jouée en 1910. Les premières pièces algériennes, à cette époque étaient sans rayonnement important en raison de la censure qu’exerçait la tutelle coloniale, qui craignait notamment que les pièces ne dérivent vers des sujets d’ordre subversif, par conséquent les éternelles questions domestiques constituaient les thèmes principaux, mais qui étaient cependant loin de refléter la réalité socioculturelle des Algériens. À partir des années quarante, de grands noms du théâtre émergent tels que Mahieddine Bachtarzi, Rachid Ksentini, Bach Djarah, Mme Keltoum, ces figures allaient constituer le premier noyau de dramaturges algériens qui allaient accompagner de façon soutenue, le mouvement d’affranchissement qui s’est saisi du peuple algérien, puisque durant la Révolution algérienne, des troupes théâtrales faisaient des tournées à travers plusieurs pays du monde, dans le but de faire connaître le combat que menaient les Algériens contre la domination coloniale. Après l’indépendance, le théâtre va suivre la même trajectoire que le cinéma.
Cependant, l’avantage du théâtre a été d’être plus critique à l’égard de certaines transformations sociales, politiques et culturelles que connaissait la société algérienne ; animées par des dramaturges de talent à l’image de Abdelmalek Bouguermouh ou de Kateb Yacine, ces pièces avaient pour thèmes dominants les principales préoccupations des Algériens face au changement de statuts et de mœurs. Par la suite, une nouvelle vague de jeunes comédiens et de dramaturges font leur apparition sur la scène théâtrale, cette épopée fut menée par des figures telles que Kadour Naimi, Abdelkader Alloula, Azeddine Madjoubi, Benguettaf et Slimane Benaïssa. Leurs créations ont été nombreuses et souvent de bonne qualité, parmi les pièces connues, il y a Bab El-Foutouh brillamment interprétée par Madjoubi et Lejouad, écrite et interprétée par Alloula. De nos jours, l’activité théâtrale est marquée par des programmes de création locale et d’adaptation de pièces de grande renommée, l’Algérie dispose à ce titre d’un théâtre national, de sept théâtres régionaux et de nombreuses troupes dites de « théâtre amateur ».

### Cinéma

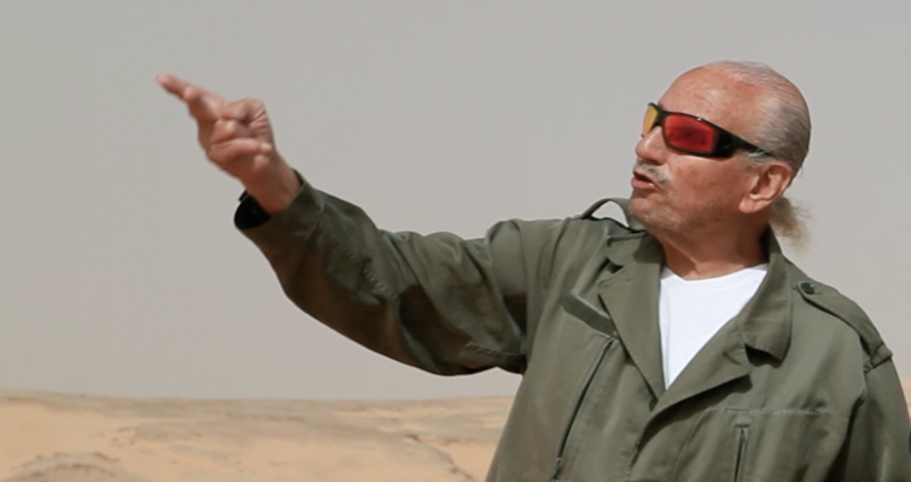
Le cinéaste Mohammed Lakhdar-Hamina.

La naissance du cinéma algérien remonte essentiellement à l'indépendance de l’Algérie en 1962. Se voulant en rupture avec le cinéma colonial qui présentait souvent « l’indigène » comme un être muet et évoluant dans des décors exotiques, c'est tout naturellement que le cinéma algérien de l’après-indépendance s'inscrit dans un registre où l'affirmation de l’existence de l'État nation constitue le sujet principal des différentes productions cinématographiques de l’époque. On assiste dès lors à la réalisation de films tels que Le Vent des Aurès (1965) de Mohammed Lakhdar-Hamina, Patrouilles à l’Est (1972) d’Amar Laskri, Zone interdite d'Ahmed Lallem, (1972), L'Opium et le Bâton, d'Ahmed Rachedi, ou encore La Bataille d'Alger (1966) qui est une production algéro-italienne qui fut à trois reprises sélectionnée aux oscars du cinéma à Hollywood et qui remporta le Lion d'or à la Mostra de Venise 1966. Mais le film qui va représenter la plus grande consécration du cinéma algérien est sans doute celui de Mohammed Lakhdar-Hamina, Chronique des années de braise, qui obtient la palme d'or au festival de Cannes au cours de l'année 1975. L'Algérie demeure d'ailleurs à ce jour, la seule nation d'Afrique et du monde arabe à avoir obtenu une telle distinction.

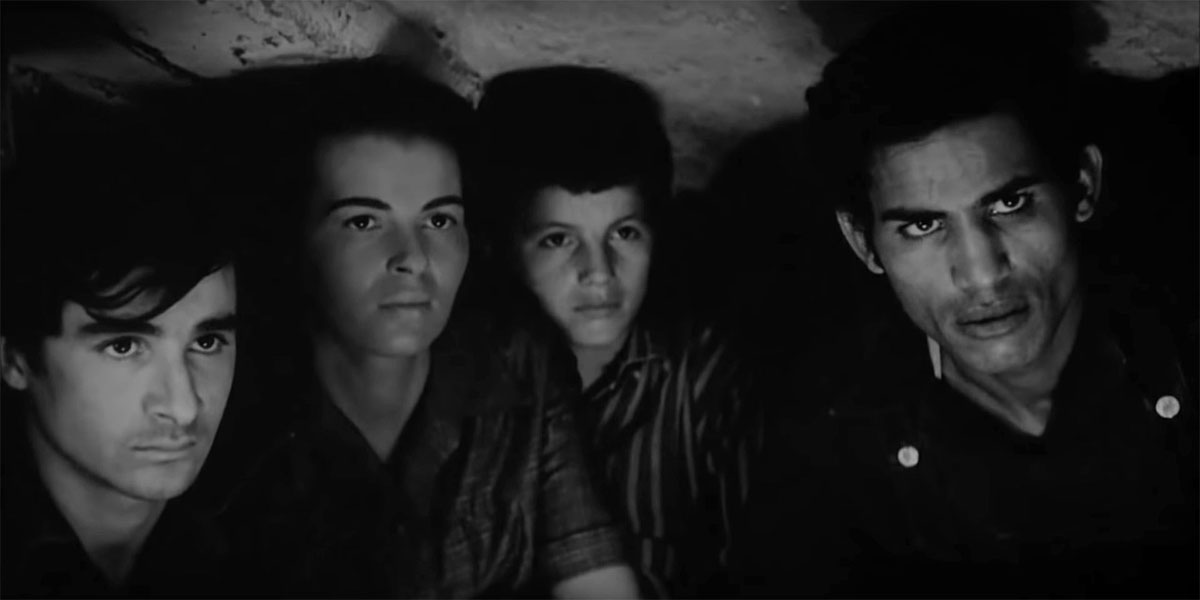
La Bataille d'Alger, film italo-algérien, lauréat du Lion d'or à la Mostra de Venise en 1966.

Par la suite d’autres thèmes seront explorés à l’occasion de films tels que Omar Guetlato du réalisateur Merzak Allouache. Cette production qui a eu un succès appréciable, se veut comme une chronique des difficultés que peut rencontrer la jeunesse citadine. Sur le registre de la comédie, plusieurs acteurs émergent à l’image du très populaire Rouiched qui s’illustre dans plusieurs films comme Hassan terro ou Hassan Taxi, ou encore Hadj Abderrahmane plus connu sous le pseudonyme de l'inspecteur Tahar qui s'impose grandement en 1973 dans une comédie délirante Les Vacances de l'inspecteur Tahar du réalisateur Moussa Haddad.
À partir du milieu des années 1980, le cinéma algérien s’apprête à traverser une longue période de léthargie où les grandes productions se font rares, cette situation s’expliquant grandement par le désengagement progressif de l’État qui rencontre beaucoup de mal à subventionner les réalisations cinématographiques. Quelques productions enregistrent cependant un grand succès comme Carnaval fi Dachra produit par Mohamed Oukassi et Athmane Ariouet son acteur principal, en 1994, Salut cousin (1996) du producteur Marzak Allouache ou plus récemment Rachida de la réalisatrice Yamina Bachir-Chouikh. Durant les années 2000, le cinéma algérien se trouve dans une phase de restructuration. À ce titre, plusieurs films sont tournés, parmi lesquels Viva Laldjérie du réalisateur Nadir Moknèche, Un hammam de rêve du réalisateur Mohamed Chichi, Ayrouwen du réalisateur Brahim Tsaki ou encore Indigènes du réalisateur Rachid Bouchareb. Le dernier succès du cinéma algérien revient au film Mascarades du réalisateur Lyes Salem.
Côte acteurs, Biyouna joue en 2006 dans le film de Nadir Moknèche, Délice Paloma, où elle tient le rôle principal, une mafieuse qui répond au nom de madame Aldjéria et en 2010, on peut la voir dans le film  de Rachid Bouchareb, Hors-la-loi, qui décrit les massacres de Sétif, Guelma et Kherrata.

### Arts plastiques

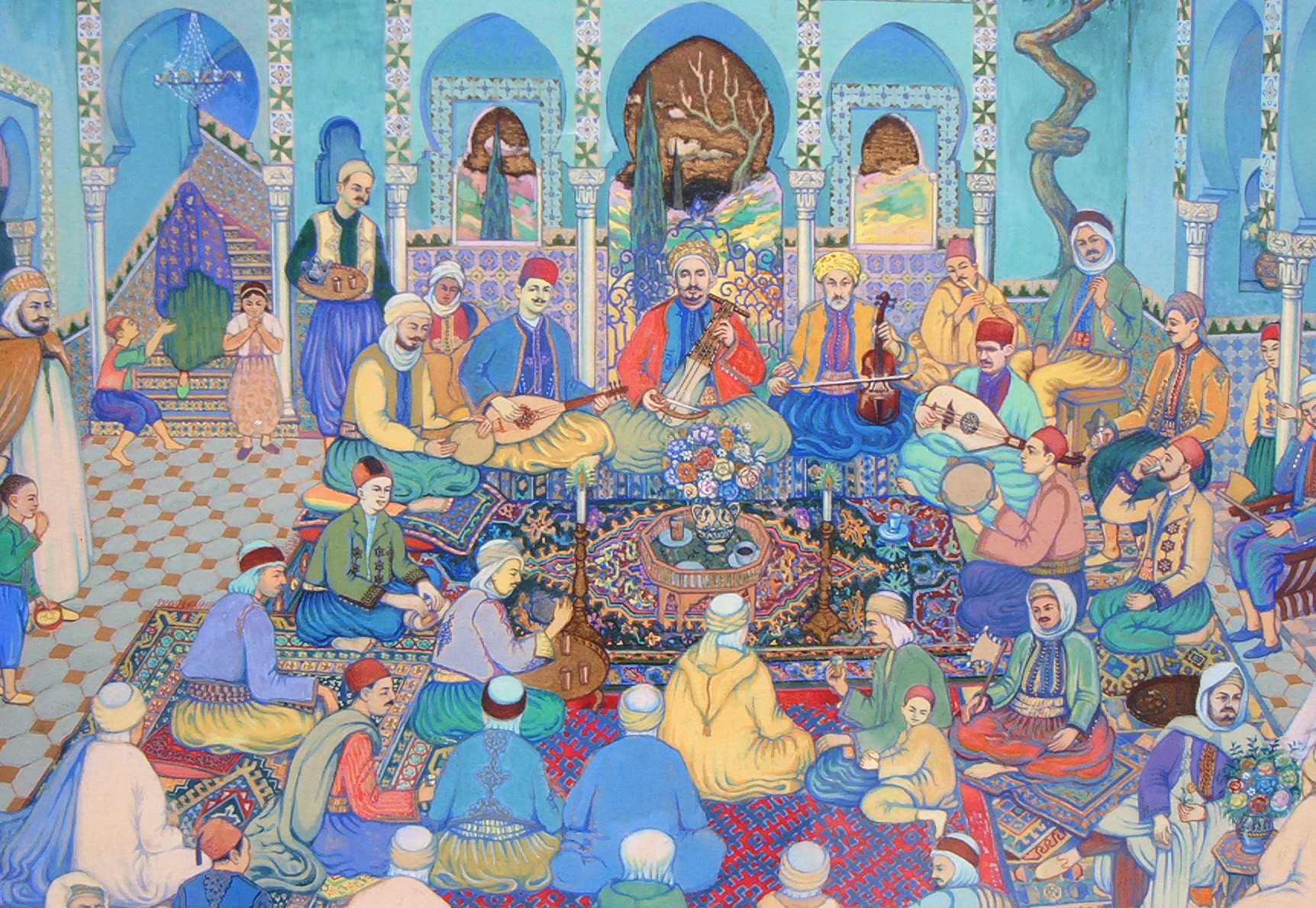
Larbi Bensari animant une soirée musicale à Tlemcen selon une miniature de Bachir Yellès.

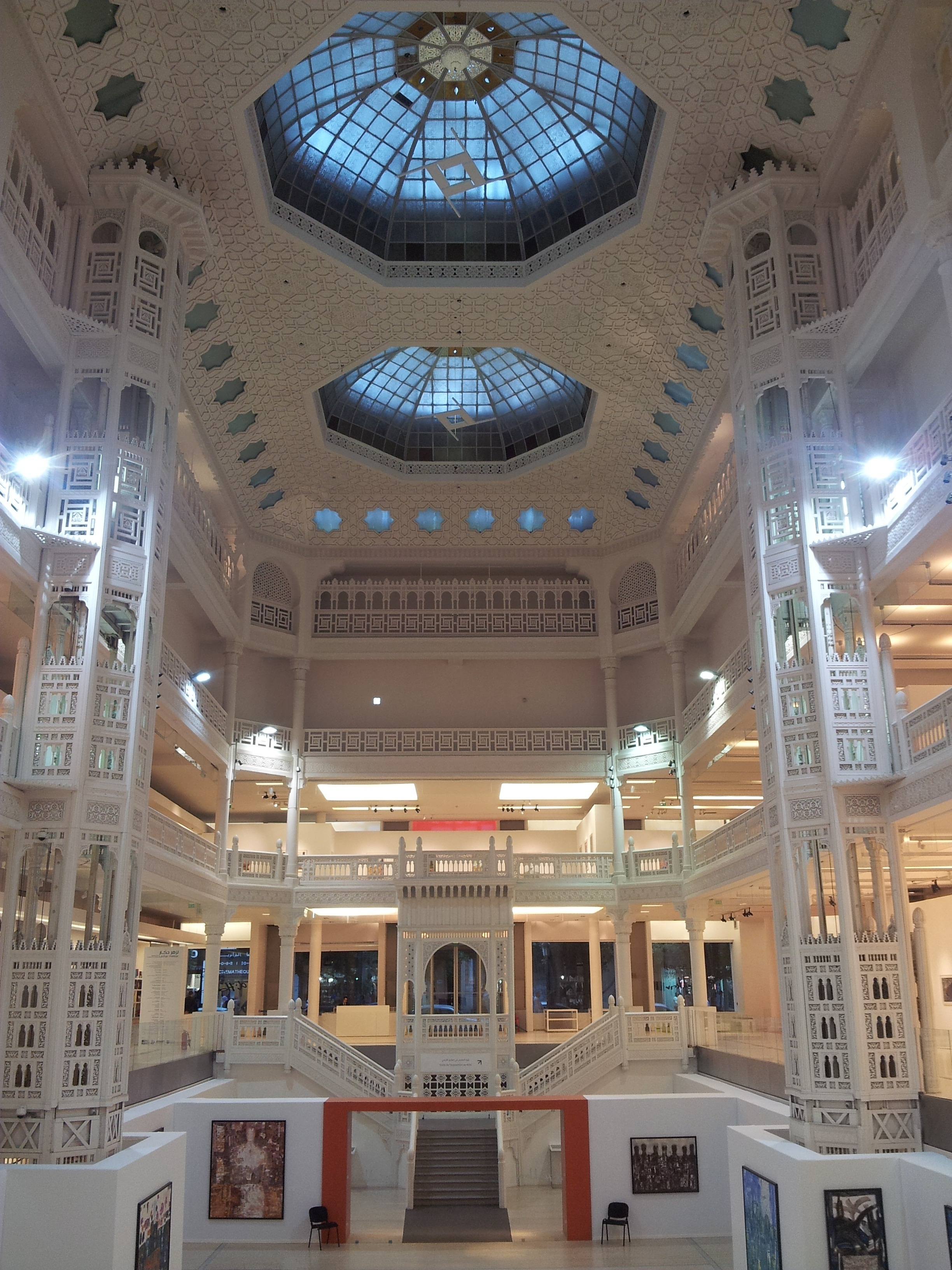
Musée public national d’Art moderne et contemporain d’Alger.

L’Algérie aura toujours été une source d’inspiration intarissable pour les différents peintres qui ont tenté d’immortaliser la prodigieuse diversité des sites qu’elle offre et la profusion des facettes que transmet sa population, ce qui offre par exemple aux Orientalistes entre le XIXe et le XXe siècle, une saisissante inspiration pour une très riche création artistique à l’image d’Eugène Delacroix avec son fameux tableau Femmes d'Alger dans leur appartement ou Étienne Dinet ou encore d’autres peintres de renommée mondiale à l’image de Pablo Picasso avec son tableau femmes d’Alger, ou des peintres dits de l'École d'Alger tels ceux de la Villa Abd-el-Tif. De leur côté les peintres algériens à l’image de Mohammed Racim ou encore Baya ont tenté de faire revivre le prestigieux passé antérieur à la colonisation française, en même temps qu’ils ont contribué à la sauvegarde des valeurs authentiques de l’Algérie. Dans cette lignée, Mohamed Temmam, Abdelkhader Houamel, etc., ont également restitué à travers cet art, des scènes de l’histoire du pays, les us et coutumes d’autrefois et la vie du terroir.
De nouveaux courants artistiques emmenés notamment par M'hamed Issiakhem, Mohammed Khadda et Bachir Yellès sont apparus également sur le paysage de la peinture algérienne, délaissant la peinture figurative classique pour aller à la recherche de nouvelles voies picturales, avec le souci d’adapter la peinture algérienne aux nouvelles réalités du pays à travers son combat et ses aspirations.
La sculpture algérienne est représentée par des artistes tels que Bâaziz Hammache et Mohamed Demagh, et elle compte plusieurs réalisations monumentales modernes de styles divers, comme entre autres la Bougie de Tizi Ouzou (création de Hammache) et le Mémorial du Martyr (réalisé d'après un projet du peintre Bachir Yellès, sculptures du Polonais Marian Konieczny).

### Artisanat
Le ministère du Tourisme et de l'Artisanat s'occupe de gérer le budget lié à la promotion du secteur artisanal.
L’artisanat algérien, à l’instar des artisanats des autres pays, est d’une incontestable richesse et d’une étonnante variété, tant dans les formes, que dans les techniques et les décors. Cette richesse est rehaussée par la modestie des matériaux dont sont constituées les œuvres artisanales. Nécessaires à la vie quotidienne, elles sont conçues dans un but utilitaire et souvent comportent des motifs dont la signification, suivant les croyances locales, leur confère des vertus protectrices. La diversité des conditions climatiques, des ressources naturelles et les différentes civilisations de l’Algérie expliquent la présence d’une vaste gamme de spécialités artisanales.
Les tapis : points noués de Tébessa, Guelma, Annaba, Skikda, des Nemencha et du Hodna, du Guergour, de Laghouat, de Biskra, de El Oued, du Mzab, de Cherchell, de Sour El Ghozlane, de Mascara, de Tlemcen, du Djebel Amour des Aurès, tissés en poil de chèvre et laine, décorés de simples bandes transversales ou somptueusement, parés de motifs losangiques en points multicolores.
Dragga ou tapis tissés faits autour des Babors servent de séparation à l'intérieur des Khaimas(tente), étonnantes compositions issues de la conjonction des décors traditionnels berbères et des apports d'Orient.
Vanneries : du Touat Ouest Saharien, du Hoggar, de Kabylie, délicates dans leurs gammes de verts et jaunes, blanche de Dellys, colorée d'Oued Rhiou. La Vannerie fine de raphia dont la décoration est souvent empruntée aux motifs relevés sur les poteries.
La poterie : modelées, dont la décoration surgie du fond des âges, la technique, la forme, le décor sont identiques à ceux extraits des dolmens, reliques vivantes des premières civilisations, poteries dont les plus modestes sont susceptibles d'être exposées dans les vitrines de collectionneurs.
Les Bijoux : Kabylie, Aurès, Sud algérois, Ghardaïa, Tamanrasset, des techniques multiples sont à la disposition des artisans. En grande Kabylie, notamment, par dizaines et jusque dans les moindres villages, les bijoutiers produisent les bijoux faits de plans d'argent, cloisonnés de fils ou filigranes, sertis de corail ou émaillés dans les nuances bleu foncé, vert et jaune, dont les principaux sont les bracelets de bras ou de chevilles, les boîtes d'allumettes, bagues, colliers, broches, fibules, croix du Sud.
La broderie : à fil compté sur tissu, où les arabesques se déroulent dans un mouvement sans fin, des volutes entrelacées de fleurs en constituent la décoration. Les dentelles : délicates, finement travaillées, à l'aiguille, qu'on rencontre principalement à Alger, Miliana, Cherchell, Skikda et ailleurs.
La dinanderie : d'Alger, de Constantine, de Tlemcen, de Ghardaïa, avec, en particulier, ces plateaux artistement ouvragés, aux ciselures délicates, ou rehaussés de filigrane d'argent incrusté. La ferronnerie, la céramique et l'ébénisterie occupant une place non négligeable dans cette diversité d'objets tous exécutés à la main.

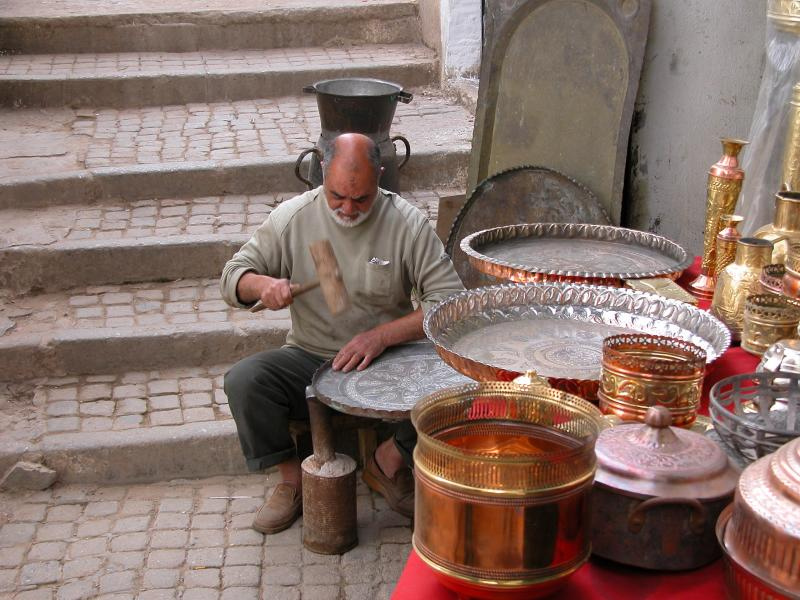
Un artisan dinandier dans la Casbah d'Alger.
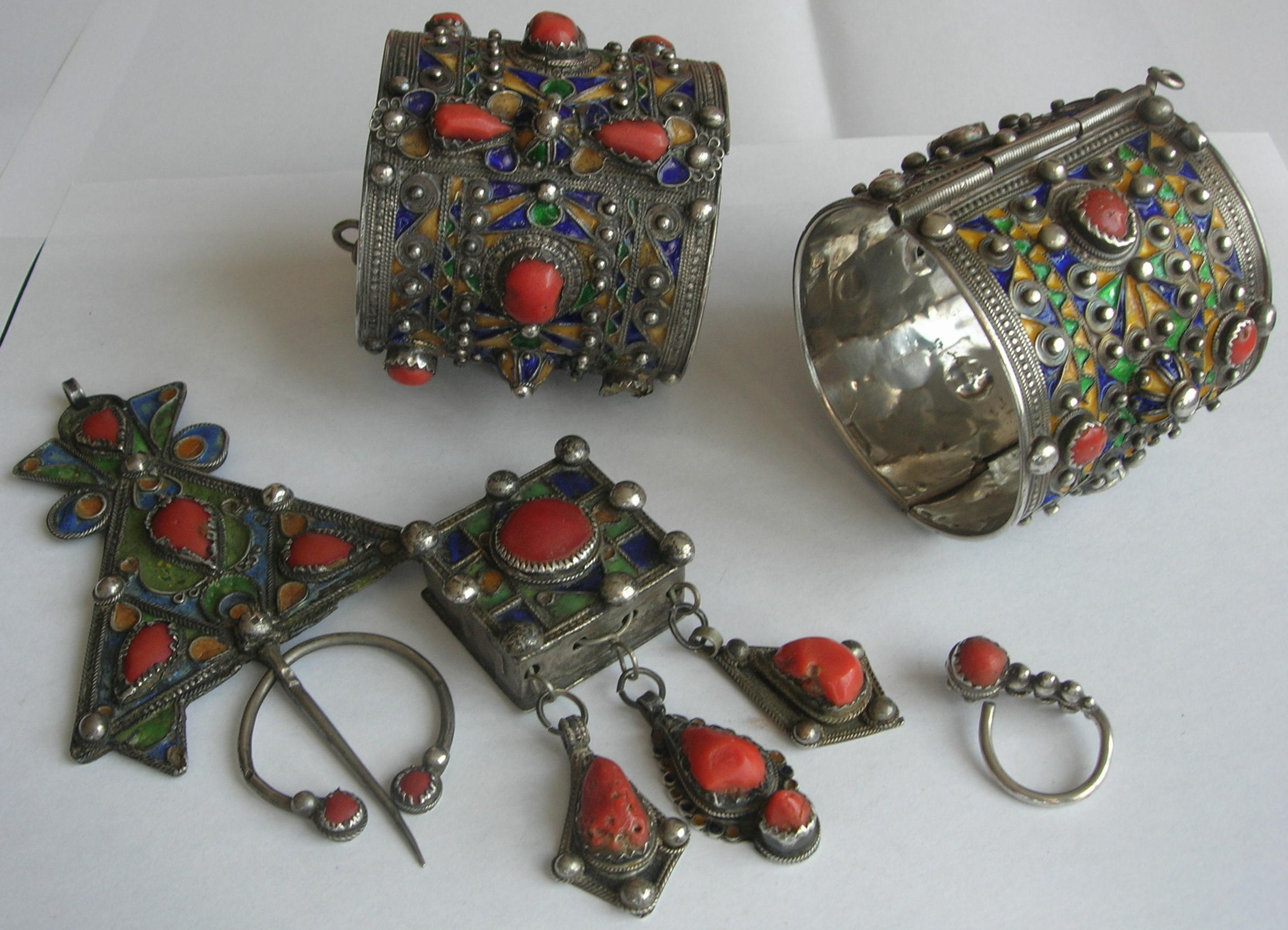
Bijoux de Kabylie (v.1950).
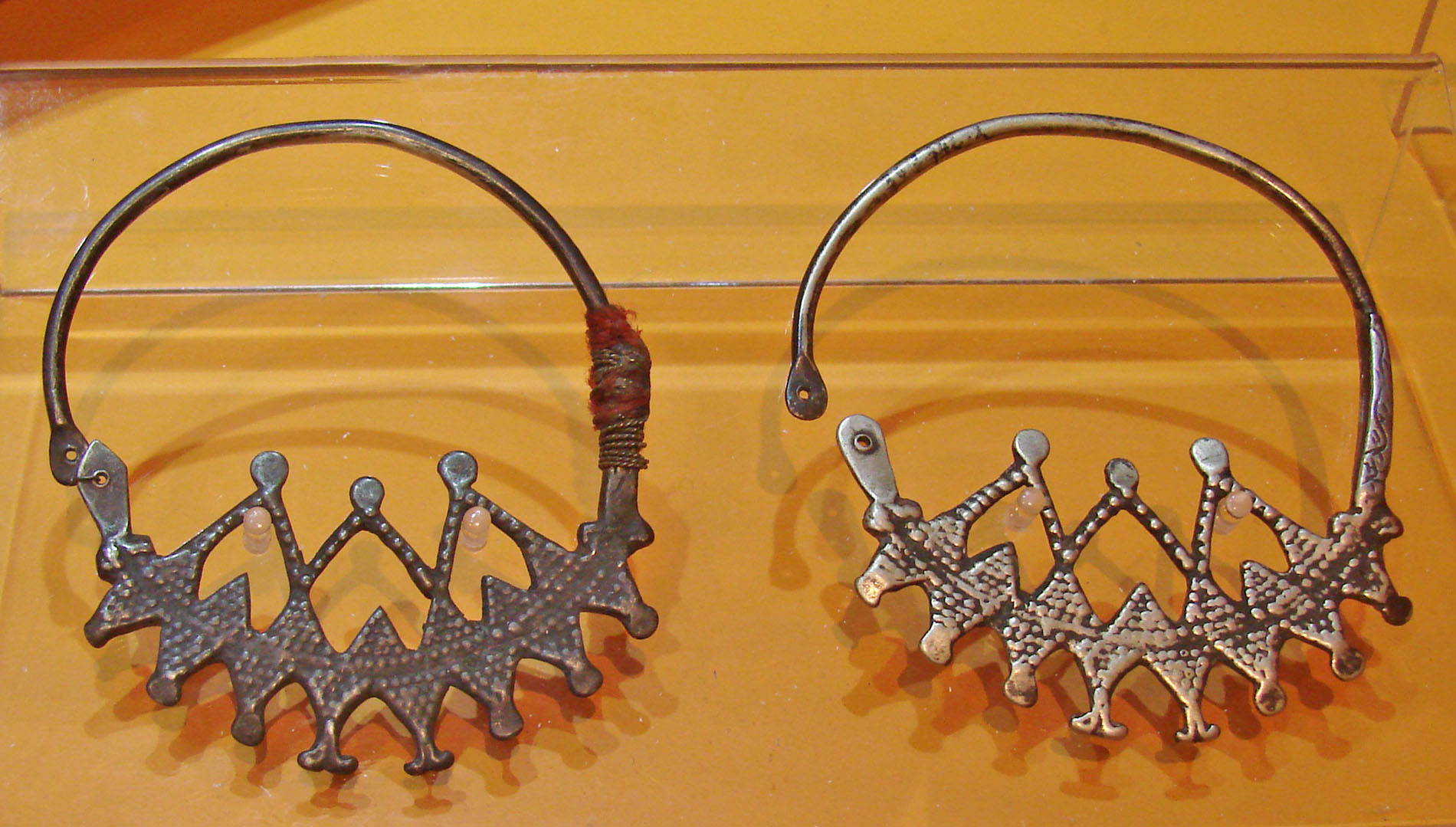
Bijoux chaouis, Musée de l'Homme, lors d'une exposition consacrée à Germaine Tillion.
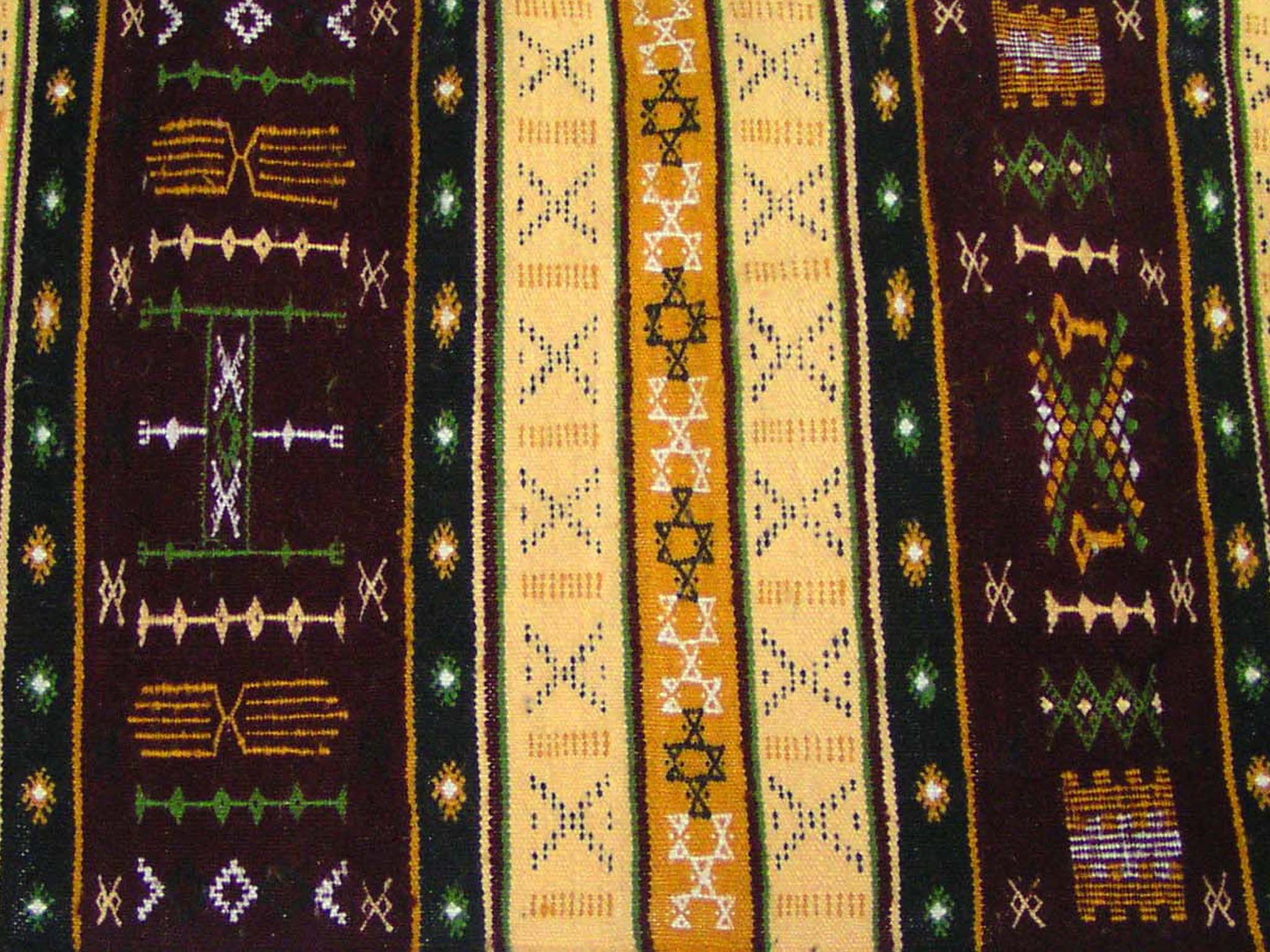
Tapis berbère de Kabylie.

### Musique
La musique algérienne est un parfait reflet de la grande diversité culturelle qui caractérise ce vaste pays, les répertoires musicaux se distinguent par une profusion de plusieurs styles.
Le chaâbi est un genre musical typiquement algérois qu'on a dérivé de la musique arabo-andalouse durant les années 1920. Le style se caractérise par des rythmes spécifiques et des Kacidate en arabe dialectal qui sont de longs poèmes tirés du terroir algérien. Le maître incontesté de cette musique demeure El Hadj M'Hamed El Anka. Le style malouf constantinois est sauvegardé, Mohamed Tahar Fergani est un des meilleurs chanteurs dans ce style. Le malouf de Annaba est un autre style joué par Hamdi Benani.
La musique classique algérienne dite andalouse est un style musical qui a été rapporté en Algérie par les réfugiés andalous ayant fui la reconquista catholique à partir du XIe siècle, elle se développera considérablement dans les villes du nord de l'Algérie. Cette musique se caractérise par une grande recherche technique et s'articule principalement sur douze longues Noubate « suite », ses principaux instruments sont la mandoline, le violon, le luth, la guitare, la cithare, la flûte de roseau et le piano. Parmi les interprètes les plus remarqués, il y a Beihdja Rahal, El Hadj Mohamed El Ghaffour, Nasserdine Chaouli, Cheikh Larbi Bensari, Nouri Kouffi ainsi que des troupes musicales comme El Mouahidia, El Mossilia, El Fakhardjia, Es Sendoussia et El-Andalous.
La musique folklorique se distingue principalement par plusieurs styles. La musique bédouine est caractérisée par les chants poétiques qu'interprètent les pasteurs nomades dans la région des hauts plateaux. Elle repose sur de longues kacida (poèmes) à rime unique et au son monocorde de la flûte (gasba). En général cette musique s'articule sur des thèmes amoureux, religieux et épiques. Parmi les grands interprètes, il y a Khelifi Ahmed, Abdelhamid Ababsa et Rahab Tahar. La musique kabyle repose sur un riche répertoire qui est fait de poésie et de très vieux contes transmis à travers des générations, grâce notamment à une tradition orale ancestrale. Certaines chansons abordent le thème de l'exil, de l'amour et de la politique, entre autres. Les grands interprètes sont : Cheikh El Hasnaoui, Slimane Azem, Kamel Hamadi, Cherif Kheddam, Aït Menguellet, Idir, Kamel Messaoudi, Lounès Matoub, Massa Bouchafa ou encore Takfarinas.
La musique chaouie est un folklore diversifié dans les régions des Aurès. La musique traditionnelle est bien représentée par nombreux chanteurs Aurassiens. Les premiers chanteurs qui ont connu un succès international sont Aïssa Djermouni (il chantera à l'Olympia en 1937) et Ali Khencheli. Le style de musique rahaba est propre à toute la région des Aurès. La musique terguie présente généralement dans les régions de l'extrême sud-est de l'Algérie, elle est représentée par des artistes tels que Othmane Bali, Biyat Edaber joueuse d'imzad, Alamine Khawlen, Badi Lalla, Shtima Bouzad. Enfin, la musique sétifienne dans le nord du pays demeure un style très particulier qui est largement inspiré par le Diwan.
La musique moderne se décline sous plusieurs facettes : la musique raï est un style typiquement de l'Ouest algérien avec ses deux fiefs que sont Oran et Sidi Bel Abbès. Son évolution moderne fut amorcée durant les années 1970 lorsqu'il s'enrichit d'une instrumentation moderne à l'image de la guitare électrique, du synthétiseur et de la batterie. Ce style fut aussi influencé par des musiques occidentales telles que le rock, le reggae et la funk. Mais ce qui allait lui donner un essor particulier, c'était l'arrivée sur la scène musicale d'interprètes de talent tels que Hadj Brahim, dit Khaled, Cheb Mami, Cheb Hasni, Faudel, Rachid Taha, Raïna Raï, ou encore Chaba Zahouania. La musique rap, style relativement récent en Algérie, connaît un essor appréciable avec l'émergence de groupes tels que MBS, Double canon, Intik ou encore Hamma Boys. Les thèmes de cette musique s'articulent généralement autour des fléaux sociaux et de l'amour. Par ailleurs, plusieurs chanteurs préfèrent jouer le style classique arabe comme la vedette Warda al-Jazairia, Fella Ababsa et Amel Wahbi. Le Raï, "chant populaire d'Algérie" est classé en 2022 au patrimoine culturel immatériel de l'humanité.

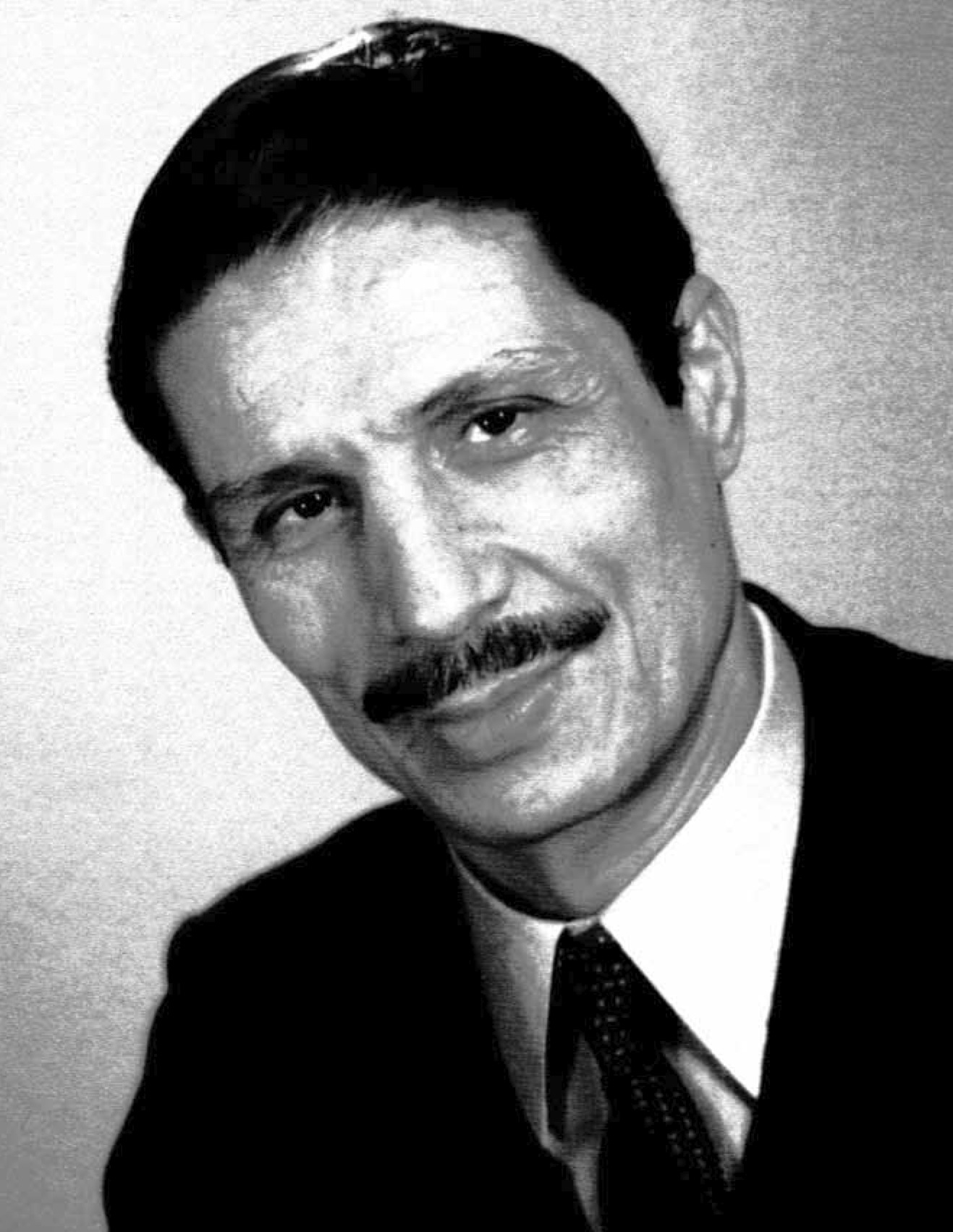
Dahmane El Harrachi, icône de la musique chaâbi.
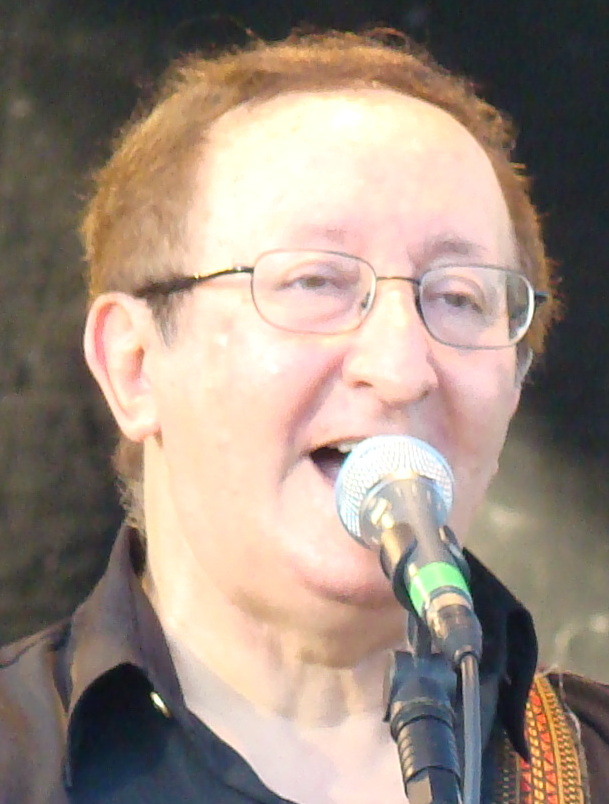
Idir, icône de la musique kabyle moderne.
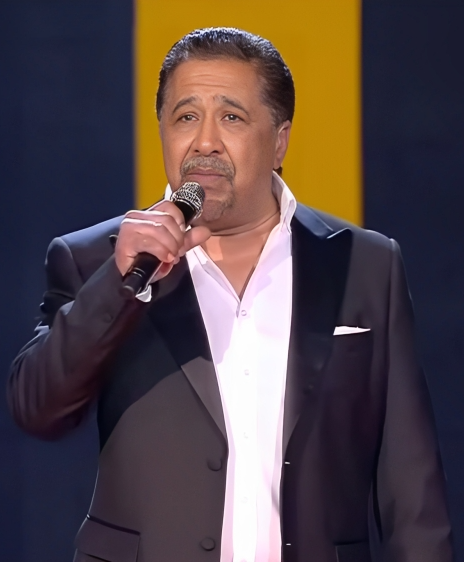
Khaled, icône de la musique raï.
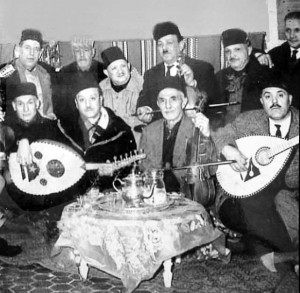
Orchestre algérien de musique arabo-andalouse.

### Gastronomie

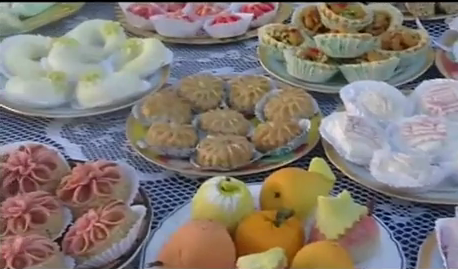
Pâtisseries algériennes traditionnelles de Mostaganem.

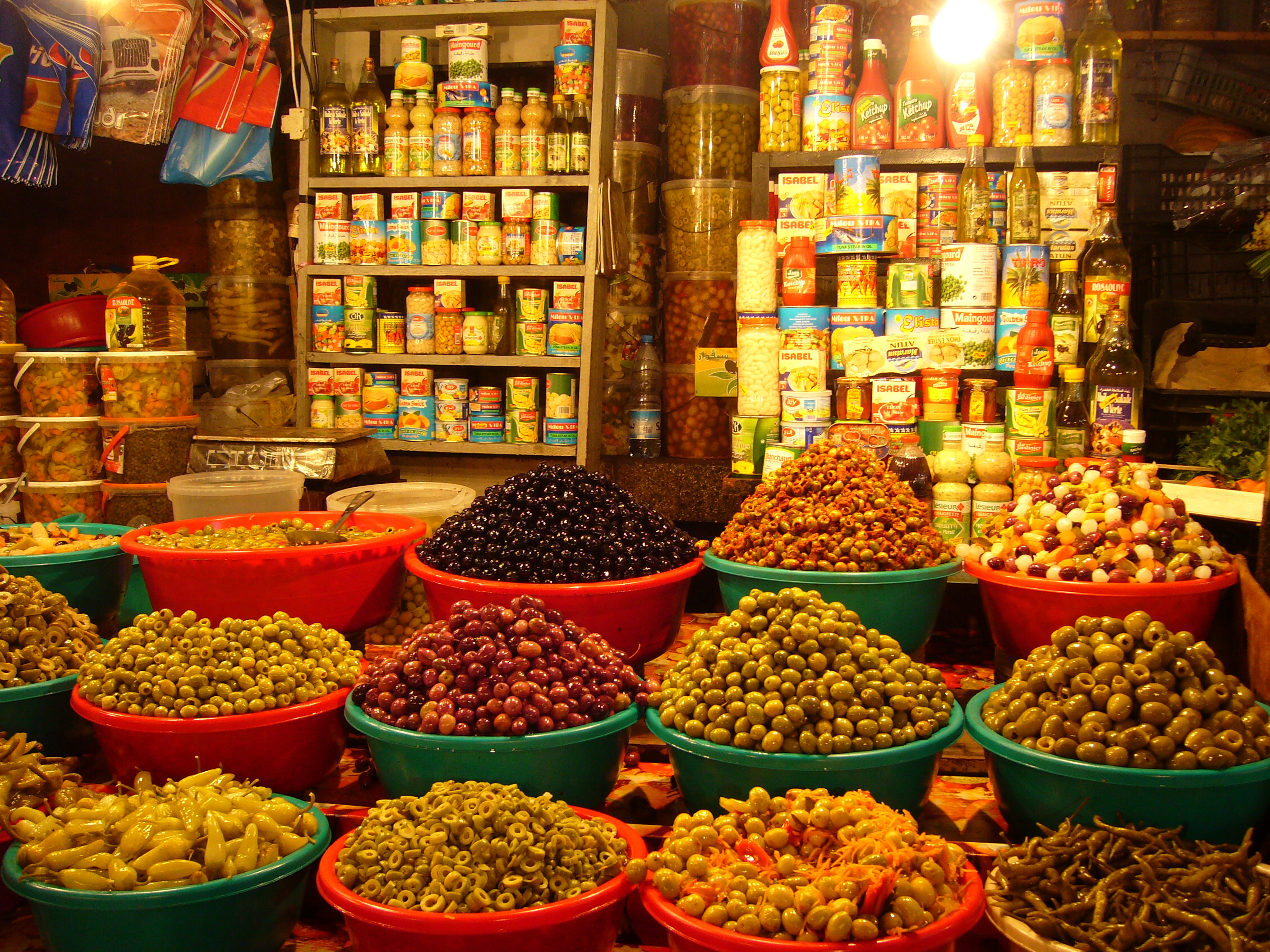
Variété d'olives et de piments dans le souk El Hattab (Annaba).

La cuisine algérienne se caractérise par une richesse tirée de la production terrestre et marine. C'est essentiellement une cuisine méditerranéenne et saharienne. Elle offre une composante de mets variés selon les régions et selon les saisons, ce qui donne une palette culinaire très diversifiée. Cette cuisine qui fait appel à une multitude de produits, reste tout de même celle des légumes et céréales qui depuis toujours sont produites avec abondance dans le pays, autrefois appelé « Grenier de Rome »,,, puis « Grenier de l'Europe ». De plus, le passé riche de l'Algérie a contribué à l'acheminement d'une abondance de mets originaire de différentes périodes et régions du monde. En effet, les conquêtes du territoire algérien ont été l'un des principaux facteurs d'échanges entre les différents peuples (berbères, arabes, turcs, juifs, andalous, français et espagnols).
Parmi toutes les spécialités dont dispose l'Algérie, les plus fameuses sont le couscous, reconnu comme plat national, et aussi les pâtisseries traditionnelles qualifiées de « pâtisseries orientales » dans les pays occidentaux.
La pâtisserie algérienne est diversifiée, selon les régions. Les trois régions connues pour leurs bonnes recettes sont Constantine, Alger, Tlemcen, Médéa, Miliana, Béjaïa. Les gâteaux sont commercialisés et on peut les retrouver dans les grandes villes soit en Algérie ou en Europe ou au Canada. Par contre, les gâteaux traditionnels faits à la maison présentent un vaste répertoire de recettes, selon les us et coutumes de chaque famille. Parmi ces gâteaux, il y a Tamina, Chrik, Cornes de gazelles, Dziriette, Griouech, Kalb el louz, Makroud, Mbardja, Mchewek, Samsa, Tcharak, Baghrir, Khfaf, Zlabia, Aarayech, Ghroubiya, Mghergchette.
La pâtisserie algérienne contient aussi des gâteaux tunisiens ou français et elle est commercialisée.
Le pain est aussi varié, selon les Wilayas, il peut être sous forme de galettes comme Kessra ou Khmira ou Harchaya, de baguettes et de rondelles dites Khoubz dar ou Matlou.

### Sport

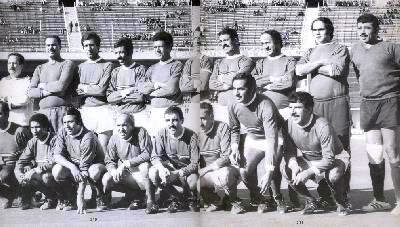
L'équipe de football du FLN à son jubilé au stade du 5-Juillet-1962 en 1974.

Le jeu existait déjà pendant l'Antiquité. Dans les Aurès, les gens jouent à plusieurs jeux dont El kherdba ou Kharbaga. Les jeux de cartes, ainsi que le jeu de dames et les jeux d'échecs font partie de la culture algérienne,. Les courses de chevaux (fantasia) et le tir au fusil font partie des loisirs culturels de certains Algériens.
Le sport en Algérie le plus pratiqué et le plus populaire reste le football. Plusieurs clubs de football ont vu le jour durant les premières décennies du XXe siècle. L'Association des oulémas musulmans algériens encourageait fortement la création des Scouts musulmans algériens. Plusieurs activités sportives se sont déroulées au cours de la vie de cette association, puis le parti populaire algérien s'engage à gérer les scouts et les clubs sportifs. Plusieurs Algériens ont participé à diverses manifestations sportives au XXe siècle (Jeux olympiques, Jeux africains, Jeux panarabes, Jeux méditerranéens).
Pendant la guerre d'Algérie, l'équipe de football du FLN a participé à plusieurs tournois et événements sportifs. Plusieurs complexes sportifs algériens ont été construits également.
À l'indépendance, les stades de football en Algérie sont tenus par les clubs de football algériens ou les municipalités. Le Ministère de la Jeunesse et des Sports en Algérie gère toutes les activités liées au sport. Plusieurs activités sportives nationales ou internationales sont organisées autour des diverses disciplines sportives en Algérie. Il existe plusieurs fédérations de sport qui contribuent au développement des disciplines sportives. La plus importante est la Fédération algérienne de football (FAF). Cette dernière est une association regroupant les clubs de football d'Algérie et organisant les compétitions nationales et les matchs internationaux de la sélection d'Algérie (Équipe d'Algérie de football).

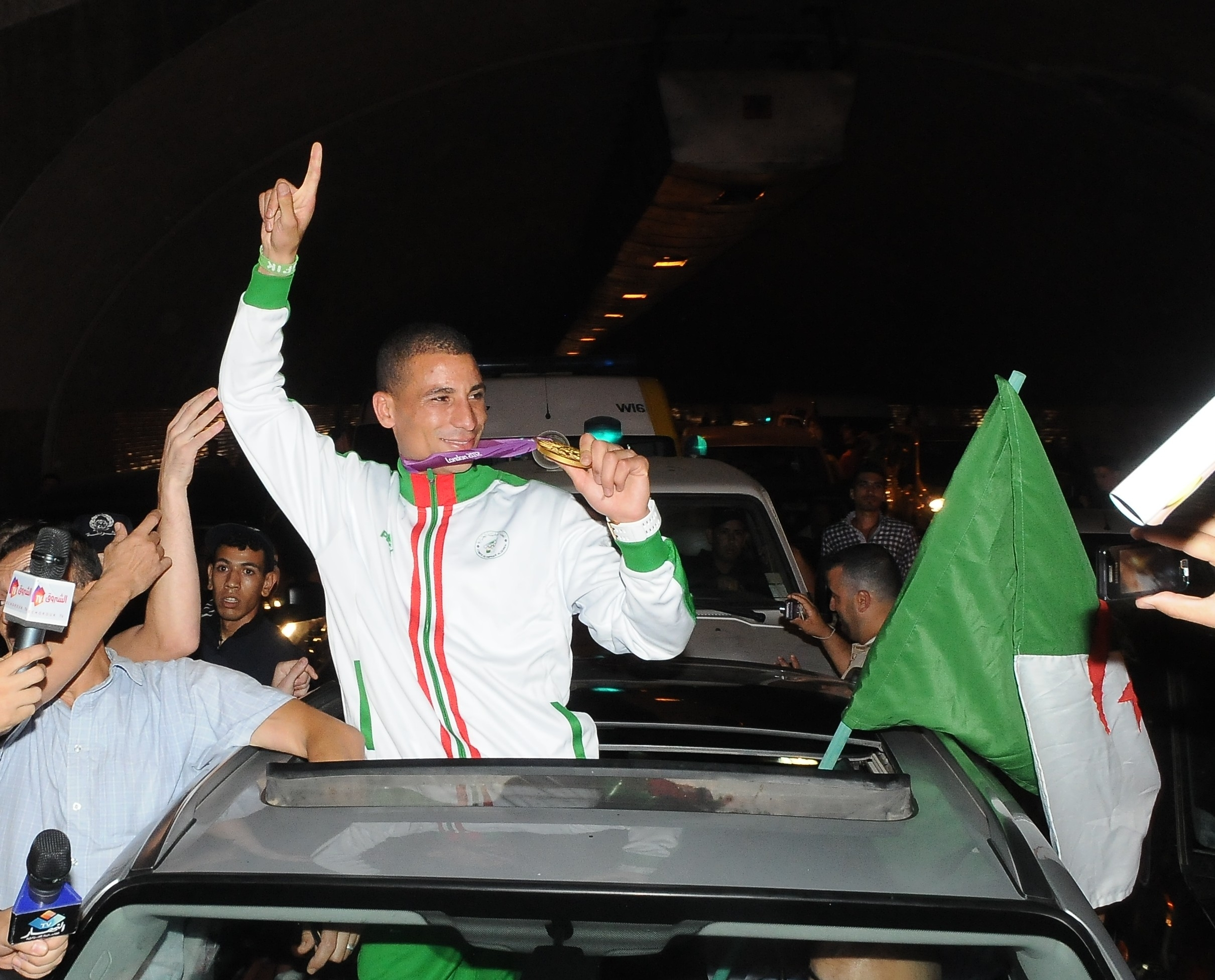
Le champion olympique du 1500 mètres Taoufik Makhloufi, médaillé d'or des Jeux olympiques de Londres 2012.

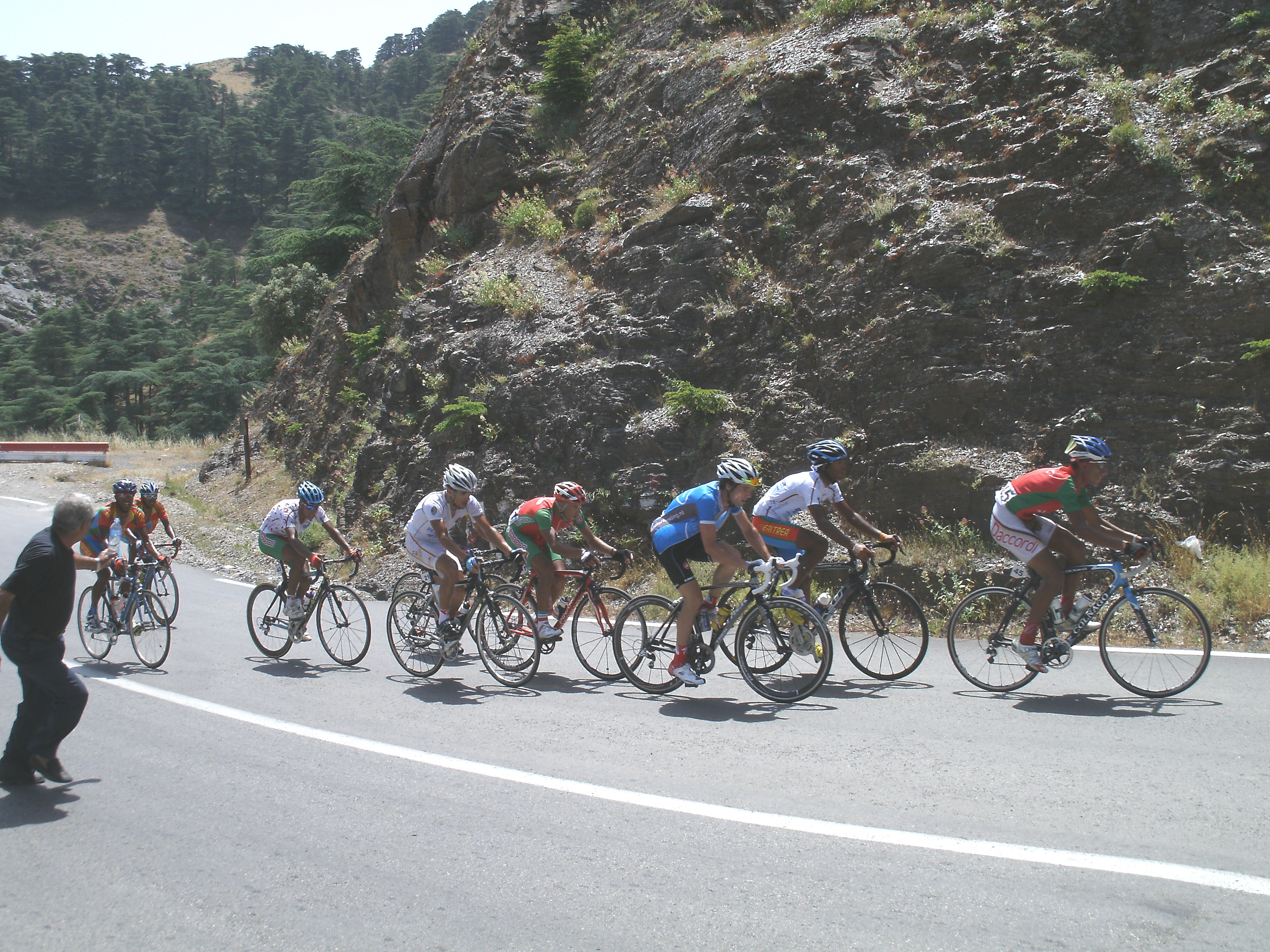
Le Tour d'Algérie, dans les hauteurs de Chréa, 2011.

En 1977, face aux résultats en dents de scie des sélections algériennes dans tous les sports, et alors que les clubs algériens échouaient aux premiers tours des compétitions à cause d'un manque de structures, tout ceci est notamment est dû au fait que la pratique du sport en Algérie se faisait en masse, ce qui est un des principes du socialisme, et résulte de cela l'amateurisme du sport algérien. En rajoutant à cela que l'hymne national algérien est sifflé pour la première fois depuis l'indépendance devant un président de la république lors de la finale de la Coupe d'Algérie 1977 opposant la JS Kabylie au NA Hussein Dey par des supporters kabyles, le président de l'époque Houari Boumédiène décide alors d'appliquer une réforme sportive visant à introduire les principaux clubs algériens dans les sociétés nationales, avec l'exemple du MC Alger qui devient Mouloudia Pétroliers d'Alger puisque aspiré dans Sonatrach, et la JS Kabylie (JS Kawakibi entre 1974 et 1977) qui devient Jeunesse électronique de Tizi-Ouzou parce qu'aspiré chez l'ENIEM. Cette réforme permettra à la sélection algérienne de football d'atteindre d'abord les demi-finales des Jeux méditerranéens de 1979 de Yougoslavie, et ensuite de se qualifier pour sa première Coupe du monde de football en 1982, où elle devient la première équipe africaine à battre une nation européenne (l'Allemagne), lors d'une compétition officielle.
Le premier Algérien et Africain médaillé d'or est Boughéra El Ouafi en 1928 lors des Jeux olympiques d'Amsterdam au Marathon. Plusieurs hommes et femmes ont été des champions en athlétisme dans les années 1990 : Hassiba Boulmerka, Noureddine Morceli et Nouria Benida-Merah.
Dans la discipline du football, la fédération de football algérienne organise les rencontres du Championnat d'Algérie de football et la Coupe d'Algérie de football. Plusieurs noms sont gravés dans l'histoire du sport en Algérie comme Lakhdar Belloumi, Rachid Mekhloufi, Hacène Lalmas, Rabah Madjer, Salah Assad. L'équipe d'Algérie de football accède aux éliminatoires de la Coupe du monde de football 1982 et à la Coupe du monde de football 1986. Ensuite, en 2010, elle est qualifiée à la Coupe du monde de football 2010, après sa victoire à Omdourman (Soudan), grâce à un but d'Antar Yahia, lors d'un match d'appui contre l'Égypte. Aussi, l'équipe algérienne décroche sa deuxième victoire internationale en battant le Sénégal en finale de la CAN 2019 ainsi victorieuse de
la Coupe arabe de la FIFA 2021 en décembre de la même année. De plus, plusieurs clubs de football ont remporté des trophées comme le club Jeunesse sportive de Kabylie. Ce dernier a la particularité d'être le seul club algérien, à n'avoir jamais connu la relégation en division inférieure, car depuis 1969, il évolue en nationale une. Il a gagné aussi de nombreuses fois la Coupe des champions, la coupe des coupes et la coupe de la CAF. Comme grands clubs on note aussi l'Entente de Sétif, Mouloudia d'Alger, Mouloudia d'Oran, Chabab Riadhi Belouizdad et l'USM Alger.
En boxe anglaise, il y a plusieurs noms comme Mohamed Benguesmia champion du Monde, catégorie mi-lourds ; Loucif Hamani fut champion d'Afrique ; Hocine Soltani champion olympique 2002 ; Mustapha Moussa médaillé de Bronze olympique en 1984 (le premier médaillé Olympique Algérien toutes disciplines confondues).
En Viêt Vo Dao, l'Algérie dispose de dizaines de milliers de pratiquants qui se sont distingués au championnat du monde 2011 à Hô Chi Minh-Ville.
L'Algérie est l'une des équipes masculines qui ont marqué le handball africain. Si au niveau national, les équipes rencontrent quelques difficultés en finale des compétitions majeures, en compétitions internationales des clubs en revanche, la domination de l'Algérie est nettement supérieure. L'équipe nationale masculine de handball a remporté plusieurs titres notamment au championnat d'Afrique des nations masculin de handball en 1981, 1983, 1985, 1987, 1989, 1996 et 2014. L'équipe nationale féminine de handball a également triomphé lors des tournois des Championnats d'Afrique des nations et des Jeux panarabes.
En judo, Amar Benikhlef et Ali Idir ont gagné plusieurs fois le Championnat d'Afrique des nations de judo masculin. Également plusieurs femmes comme Soraya Haddad, Salima Souakri, ont eu des trophées lors du Championnat d'Afrique des nations de judo féminin. En Natation, on cite Salim Iles, champion d'Afrique et Arabe et qui réalisé des  performances au niveau Mondial. Au volley-ball, l'Équipe d'Algérie féminine de volley-ball est qualifiée au championnat du monde féminin de volley-ball de 2010. Elle a obtenu plusieurs titres lors de plusieurs compétitions internationales par le passé.
Le cyclisme a connu plusieurs grands noms dont Hamza Madjid qui a remporté plusieurs fois le maillot jaune dans les années 1970 et début 80, lors de compétitions nationales. Aussi, il y a plusieurs noms dans les années 1980 jusqu'à aujourd'hui, à l'exemple de Hichem Chaabane, Redouane Chabaane, Abdelbasset Hannachi, Azzedine Lagab, Eddy Lembo. Ce dernier évolue en France. En sport automobile, l'Algérie a été représentée par Nassim Sidi Said (Formule 1 en 2005). En culturisme, l'Algérie a été représentée par Mohamed Benaziza, qui a remporté le titre IFBB Night of Champions en 1990.
Lors des Jeux Olympiques d'été de Paris en 2024, l'athlète Imane Khelif s'est distinguée par une médaille d'or en boxe, Kaylia Nemour par une médaille d'or aux barres asymétriques (une première pour un pays Africain), Djamel Sadjati lui a obtenu une médaille de bronze au demi-fond et Abdelmouneme Basta une médaille d'or au Muay Thai.